# Liste der DIN-Normen/DIN 5000 bis DIN 49999

Logo des Deutschen Instituts für Normung

Die Normenliste DIN 5000 bis DIN 49999 listet aktuelle Normen und viele historische Norm-Ausgaben des Nummernbereichs 5001 bis 50000.
DIN – Deutsches Institut für Normung e. V. – ist die nationale Normungsorganisation der Bundesrepublik Deutschland mit Sitz in Berlin.
Erläuterungen zur Liste:
- Die Liste erhebt keinen Anspruch auf Vollständigkeit.
- Die Liste erhebt keinen Anspruch auf Aktualität.
- Bei den durchgestrichenen Normen handelt es sich um historische Normausgaben, die nicht mehr gültig sind.
- Die Normtitel werden in der zum Zeitpunkt der Herausgabe der betreffenden Norm gültigen Rechtschreibung geführt.

## DIN 5000–5999
- DIN 5004 Geschäftsvordrucke – Einheitswechsel
- DIN 5005 Papier und Pappe – Ringbucheinlagen – Lochdurchmesser, Lochmittenabstände für die Formate A4 und A5
- DIN 5007 Ordnen von Schriftzeichenfolgen
  - Teil 1 Allgemeine Regeln für die Aufbereitung (ABC-Regeln)
  - Teil 2 Ansetzungsregeln für die alphabetische Ordnung von Namen
- DIN 5008 Schreib- und Gestaltungsregeln für die Text- und Informationsverarbeitung
- DIN 5009 Text- und Informationsverarbeitung für Büroanwendungen – Ansagen und Diktieren von Texten und Schriftzeichen
- DIN 5012 Kurzmitteilung, Oktober 2008 ohne Ersatz zurückgezogen
- DIN 5013 Pendelbrief, Oktober 2008 ohne Ersatz zurückgezogen
- DIN 5016 Geschäftsvordrucke – Lieferabruf
- DIN 5018 Geschäftsvordrucke – Speditionsauftrag
- DIN 5023 Deckfarben-Malkasten, zurückgezogen am 31. August 2018
- DIN 5030 Spektrale Strahlungsmessung
  - Teil 1 Begriffe, Größen, Kennzahlen
  - Teil 2 Strahler für spektrale Strahlungsmessungen; Auswahlkriterien
  - Teil 3 Spektrale Aussonderung; Begriffe und Kennzeichnungsmerkmale
  - Teil 5 Physikalische Empfänger für spektrale Strahlungsmessungen; Begriffe, Kenngrößen, Auswahlkriterien
- DIN 5031 Strahlungsphysik im optischen Bereich und Lichttechnik
  - Beiblatt 1 Inhaltsverzeichnis über Größen, Formelzeichen und Einheiten sowie Stichwortverzeichnis zu DIN 5031 Teil 1 bis Teil 10
  - Teil 1 Größen, Formelzeichen und Einheiten der Strahlungsphysik
  - Teil 2 Strahlungsbewertung durch Empfänger
  - Teil 3 Größen, Formelzeichen und Einheiten der Lichttechnik
  - Teil 4 Wirkungsgrade
  - Teil 5 Temperaturbegriffe
  - Teil 6 Pupillen-Lichtstärke als Maß für die Netzhautbeleuchtung
  - Teil 7 Benennung der Wellenlängenbereiche
  - Teil 8 Strahlungsphysikalische Begriffe und Konstanten
  - Teil 9 Lumineszenz-Begriffe
  - Teil 10 Photobiologisch wirksame Strahlung, Größen, Kurzzeichen und Wirkungsspektren
- DIN 5032 Lichtmessung
  - Teil 1 Photometrische Verfahren
  - Teil 2 Betrieb elektrischer Lampen und Messung der zugehörigen Größen
  - Teil 3 Messbedingungen für Gasleuchten
  - Teil 4 Messungen an Leuchten
  - Teil 6 Photometer; Begriffe, Eigenschaften und deren Kennzeichnung, Oktober 2004 ersetzt durch DIN EN 13032-1
  - Teil 7 Klasseneinteilung von Beleuchtungsstärke- und Leuchtdichtemessgeräten
  - Teil 8 Datenblatt für Beleuchtungsstärkemessgeräte
  - Teil 9 Messung der lichttechnischen Größen von inkohärent strahlenden Halbleiterlichtquellen
- DIN 5033 Farbmessung
  - Teil 1 Grundbegriffe der Farbmetrik
  - Teil 2 Normvalenz-Systeme
  - Teil 3 Farbmaßzahlen
  - Teil 4 Spektralverfahren
  - Teil 5 Gleichheitsverfahren
  - Teil 6 Dreibereichsverfahren
  - Teil 7 Messbedingungen für Körperfarben
  - Teil 8 Meßbedingungen für Lichtquellen
  - Teil 9 Weißstandard zur Kalibrierung in Farbmessung und Photometrie
- DIN 5034 Tageslicht in Innenräumen
  - Teil 1 Allgemeine Anforderungen
  - Teil 2 Grundlagen
  - Teil 3 Berechnung
  - Teil 4 Vereinfachte Bestimmung von Mindestfenstergrößen für Wohnräume
  - Teil 5 Messung
  - Teil 6 Vereinfachte Bestimmung zweckmäßiger Abmessungen von Oberlichtöffnungen in Dachflächen
- DIN 5035 Beleuchtung mit künstlichem Licht
  - Teil 1 Begriffe und allgemeine Anforderungen, September 2002 ersetzt durch DIN EN 12665
  - Teil 2 Richtwerte für Arbeitsstätten in Innenräumen und im Freien, Oktober 2007 ersetzt durch DIN EN 12464-1/2
  - Teil 3 Beleuchtung im Gesundheitswesen
  - Teil 4 Innenraumbeleuchtung mit künstlichem Licht; Spezielle Empfehlungen für die Beleuchtung von Unterrichtsstätten, Oktober 2007 ersatzlos zurückgezogen, seit März 2003 in wesentlichen Teilen abgelöst von DIN EN 12464-1
  - Teil 5 Innenraumbeleuchtung mit künstlichem Licht; Notbeleuchtung, August 1999 ersetzt durch DIN EN 1838
  - Teil 6 Messung und Bewertung
  - Teil 7 Beleuchtung von Räumen mit Bildschirmarbeitsplätzen
  - Teil 8 Arbeitsplatzleuchten; Anforderungen, Empfehlungen und Prüfung
- DIN 5036 Strahlungsphysikalische und lichttechnische Eigenschaften von Materialien
  - Beiblatt 1 Inhaltsverzeichnis und Stichwortverzeichnis
  - Teil 1 Begriffe, Kennzahlen
  - Teil 3 Meßverfahren für lichttechnische und spektrale strahlungsphysikalische Kennzahlen
  - Teil 4 Klasseneinteilung
- DIN 5037 Lichttechnische Bewertung von Scheinwerfern
  - Beiblatt 1 Vereinfachte Nutzlichtbewertung für Film-, Fernseh- und Bühnenscheinwerfer mit rotationssymmetrischer Lichtstärkeverteilung
  - Beiblatt 2 Vereinfachte Nutzlichtbewertung für Film-, Fernseh- und Bühnenscheinwerfer mit zu einer oder zwei zueinander senkrechten Ebenen symmetrischer Lichtstärkeverteilung
- DIN 5038 Regeln über objektive Photometrie
- DIN 5039 Licht, Lampen, Leuchten – Begriffe, Einteilung
- DIN 5040 Leuchten für Beleuchtungszwecke
  - Teil 1 Lichttechnische Merkmale und Einteilung
  - Teil 2 Innenleuchten; Begriffe, Einteilung
  - Teil 3 Außenleuchten, Begriffe, Einteilung
  - Teil 4 Beleuchtungsscheinwerfer; Begriffe und lichttechnische Bewertungsgrößen
- DIN 5042 Verbrennungslampen und Gasleuchten
  - Teil 1 Einteilung, Begriffe
  - Teil 2 Keramische Mundstücke, Maße
  - Teil 3 Gasglühkörper, Maße
  - Teil 4 Gasglühkörper für die Straßenbeleuchtung; Anforderungen und Prüfungen
  - Teil 5 Zündbrenner, hängende Anordnung, Form A
  - Teil 6 Zündbrenner, stehende Anordnung
  - Teil 7 Festdüsen
  - Teil 8 Strahlrohre und Überwurfmuttern zur Luftregulierung
- DIN 5043 Radioaktive Leuchtpigmente und Leuchtfarben
  - Teil 1 Meßbedingungen für die Leuchtdichte und Bezeichnung der Pigmente
  - Teil 2 Meßbedingungen für die Leuchtdichte und Bezeichnungen der Leuchtfarben
- DIN 5044 Ortsfeste Verkehrsbeleuchtung; Beleuchtung von Straßen für den Kraftfahrzeugverkehr; Allgemeine Gütemerkmale und Richtwerte
- DIN 5045 Meßgerät für DIN-Lautstärken; Richtlinien
- DIN 5046 Haken für Fleisch und sonstige Lebensmittel; S-Haken
- DIN 5047 Haken für Fleisch und sonstige Lebensmittel; Rohrbahn-Gleithaken
- DIN 5048 Haken für Fleisch und sonstige Lebensmittel; Rohrbahn-Rollhaken
- DIN 5059 Packmittel; Tuben aus Metall und Kunststoff
  - Teil 1 Tuben aus Metall; Tubenhälse, Tubenschultern
  - Teil 2 Tuben aus Kunststoff; Tubenhälse
- DIN 5060 Packmittel – Verschluss des Tubenendes
- DIN 5065 Packmittel – Verschlüsse aus Kunststoff für Metalltuben
- DIN 5079 Packmittel - Schachteln aus Vollpappe oder Wellpappe
  - Teil 1 Für zylindrische Aluminiumtuben
- DIN 5090 Packmittel – Verpackungsflaschen
- DIN 5097 Packhilfsmittel - Bügelverschlüsse für Flaschen
- DIN 5107 Schrotmeißel; Kaltmeißel
- DIN 5108 Maurerhämmer
- DIN 5109 Schreinerhämmer
- DIN 5111 Stiele aus Holz für Hämmer bis 2 kg
- DIN 5112 Stiele aus Holz für Hämmer über 2 kg
- Schraubzwinge mit Aufschrift DIN 5117DIN 5117 Schraubzwingen

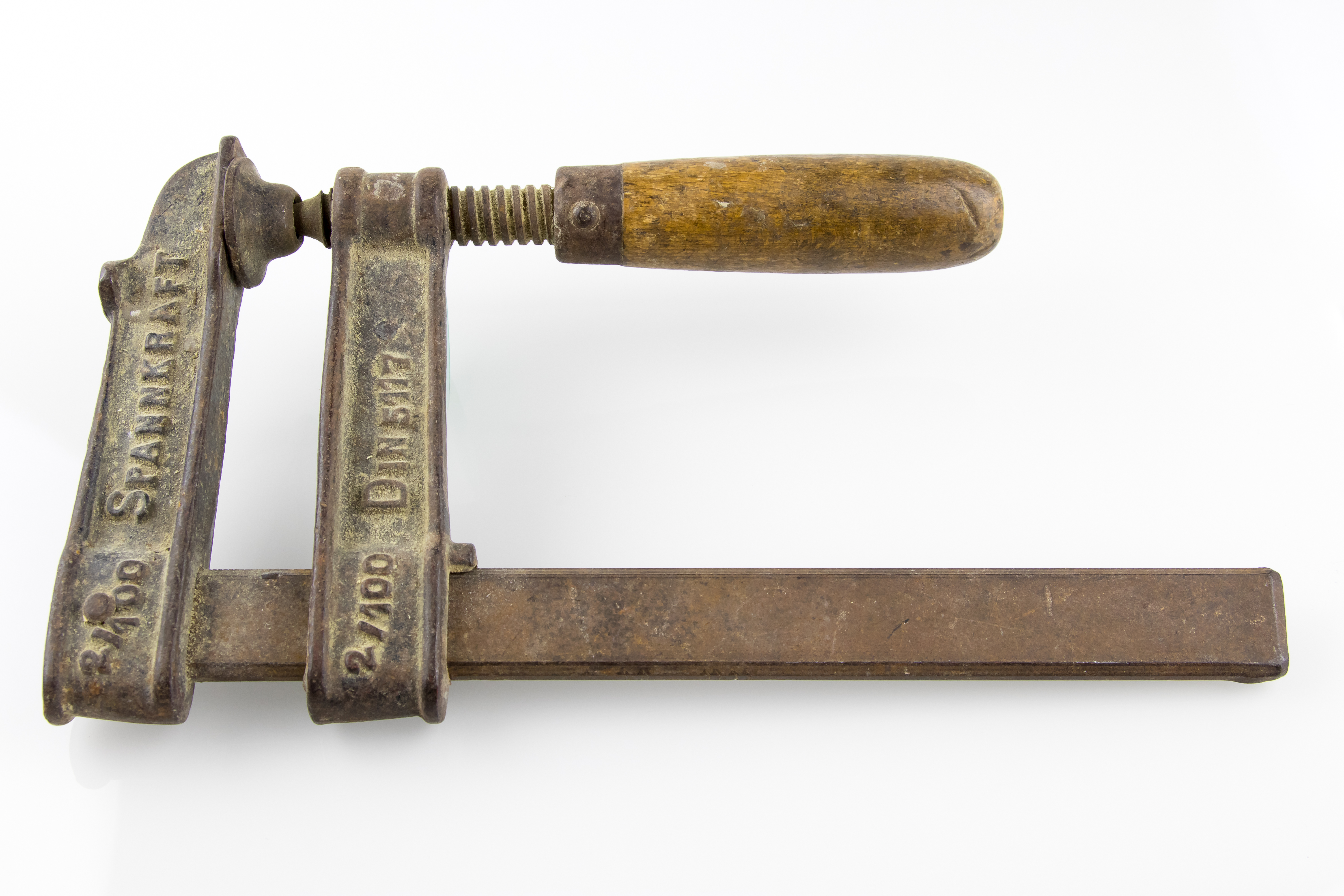
Schraubzwinge mit Aufschrift DIN 5117

- DIN 5118 Werkzeuge der Stanztechnik - Schneidstempel mit Posaunenhals
- DIN 5128 Gummihämmer
- DIN 5129 Spalthämmer
- DIN 5130 Kupferhämmer - Maße und technische Lieferbedingungen
- DIN 5131 Beile
- DIN 5132 Beilstiele
- DIN 5133 Schweißerhammer
- DIN 5134 Sägeblätter für Holz
  - Teil 1 Technische Lieferbedingungen für Bandsägeblätter
  - Teil 2 Technische Lieferbedingungen für Handsägeblätter
  - Teil 4 Technische Lieferbedingungen für Kreissägeblätter aus Werkzeugstahl
  - Teil 5 Technische Lieferbedingungen für Kreissägeblätter mit Schneidplatten aus Hartmetall
- DIN 5135 Stiele aus Holz für Fäustel bis 2 kg
- DIN 5136 Schonhämmer – Technische Lieferbedingungen
- DIN 5138 Beitelgriffe
- DIN 5139 Stechbeitel
- DIN 5142 Hohlbeitel
- DIN 5143 Lochbeitel
- DIN 5144 Drechslerbeitel
- DIN 5145 Hobel
- DIN 5146 Schrupphobel
- DIN 5152 Hobeleisen; Technische Lieferbedingungen
- DIN 5154 Beitel; Technische Lieferbedingungen
- DIN 5155 Beitel; Benennungen
- DIN 5156 Maschinen-Gewindebohrer mit abgesetztem Schaft (Überlaufbohrer) für Rohrgewinde G 1/16 bis G 2 und Rp 1/16 bis Rp 2
- DIN 5157 Satzgewindebohrer – Zweiteiliger Satz für Rohrgewinde G 1/16 bis G 4 und Rp 1/16 bis Rp 4
- DIN 5194 Verjüngte Vierkantschäfte an Bohrwindenwerkzeugen für Holz
- DIN 5200 Schraubwerkzeuge – Winkelschraubendreher für Schlitzschrauben – Maße und Anforderungen
- DIN 5208 Winkelschraubendreher für Schrauben mit Kreuzschlitz
- DIN 5228 Flach-Schaber, ersetzt durch DIN 8350
- DIN 5234 Rohrzangen; Schwedisches Modell
- DIN 5235 Justierzangen
- DIN 5253 Durchtreiber für Schmiede
- DIN 5254 Zangen für Sicherungsringe für Wellen
- DIN 5256 Zangen für Sicherungsringe für Bohrungen
- DIN 5264 Schraubendreher für Schrauben mit Schlitz - Zuordnung der Schraubendreherspitzen für Schrauben mit Schlitz
- DIN 5279 Patentketten; Kettenglieder aus Blech
- DIN 5280 Kugelketten
- DIN 5287 Simplexhaken (Federnde Haken aus einem Stück)
- DIN 5289 Karabinerhaken, Scherenförmig
- DIN 5290 Karabinerhaken aus Leichtmetall
  - Teil 1 mit Überwurfmutter; Maße, Anforderungen und Prüfung
  - Teil 2 ohne Überwurfmutter; Maße, Technische Lieferbedingungen
- DIN 5291 Rollschnallen
- DIN 5292 Klemmschnallen
- DIN 5293 Ösen für Gurte und Riemen
- DIN 5294 Knöpfe zum Einschrauben und Annieten
- DIN 5295 Klemmplatten für Gurte und Riemen
- DIN 5296 Ringe
- DIN 5297-1 Karabinerhaken
  - Teil 1 mit rechteckigem Ring, Verschluß durch Blattfeder
  - Teil 2 mit rundem und ovalem Ring, Verschluß durch Blattfeder
  - Teil 3 mit rechteckigem und rundem Ring, Klappe mit Griff
- DIN 5299 Karabinerhaken aus Halbrunddraht, Runddraht und geschmiedet
- DIN 5300 Näh- und Bekleidungsmaschinen – Begriffe der Nähtechnik
  - Teil 1 Nähen, Nähstich, Nähstichtyp, Nähnaht
  - Teil 2 Maschine, Maschinenfunktionen
  - Teil 3 Nähgut, Nähfaden
  - Teil 4 Nähfunktionen
  - Teil 5 Zusatzeinrichtungen, Schneidverfahren und Kenngrößen
- DIN 5307 Näh- und Bekleidungsmaschinen - Vokabular, Einteilung, Begriffe
- DIN 5310 Industrie-Nähmaschinen; Sicherheitstechnische Anforderungen
- DIN 5318 Industrie-Nähmaschinen
  - Teil 1 Nähfuß, Anschlußmaße
  - Teil 2 Nähfuß, Sicherheitstechnische Anforderungen
- DIN 5319 Industrie-Nähmaschinen; Stoffdrückerstange mit prismatischer Aufnahme, Anschlußmaße
- DIN 5325 Nähmaschinen; Nadeln, Gegenüberstellung von metrischen und anderen Dickenbezeichnungen
- DIN 5330 Nähmaschinen
  - Teil 1 Nadeln, Benennungen, Kenngrößen
- DIN 5340 Begriffe der physiologischen Optik
- DIN 5381 Kennfarben
- DIN 5401 Wälzlager – Kugeln für Wälzlager und allgemeinen Industriebedarf
- DIN 5402 Wälzlager – Wälzlagerteile
  - Teil 1 Zylinderrollen
  - Teil 2 Walzen (zurückgezogen)
  - Teil 3 Nadelrollen
- DIN 5405 Wälzlager - Nadellager
  - Teil 1 Radial-Nadelkränze
  - Teil 2 Axial-Nadelkränze
  - Teil 3 Axialscheiben
- DIN 5406 Wälzlager – Muttersicherungen; Sicherungsblech, Sicherungsbügel
- DIN 5412 Wälzlager - Zylinderrollenlager
  - Teil 1 Einreihig, mit Käfig, Winkelringe
  - Teil 4 Zweireihig, mit Käfig, erhöhte Genauigkeit
  - Teil 11 Einreihig, mit Käfig, für Schienenfahrzeug-Radsatzlagerungen
- DIN 5415 Wälzlager – Spannhülsen
- DIN 5416 Wälzlager – Abziehhülsen
- DIN 5417 Befestigungsteile für Wälzlager - Sprengringe für Lager mit Ringnut
- DIN 5418 Wälzlager; Maße für den Einbau
- DIN 5419 Wälzlager – Abdichtungen für Wälzlager - Maße für Filzringe und Filzstreifen
- DIN 5425 Toleranzen für den Einbau von Wälzlagern
- DIN 5426 Wälzlager – Laufgeräusche von Wälzlagern
  - Teil 1 Verfahren zur Messung des Körperschalls
- DIN 5429 Wälzlager - Kombinierte Nadellager
  - Teil 1 Nadel-Axialzylinderrollenlager, Nadel-Axialkugellager
  - Teil 2 Nadel-Schrägkugellager
- DIN 5435 Handpumpen; Zweilochflansche mit Ansatz, für Nenndruck 1 bis 2,5
- DIN 5437 Handpumpen; Flügelpumpen; Größen, Leistung, Maße
- DIN 5450 Norm-Atmosphäre (ungültig)
- DIN 5464 Passverzahnungen mit Keilflanken – Schwere Reihe
- DIN 5466 Tragfähigkeitsberechnung von Zahn- und Keilwellen-Verbindungen
  - Teil 1 Grundlagen
- DIN 5471 Werkzeugmaschinen; Keilwellen- und Keilnaben-Profile mit 4 Keilen, Innenzentrierung, Maße
- DIN 5472 Werkzeugmaschinen; Keilwellen- und Keilnaben-Profile mit 6 Keilen, Innenzentrierung, Maße
- DIN 5473 Logik und Mengenlehre; Zeichen und Begriffe
- DIN 5474 Zeichen der mathematischen Logik
- DIN 5475 Komplexe Größen
- DIN 5477 Prozent, Promille; Begriffe, Anwendung
- DIN 5478 Maßstäbe in graphischen Darstellungen
- DIN 5480 Passverzahnungen mit Evolventenflanken und Bezugsdurchmesser
  - Teil 1 Grundlagen
  - Teil 2 Nennmaße und Prüfmaße
  - Teil 3 Eingriffswinkel 30°, Nennmaße, Messgrößen, Modul 0,5; 0,6; 0,75; 0,8 und 1, Mai 2005 ersetzt durch DIN 5480-2:2005-06
  - Teil 4 Eingriffswinkel 30°, Nennmaße, Messgrößen, Modul 1,25, Mai 2005 ersetzt durch DIN 5480-2:2005-06
  - Teil 5 Eingriffswinkel 30°, Nennmaße, Messgrößen, Modul 1,5, Mai 2005 ersetzt durch DIN 5480-2:2005-06
  - Teil 6 Eingriffswinkel 30°, Nennmaße, Messgrößen, Modul 2, Mai 2005 ersetzt durch DIN 5480-2:2005-06
  - Teil 7 Eingriffswinkel 30°, Nennmaße, Messgrößen, Modul 2,5, Mai 2005 ersetzt durch DIN 5480-2:2005-06
  - Teil 8 Eingriffswinkel 30°, Nennmaße, Messgrößen, Modul 3, Mai 2005 ersetzt durch DIN 5480-2:2005-06
  - Teil 9 Eingriffswinkel 30°, Nennmaße, Messgrößen, Modul 4, Mai 2005 ersetzt durch DIN 5480-2:2005-06
  - Teil 10 Eingriffswinkel 30°, Nennmaße, Messgrößen, Modul 5, Mai 2005 ersetzt durch DIN 5480-2:2005-06
  - Teil 11 Eingriffswinkel 30°, Nennmaße, Messgrößen, Modul 6, Mai 2005 ersetzt durch DIN 5480-2:2005-06
  - Teil 12 Eingriffswinkel 30°, Nennmaße, Messgrößen, Modul 8, Mai 2005 ersetzt durch DIN 5480-2:2005-06
  - Teil 13 Eingriffswinkel 30°, Nennmaße, Messgrößen, Modul 10, Mai 2005 ersetzt durch DIN 5480-2:2005-06
  - Teil 14 Eingriffswinkel 30°, Flankenpassungen, Toleranzen, Mai 2005 ersetzt durch DIN 5480-1:2005-06
  - Teil 15 Qualitätsprüfung
    - Berichtigung 1

  - Teil 16 Werkzeuge
    - Berichtigung 1
- DIN 5481 Passverzahnungen mit Kerbflanken
  - Berichtigung 1
- DIN 5482 Zahnnabenprofile und Zahnwellenprofile mit Evolventenflanken
  - Teil 1 Maße, Februar 1987 ersatzlos zurückgezogen
  - Teil 2 Profile für Abwälzfräser, Februar 1987 ersatzlos zurückgezogen
  - Teil 3 Zahnlücken- und Zahndickenmessung mit Meßkugel oder Meßzylinder, Februar 1987 ersatzlos zurückgezogen
- DIN 5483 Zeitabhängige Größen
  - Teil 1 Benennungen der Zeitabhängigkeit
  - Teil 2 Formelzeichen
  - Teil 3 Komplexe Darstellung sinusförmig zeitabhängiger Größen
- DIN 5485 Benennungsgrundsätze für physikalische Größen; Wortzusammensetzungen mit Eigenschafts- und Grundwörtern
- DIN 5486 Schreibweise von Matrizen
- DIN 5487 Fourier-, Laplace- und Z-Transformation; Zeichen und Begriffe
- DIN 5488 Benennungen für zeitabhängige Vorgänge (Ausgabe Februar 1964, ungültig)
- DIN 5489 Richtungssinn und Vorzeichen in der Elektrotechnik
- DIN 5490 Gebrauch der Wörter bezogen, spezifisch, relativ, normiert und reduziert (im Juli 2002 ersetzt durch DIN 5485)
- DIN 5491 Stoffübertragung; Diffusion und Stoffübergang, Grundbegriffe, Größen, Formelzeichen, Kenngrößen
- DIN 5493 Logarithmische Größen und Einheiten
  - Teil 1 Allgemeine Grundlagen, Größen und Einheiten der Informationstheorie, Juli 2004 ersetzt durch DIN IEC 60027-3
  - Teil 2 Logarithmierte Größenverhältnisse, Maße, Pegel in Neper und Dezibel
  - Teil 2 Beiblatt 1, Logarithmierte Größenverhältnisse, Pegel, Hinweiszeichen auf Bezugsgrößen und Meßbedingungen
- DIN 5494 Größensysteme und Einheitensysteme (ungültig)
- DIN 5496 Temperaturstrahlung von Volumenstrahlern
- DIN 5498 Chemische Thermodynamik; Formelzeichen (ungültig)
- DIN 5499 Brennwert und Heizwert; Begriffe
- DIN 5510 Vorbeugender Brandschutz in Schienenfahrzeugen
  - Teil 1 Brandschutzstufen, brandschutztechnische Maßnahmen und Nachweise
  - Teil 2 Brennverhalten und Brandnebenerscheinungen von Werkstoffen und Bauteilen – Klassifizierung, Anforderungen und Prüfverfahren
  - Teil 4 Konstruktive Gestaltung der Fahrzeuge; Sicherheitstechnische Anforderungen
  - Teil 5 Elektrische Betriebsmittel; Sicherheitstechnische Anforderungen
  - Teil 6 Begleitende Maßnahmen; Funktion der Notbremseinrichtung, Informationssysteme, Brandmeldeanlagen, Brandbekämpfungseinrichtungen; Sicherheitstechnische Anforderungen
- DIN 5513 Werkstoffe für Schienenfahrzeuge - Aluminium und Aluminiumlegierungen
- DIN 5517 Halbzeug für Schienenfahrzeuge - Profile, Stangen, Rohre und Bleche aus Aluminiumlegierungen
  - Teil 1 Auswahlnorm
- DIN 5520 Halbzeug für Schienenfahrzeuge - Biegeradien für Bleche und Bänder aus Aluminium und Aluminiumlegierungen
- DIN 5525 Bolzen ohne Kopf für Schienenfahrzeuge
- DIN 5526 Bolzen mit Kopf für Schienenfahrzeuge
- DIN 5542 Blattfederenden für Schienenfahrzeuge
- DIN 5543 Blattfedern; Federsattelplatten, Federzwischenplatten für Federaufhängung
- DIN 5545 Schakengehänge für Schienenfahrzeuge, für Güterwagenlaufwerke mit Blattfedern
- DIN 5560 Schienenfahrzeuge - Längsfestigkeit der Fahrzeugkästen von Leichttriebwagen
- DIN 5586 Druckluftausrüstung für Schienenfahrzeuge; Verschlußschrauben mit Bund und Entlüftung
- DIN 5589 Druckluftausrüstung für Schienenfahrzeuge - Sicherheitsventile mit Normalhub und Vollhub - Einbau- und Anschlussmaße, Anforderungen
- DIN 5590 Druckluftausrüstung für Schienenfahrzeuge - Luftbehälter aus Stahl - Maße, Bezeichnung
- DIN 5606 Prüfung von Gewinden an Werkstücken für Schienenfahrzeuge
  - Teil 2 Rundgewinde, Trapezgewinde, gerundetes Trapezgewinde
- DIN 5607 Lieferabgrenzung zwischen den Lieferern von Fahrzeugteil und elektro- sowie gegebenenfalls klimatechnischem Teil von Schienenfahrzeugen
- DIN 5651 Bremsklotzschuhe und Befestigungskeile für geteilte Bremsklötze an Schienenfahrzeugen; Technische Lieferbedingungen
- DIN 5683 Rundstahlketten - Tonnenketten für Seezeichen-Verankerung
  - Teil 1 Rundstahlketten, Güteklasse 4
  - Teil 2 Einzelteile, Güteklasse 4
  - Teil 3 Zusammenstellung
- DIN 5684 Rundstahlketten für Hebezeuge
  - Teil 1 Güteklasse 5, lehrenhaltig, geprüft
  - Teil 2 Güteklasse 6, lehrenhaltig, geprüft
- DIN 5684 Rundstahlketten - Fein tolerierte Hebezeugketten
  - Teil 3 Güteklasse T (Ausführung T, DAT und DT)
- DIN 5685 Rundstahlketten ohne Belastungsprüfung
  - Teil 1 Langgliedrig
  - Teil 2 Halblanggliedrig
  - Teil 3 Kurzgliedrig
- DIN 5686 Knotenketten ohne Güteanforderungen
- DIN 5687 Rundstahlketten
  - Teil 1 Güteklasse 5, mittel toleriert, geprüft
- DIN 5688 Anschlagketten
  - Teil 1 Hakenketten, Ringketten, Einzelteile; Güteklasse 5
  - Teil 3 Einzelglieder, Güteklasse 8; Text Deutsch und Englisch
- DIN 5692 Rundstahlketten - Geschmiedete Einzelteile - Ketten-Verkürzer, Güteklasse 8
- DIN 5696 Rundstahlketten - Rundstahlketten, Teilung 3,5d, für Kettenstränge in Becherwerken
  - Teil 1 Güteklasse 2, einsatzgehärtet
- DIN 5698 Rundstahlketten - Rundstahlketten, Teilung 2,8d, für Kettenstränge in Becherwerken
  - Teil 1 Güteklasse 2, einsatzgehärtet
- DIN 5699 Kettenbügel für Stetigförderer
- DIN 5881 Erdölindustrie - Drahtseile und Seiltriebe
  - Teil 1 Drahtseile
  - Teil 2 Seiltriebe
- DIN 5901 Breitfußschienen - Maße, statische Werte und Stahlsorten[1]
- DIN 5902 Laschen für rillenlose Breitfußschienen – Maße und Stahlsorten[2]
- DIN 5903 Laschenschrauben
  - Teil 1 Mit Halbrundkopf und Ovalansatz
  - Teil 2 Mit Vierkantkopf
- DIN 5904 Stahlschwellenprofile - Maße, statische Werte und Stahlsorten
- DIN 5906 Klemmplatten für rillenlose Breitfußschienen - Maße und Stahlsorten[3]
- DIN 5908 Gleisrahmen mit 600 mm Spurweite für Schienen bis 20 kg/m
- DIN 5911 Schienennägel, gepreßt
- DIN 5912 Schienennägel, geschmiedet
- DIN 5914 Schwellenschrauben mit rechteckigem Kopf
- DIN 5917 Kuppelschrauben mit Bundmutter und Unterlagen für Doppelschwellen

## DIN 6000–6999
- DIN 6063 Gewinde, vorzugsweise für Kunststoffbehältnisse
  - Teil 1 Sägengewinde, Maße
  - Teil 2 Trapezgewinde, Maße
- DIN 6075 Packmittel – Flaschen
  - Teil 1 Vichyform 1
  - Teil 2 Vichyform 2
- DIN 6080 Packmittel; Mehrweg-Weinflaschen; 0,75 l Burgunderform
- DIN 6094
  - Teil 3 Packmittel – Mündung – Lochmundstücke
  - Teil 5 Packmittel – Mundstücke – Mundstücke für Sekt- und Schaumweinflaschen mit Kunststoff- und Korkstopfen sowie Kronenkorken
  - Teil 8 Packmittel – Mundstücke – Mit Außengewinde
  - Teil 10 Packmittel – Mundstücke für Weithals-Verpackungsgläser – Wulstrandmundstücke
  - Teil 12 Packmittel – Mundstücke für Flaschen – Schraubmundstücke 7,5 R für Flaschen mit Innendruck
  - Teil 13 Packmittel – Mundstücke – 2-Gang- und 3-Gang-Gewinde-Mundstücke
  - Teil 14 Produktabbildung – Packmittel – Mundstücke für Flaschen – Schraubmundstück 8 G für Flaschen mit Innendruck
- DIN 6096 Packmittel – 0,75-l-Flasche für Sekt und Schaumwein
- DIN 6099 Packmittel – Kronenkorken
- DIN 6106 Verpackung – Glasbehältnisse – Seiten- und Bodennocken
- DIN 6110 Packmittel – Mehrweggläser mit einem Nennvolumen von 212 ml, 425 ml, 580 ml, 720 ml
- DIN 6111 Packmittel – Druckgaspackungen – Zur Mehrfachverwendung mit nicht zur Abtrennung vorgesehener Ausrüstung
- DIN 6113 Verpackung - Elektronische Identifikation von starren Industrieverpackungen, Positionierung und Systemparameter für passive RFID-Chips
  - Teil 1 Allgemeines
  - Teil 2 Stahlspundfass und Stahldeckelfass mit Spund mit einem Gesamtvolumen größer als 200 l
  - Teil 3 Stahldeckelfass ohne Spund mit einem Gesamtvolumen größer als 200 l
  - Teil 4 Fibertrommel mit einem Nennvolumen bis 250 l
  - Teil 5 Kunststoffspundfass und Kunststoffdeckelfass mit Spund mit einem Nennvolumen größer als 200 l
  - Teil 6 Kunststoffdeckelfass ohne Spund mit einem Nennvolumen größer als 200 l
  - Teil 7 Kombinations-IBC
- DIN 6120 Kennzeichnung von Packstoffen und Packmitteln zu deren Verwertung – Packstoffe und Packmittel aus Kunststoff
  - Teil 1 Bildzeichen
  - Teil 2 Zusatzbezeichnung
- DIN 6121 Packmittel - Kennzeichnung von Maßbehältnissen
- DIN 6129 Packmittel – Flaschen und Hohlkörper aus Glas
  - Teil 1 Allgemeintoleranzen vollautomatisch gefertigter Flaschen
  - Teil 2 Volumen
- DIN 6130 Packmittel; Flaschen und Hohlkörper aus Kunststoff, Allgemeintoleranzen für Gewicht und Volumen
- DIN 6139 Verpackung - Sauerstoffabsorber für Verpackungsanwendungen
  - Teil 1 Bestimmung der Kapazität
  - Teil 2 Bestimmung der Reaktionsgeschwindigkeit
- DIN 6141 Packmittel – Deckelbehälter aus Fiber (Fibertrommeln) mit Boden und Deckel aus Stahl
- DIN 6160 Anomaloskope zur Diagnose von Rot-Grün-Farbenfehlsichtigkeiten
- DIN 6162 Bestimmung der Iodfarbzahl
- DIN 6163 Farben und Farbgrenzen für Signallichter bei der Eisenbahn und im öffentlichen Nahverkehr
  - Teil 1 Allgemeines
  - Teil 2 Ortsfeste Signallichter an See- und Binnenschiffahrtstraßen
  - Teil 3 Signallichter an Straßenfahrzeugen und Straßenbahnen
  - Teil 4 Signallichter der Eisenbahn
  - Teil 5 Ortsfeste Signallichter im öffentlichen Nahverkehr
  - Teil 6 Signallichter an Wasserfahrzeugen
- DIN 6164 DIN-Farbenkarte
  - Beiblatt 50 Farbmaßzahlen für Normlichtart C
  - Teil 1 System der DIN-Farbenkarte für den 2°-Normalbeobachter
  - Teil 2 Festlegungen der Farbmuster
- DIN 6167 Beschreibung der Vergilbung von nahezu weißen oder nahezu farblosen Materialien
- DIN 6169 Farbwiedergabe
  - Teil 1 Allgemeine Begriffe
  - Teil 2 Farbwiedergabe-Eigenschaften von Lichtquellen in der Beleuchtungstechnik
  - Teil 4 Verfahren zur Kennzeichnung der Farbwiedergabe in der Farbphotographie
  - Teil 5 Verfahren zur Kennzeichnung der objektbezogenen Farbwiedergabe im Mehrfarbendruck
  - Teil 6 Verfahren zur Kennzeichnung der Farbwiedergabe in der Farbfernsehtechnik mit Bildaufnahmegeräten
  - Teil 7 Verfahren zur Kennzeichnung der Farbwiedergabe bei der Fernseh-Farbfilmabtastung
  - Teil 8 Verfahren zur Kennzeichnung der farbbildbezogenen Farbwiedergabe im Mehrfarbendruck
- DIN 6170 Anaglyphenverfahren der Stereoskopie
  - Teil 1 Begriffe
- DIN 6171 Aufsichtfarben für Verkehrszeichen und Verkehrseinrichtungen
- DIN 6172 Metamerie-Index von Probenpaaren bei Lichtartwechsel
- DIN 6173 Farbabmusterung
  - Teil 1 Allgemeine Farbabmusterungsbedingungen
  - Teil 2 Beleuchtungsbedingungen für künstliches mittleres Tageslicht
- DIN 6174 Farbmetrische Bestimmung von Farbmaßzahlen und Farbabständen im angenähert gleichförmigen CIELAB-Farbenraum
- DIN 6175 Farbtoleranzen für Automobillackierungen
  - Teil 1 Unilackierungen
  - Teil 2 Effektlackierungen
- DIN 6176 Farbmetrische Bestimmung von Farbabständen bei Körperfarben nach der DIN99-Formel
- DIN 6198 Packmittel; Flaschen; Euroform 2
- DIN 6199 Bierflasche Steinieform 0,33-l, Mai 2004 ersatzlos zurückgezogen
- DIN 6260 Verbrennungsmotoren
  - Teil 6 Teile für Hubkolbenmotoren, Kühlung, Begriffe
- DIN 6261 Verbrennungsmotoren; Teile für Kreiskolbenmotoren, Äußerer Aufbau, Triebwerk, Begriffe
- DIN 6267 Verbrennungsmotoren; Arten der Ölschmierung, Begriffe
- DIN 6270 Verbrennungsmotoren für allgemeine Verwendung
  - Beiblatt 1 Umrechnungsfaktoren für Dauerleistung an der Betriebsstelle gegenüber Bezugszustand
  - Beiblatt 2 Umrechnungsfaktoren für den spezifischen Kraftstoffverbrauch an der Betriebsstelle gegenüber Bezugszustand
- DIN 6271 Hubkolben-Verbrennungsmotoren
  - Teil 3 Anforderungen; Leistungstoleranzen; Ergänzende Festlegungen zu DIN ISO 3046 Teil 1
- DIN 6274 Verbrennungsmotoren für allgemeine Verwendung; Druckluftbehälter mit Ventilkopf; 38 mm Durchgang; Zusammenstellung
- DIN 6275 Verbrennungsmotoren für allgemeine Verwendung; Druckluftbehälter für zulässigen Betriebsüberdruck bis 30 bar
- DIN 6276 Verbrennungsmotoren für allgemeine Verwendung; Ventilköpfe für Druckluftbehälter; 38 mm Durchgang

- DIN 6280 Hubkolben-Verbrennungsmotoren – Stromerzeugungsaggregate mit Hubkolben-Verbrennungsmotoren
  - Teil 1 Allgemeine Begriffe
  - Teil 2 Leistungsauslegung und Leistungsschilder
  - Teil 3 Betriebsgrenzwerte für das Motor-, Generator- und Aggregatverhalten
  - Teil 4 Drehzahlregelung und Drehzahlverhalten der Hubkolben-Verbrennungsmotoren; Begriffe
  - Teil 5 Betriebsverhalten von Synchrongeneratoren für den Aggregatbetrieb
  - Teil 6 Betriebsverhalten von Asynchrongeneratoren für den Aggregatbetrieb
  - Teil 7 Schalt- und Steuereinrichtungen für den Aggregatbetrieb; Anforderungen
  - Teil 8 Betriebsverhalten im Aggregatbetrieb; Begriffe
  - Teil 9 Abnahmeprüfung
  - Teil 10 Stromerzeugungsaggregate kleiner Leistung; Anforderungen und Prüfung
  - Teil 12 Stromerzeugungsaggregate - Unterbrechungsfreie Stromversorgung - Teil 12: Dynamische USV-Anlagen mit und ohne Hubkolben-Verbrennungsmotor
  - Teil 13 Stromerzeugungsaggregate - Stromerzeugungsaggregate mit Hubkolben-Verbrennungsmotoren - Teil 13: Für Sicherheitsstromversorgung in Krankenhäusern und in baulichen Anlagen für Menschenansammlungen
  - Teil 14 Stromerzeugungsaggregate - Stromerzeugungsaggregate mit Hubkolben-Verbrennungsmotoren - Teil 14: Blockheizkraftwerke (BHKW) mit Hubkolben-Verbrennungsmotoren; Grundlagen, Anforderungen, Komponenten, Ausführung und Wartung
  - Teil 15 Stromerzeugungsaggregate - Stromerzeugungsaggregate mit Hubkolben-Verbrennungsmotor - Teil 15: Blockheizkraftwerke (BHKW) mit Hubkolben-Verbrennungsmotoren; Prüfungen
- DIN 6281 Stromerzeugungsaggregate mit Kolbenkraftmaschinen; Anschlußmaße für Generatoren und Kolbenkraftmaschinen
- DIN 6288 Hubkolben-Verbrennungsmotoren - Anschlussmaße und Anforderungen für Schwungräder und elastische Kupplungen
- DIN 6300 Vorrichtungen für die Fixierung der Lage von Werkstücken während formändernder Fertigungsverfahren - Benennungen und deren Abkürzungen
- DIN 6303 Rändelmuttern
- DIN 6304 Knebelschrauben mit festem Knebel
- DIN 6305 Knebelmuttern mit festem Knebel
- DIN 6306 Knebelschrauben mit losem Knebel
- DIN 6307 Knebelmuttern mit losem Knebel
- DIN 6310 Schnapper mit Druckfedern für Bohrvorrichtungen
- DIN 6311 Druckstücke
- DIN 6314 Spanneisen, flach
- DIN 6315 Spanneisen, gabelförmig
- DIN 6316 Spanneisen, gekröpft
- DIN 6318 Treppenböcke zur Spanneisenauflage
- DIN 6319 Kugelscheiben - Kegelpfannen
  - Berichtigung 1
- DIN 6320 Füße mit Gewindezapfen, für Vorrichtungen
- DIN 6321 Aufnahme- und Auflagebolzen
- DIN 6323 Lose Nutensteine
- DIN 6326 Spannunterlagen, verstellbar
- DIN 6327 Stellhülsen mit Werkzeugkegel
  - Teil 1 kurze Bauart
  - Teil 2 lange Bauart
  - Teil 3 abgesetzte Bauart
  - Teil 4 Nutmuttern und Klemmuttern
- DIN 6330 Sechskantmuttern 1,5 d hoch
- DIN 6331 Sechskantmuttern 1,5 d hoch mit Bund
- DIN 6332 Gewindestifte mit Druckzapfen
- DIN 6335 Kreuzgriffe
- DIN 6336 Sterngriffe
- DIN 6337 Kugelgriffe
- DIN 6338 Einführrillen
- DIN 6340 Scheiben für Spannzeuge
- DIN 6341 Zug-Spannzangen
  - Teil 1 Spannzangen, Spannzangenaufnahme
  - Teil 2 Spannzangengewinde; Nennmaße, Grenzabmaße
- DIN 6343 Druck-Spannzangen
- DIN 6345 Aufnahmen von Druck-Lamellenspannzangen zur Werkzeugspannung
- DIN 6346 Parallelstücke
- DIN 6349 Dreibacken-Bohrfutter – Technische Lieferbedingungen
- DIN 6350 Drehfutter, handbetätigt - Spannbacken zentrisch spannend
  - Teil 1 Zylindrische Zentrieraufnahme
  - Teil 2 Zentrieraufnahme durch Zentrierkegel 1:4
- DIN 6351 Drehfutter, handbetätigt - Spannbacken zentrisch spannend und einzelverstellbar
  - Teil 1 Zylindrische Zentrieraufnahme
  - Teil 2 Zentrieraufnahme durch Zentrierkegel 1:4
- DIN 6352 Futterflansche mit Zentrierkegel 1 : 4
  - Teil 1 Grundflansche
- DIN 6353 Drehfutter, kraftbetätigt, ohne Durchlass - Spannbackenaufnahme nach Art des Kreuzversatzes
- DIN 6354 Fräserdorne mit Steilkegel, vollständig
- DIN 6355 Fräserdorne mit Steilkegel
- DIN 6357 Aufnahmedorne mit Steilkegelschaft für Fräsmesserköpfe und Fräsköpfe mit Innenzentrierung
- DIN 6358 Aufsteckfräserdorne mit Steilkegelschaft für Fräser mit Längs- und Quernut
- DIN 6359 Zwischenhülsen mit Steilkegelschaft für Zylinderschäfte mit seitlicher Mitnahmefläche und geneigter Spannfläche
  - Teil 1 Form A mit Steilkegelschaft nach DIN 2080-1
  - Teil 2 Form B mit Steilkegelschaft nach DIN 69871-1
- DIN 6360 Aufsteckfräserdorne mit Steilkegel für Fräser mit Längsnut
- DIN 6364 Zwischenhülsen mit Steilkegelschaft für Morsekegelschäfte mit Anzuggewinde
- DIN 6366 Mitnehmerringe für Aufsteckfräserdorne
- DIN 6367 Fräseranzugschrauben für Aufsteckfräserdorne
- DIN 6368 Schlüssel für Fräseranzugschrauben
- DIN 6370 Spannzeuge; Maschinenschraubstöcke, Spannbereich, Anschlußmaße, zulässige Abweichungen, Spannbacken
- DIN 6371 Schwenkscheiben für Vorrichtungen
- DIN 6372 Vorsteckscheiben für Vorrichtungen
- DIN 6374 Schleifdorne; Werkstück-Aufnahmedorne
- DIN 6379 Stiftschrauben für Muttern für T-Nuten
- DIN 6385 Kurze Bohrstangen mit Steilkegel
- DIN 6386 Drehfutter
  - Teil 1: Technische Lieferbedingungen für handbetätigte Drehfutter
- DIN 6386 Drehfutter, ohne Durchlaß
  - Teil 2: Technische Lieferbedingungen für kraftbetätigte Drehfutter
- DIN 6391 Spannfutter mit Steilkegelschaft für Spannzangen mit Kegel 1:10 für Werkzeugspannung
- DIN 6393 Schnellwechseleinsätze für Gewindebohrer - Starr
- DIN 6397 Fliesenkelle
- DIN 6403 Meßbänder aus Stahl mit Aufrollrahmen oder Aufrollkapsel
- DIN 6406 Schlaufen
- DIN 6434 Nietzieher
- DIN 6435 Nietkopfmacher
- DIN 6436 Spitzhacken
- DIN 6437 Hackenstiele
  - Teil 1 Maße, Anforderungen, Prüfung
  - Teil 2 Lehren
- DIN 6438 Handblechscheren
- DIN 6439 Glättekellen
- DIN 6440 Maurerkellen
- DIN 6441 Putzkellen
- DIN 6442 Holzbohrer; Langlochfräsbohrer
- DIN 6444 Holzbohrer; Schlangenbohrer
- DIN 6445 Holzbohrer; Bohrer mit Ringgriff
- DIN 6446 Holzbohrer; Versenker
- DIN 6447 Holzbohrer; Zentrumbohrer
- DIN 6449 Holzbohrer; Stangen-Schlangenbohrer
- DIN 6450 Splinttreiber
- DIN 6451 Kreuzmeißel
- DIN 6453 Flachmeißel
- DIN 6455 Nutenmeißel
- DIN 6458 Durchtreiber
- DIN 6461 Holzbohrer; Langlochfräsbohrer, kurz
- DIN 6464 Holzbohrer; Schneckenbohrer
- DIN 6465 Kesselsteinhämmer
- DIN 6473 Handsägen für Metall; Sägebogen
- DIN 6475 Fäustel
- DIN 6480 Kistenbeitel; Kistenöffner
- DIN 6481 Kistenraspel (Ersatz für Erfa 6481), Norm zurückgezogen
- DIN 6485 Feder-Innentaster (Ersatz für Erfa 6485)
- DIN 6486 Spitzzirkel (Ersatz für Erfa 6486)
- DIN 6487 Feder-Spitzzirkel (Ersatz für Erfa 6487)
- DIN 6491 Leichtmetallhämmer
- DIN 6494 Handsägen für Metall – Langsägeblätter
- DIN 6495 Maschinensägeblätter für Metall – Sägeblätter für Bügelsägemaschinen
- DIN 6513 Viertelrund-Profilfräser, konkav
  - Teil 1 Maße
  - Teil 2 Technische Lieferbedingungen
- DIN 6518 Viertelrund-Profilfräser mit Zylinderschaft, konkav
  - Teil 1 Maße
  - Teil 2 Technische Lieferbedingungen
- DIN 6527 Vollhartmetall-Schaftfräser mit abgesetztem Zylinderschaft - Maße
- DIN 6528 Vollhartmetall-Schaftfräser mit durchgehendem Zylinderschaft - Maße
- DIN 6529 Vollhartmetall-Schaftfräser mit Zylinderschaft; Technische Lieferbedingungen
- DIN 6535 Zylinderschäfte aus Hartstoffen für Bearbeitungswerkzeuge; Maße
- DIN 6537 Vollhartmetall-Spiralbohrer mit abgesetztem Zylinderschaft; Maße
- DIN 6538 Spiralbohrer mit Schneiden aus Hartmetall mit verstärktem Zylinderschaft
  - Teil 1 Maße
- DIN 6539 Vollhartmetall-Spiralbohrer mit durchgehendem Zylinderschaft; Maße
- DIN 6540 Technische Lieferbedingungen für Vollhartmetall-Spiralbohrer nach DIN 6537 und DIN 6539
  - Teil 1 Anforderungen
  - Teil 2 Prüfung
- DIN 6580 Begriffe der Zerspantechnik; Bewegungen und Geometrie des Zerspanvorganges
- DIN 6581 Begriffe der Zerspantechnik; Bezugssysteme und Winkel am Schneidteil des Werkzeuges
- DIN 6582 Begriffe der Zerspantechnik; Ergänzende Begriffe am Werkzeug, am Schneidkeil und an der Schneide
- DIN 6583 Begriffe der Zerspantechnik; Standbegriffe
- DIN 6584 Begriffe der Zerspantechnik; Kräfte, Energie, Arbeit, Leistungen
- DIN 6590 Wendeschneidplatten aus Hartmetall mit Planschneiden, ohne Bohrung
- DIN 6594 Bohrer mit Kegel-Hohlschaft und Kühlschmierstoffzuführung nach DIN 69893-1 Form A für Wendeschneidplatten - Hauptmaße
- DIN 6595 Bohrer mit Wendeschneidplatten; Zylinderschäfte
- DIN 6596 Bohrer mit Kegel-Hohlschaft und Kühlschmierstoffzuführung nach DIN 69893-1 Form A für Wendeschneidplatten - Bezeichnung
- DIN 6597 Klemmhalter zum Außen- und Innendrehen mit Kegel-Hohlschaft für Wendeschneidplatten - Bezeichnung
- DIN 6598 Klemmhalter zum Außen- und Innendrehen mit Kegel-Hohlschaft für Wendeschneidplatten - Übersicht, Zuordnung der Maße
- DIN 6600 Ausführung von Behältern (Tanks) aus Stahl für die Lagerung von Flüssigkeiten - Werkseigene Produktionskontrolle
- DIN 6601 Beständigkeit der Werkstoffe von Behältern (Tanks) aus Stahl gegenüber Flüssigkeiten (Positiv-Flüssigkeitsliste)
  - Berichtigung 1
- DIN 6607 Außenbeschichtungen unterirdischer Behälter (Tanks) aus Stahl - Anforderungen und Prüfung
- DIN 6618 Stehende Behälter (Tanks) aus Stahl
  - Teil 1 einwandig, für die oberirdische Lagerung wassergefährdender, brennbarer und nichtbrennbarer Flüssigkeiten
  - Teil 2 doppelwandig, ohne Leckanzeigeflüssigkeit für die oberirdische Lagerung wassergefährdender, brennbarer und nichtbrennbarer Flüssigkeiten
  - Teil 3 doppelwandig, mit Leckanzeigeflüssigkeit für die oberirdische Lagerung wassergefährdender, brennbarer und nichtbrennbarer Flüssigkeiten
  - Teil 4 doppelwandig, ohne Leckanzeigeflüssigkeit, mit außenliegender Vakuum-Saugleitung, für oberirdische Lagerung brennbarer Flüssigkeiten
- DIN 6623 Stehende Behälter (Tanks) aus Stahl mit weniger als 1000 Liter Nennvolumen für die oberirdische Lagerung von Flüssigkeiten
  - Teil 1 einwandig
  - Teil 2 doppelwandig
- DIN 6624 Liegende Behälter (Tanks) aus Stahl von 1000 bis 5000 Liter Volumen
  - Teil 1 einwandig, für die oberirdische Lagerung wassergefährdender, brennbarer und nichtbrennbarer Flüssigkeiten
  - Teil 2 doppelwandig, für die oberirdische Lagerung wassergefährdender, brennbarer und nichtbrennbarer Flüssigkeiten
- DIN 6625 Eckige Behälter aus Stahl für die oberirdische Lagerung von Flüssigkeiten mit einem Flammpunkt von mehr als 55 °C
  - Teil 1 Bau- und Prüfgrundsätze
  - Teil 2 Berechnung
- DIN 6626 Domschächte aus Stahl für Behälter zur unterirdischen Lagerung wassergefährdender, brennbarer und nichtbrennbarer Flüssigkeiten
- DIN 6627 Domschachtkragen für gemauerte Domschächte für Behälter zur unterirdischen Lagerung wassergefährdender, brennbarer und nichtbrennbarer Flüssigkeiten
- DIN 6644 Packmittel; Deckelbehälter aus Stahl
  - Teil 2 Spannringhebelverschlüsse
  - Teil 4 mit abnehmbarem Deckel, stapelbar, mit Wellsicken
- DIN 6646 Packmittel – Spund- und Deckelbehälter aus Stahl – Fallgriff
- DIN 6647 Packmittel - Zylindrische Getränke- und Grundstoffbehälter
  - Teil 1 Zulässiger Betriebsüberdruck bis 3 bar, Nennvolumen bis 50 Liter
  - Teil 2 Zulässiger Betriebsüberdruck bis 7 bar, Nennvolumen bis 50 Liter
  - Teil 3 Zulässiger Betriebsüberdruck bis 3 bar, Nennvolumen größer 100 Liter
  - Teil 4 Einwegverpackung mit zulässigem Betriebsüberdruck bis 4 bar, Nennvolumen bis 60 Liter
- DIN 6650 Getränkeschankanlagen
  - Teil 1 Allgemeine Anforderungen
  - Teil 2 Werkstoffanforderungen
  - Teil 3 Sicherheitstechnische Anforderungen an Bau- und Anlagenteile
  - Teil 4 Hygieneanforderungen an Bau- und Anlagenteile
  - Teil 5 Sicherheitstechnische, hygienische und anwendungstechnische Anforderungen an verwendungsfertige Getränkeschankanlagen, Bauteilgruppen und Bauteile sowie ihre Prüfung
  - Teil 6 Anforderungen an Reinigung und Desinfektion
  - Teil 7 Hygienische Anforderungen an die Errichtung von Getränkeschankanlagen
  - Teil 8 Anforderungen an leitungsgebundene Wasseranlagen
  - Teil 9 Freistehende Wasseranlagen
- DIN 6651 Rohrpost – Betriebsarten
- DIN 6653 Getränkeschankanlagen - Ausrüstungsteile
  - Teil 1 Getränke- oder Grundstoffleitungen
  - Teil 2 Anforderungen an das Betriebsverhalten und Prüfverfahren von Kohlenstoffdioxid-Warnanlagen
  - Teil 3 Anforderungen an manuelle Gläserspülgeräte mit räumlich getrennter Vorspülung und Nachspülung
  - Teil 4 Mobile Durchlaufkühler
- DIN 6654 Rohrpost – Graphische Symbole
- DIN 6656 Rohrpost - Fahrrohre, Fahrrohrbogen 90° und Muffen für Rohrpostanlagen aus Stahl und nichtrostendem Stahl
- DIN 6660 Rohrpost - Fahrrohre, Fahrrohrbogen und Muffen für Rohrpostanlagen aus weichmacherfreiem Polyvinylchlorid (PVC-U)
- DIN 6663 Rohrpost - Verarbeitung von Bauteilen für Rohrpostanlagen aus Kunststoff (PVC-U), Stahl und nichtrostendem Stahl
- DIN 6665 Rohrpost - Prüfkaliber für Fahrrohre und Fahrrohrbogen
- DIN 6694 Schüttgutwagen mit Druckentleerung; Anschlüsse und Ausrüstungsteile; Übersicht
- DIN 6697 Schüttgutwagen mit Druckentleerung; Überdruckmeßgeräte mit Plattenfeder, Anschlußflansch radial unten
- DIN 6698 Schüttgutwagen mit Druckentleerung; Schutzkasten und Untersatz mit Prüfanschluß für Überdruckmeßgerät
- DIN 6700 Schweißen von Schienenfahrzeugen und Fahrzeugteilen (6 Teile), Januar 2008 ersetzt durch DIN EN 15085-1…5
- DIN 6701 Kleben von Schienenfahrzeugen und -fahrzeugteilen
  - Teil 2 Qualifikation der Anwenderbetriebe
  - Teil 3 Leitfaden zur Konstruktion und Nachweisführung von Klebverbindungen im Schienenfahrzeugbau
  - Teil 4 Ausführungsregeln und Qualitätssicherung
- DIN 6720 Papiere für Fernschreibgeräte
  - Teil 1: Blattschreiberpapiere in Rollen und als Endlospapier
  - Teil 2: Lochstreifenpapiere für Fernschreib- und Datengeräte
  - Teil 3: Streifenschreiber-Papiere
- DIN 6721 Papier für die Datenverarbeitung - 40-g/m²- bis 90-g/m²-Papiere für Endlosvordrucke
  - Teil 2: Selbstdurchschreibend, Anforderungen und Prüfungen
- DIN 6723 Papiere für die Datenverarbeitung - 90-g/m²-Papier für Belegsortierleser
  - Teil 1 Ungestrichen, unbeschichtet; Anforderungen, Prüfung
  - Teil 2 Gestrichen, beschichtet, selbstdurchschreibend; Anforderungen, Prüfung
- DIN 6724 Papiere für die Datenverarbeitung - 65- bis 85-g/m²-Papier für Belegleser
  - Teil 1 Ungestrichen, unbeschichtet; Anforderungen, Prüfung
  - Teil 2 Gestrichen, beschichtet, selbstdurchschreibend; Anforderungen, Prüfung
- DIN 6730 Papier, Pappe und Faserstoff – Begriffe
- DIN 6735 Papier, Pappe und Faserstoffe - Übersicht von Begriffen; Text Deutsch, Englisch und Französisch, September 2017 ersetzt durch DIN 6730
- DIN 6736 Papier und Faserstoffe - Relevante Umweltaspekte und -parameter für Papier
- DIN 6737 Papier und Pappe - Bürokarton - Anforderungen, Prüfung
- DIN 6738 Papier und Karton – Lebensdauer-Klassen
- DIN 6744 Tapetenrohpapier; Bestimmung der Abziehbarkeit und Spaltbarkeit von Tapetenrohpapier und der daraus hergestellten Tapeten (Wandbekleidungen)
- DIN 6763 Nummerung; Grundbegriffe
- DIN 6770 Technische Produktdokumentation - Kennzeichnung von Merkmalen in technischen Zeichnungen
- DIN 6771 Technische Zeichnungen
- DIN 6773 Wärmebehandlung von Eisenwerkstoffen – Darstellung und Angaben wärmebehandelter Teile in Zeichnungen, Januar 2010 ersetzt durch DIN ISO 15787
- DIN 6775 Zeichenrohre für Tuschezeichengeräte (Micronorm – Prüfnorm für Tuschefüller und Schriftschablonen)
  - Teil 1 Maße, Kennzeichnung, Juni 1990 ersetzt durch DIN ISO 9175-1
  - Teil 2 Anforderungen und Prüfung von Linienbreiten, Juni 1990 ersetzt durch DIN ISO 9175-2
- DIN 6776 Technische Zeichnungen, Beschriftung, November 2000 ersetzt durch DIN EN ISO 3098
  - Teil 1 Schriftzeichen
  - Teil 1 Beiblatt 1, Hilfsnetze für Schrift A
  - Teil 1 Beiblatt 1, Hilfsnetze für Schrift B
- DIN 6779 Kennzeichnungssystematik für technische Produkte und technische Produktdokumentation
  - Teil 12 Bauwerke und Technische Gebäudeausrüstung
  - Teil 13 Chemieanlagen
- DIN 6785 Butzen an Drehteilen - Zeichnungsangaben
- DIN 6789 Dokumentationssystematik - Verfälschungssicherheit und Qualitätskriterien für die Freigabe digitaler Produktdaten
- DIN 6790 Technische Produktdokumentation - Wortangaben in Dokumenten
  - Teil 1 Erklärungen
- DIN 6791 Halbhohlniete mit Flachrundkopf - Nenndurchmesser 1,6 mm bis 10 mm
- DIN 6792 Halbhohlniete mit Senkkopf - Nenndurchmesser 1,6 mm bis 10 mm
- DIN 6796 Spannscheiben für Schraubenverbindungen
- DIN 6797 Zahnscheiben, Mai 2003 ohne Ersatz zurückgezogen
- DIN 6798 Fächerscheiben, Mai 2003 ohne Ersatz zurückgezogen
- DIN 6799 Sicherungsscheiben (Haltescheiben) für Wellen
- DIN 6800 Dosismessverfahren nach der Sondenmethode für Photonen- und Elektronenstrahlung
  - Teil 1 Allgemeines
  - Teil 2 Dosimetrie hochenergetischer Photonen- und Elektronenstrahlung mit Ionisationskammern
    - Berichtigung 1

  - Teil 4 Filmdosimetrie
  - Teil 5 Thermolumineszenzdosimetrie
- DIN 6802 Neutronendosimetrie
  - Teil 1 Spezielle Begriffe und Benennungen
  - Teil 2 Konversionsfaktoren zur Berechnung der Orts- und Personendosis aus der Neutronenfluenz und Korrektionsfaktoren für Strahlenschutzdosimeter
  - Teil 3 Neutronenmessverfahren im Strahlenschutz
  - Teil 4 Verfahren zur Personendosimetrie mit Albedodosimetern
  - Teil 6 Verfahren zur Bestimmung der Energiedosis mit Ionisationskammern
- DIN 6809 Klinische Dosimetrie
  - Teil 1 Strahlungsqualität von Photonen- und Elektronenstrahlung
  - Teil 2 Brachytherapie mit umschlossenen gammastrahlenden radioaktiven Stoffen
  - Teil 3 Röntgendiagnostik
  - Teil 4 Anwendung von Röntgenstrahlen mit Röhrenspannungen von 10 bis 100 kV in der Strahlentherapie und in der Weichteildiagnostik
  - Teil 5 Anwendung von Röntgenstrahlen mit Röhrenspannungen von 100 bis 400 kV in der Strahlentherapie
  - Teil 6 Anwendung hochenergetischer Photonen- und Elektronenstrahlung in der perkutanen Strahlentherapie
- DIN 6812 Medizinische Röntgenanlagen bis 300 kV – Regeln für die Auslegung des baulichen Strahlenschutzes
- DIN 6814 Begriffe der radiologischen Technik
  - Teil 1 Anwendungsgebiete
  - Teil 2 Strahlenphysik
  - Teil 3 Dosimetrie
  - Teil 4 Radioaktivität
  - Teil 5 Strahlenschutz
  - Teil 6 Diagnostische Anwendung von Röntgenstrahlen in der Medizin
  - Teil 8 Strahlentherapie
- DIN 6815 Medizinische Röntgenanlagen bis 300 kV - Regeln für die Prüfung des Strahlenschutzes nach Errichtung, Instandsetzung und wesentlicher Änderung
- DIN 6818 Strahlenschutzdosimeter
  - Teil 1 Allgemeine Regeln
- DIN 6827 Protokollierung bei der medizinischen Anwendung ionisierender Strahlung
  - Teil 1 Therapie mit Elektronenbeschleunigern sowie Röntgen- und Gammabestrahlungseinrichtungen
  - Teil 2 Diagnostik und Therapie mit offenen radioaktiven Stoffen
  - Teil 3 Brachytherapie mit umschlossenen Strahlungsquellen
  - Teil 5 Radiologischer Befundbericht
- DIN 6830 Röntgenfilme zur Verwendung mit Fluoreszenz-Verstärkungsfolien in der medizinischen Diagnostik
  - Teil 1 Sensitometrische Darstellung der Fluoreszenzstrahlung von Calciumwolframat-Verstärkungsfolien
  - Teil 2 Bestimmung der Empfindlichkeit des mittleren Gradienten und des Schleiers
- DIN 6834 Strahlenschutztüren für medizinisch genutzte Räume
  - Teil 1: Anforderungen
- DIN 6836 Röntgenstrahler; Halterungen für medizinische Röntgenstrahlen-Anwendungsgeräte, Anschlußmaße
- DIN 6843 Strahlenschutzregeln für den Umgang mit offenen radioaktiven Stoffen in der Medizin
- DIN 6844 Nuklearmedizinische Betriebe
  - Teil 1 Regeln für die Errichtung und Ausstattung von Betrieben zur diagnostischen Anwendung von offenen radioaktiven Stoffen
  - Teil 2 Regeln für die Errichtung und Ausstattung von Betrieben zur therapeutischen Anwendung von offenen radioaktiven Stoffen
  - Teil 3 Strahlenschutzberechnungen
    - Berichtigungen
- DIN 6846 Medizinische Gammabestrahlungsanlagen
  - Teil 2 Strahlenschutzregeln für die Errichtung
  - Teil 5 Konstanzprüfungen apparativer Qualitätsmerkmale
- DIN 6847 Medizinische Elektronenbeschleuniger-Anlagen
  - Teil 2 Regeln für die Auslegung des baulichen Strahlenschutzes
  - Teil 5 Konstanzprüfungen von Kennmerkmalen
    - Berichtigung 1

  - Teil 6 Elektronische Bildempfänger (EPID) – Konstanzprüfung
- DIN 6848 Kennzeichnung von Untersuchungsergebnissen in der Radiologie
  - Teil 1 Patientenorientierung bei bildgebenden Verfahren
- DIN 6850 Strahlenschutzbehälter, Strahlenschutztische und Strahlenschutztresore zur Verwendung in nuklearmedizinischen Betrieben - Anforderungen und Klassifikation
- DIN 6853 Medizinische ferngesteuerte, automatisch betriebene Afterloading-Anlagen
  - Teil 2 Strahlenschutzregeln für die Errichtung
  - Teil 3 Anforderungen an die Strahlenquellen
  - Teil 5 Konstanzprüfung von Kennmerkmalen
- DIN 6854 Technetium-Generatoren - Anforderungen und Betrieb
- DIN 6855 Konstanzprüfung nuklearmedizinischer Messsysteme
  - Teil 1 In-vivo- und In-vitro-Messplätze (IEC/TR 61948-1:2001, modifiziert)
  - Teil 2 Einkristall-Gamma-Kameras zur planaren Szintigraphie und zur Einzel-Photonen-Emissions-Tomographie mit Hilfe rotierender Messköpfe
  - Teil 4 Positronen-Emissions-Tomographen (PET)
  - Teil 11 Aktivimeter (IEC/TR 61948-4:2006, modifiziert)
- DIN 6856 Radiologische Betrachtungsgeräte und -bedingungen
  - Teil 1 Anforderungen und qualitätssichernde Maßnahmen in der medizinischen Diagnostik
  - Teil 3 Betrachtungsgeräte für die Zahnheilkunde
- DIN 6857 Strahlenschutzzubehör bei medizinischer Anwendung von Röntgenstrahlung
  - Teil 2 Qualitätsprüfung von in Gebrauch befindlicher Schutzkleidung
- DIN 6858 Qualitätsprüfung multimodaler Bildgebung
  - Teil 1 Konstanzprüfung PET/CT
- DIN 6860 Filmverarbeitung in der Radiologie - Lagerung, Transport, Handhabung und Verarbeitung
- DIN 6862 Identifizierung und Kennzeichnung von Bildaufzeichnungen in der medizinischen Diagnostik
  - Teil 1 Direkte und indirekte Radiographie
  - Teil 2 Weitergabe von Röntgenaufnahmen und zugehörigen Aufzeichnungen in der digitalen Radiographie, digitalen Durchleuchtung und Computertomographie
- DIN 6867 Sensitometrie an Film-Folien-Systemen für die medizinische Radiographie
  - Teil 3 Verfahren zur Ermittlung des Verlaufs der sensitometrischen Kurve, der Empfindlichkeit und des mittleren Gradienten für die Mammographie
  - Teil 10 Nennwerte der Empfindlichkeit und des mittleren Gradienten
- DIN 6868 Sicherung der Bildqualität in röntgendiagnostischen Betrieben
  - Teil 1 Allgemeines
  - Teil 2 Konstanzprüfung der Filmverarbeitung
  - Teil 3 Konstanzprüfung bei Direktradiographie
  - Teil 4 Konstanzprüfung an medizinischen Röntgeneinrichtungen zur Durchleuchtung
  - Teil 5 Konstanzprüfung nach RöV an zahnärztlichen Röntgeneinrichtungen
  - Teil 7 Konstanzprüfung an Röntgen-Einrichtungen für Mammographie
  - Teil 13 Konstanzprüfung nach RöV bei Projektionsradiographie mit digitalen Bildempfänger-Systemen
  - Teil 14 Konstanzprüfung nach RöV an Röntgeneinrichtungen für digitale Mammographie
  - Teil 15 Konstanzprüfung nach RöV an zahnmedizinischen Röntgeneinrichtungen zur digitalen Volumentomographie
  - Teil 56 Abnahmeprüfung an Bilddokumentationssystemen
  - Teil 150 Abnahmeprüfung nach RöV an medizinischen Röntgeneinrichtungen für Aufnahme und Durchleuchtung
  - Teil 151 Abnahmeprüfung nach RöV an zahnärztlichen Röntgeneinrichtungen - Regeln für die Prüfung der Bildqualität nach Errichtung, Instandsetzung und Änderung
  - Teil 152 Abnahmeprüfung nach RöV an Röntgeneinrichtungen für Film-Folien-Mammographie
  - Teil 157 Abnahme- und Konstanzprüfung nach RöV an Bildwiedergabesystemen in ihrer Umgebung
  - Teil 159 Abnahme- und Konstanzprüfung in der Teleradiologie nach RöV
  - Teil 160 Qualitätsanforderungen für Befundaufnahmen auf nichttransparenten Medien in der zahnärztlichen Röntgendiagnostik
  - Teil 161 Abnahmeprüfung nach RöV an zahnmedizinischen Röntgeneinrichtungen zur digitalen Volumentomographie
  - Teil 162 Abnahmeprüfung nach RöV an Röntgeneinrichtungen für digitale Mammographie
- DIN 6870 Qualitätsmanagementsystem in der medizinischen Radiologie
  - Teil 1 Strahlentherapie
  - Teil 2 Radiologische Diagnostik und Intervention
  - Teil 100 Allgemeines
- DIN 6871 Zyklotron-Anlagen für die Positronen-Emissions-Tomographie
  - Teil 1 Anforderungen an den baulichen Strahlenschutz
  - Teil 2 Strahlenschutzlabyrinthe und Wanddurchführungen
- DIN 6873 Bestrahlungsplanungssysteme
  - Teil 5 Konstanzprüfungen von Kennmerkmalen
- DIN 6874 Therapiesimulatoren
  - Teil 5 Konstanzprüfung von Kennmerkmalen
- DIN 6875 Spezielle Bestrahlungseinrichtungen
  - Teil 1 Perkutane stereotaktische Bestrahlung, Kennmerkmale und besondere Prüfmethoden
  - Teil 2 Perkutane stereotaktische Bestrahlung – Konstanzprüfungen
  - Teil 3 Fluenzmodulierte Strahlentherapie – Kennmerkmale, Prüfmethoden und Regeln für den klinischen Einsatz
  - Teil 4 Fluenzmodulierte Strahlentherapie – Konstanzprüfungen
  - Teil 20 Protonentherapie - Regeln für die Auslegung des baulichen Strahlenschutzes
- DIN 6876 Betrieb von medizinischen Magnetresonanzsystemen
- DIN 6878 Digitale Archivierung in der medizinischen Radiologie
  - Teil 1 Allgemeine Anforderungen an die Archivierung von Bildern
- DIN 6880 Blanker Keilstahl - Maße, zulässige Abweichungen, Masse
- DIN 6881 Spannungsverbindungen mit Anzug; Hohlkeile, Abmessungen und Anwendung
- DIN 6883 Spannungsverbindungen mit Anzug; Flachkeile, Abmessungen und Anwendung
- DIN 6884 Spannungsverbindungen mit Anzug; Nasenflachkeile, Abmessungen und Anwendung
- DIN 6885 Mitnehmerverbindungen ohne Anzug
  - Teil 1 Passfedern, Nuten, hohe Form
  - Teil 2 hohe Form für Werkzeugmaschinen, Abmessungen und Anwendung
  - Teil 3 Paßfedern, niedrige Form, Abmessungen und Anwendung
- DIN 6886 Spannungsverbindungen mit Anzug; Keile, Nuten, Abmessungen und Anwendung
- DIN 6887 Spannungsverbindungen mit Anzug; Nasenkeile, Nuten, Abmessungen und Anwendung
- DIN 6888 Mitnehmerverbindungen ohne Anzug; Scheibenfedern, Abmessungen und Anwendung (Ersatz für DIN 122, 304 und z. T. DIN LON 522)
- DIN 6889 Spannungsverbindungen mit Anzug; Nasenhohlkeile, Abmessungen und Anwendungen
- DIN 6892 Mitnehmerverbindungen ohne Anzug, Passfedern, Berechnung und Gestaltung
  - Berichtigung 1
- DIN 6900 Kombi-Schrauben mit Regelgewinde
  - Teil 5 Mit Spannscheibe
- DIN 6908 Spannscheiben für Kombi-Schrauben
- DIN 6911 Winkelschraubendreher mit Zapfen für Schrauben mit Innensechskant
- DIN 6912 Zylinderschrauben mit Innensechskant - Niedriger Kopf, mit Schlüsselführung
- DIN 6916 Scheiben, rund, für HV-Schrauben in Stahlkonstruktionen, Juni 2005 ersetzt durch DIN EN 14399-6
- DIN 6917 Scheiben, vierkant, keilförmig, für HV-Schrauben an I-Profilen in Stahlkonstruktionen
- DIN 6918 Scheiben, vierkant, keilförmig für HV-Schrauben an U-Profilen in Stahlkonstruktionen
- DIN 6929 Schrauben mit Regelgewinde und dünnem Schaft zur Anwendung als Verliersicherung
- DIN 6930 Stanzteile aus Stahl
  - Teil 1 Technische Lieferbedingungen
  - Teil 2 Allgemeintoleranzen
- DIN 6932 Gestaltungsregeln für Stanzteile aus Stahl
- DIN 6935 Kaltbiegen von Flacherzeugnissen aus Stahl
  - Beiblatt 1 Faktoren für Ausgleichswert υ zur Berechnung der gestreckten Länge
  - Beiblatt 2 Gerechnete Ausgleichswerte υ

## DIN 7000–7999
- DIN 7052 Zerlegung flüssiger Gemische durch Destillieren und Rektifizieren
- DIN 7079 Runde, metallverschmolzene Schauglasplatten für Druckbeanspruchung
  - Teil 1 Für Fassungen mit Rücksprung
- DIN 7080 Runde Schauglasplatten aus Borosilicatglas für Druckbeanspruchung ohne Begrenzung im Tieftemperaturbereich
- DIN 7081 Lange Schauglasplatten aus Borosilicatglas für Druckbeanspruchung ohne Begrenzung im Tieftemperaturbereich
- DIN 7150 Geometrische Produktspezifikation (GPS) – System für Grenzmaße und Passungen
  - Teil 2 Grenzlehren und Lehrung für glatte zylindrische Werkstücke
    - Berichtigung 1
- DIN 7151 ISO-Grundtoleranzen für Längenmaße von 1 bis 500 mm Nennmaß, November 1990 ersetzt durch DIN ISO 286-1
- DIN 7154 Abmaße von Passungen im Passungssystem Einheitsbohrung (ø bis 500 mm)
- DIN 7155 Abmaße von Passungen im System Einheitswelle (ø bis 500 mm)
- DIN 7157 Passungsauswahl; Toleranzfelder, Abmaße, Paßtoleranzen
  - Beiblatt Passungsauswahl; Toleranzfelderauswahl nach ISO/R 1829
- DIN 7160 Abmaße für Außenmaße (Wellen), November 1990 ersetzt durch DIN ISO 286-2
- DIN 7161 Abmaße für Innenmaße (Bohrungen), November 1990 ersetzt durch DIN ISO 286-2
- DIN 7163 Arbeitsrachenlehren und Prüflehren für ISO-Paßmaße von 1 bis 500 mm Nennmaß; Lehrenmaße und Herstelltoleranzen
- DIN 7164 Arbeitslehrdorne und Kugelendmaße für ISO-Paßmaße von 1 bis 500 mm Nennmaß; Lehrenmaße und Herstelltoleranzen
- DIN 7168 Allgemeintoleranzen; Längen- und Winkelmaße, Form und Lage, Nicht für Neukonstruktionen
- DIN 7172 Toleranzen und Grenzabmaße für Längenmaße über 3150 bis 10000 mm; Grundlagen, Grundtoleranzen, Grenzabmaße
- DIN 7182 Maße, Abmaße, Toleranzen und Passungen
  - Teil 1 Grundbegriffe, Dezember 1990 ersetzt durch DIN ISO 286-1
  - Teil 3 Preßverbände, Begriffe, Juli 1988 ersetzt durch DIN 7190
- DIN 7190 Preßverbände – Berechnungsgrundlagen und Gestaltungsregeln
- DIN 7200 Locheisen
- DIN 7209 Glasschneider
- DIN 7210 Weberzangen (ersetzt Erfa 7210, 7211, 7212; Norm zurückgezogen)
- DIN 7216 Malerspachteln
- DIN 7226 Ziehklingen
- DIN 7235 Handsägen für Holz; Heftsägen, Feinsägen
- DIN 7239 Latthämmer
- DIN 7245 Handsägen für Holz – Strecksägen, Sägeblätter für Gestellsägen
- DIN 7250 Körner
- DIN 7253 Bodenlegerkellen
- DIN 7254 Maurermeißel
- DIN 7255 Schlagwerkzeuge - Technische Lieferbedingungen
- DIN 7256 Spitzmeißel
- DIN 7258 Handsägen für Holz; Heftsägen, Stichsäge
- DIN 7261 Werkstattfeilen; Formen, Längen, Querschnitte
- DIN 7262 Schärffeilen; Formen, Längen, Querschnitte
- DIN 7263 Raspeln und Kabinettfeilen; Formen, Längen, Querschnitte
- DIN 7264 Gefräste Feilen; Formen, Längen, Querschnitte
- DIN 7270 Schraubdeckel für Ölbehälter
- DIN 7271 Schraubring für Ölstandsanzeiger an Ölbehältern
- DIN 7272 Gewindestutzen für Ölbehälter
- DIN 7283 Schlüsselfeilen; Formen, Längen, Querschnitte
- DIN 7284 Feilen und Raspeln; Technische Lieferbedingungen
- DIN 7285 Feilen und Raspeln; Begriffe
- DIN 7287 Äxte und Beile aus Stahl; Technische Lieferbedingungen
- DIN 7294 Äxte
- DIN 7295 Axtstiele
- DIN 7331 Hohlniete, zweiteilig
- DIN 7332 Ösen für Segeltuche
- DIN 7333 Ösen für Kartonagen
- DIN 7338 Niete für Brems- und Kupplungsbeläge
- DIN 7339 Hohlniete, einteilig, aus Band gezogen
- DIN 7340 Rohrniete aus Rohr gefertigt
- DIN 7341 Nietstifte
- DIN 7349 Scheiben für Schrauben mit schweren Spannhülsen
- DIN 7353 Schlagstempel
- DIN 7355 Serienhebezeuge; Stahlwinden
- DIN 7380 Formwalzen für Sickenmaschinen; Anschlußmaße, Benennungen, Ausführungsformen, Kurzzeichen
- DIN 7396 Bauakustische Prüfungen - Prüfverfahren zur akustischen Kennzeichnung von Entkopplungselementen für Massivtreppen
- DIN 7404 Sicherheitsnadeln
- DIN 7405 Heftklammer 24/6 für Büro-Heftgeräte; Heftklammer, Klammerstab
- DIN 7406 Doppelnietknopf
- DIN 7407 Vierlochknopf
- DIN 7417 Dornschlüssel mit Innenvierkant
- DIN 7422 Schraubendrehereinsätze mit Innenvierkant für Innensechskantschrauben, handbetätigt
- DIN 7423 Holzbohrer; Maschinen-Schlangenbohrer
- DIN 7424 Steckschlüsseleinsätze mit Außensechskant für Sechskantschrauben, maschinenbetätigt
- DIN 7425 Holzbohrer; Maschinen-Schlangenbohrer für Schwellen
- DIN 7427 Schraubwerkzeuge - Verbindungsteile mit Innensechskant für maschinenbetätigte Schraubendrehereinsätze - Maße und Ausführung
- DIN 7428 Verbindungsteile mit Außensechskant und Außenvierkant, für maschinenbetätigte Steckschlüsseleinsätze
- DIN 7431 Steckgriffe mit Innensechskant
- DIN 7441 Amboßhorn
- DIN 7442 Amboß-Schroter
- DIN 7444 Schraubwerkzeuge – Schlag-Ringschlüssel – Maße und Ausführung
- DIN 7461 Schreinerklüpfel
- DIN 7462 Holzhämmer
- DIN 7463 Beschlagteile; Vorreiber und Anschläge für Vorhängeschlösser
- DIN 7464 Kastenverschlüsse; einliegend
- DIN 7469 Schutzecken für Kisten
- DIN 7472 Sicherheitsgeschirr
  - Teil 2 Beschlagteile aus Stahl; Anschlußmaße, sicherheitstechnische Anforderungen und Prüfung
- DIN 7473 Gleitlager; Dickwandige Verbundgleitlager mit zylindrischer Bohrung, ungeteilt
- DIN 7474 Gleitlager; Dickwandige Verbundgleitlager mit zylindrischer Bohrung, geteilt
- DIN 7477 Gleitlager; Schmiertaschen für dickwandige Verbundgleitlager
- DIN 7480 Holzbohrer; Spiralbohrer mit einer Spannut
- DIN 7481 Holzbohrer; Stangen-Schneckenbohrer
- DIN 7482 Holzgriffe für Holzbohrer mit Öhr
- DIN 7483 Holzbohrer; Forstnerbohrer und Kunstbohrer
- DIN 7487 Holzbohrer; Spiralbohrer mit zwei Spannuten
- DIN 7489 Holzbohrer; Scheibenschneider
- DIN 7490 Spiralbohrer für die Holzbearbeitung; Schalungs- und Installationsbohrer
- DIN 7500 Gewindefurchende Schrauben für metrisches ISO-Gewinde
  - Teil 2 Richtwerte für Lochdurchmesser
- DIN 7513 Gewinde-Schneidschrauben - Sechskantschrauben, Schlitzschrauben - Maße, Anforderungen, Prüfungen
- DIN 7516 Gewinde-Schneidschrauben - Kreuzschlitzschrauben - Maße, Anforderungen, Prüfung
- DIN 7527 Schmiedestücke aus Stahl Bearbeitungszugaben und zulässige
  - Teil 1 Abweichungen für freiformgeschmiedete Scheiben
  - Teil 2 Abweichungen für freiformgeschmiedete Lochscheiben
  - Teil 3 Abweichungen für nahtlos freiformgeschmiedete Ringe
  - Teil 4 Abweichungen für nahtlos freiformgeschmiedete Buchsen
  - Teil 5 Abweichungen für freiformgeschmiedete, gerollte und geschweißte Ringe
  - Teil 6 Bearbeitungszugaben und zulässige Abweichungen für freiformgeschmiedete Stäbe
- DIN 7540 Ösenhaken, Güteklasse 5
- DIN 7584 Wasser-Armaturen für Hausinstallation; Stahlrohr-Tüllen mit Außengewinde, flachdichtend, Nenndruck 10
- DIN 7585 Wasser-Armaturen für Hausinstallation; Schlauch-Tüllen, flachdichtend, Nenndruck 10
- DIN 7588 Wasser-Armaturen für Hausinstallation; Verschraubungen mit Flachdichtung; Gewindestutzen einerseits mit Innengewinde, andererseits mit Stahlrohr-, Kupferrohr- oder Schlauch-Tülle PN 10
- DIN 7589 Wasser-Armaturen für Hausinstallation; Verschraubungen mit Flachdichtung; Gewindestutzen einerseits mit Außengewinde, andererseits mit Stahlrohr-, Kupferrohr- oder Schlauch-Tülle PN 10
- DIN 7591 Wasser-Armaturen für Hausinstallation; Verschraubungen mit Flachdichtung für beiderseitigen Schlauchanschluß, Nenndruck 10
- DIN 7592 Wasser-Armaturen für Hausinstallation; Kupferrohr-Tüllen, Nenndruck 10
- DIN 7593 Wasser-Armaturen für Hausinstallation; Verschraubungen mit Flachdichtung für beiderseitigen Kupferrohranschluß, Nenndruck 10
- DIN 7601 Rohrverschraubungen mit Kugelbuchse - Vollständige Verschraubungen und Übersicht
- DIN 7603 Dichtringe
- DIN 7604 Verschlussschrauben mit Außensechskant - Leichte Ausführung - Zylindrisches Gewinde
- DIN 7631 Rohrverschraubungen mit Kugelbuchse; Verbindungsstutzen
- DIN 7632 Rohrverschraubungen mit Kugelbuchse; Übergangs-Einschraubstutzen
- DIN 7633 Rohrverschraubungen mit Kugelbuchse - Lötstutzen
- DIN 7637 Rohrverschraubungen mit Kugelbuchse; Schweißstutzen
- DIN 7638 Rohrverschraubungen mit Kugelbuchse; Winkelverbindungsstutzen
- DIN 7639 Rohrverschraubungen mit Kugelbuchse; T-Verbindungsstutzen
- DIN 7640 Rohrverschraubungen mit Kugelbuchse; Kreuzverbindungsstutzen
- DIN 7642 Rohrverschraubungen - Ringstutzen für Lötverbindungen
- DIN 7643 Rohrverschraubungen - Hohlschrauben für einen Ringstutzen
- DIN 7644 Rohrverschraubungen mit Kugelbuchse; Hohlschraubenstutzen für einen Ringstutzen
- DIN 7647 Rohrverschraubungen mit Kugelbuchse - Einschraubstutzen
- DIN 7708  Normbezeichnung für duroplastische Formmassen
- DIN 7711 Hartgummi; Typen
- DIN 7712 Platten aus Hartgummi
- DIN 7713 Rundstangen aus Hartgummi
- DIN 7714 Rohre aus Hartgummi
- DIN 7715 Gummiteile; Zulässige Maßabweichungen
  - Teil 1 Artikel aus Hartgummi
  - Teil 5 Platten und Plattenartikel aus Weichgummi (Elastomeren)
  - Teil 40 Grenzabmaße für Schläuche (Ergänzung zu DIN EN ISO 1307)
- DIN 7716 Erzeugnisse aus Kautschuk und Gummi – Anforderungen an die Lagerung, Reinigung und Wartung
- DIN 7719 Endlose Breitkeilriemen für industrielle Drehzahlwandler
  - Teil 1 Riemen und Rillenprofile der zugehörigen Scheiben
  - Teil 2 Messung der Achsabstandsschwankung
- DIN 7721 Synchronriementriebe, metrische Teilung
  - Teil 1 Synchronriemen
  - Teil 2 Zahnlückenprofil für Synchronscheiben
- DIN 7722 Endlose Hexagonalriemen für Landmaschinen und Rillenprofile der zugehörigen Scheiben
- DIN 7726 Schaumstoffe; Begriffe und Einteilung
- DIN 7737 Schichtpreßstoff-Erzeugnisse; Vulkanfiber, Typen
- DIN 7738 Schichtpreßstoff-Erzeugnisse; Vulkanfiber, Abnahme, Prüfverfahren
- DIN 7742 Kunststoff-Formmassen; Celluloseester(CA, CP, CAB)-Formmassen
  - Teil 1 Einteilung und Bezeichnung
  - Teil 2 Herstellung von Probekörpern und Bestimmung von Eigenschaften
- DIN 7750 Flaschenscheiben aus Gummi für Bügel- und Hebelverschlüsse
- DIN 7753 Endlose Schmalkeilriemen für den Maschinenbau
  - Teil 1 Maße
  - Teil 2 Berechnung der Antriebe, Leistungswerte
- DIN 7753 Endlose Schmalkeilriemen für den Kraftfahrzeugbau
  - Teil 3 Maße der Riemen und Scheibenrillenprofile
  - Teil 4 Ermüdungsprüfung
- DIN 7754 Verschlußkappen für Süßmost-Flaschen und -Ballone
- DIN 7755 Geformte Gummi-Oberflecke für Schuhabsätze
  - Teil 1 Abmessungen
  - Teil 2 Maße für Nagellochschablone
- DIN 7756 Ventile für Fahrzeugbereifungen; Ventilgewinde, Theoretische Werte, Gewindegrenzmaße
- DIN 7785 Ventile für Fahrzeugschläuche; 90°-Winkelventil 33 G, mit Gummifuß
- DIN 7786 Ventile für Fahrzeugschläuche; 80°-Winkelventil mit drehbarem Ventilkörper
- DIN 7787 Ventile für Fahrzeugschläuche; Winkelventile 40.5 G, mit Gummifuß
- DIN 7788 Ventile für Fahrzeugschläuche; Gummiventil 93, handbiegbar
- DIN 7795 Bestimmung des Druckverformungsrestes von Elastomeren in Heißwasser
- DIN 7798 Reifen für Erdbaumaschinen, Muldenfahrzeuge und Spezialfahrzeuge auf und abseits der Straße
  - Teil 1 Reifen in Diagonalbauart; Nennquerschnittsverhältnis > 90 %
  - Teil 2 Breitfelgen-Reifen in Diagonalbauart
  - Teil 3 Reifen in Radialbauart; Nennquerschnittsverhältnis > 90 %
  - Teil 4 Breitfelgen-Reifen in Radialbauart
- DIN 7799 Reifen für Straßenbaumaschinen, Erdbaumaschinen und Zugmaschinen (Tractor-Grader-Reifen)
  - Teil 1 Normalreifen in Diagonalbauart
- DIN 7800 Reifen für Fahrräder
- DIN 7801 Reifen für leichte Krafträder
- DIN 7803
  - Teil 2 Reifen für Personenkraftwagen und Lieferkraftwagen; Reifen in Diagonalbauart, Super-Niederquerschnitt-Reifen
  - Teil 5 Personenkraftwagenreifen; Reifen in Radialbauart; Bezeichnung und Kennzeichnung
- DIN 7804 Reifen für leichte Nutzkraftwagen und deren Anhängefahrzeuge (C-Reifen)
  - Teil 1 Reifen in Diagonalbauart
- DIN 7805 Reifen für Nutzkraftwagen und deren Anhängefahrzeuge
  - Teil 3 Reifen in Radialbauart; Nennquerschnittsverhältnis > 95 %
  - Teil 4 Reifen in Radialbauart; Schlauchlose Reifen auf Steilschulterfelgen
  - Teil 5 Mittenabstände und Freiräume für Steilschulterfelgen
  - Teil 6 Tragfähigkeit/Geschwindigkeit-Zuordnung
- DIN 7808 Ackerschlepper-Lenkradreifen
- DIN 7809 Reifen für Handkarren
- DIN 7810 Motorrollerreifen
- DIN 7811 Luftreifen für Flurförderzeuge (Industrie-Reifen)
  - Teil 1 Reifen mit Normalquerschnitt in Diagonalbauart
  - Teil 2 Breitreifen in Diagonalbauart
- DIN 7815 Tiefbettfelgen
  - Teil 1 für Fahrräder
- DIN 7816 Felgen für Krafträder
  - Teil 1 Tiefbettfelgen mit zylindrischer Schulter
  - Teil 2 Tiefbettfelgen mit 5°-Schrägschulter; MT-Felgen
  - Teil 3 Tiefbettfelgen mit 5°-Schrägschulter; Felgenprofil 2.50 A und 2.50 C
  - Teil 4 Zweiteilige Felgen mit geteilter Radscheibe
- DIN 7817 Tiefbettfelgen für Kraftfahrzeuge und Anhängefahrzeuge
  - Teil 1 Felgen mit Hornform J, JK und K ohne Sicherheitsschultern
  - Teil 2 Hornform J, JK und K; Hump-Ausführungen
  - Teil 3 Hump-Sonderausführungen
- DIN 7818 Tiefbettfelgen für Kraftfahrzeuge, Anhängefahrzeuge und landwirtschaftliche Fahrzeuge; Hornformen C, D, E und F; Felgendurchmesserbezeichnung 14 bis 20
- DIN 7820 Schrägschulterfelgen für Kraftfahrzeuge und Anhängefahrzeuge – Felgendurchmesserbezeichnung 15, 20 und 24
- DIN 7821 Felgen für Handkarren
- DIN 7825 Felgen für Flurförderzeuge
- DIN 7826 Halbtiefbettfelgen (SDC-Felgen) für Nutzkraftwagen und deren Anhängefahrzeuge; Felgendurchmesserbezeichnung 16, 20 und 24
- DIN 7827 Felgen für Arbeitskraftmaschinen, landwirtschaftliche Geräte, Ackerwagen, Mehrzweckfahrzeuge und Anhängefahrzeuge
- DIN 7829 Felgen und Räder - Kennzeichnung
- DIN 7830 Felgenprofillehren für Tiefbettfelgen nach DIN 7816
- DIN 7831
  - Teil 1 Felgenprofillehren für Tiefbettfelgen nach DIN 7817 Teil 1 und DIN 7818
  - Teil 2 Felgenprofillehren für Tiefbettfelgen nach DIN 7817 Teil 2 und Teil 3
- DIN 7834 Felgenprofillehren für Breitfelgen nach DIN 7823
- DIN 7837 Felgenmeßbänder für Tiefbettfelgen für Zweiradfahrzeuge
  - Teil 2 Felgenmeßbänder für Tiefbettfelgen für Kleinkrafträder, Krafträder und Beiwagen
- DIN 7838 Felgenmeßbänder
  - Teil 1 Flachmeßbänder für Felgen mit beiderseitig festen Schrägschultern
- DIN 7839 Felgenumfangslehren; Kugellehren und Scheibenlehren
- DIN 7840 Felgenprofillehren für Felgen nach DIN 7824
- DIN 7841 Felgenprofillehren für Felgen nach DIN 7825
- DIN 7842 Felgenprofillehren für Handkarrenfelgen nach DIN 7821
- DIN 7843 Felgenprofillehren für Halbtiefbettfelgen (SDC-Felgen) nach DIN 7826
- DIN 7844 Felgenprofillehren für Felgen nach DIN 7827
- DIN 7845 Vollgummireifen
  - Teil 1 Maße und Tragfähigkeiten
  - Teil 2 Konstruktionsrichtlinien für konische Fußausführungen
- DIN 7848 Felgen für Erdbaumaschinen und Spezialfahrzeuge
  - Teil 1 Schrägschulterfelgen mit beidseitig abnehmbarem Horn
  - Teil 2 Schrägschulterfelgen mit einseitig abnehmbarem Horn
  - Teil 3 Tiefbettfelgen
- DIN 7852 Vollgummireifen für mehrteilige Luftreifenfelgen
- DIN 7863 Elastomer-Dichtprofile für Fenster und Fassade - Technische Lieferbedingungen
  - Teil 1 Nichtzellige Elastomer-Dichtprofile im Fenster- und Fassadenbau
  - Teil 2 Zellige Elastomer-Dichtprofile im Fenster- und Fassadenbau
- DIN 7864 Elastomer-Bahnen für Abdichtungen
  - Teil 1 Anforderungen, Prüfung
- DIN 7865 Elastomer-Fugenbänder zur Abdichtung von Fugen in Beton
  - Teil 1 Formen und Maße
  - Teil 2 Werkstoff-Anforderungen und Prüfung
  - Teil 3 Verwendungsbereich
- DIN 7867 Keilrippenriemen und -scheiben
- DIN 7868 Gummi- und kunststoffbeschichtete Walzen
  - Teil 1 Härte-Festlegungen
  - Teil 2 Oberflächen-Merkmale
  - Teil 3 Maß-, Lauf- und Formtoleranzen
- DIN 7876 Tauchzubehör - Schwimmflossen - Maße, Anforderungen und Prüfung
- DIN 7877 Tauchzubehör - Tauchbrillen - Sicherheitstechnische Anforderungen und Prüfung
- DIN 7878 Tauchzubehör - Schnorchel - Maße, Anforderungen, Prüfung
- DIN 7881 Wintersportgeräte - Sicherheitsbindungen für den alpinen Pisten-Skilauf - Einstellskala für die Auslösegrößen
- DIN 7892 Turn- und Spielfeldgeräte - Elektromotorische Hebevorrichtungen - Sicherheitstechnische Anforderungen und Prüfung
- DIN 7893 Spielfeldgeräte - Faustballgeräte - Maße, Anforderungen und Prüfverfahren
- DIN 7898 Geräte für Freisportanlagen und Hallen – Tischtennis
  - Teil 1 Maße, Anforderungen und Prüfverfahren für Tische, März 2005 ersetzt durch DIN EN 14468-1
  - Teil 2 Tischtennistische, Netzgarnituren, Maße, Anforderungen, Prüfung, Juni 2005 ersetzt durch DIN EN 14468-2
- DIN 7899 Spielfeldgeräte - Basketballgeräte - Anforderungen und Prüfverfahren einschließlich DIN EN 1270
- DIN 7900 Spielfeldgeräte - Fußballtore - Konstruktionsmaße
- DIN 7901 Turn- und Gymnastikgeräte - Barren mit Einlegematte - Anforderungen und Prüfverfahren einschließlich DIN EN 914
  - Teil 1 Barren für Schulturnen
  - Teil 2 Barren für Wettkämpfe
- DIN 7902 Turn- und Gymnastikgeräte; Turnpferde
- DIN 7903 Turn- und Gymnastikgeräte - Reckeinrichtungen - Versenkreck
  - Teil 1 Steckreck
  - Teil 2 Versenkreck
  - Teil 3 Stufenreck
  - Teil 4 Spannreck für Wettkämpfe
- DIN 7904 Turn- und Gymnastikgeräte; Turnböcke, Maße, Anforderungen, Prüfung
- DIN 7905 Turn- und Gymnastikgeräte; Ringeeinrichtungen
  - Teil 1 Schaukelringe mit Verstelleinrichtungen
- DIN 7906 Turn- und Gymnastikgeräte - Schwebebalken - Anforderungen und Prüfverfahren; einschließlich DIN EN 12432
- DIN 7908 Turn- und Gymnastikgeräte - Sprungkästen - Konstruktion, Ausführung, sicherheitstechnische Anforderungen und Prüfverfahren einschließlich DIN EN 916
- DIN 7909 Turn- und Gymnastikgeräte - Turnbank - Maße, Anforderungen, Prüfung
- DIN 7910 Turn- und Gymnastikgeräte - Sprossenwände - Anforderungen und Prüfverfahren; einschließlich DIN EN 12346
- DIN 7911 Turn- und Gymnastikgeräte - Klettereinrichtungen
  - Teil 1 Gitterleitern; Anforderungen und Prüfverfahren; einschließlich DIN EN 12346
  - Teil 2 Klettertaue, Maße, sicherheitstechnische Anforderungen und Prüfverfahren
  - Teil 3 Kletterstangen, Maße, sicherheitstechnische Anforderungen und Prüfverfahren
- DIN 7912 Turn- und Gymnastikgeräte; Gymnastikgeräte
  - Teil 1 Gymnastikkeulen
  - Teil 2 Gymnastikreifen
- DIN 7913 Turn- und Gymnastikgeräte; Verfahren zur Prüfung von Matten und Bodenturnflächen
  - Teil 1 Prüfung der Härte und Dämpfung
  - Teil 2 Prüfung der Rutschsicherheit
- DIN 7914 Turn- und Gymnastikgeräte; Matten
  - Teil 1 Turnmatte (Aufsprungmatte)
  - Teil 2 Weichbodenmatten; Maße, Sicherheitstechnische Anforderungen und Prüfung
- DIN 7915 Turn- und Gymnastikgeräte
  - Teil 1 Sprungbrett für Schulturnen
- DIN 7916 Turn- und Gymnastikgeräte; Bodenturnflächen
  - Teil 1 Bodenturnmatte
- DIN 7917 Umkleidebänke für Sportstätten - Anforderungen, Prüfung
- DIN 7918 Turn- und Gymnastikgeräte; Trampoline
  - Teil 1 Absprung-Trampolin, Anforderungen
  - Teil 2 5,20 m × 3,05 m, Maße, Anforderungen und Prüfung
- DIN 7926 Kinderspielgeräte
  - Teil 1 Begriffe, Sicherheitstechnische Anforderungen, Prüfung
  - Teil 2 Schaukeln, Sicherheitstechnische Anforderungen, Prüfung
  - Teil 3 Rutschen, Sicherheitstechnische Anforderungen, Prüfung
  - Teil 4 Seilbahnen, Maße, Sicherheitstechnische Anforderungen, Prüfung
  - Teil 5 Karussells, Begriffe, Sicherheitstechnische Anforderungen, Prüfung
- DIN 7939 Schwimmsportgeräte - Trennseilanlagen in Schwimmbädern - Anforderungen und Prüfung
- DIN 7952 Blechdurchzüge mit Gewinde
  - Teil 1 Maße
  - Teil 2 Vorlochdurchmesser
  - Teil 3 Fertigungsverfahren
  - Teil 4 Maße für die Werkzeuge und deren Gestaltung
- DIN 7954 Beschlagteile; Gerollte Scharniere
- DIN 7955 Beschlagteile; Geschlagene Scharniere
- DIN 7956 Beschlagteile; Gerolltes Stangenscharnier
- DIN 7957 Beschlagteile; Gerolltes Tischband
- DIN 7958 Beschlagteile; Geschlagenes Tischband
- DIN 7965 Einschraubmuttern (Schraubdübel)
- DIN 7968 Sechskant-Passschrauben mit Sechskantmutter für Stahlkonstruktionen
- DIN 7969 Senkschrauben mit Schlitz mit Sechskantmutter für Stahlkonstruktionen
- DIN 7971 Zylinder-Blechschrauben, mit Schlitz, November 1995 ersetzt durch DIN ISO 1481
- DIN 7975 Blechschraubenverbindungen; Anwendung, Richtwerte für Kernlochdurchmesser
- DIN 7978 Kegelstifte, mit Innengewinde, Oktober 1992 ersetzt durch DIN EN 28736
- DIN 7984 Zylinderschrauben mit Innensechskant mit niedrigem Kopf
- DIN 7985 Linsenschrauben mit Kreuzschlitz, November 1994 ersetzt durch DIN EN ISO 7045
- DIN 7989 Scheiben für Stahlkonstruktionen
  - Teil 1 Produktklasse C
  - Teil 2 Produktklasse A
- DIN 7990 Sechskantschrauben mit Sechskantmutter für Stahlkonstruktionen
- DIN 7991 Senkschrauben mit Innensechskant, März 1998 ersetzt durch DIN EN ISO 10642
- DIN 7992 Hammerschrauben mit großem Kopf
- DIN 7993 Runddraht-Sprengringe und Sprengringnuten, für Wellen und Bohrungen
- DIN 7995 Linsensenk-Holzschrauben mit Kreuzschlitz
- DIN 7996 Halbrund-Holzschrauben mit Kreuzschlitz
- DIN 7997 Senk-Holzschrauben mit Kreuzschlitz
- DIN 7998 Gewinde und Schraubenenden für Holzschrauben

## DIN 8000–9999
- DIN 8000 Bestimmungsgrößen und Fehler an Wälzfräsern für Stirnräder mit Evolventenverzahnung; Grundbegriffe
- DIN 8002 Maschinenwerkzeuge für Metall; Wälzfräser für Stirnräder mit Quer- oder Längsnut, Modul 1 bis 20
- DIN 8010 Schneidplatten aus Hartmetall, für Bohrer, Spitzenwinkel 115°, für große Schnittkräfte
- DIN 8011 Schneidplatten aus Hartmetall für Reibahlen, Senker und Schaftfräser
- DIN 8012 Einsätze aus Hartmetall für Zentrierspitzen
- DIN 8013 Schneidplatten aus Hartmetall, für Bohrer, Spitzenwinkel 85°, für kleine Schnittkräfte
- DIN 8022 Aufsteck-Aufbohrer mit Schneidplatten aus Hartmetall
- DIN 8024 Klemmhalter zum Innendrehen, mit Zylinderschaft, für Wendeschneidplatten - Aufbau der Bezeichnung
- DIN 8025 Klemmhalter zum Innendrehen, mit Zylinderschaft, für Wendeschneidplatten
  - Teil 1 Formen, Maße, Korrekturberechnungen
  - Teil 2 Form F
  - Teil 3 Form K
  - Teil 4 Form L
  - Teil 5 Form U
  - Teil 6 Form Q
- DIN 8026 Langlochfräser mit Morsekegelschaft, mit Schneidplatten aus Hartmetall
- DIN 8027 Langlochfräser mit Zylinderschaft, mit Schneidplatten aus Hartmetall
- DIN 8030 Fräsköpfe für Wendeschneidplatten
  - Teil 1 Maße
- DIN 8031 Scheibenfräser für Wendeschneidplatten; Maße
- DIN 8032 Frässtifte aus Hartmetall; Begriff, Benennungen, Übersicht
- DIN 8033 Frässtifte aus Hartmetall
  - Teil 1 Technische Lieferbedingungen
  - Teil 2 Zylinder-Frässtifte
  - Teil 3 Walzenrund-Frässtifte
  - Teil 4 Spitzkegel-Frässtifte
  - Teil 5 Rundkegel-Frässtifte
  - Teil 6 Kegelsenk-Frässtifte
  - Teil 7 Winkel-Frässtifte
  - Teil 8 Kugel-Frässtifte
  - Teil 9 Spitzbogen-Frässtifte
  - Teil 10 Rundbogen-Frässtifte
  - Teil 12 Tropfen-Frässtifte
- DIN 8037 Spiralbohrer mit Zylinderschaft, mit Schneidplatte aus Hartmetall, für Metall
- DIN 8038 Spiralbohrer mit Zylinderschaft, mit Schneidplatte aus Hartmetall, für Kunststoff (Duroplaste)
- DIN 8041 Spiralbohrer mit Morsekegel, mit Schneidplatte aus Hartmetall, für Metall
- DIN 8043 Aufbohrer mit Schneidplatten aus Hartmetall
- DIN 8044 Schaftfräser mit Zylinderschaft, mit Schneidplatten aus Hartmetall
- DIN 8045 Schaftfräser mit Morsekegelschaft, mit Schneidplatten aus Hartmetall
- DIN 8047 Scheibenfräser, Schneiden aus Hartmetall
- DIN 8048 Scheibenfräser mit auswechselbaren Messern, Schneiden aus Hartmetall
- DIN 8050 Maschinen-Reibahlen mit Zylinderschaft mit Schneidplatten aus Hartmetall, mit kurzem Schneidteil
- DIN 8051 Maschinen-Reibahlen mit Morsekegelschaft, mit Schneidplatten aus Hartmetall, mit kurzem Schneidteil
- DIN 8054 Aufsteck-Reibahlen mit Schneidplatten aus Hartmetall
- DIN 8056 Walzenstirnfräser mit Quernut, mit Schneidplatten aus Hartmetall
- DIN 8061 Rohre aus weichmacherfreiem Polyvinylchlorid (PVC-U) - Allgemeine Güteanforderungen, Prüfung; Text Deutsch und Englisch
- DIN 8062 Rohre aus weichmacherfreiem Polyvinylchlorid (PVC-U) – Maße
- DIN 8074 Rohre aus Polyethylen (PE) – PE 80, PE 100 – Maße; Text Deutsch und Englisch
- DIN 8075 Rohre aus Polyethylen (PE) – PE 80, PE 100 – Allgemeine Güteanforderungen, Prüfungen; Text Deutsch und Englisch
- DIN 8076 Druckrohrleitungen aus thermoplastischen Kunststoffen - Klemmverbinder aus Metallen und Kunststoffen für Rohre aus Polyethylen (PE) - Allgemeine Güteanforderungen und Prüfung; Text Deutsch und Englisch
- DIN 8077 Rohre aus Polypropylen (PP) – PP-H, PP-B, PP-R, PP-RCT – Maße
- DIN 8078 Rohre aus Polypropylen (PP) – PP-H, PP-B, PP-R, PP-RCT – Allgemeine Güteanforderungen, Prüfung
- DIN 8079 Rohre aus chloriertem Polyvinylchlorid (PVC-C) – Maße
- DIN 8080 Rohre aus chloriertem Polyvinylchlorid (PVC-C) – Allgemeine Güteanforderungen, Prüfung
  - Beiblatt 1 PVC-C 250 - Allgemeine Güteanforderungen, Prüfung; Chemische Widerstandsfähigkeit
- DIN 8082 Maschinenwerkzeuge für Holzbearbeitung; Hauptabmessungen, Schneidrichtung, Lage des Werkzeuges
- DIN 8083 Kreissägeblätter für Holz mit Schneidplatten aus Hartmetall; Maße, Zähnezahl
- DIN 8089 Automaten-Reibahlen
- DIN 8090 Automaten-Reibahlen mit Schneidplatten aus Hartmetall
- DIN 8093 Hartmetall-Maschinen-Reibahlen mit Zylinderschaft
  - Teil 1 Reibahlen mit Schneidplatten
  - Teil 2 NC-Reibahlen
- DIN 8094 Maschinen-Reibahlen mit Morsekegelschaft, mit Schneidplatten aus Hartmetall, mit langem Schneidteil
- DIN 8096 Stirn-Schaftfräser Typ A für Wendeschneidplatten
  - Teil 1 mit Zylinderschaft; Maße
  - Teil 2 mit Morsekegelschaft; Maße
- DIN 8099 Hartmetall-Ziehdorne
  - Teil 1 mit aufgelötetem Hartmetallring
  - Teil 2 mit aufgeschraubtem Hartmetallring
- DIN 8119 Brücken für Straßenfahrzeugwaagen; Lastannahmen
  - Teil 1 Brückenwaagen; Brückengrößen, Höchstlast bis 20 t
  - Teil 2 Brückenwaagen; Straßenfahrzeugwaagen – Brückengrößen, Höchstlast bis 60 t
  - Teil 3 Brückenwaagen; Gleiswaagen, kombinierte Gleis- und Straßenfahrzeugwaagen – Brückengrößen, Höchstlast bis 120 t
  - Teil 4 Brückenwaagen; Lastannahmen für Bodenwaagen und im Boden versenkbare Waagen
  - Teil 6 Brückenwaagen; Lastannahmen für Gleiswaagen und kombinierte Gleis- und Straßenfahrzeugwaagen
- DIN 8125 Graphische Symbole für die Wägetechnik
  - Teil 1 Grundlagen, Übersicht
- DIN 8127 Gewichtstücke der Genauigkeitsklassen E1, E2, F1, F2, M1, M1?2, M2, M2?3, und M3 - Metrologische und technische Anforderungen (OIML R 111-1:2004)
- DIN 8128 Selbsttätige Waagen für Einzelwägungen
  - Teil 1 Metrologische und technische Anforderungen - Prüfung (OIML R 51-1:2006 + Erratum 2010)
- DIN 8129 Selbsttätige Gleiswaagen (SGW) - Metrologische und technische Anforderungen, Prüfung (OIML R 106-1:1997)
- DIN 8130 Selbsttätige Waagen zum diskontinuierlichen Totalisieren (totalisierende Behälterwaagen) (SWT) - Teil 1: Metrologische und technische Anforderungen - Prüfung (OIML R 107-1:2007)
- DIN 8131 Selbsttätige Waagen zum Abwägen – Metrologische und technische Anforderungen – Prüfungen (OIML R 61-1:2004)
- DIN 8132 Selbsttätige Waagen zum kontinuierlichen Totalisieren - Förderbandwaagen (FBW) - Metrologische und technische Anforderungen, Prüfung (OIML R 50-1:1997)
- DIN 8140 Gewindeeinsätze aus Draht für Metrisches ISO-Gewinde
  - Teil 1 Maße, Technische Lieferbedingungen
  - Teil 2 Aufnahmegewinde für Gewindeeinsätze, Gewindetoleranzen
  - Teil 3 Lehren und Lehrenmaße
- DIN 8141 Metrisches ISO-Gewinde; Regel- und Feingewinde für Festsitz in Aluminium-Gußlegierungen; Gewinde-Nenndurchmesser von 5 mm bis 16 mm
  - Teil 1 Nennmaße, Toleranzen und Grenzmaße
  - Teil 2 Lehren für Innen- und Außengewinde
- DIN 8150 Gallketten
- DIN 8156 Ziehbankketten ohne Buchsen
- DIN 8157 Ziehbankketten mit Buchsen
- DIN 8164 Buchsenketten
- DIN 8165 Förderketten mit Vollbolzen
  - Teil 1 Bauart FV; Einstrangkette, Zweistrangkette; Nicht für Neukonstruktionen
  - Teil 2 Bauart FV; Befestigungslaschen, Anschlußmaße; Nicht für Neukonstruktionen
  - Teil 3 Bauart FVT; Tragketten mit erhöhten Laschen; Nicht für Neukonstruktionen
- DIN 8166 Rollen für Förderketten mit Vollbolzen; Bauart FV und FVT; Nicht für Neukonstruktionen
- DIN 8167 Förderketten mit Vollbolzen
  - Teil 1 ISO-Bauart M, Einstrangkette, Zweistrangkette
  - Teil 2 ISO-Bauart M, Befestigungslaschen, Anschlußmaße
  - Teil 3 ISO-Bauart MT; Tragketten mit erhöhten Laschen
- DIN 8175 Förderketten; Buchsenförderketten, schwere Ausführung
- DIN 8176 Förderketten; Buchsenförderketten für Kettenbahnen
- DIN 8182 Rollenketten mit gekröpften Gliedern (Rotaryketten)
- DIN 8184 Rollenketten für Umlaufaufzüge
- DIN 8185 Rollenketten für Stützkettenaufzüge
- DIN 8187 Rollenketten, Europäische Bauart
  - Teil 1 Einfach-, Zweifach-, Dreifach-Rollenketten
  - Teil 2 Einfach-Rollenketten mit Befestigungslaschen, Anschlussmaße
  - Teil 3 Einfach-Rollenketten mit verlängerten Bolzen, Anschlußmaße
- DIN 8188 Rollenketten, Amerikanische Bauart
  - Teil 1 Einfach-, Zweifach- und Dreifach-Rollenketten
  - Teil 2 Einfach-Rollenketten mit Befestigungslaschen, Anschlussmaße
  - Teil 3 Einfach-Rollenketten mit verlängerten Bolzen, Anschlußmaße
- DIN 8190 Zahnketten mit Wiegegelenk und 30° Eingriffswinkel
- DIN 8191 Verzahnung der Kettenräder für Zahnketten nach DIN 8190 - Profilabmessungen
  - Berichtigung 1
- DIN 8192 Kettenräder für Rollenketten nach DIN 8187; Baumaße
  - Berichtigung 1
- DIN 8197 Stahlgelenkketten; Bezugsprofile von Wälzwerkzeugen für Kettenräder für Rollenketten
- DIN 8198 Profile von Zahnlückenfräsern für Kettenräder für Rollenketten
- DIN 8221 Gleitlager - Buchsen für Gleitlager nach DIN 502, DIN 503 und DIN 504
- DIN 8230 Kleinuhren; Benennung von Einzelteilen
- DIN 8231 Kleinuhren; Benennungen von Einzelteilen für Zusatzeinrichtungen
- DIN 8234 Zeigerwerkshöhen für Kleinuhren; Nennmaße
- DIN 8235 Einteilung und Aufbau der Zeitmeßgeräte
  - Teil 1 Uhrenarten
- DIN 8236 Zeitmeßtechnische Begriffe
  - Teil 1 Anzeige, Gang
  - Teil 2 Frequenz, Periodendauer
  - Teil 3 Koeffizienten des Ganges
  - Teil 4 Prüflagen für Uhren
  - Teil 5 Technisch-kaufmännische Begriffe
- DIN 8237 Goldauflagen für Kleinuhrgehäuse; Anforderungen, Prüfung und Kennzeichnung
- DIN 8240 Kleinuhren
  - Teil 3 Größen und Hauptabmessungen von Formwerken
  - Teil 4 Stellwellenlage für runde Werke und Formwerke
  - Teil 5 Bohrungen für Zifferblattfüße in der Werkplatte
- DIN 8242 Zifferblätter für Kleinuhren
  - Teil 3 Prüfumfang für die Abnahme
- DIN 8243 Zylinderschrauben mit Schlitz, für Feinwerktechnik, M 0,3 bis M 1,4
- DIN 8245 Senkschrauben mit Schlitz, für die Feinwerktechnik, M 0,4 bis M 1,4
- DIN 8249 Zeiger für Kleinuhren
  - Teil 1 Nennmaße
  - Teil 2 Grenzmaße für Zeigerbohrungen und Zeigerwellen
  - Teil 3 Kombinationen von Bohrungen für Zeigersätze
- DIN 8253 Runde Uhrgläser für Kleinuhren; Mineralgläser
  - Teil 4 I-Dichtungen, Maße
- DIN 8254 Stoßsicherungen für Kleinuhren; Hauptmaße, Passungen
- DIN 8255 Spiralfederrollen für Uhren
  - Teil 1 geschlitzt, rund
- DIN 8257 Lagersteine der Feinwerktechnik
  - Teil 1 Lochsteine für Uhren, flach
  - Teil 3 Lochsteine für Uhren, planparallel
- DIN 8260 Stellwellen (Aufzugwellen) für Kleinuhren; Hauptmaße
- DIN 8261 Lagersteine der Feinwerktechnik; Konische Lagersteine
- DIN 8263 Lagersteine der Feinwerktechnik; Decksteine für Geräte, flach
- DIN 8265 Gehäuse für Kleinuhren
  - Teil 1 Zifferblattausschnitt, Zifferblattüberdeckung
- DIN 8270 Zeiger für Großuhren
  - Teil 1 Anschlußmaße, Passungen, Maßkombinationen
  - Teil 2 Längen
- DIN 8272 Körnerschrauben für Uhren
- DIN 8273 Körnerbolzen für Uhren
  - Teil 2 ohne Kopf
- DIN 8274 Lagersteine der Feinwerktechnik; Kalottensteine für Elektrizitätszähler
- DIN 8276 Runde Glasdeckel für Großuhren
  - Teil 2 Anschlußmaße für Glasdeckel mit Zifferblatt
- DIN 8279 Lagerbuchsen für Uhren
  - Teil 1 flach
  - Teil 2 bombiert
- DIN 8289 Armbänder für Uhren; Anschlußmaße
- DIN 8293 Unruhwellen für Uhren
  - Teil 2 Einfache Unruhwellen
- DIN 8294 Unruhwellen für Großuhren; Körnerwellen
- DIN 8297 Kronen für Armbanduhren
- DIN 8300 Antriebe für Trommel- und Kreisblattschreiber; Bezeichnung, Anforderungen, Kennzeichnung
- DIN 8301 Gehäuse für Großuhren; Prüfumfang für die Abnahme
- DIN 8304 Spiralfedern für Uhren; Kenn-Nummern
- DIN 8305 Uhrsteine; Begriffe, Arten
- DIN 8306 Taucheruhren; Sicherheitstechnische Anforderungen und Prüfung
- DIN 8308 Stoßsicherheit bei Kleinuhren; Begriff, Anforderungen, Prüfung
- DIN 8309 Antimagnetische Eigenschaften von Kleinuhren; Begriff, Anforderungen, Prüfung
- DIN 8310 Wasserdichtheit von Kleinuhren; Begriff, Anforderungen, Prüfung
- DIN 8311 Zeitwaagen für die Uhrentechnik; Anforderung, Prüfung
- DIN 8312 Technische Anforderungen und Prüfung für Kleinuhren und Kleinuhrwerke
  - Teil 1 Kleinuhren mit Paletten-Ankerhemmung
  - Teil 2 Kleinuhren mit elektrischer Energiequelle, Frequenz des Schwingsystems <= 1000 Hz
  - Teil 3 Kleinuhren mit Stiftankerhemmung
- DIN 8313
  - Teil 1 Technische Anforderungen und Prüfung für Großuhren und Großuhrwerke mit eigener elektrischer Energiequelle; Frequenz des Schwingsystems <= 1000 Hz
  - Teil 2 Lieferbedingungen für lose Werke
- DIN 8318 Radioaktive Leuchtfarben für Zeitmeßgeräte; Begriff, Anforderungen, Prüfung
- DIN 8319 Chronometer
  - Teil 1 Armbandchronometer mit einer Frequenz des Schwingsystems <= 1000 Hz, Begriff, Anforderungen, Prüfung
  - Teil 2 Armbandchronometer mit piezoelektrischem Schwingsystem, Begriffe, Anforderungen, Prüfung
- DIN 8324 Skaleneinstellringe für Kleinuhren; Bemaßung und Benennungen
- DIN 8325 Quarz-Großuhren
  - Teil 1 Anforderungen, Prüfung, Kennzeichnung
  - Teil 2 Wecker; Anforderungen, Prüfung
- DIN 8326 Quarz-Kleinuhren
  - Teil 1 Anforderungen, Prüfung, Kennzeichnung
- DIN 8330 Zeitmesstechnik - Fliegeruhren
  - Teil 1 Anforderungen und Prüfungen
  - Teil 2 Konformitätsbewertung
- DIN 8349 Feilen und Raspeln; Hiebzahlen
- DIN 8350 Schaber
- DIN 8374 Mehrfasen-Stufenbohrer mit Zylinderschaft für Durchgangslöcher und Senkungen für Senkschrauben
- DIN 8375 Mehrfasen-Stufenbohrer mit Morsekegelschaft für Durchgangslöcher und Senkungen für Senkschrauben
  - Berichtigung 1
- DIN 8376 Mehrfasen-Stufenbohrer mit Zylinderschaft für Durchgangslöcher und Senkungen für Zylinderschrauben
- DIN 8377 Mehrfasen-Stufenbohrer mit Morsekegelschaft für Durchgangslöcher und Senkungen für Zylinderschrauben
- DIN 8378 Mehrfasen-Stufenbohrer mit Zylinderschaft für Kernlochbohrungen und Freisenkungen
- DIN 8379 Mehrfasen-Stufenbohrer mit Morsekegelschaft für Kernlochbohrungen und Freisenkungen
- DIN 8416 Entstauber für die gewerbliche Nutzung – Sicherheitstechnische Anforderungen und Prüfung
- DIN 8452 Flurförderzeuge; Lenkkränze ohne Mittelzapfen, für Handwagen und Anhänger
- DIN 8454 Flurförderzeuge; Deichseln für Anhänger, Hauptmaße
- DIN 8457 Flurförderzeuge; Plattformen für Handwagen und Anhänger, Hauptmaße
- DIN 8471 Gartengeräte - Nichtmotorische Handgeräte für die Bodenbearbeitung - Gebrauchseigenschaften, Anforderungen und Prüfungen
- DIN 8472 Einkaufswagen
  - Teil 1 Anforderungen und Prüfung für Einkaufswagen mit Ladeplattform mit oder ohne Kindersitz
  - Teil 2 Anforderungen und Prüfung für Einkaufswagen mit Ladeplattform mit oder ohne Kindersitz, geeignet für den Gebrauch auf Personenfahrsteigen
- DIN 8513 Hartlote, ersetzt durch DIN EN ISO 17672
- DIN 8514 Lötbarkeit
- DIN 8516 Weichlote mit Flußmittelseelen auf Harzbasis; Zusammensetzung, Technische Lieferbedingungen, Prüfung, November 1998 ersetzt durch DIN EN ISO 12224-1
- DIN 8519 Buckel für das Buckelschweißen von Stahlblechen - Langbuckel und Ringbuckel
- DIN 8521 Sicherheitseinrichtungen gegen Gasrücktritt für den Einsatz von Gasen der öffentlichen Gasversorgung von Luft und Sauerstoff bis zu einem zulässigen Betriebsüberdruck von 0,1 bar, nicht flammendurchschlagsicher
  - Teil 2 Sicherheitstechnische Anforderungen, Prüfung
- DIN 8522 Fertigungsverfahren der Autogentechnik - Übersicht
- DIN 8526 Prüfung von Weichlötverbindungen; Spaltlötverbindungen, Scherversuch, Zeitstandscherversuch
- DIN 8531 Druckluftwerkzeuge; Vorgearbeitete Nietdöpper
- DIN 8530 Druckluftwerkzeuge; Einsteckenden und Führungsbuchsen für Niet- und Meißelhämmer
- DIN 8532 Druckluftwerkzeuge; Einsteckmeißel
- DIN 8533 Druckluftwerkzeuge; Stampffüße, Kegel an Kolbenstangen
- DIN 8534 Druckluftwerkzeuge; Siebe, Siebnippel
- DIN 8535 Druckluftwerkzeuge; Gewindetüllen
- DIN 8536 Druckluftwerkzeuge; Übergangstüllen
- DIN 8537 Druckluftwerkzeuge; Kegeltüllen, Überwurfmuttern, Verbindungsnippel
- DIN 8541 Schläuche für Schweißen, Schneiden und verwandte Verfahren
  - Teil 2 Schläuche mit Ummantelung für Brenngase, Sauerstoff und andere nichtbrennbare Gase
  - Teil 3 Sauerstoffschläuche mit und ohne Ummantelung für besondere Anforderungen; Sicherheitstechnische Anforderungen und Prüfungen
- DIN 8552 Schweißnahtvorbereitung – Fugenformen an Kupfer und Kupferlegierungen
  - Teil 3 Gasschmelzschweißen und Schutzgasschweißen
- DIN 8576 Maschinenwerkzeuge für Metall; Segmentsägeblätter für Kaltkreissägemaschinen
- DIN 8580 Fertigungsverfahren - Begriffe, Einteilung
- DIN 8581-1, Einfache Sprache – Anwendung für das Deutsche – Teil 1: Sprachspezifische Festlegungen
- DIN 8582 Fertigungsverfahren Umformen - Einordnung; Unterteilung, Begriffe, Alphabetische Übersicht
- DIN 8583 Fertigungsverfahren Druckumformen
  - Teil 1 Allgemeines; Einordnung, Unterteilung, Begriffe
  - Teil 2 Walzen; Einordnung, Unterteilung, Begriffe
  - Teil 3 Freiformen; Einordnung, Unterteilung, Begriffe
  - Teil 4 Gesenkformen; Einordnung, Unterteilung, Begriffe
  - Teil 5 Eindrücken; Einordnung, Unterteilung, Begriffe
  - Teil 6 Durchdrücken; Einordnung, Unterteilung, Begriffe
- DIN 8584 Fertigungsverfahren Zugdruckumformen
  - Teil 1 Allgemeines; Einordnung, Unterteilung, Begriffe
  - Teil 2 Durchziehen; Einordnung, Unterteilung, Begriffe
  - Teil 3 Tiefziehen; Einordnung, Unterteilung, Begriffe
  - Teil 4 Drücken; Einordnung, Unterteilung, Begriffe
  - Teil 5 Kragenziehen; Einordnung, Unterteilung, Begriffe
  - Teil 6 Knickbauchen; Einordnung, Unterteilung, Begriffe
  - Teil 7 Innenhochdruck-Weitstauchen; Einordnung, Unterteilung, Begriffe
- DIN 8585 Fertigungsverfahren Zugumformen
  - Teil 1 Allgemeines; Einordnung, Unterteilung, Begriffe
  - Teil 2 Längen; Einordnung, Unterteilung, Begriffe
  - Teil 3 Weiten; Einordnung, Unterteilung, Begriffe
  - Teil 4 Tiefen; Einordnung, Unterteilung, Begriffe
- DIN 8586 Fertigungsverfahren Biegeumformen - Einordnung, Unterteilung, Begriffe
- DIN 8587 Fertigungsverfahren Schubumformen - Einordnung, Unterteilung, Begriffe
- DIN 8588 Fertigungsverfahren Zerteilen - Einordnung, Unterteilung, Begriffe
- DIN 8589 Fertigungsverfahren Spanen
  - Teil 0 Allgemeines; Einordnung, Unterteilung, Begriffe
  - Teil 1 Drehen; Einordnung, Unterteilung, Begriffe
  - Teil 2 Bohren, Senken, Reiben; Einordnung, Unterteilung, Begriffe
  - Teil 3 Fräsen; Einordnung, Unterteilung, Begriffe
  - Teil 4 Hobeln, Stoßen; Einordnung, Unterteilung, Begriffe
  - Teil 5 Räumen; Einordnung, Unterteilung, Begriffe
  - Teil 6 Sägen; Einordnung, Unterteilung, Begriffe
  - Teil 7 Feilen, Raspeln; Einordnung, Unterteilung, Begriffe
  - Teil 8 Bürstspanen; Einordnung, Unterteilung, Begriffe
  - Teil 9 Schaben, Meißeln; Einordnung, Unterteilung, Begriffe
  - Teil 11 Schleifen mit rotierendem Werkzeug; Einordnung, Unterteilung, Begriffe
  - Teil 12 Bandschleifen; Einordnung, Unterteilung, Begriffe
  - Teil 13 Hubschleifen; Einordnung, Unterteilung, Begriffe
  - Teil 14 Honen; Einordnung, Unterteilung, Begriffe
  - Teil 15 Läppen; Einordnung, Unterteilung, Begriffe
  - Teil 17 Gleitspanen; Einordnung, Unterteilung, Begriffe
- DIN 8590 Fertigungsverfahren Abtragen - Einordnung, Unterteilung, Begriffe
  - Berichtigung 1
- DIN 8591 Fertigungsverfahren Zerlegen - Einordnung, Unterteilung, Begriffe
- DIN 8592 Fertigungsverfahren Reinigen - Einordnung, Unterteilung, Begriffe
- DIN 8593 Fertigungsverfahren Fügen
  - Teil 0 Allgemeines; Einordnung, Unterteilung, Begriffe
  - Teil 1 Zusammensetzen; Einordnung, Unterteilung, Begriffe
  - Teil 2 Füllen; Einordnung, Unterteilung, Begriffe
  - Teil 3 Anpressen, Einpressen; Einordnung, Unterteilung, Begriffe
  - Teil 4 Fügen durch Urformen; Einordnung, Unterteilung, Begriffe
  - Teil 5 Fügen durch Umformen; Einordnung, Unterteilung, Begriffe
  - Teil 6 Fügen durch Schweißen; Einordnung, Unterteilung, Begriffe
  - Teil 7 Fügen durch Löten; Einordnung, Unterteilung, Begriffe
  - Teil 8 Kleben; Einordnung, Unterteilung, Begriffe
- DIN 8605 Werkzeugmaschinen; Drehmaschinen mit erhöhter Genauigkeit, Umlaufdurchmesser bis 500 mm, Drehlänge bis 1500 mm, Abnahmebedingungen
- DIN 8606 Werkzeugmaschinen; Drehmaschinen mit normaler Genauigkeit, Umlaufdurchmesser bis 800 mm, Abnahmebedingungen
- DIN 8607 Werkzeugmaschinen; Drehmaschinen mit normaler Genauigkeit, Umlaufdurchmesser über 800 bis 1600 mm, Abnahmebedingungen
- DIN 8609 Werkzeugmaschinen; Senkrecht-Drehmaschinen, Abnahmebedingungen
  - Teil 1 Allgemeine Einführung
  - Teil 2 Einständer-Senkrecht-Drehmaschinen, Abnahmebedingungen
  - Teil 3 Zweiständer-Senkrecht-Drehmaschinen, Abnahmebedingungen

- DIN 8610 Werkzeugmaschinen; Revolver-Drehmaschinen, handbedient, Abnahmebedingungen, ohne Ersatz zurückgezogen
- DIN 8611 Werkzeugmaschinen; Waagerecht-Drehautomaten
  - Teil 1 einspindlig, Abnahmebedingungen
  - Teil 2 frontbedient, Abnahmebedingungen
  - Teil 3 Langdrehautomaten, Abnahmebedingungen
- DIN 8615 Werkzeugmaschinen; Fräsmaschinen
  - Teil 1 mit waagerechter Spindel und in der Höhe verstellbarer Konsole, Abnahmebedingungen, ohne Ersatz zurückgezogen
  - Teil 2 mit senkrechter Spindel und in der Höhe verstellbarer Konsole, Abnahmebedingungen, ohne Ersatz zurückgezogen
  - Teil 3 mit waagerechter Spindel und festem Tisch, Abnahmebedingungen
  - Teil 4 mit senkrechter Spindel und festem Tisch, Abnahmebedingungen
- DIN 8620 Werkzeugmaschinen; Waagerecht-Bohr-Fraesmaschinen mit Tisch und festem Staender,
  - Teil 3 Drehtische, Abnahmebedingungen
- DIN 8625 Werkzeugmaschinen; Radialbohrmaschinen mit beweglichem Ausleger
  - Teil 1 Abnahmebedingungen
- DIN 8626 Werkzeugmaschinen; Senkrecht-Bohrmaschinen
  - Teil 1 Ständerbohrmaschinen, Abnahmebedingungen
  - Teil 2 Säulenbohrmaschinen, Abnahmebedingungen
- DIN 8630 Werkzeugmaschinen; Außen-Rundschleifmaschinen mit beweglichem Werkstücktisch; Abnahmebedingungen
- DIN 8632 Werkzeugmaschinen
  - Teil 1 Planschleifmaschinen mit waagerechter Schleifspindel und beweglichem Rechtecktisch; Abnahmebedingungen
  - Teil 2 Flachschleifmaschinen mit waagerechter Schleifspindel, mit Rundtisch, Abnahmebedingungen
  - Teil 4 Flachschleifmaschinen, Zweiständer-Flachschleifmaschinen, Führungsbahnenschleifmaschinen, Abnahmebedingungen
- DIN 8634 Werkzeugmaschinen; Spitzenlos-Außen-Rundschleifmaschinen; Abnahmebedingungen
- DIN 8650 Werkzeugmaschinen; Mechanische Einständerpressen; Abnahmebedingungen
- DIN 8651 Werkzeugmaschinen; Mechanische Zweiständerpressen; Abnahmebedingungen
- DIN 8659 Werkzeugmaschinen; Schmierung von Werkzeugmaschinen
  - Teil 1 Schmieranleitungen
  - Teil 2 Schmierstoffauswahl für spanende Werkzeugmaschinen
- DIN 8650 Werkzeugmaschinen; Mechanische Einständerpressen; Abnahmebedingungen
- DIN 8651 Werkzeugmaschinen; Mechanische Zweiständerpressen; Abnahmebedingungen
- DIN 8665 Werkzeugmaschinen; Senkrecht-Außenräummaschinen; Abnahmebedingungen
- DIN 8666 Werkzeugmaschinen; Waagerecht-Außenräummaschinen; Abnahmebedingungen
- DIN 8667 Werkzeugmaschinen; Senkrecht-Innenräummaschinen; Abnahmebedingungen
- DIN 8668 Werkzeugmaschinen; Waagerecht-Innenräummaschinen; Abnahmebedingungen
- DIN 8743 Verpackungsmaschinen und Verpackungsanlagen - Kennzahlen zur Charakterisierung des Betriebsverhaltens und Bedingungen für deren Ermittlung im Rahmen eines Abnahmelaufs
- DIN 8757 Mühlsteine, waagerecht laufend; Ausgabe August 1948, Norm zurückgezogen
- DIN 8766 Backöfen - Grenzwerte für Abgasverluste
- DIN 8777 Sudhausanlagen in Brauereien - Mindestangaben
- DIN 8782 Getränke-Abfülltechnik; Begriffe für Abfüllanlagen und einzelne Aggregate
- DIN 8783 Getränke-Abfülltechnik; Untersuchungen an abfülltechnischen Anlagen
- DIN 8784 Getränke-Abfülltechnik; Mindestangaben und auftragsbezogene Angaben
- DIN 8806 Schmale Bandsägeblätter für Holz
  - Teil 1 Maße
- DIN 8809 Kreissägeblätter für Holz, aus Werkzeugstahl
- DIN 8816 Werkzeugaufnahme mit Gewinde für Holzbearbeitungsmaschinen
  - Teil 1 Werkzeugschäfte
- DIN 8901 Kälteanlagen und Wärmepumpen – Schutz von Erdreich, Grund- und Oberflächenwasser – Sicherheitstechnische und umweltrelevante Anforderungen und Prüfung
- DIN 8902 Runde Schauglasplatten aus Natron-Kalk-Glas für Druckbeanspruchung ohne Begrenzung im Tieftemperaturbereich
- DIN 8903 Lange Schauglasplatten aus Natron-Kalk-Glas für Druckbeanspruchung ohne Begrenzung im Tieftemperaturbereich
- DIN 8905 Rohre für Kälteanlagen mit hermetischen und halbhermetischen Verdichtern
  - Teil 1 Außendurchmesser bis 54 mm; Technische Lieferbedingungen
  - Teil 3 Zusätzliche technische Lieferbedingungen für Kapillar-Drosselrohre
- DIN 8906 Kältetechnik; Lötlose Rohrverschraubungen mit gebördeltem Rohr; PN 40
- DIN 8912 Kältetechnik; Überwurfmuttern, Stopfen für lötlose Rohrverschraubungen mit gebördeltem Rohr, PN 40
- DIN 8914 Kältetechnik; Dichtringe, Dichtkappen für lötlose Rohrverschraubungen mit gebördeltem Rohr 90°, PN 40
- DIN 8915 Mobile Kühleinrichtungen – Sicherheitstechnische Anforderungen und Prüfung
- DIN 8927 Offene Verdichter für Kältemaschinen; Normbedingungen für Leistungsangaben, Prüfung, Angaben in Kenndatenblättern und auf Typschildern
- DIN 8929 Anschlüsse hermetischer Motorverdichter für Haushalt-Kühl- und Gefriergeräte
- DIN 8930 Kälteanlagen und Wärmepumpen – Terminologie
  - Teil 5 Contracting
- DIN 8941 Formelzeichen, Einheiten und Indizes für die Kältetechnik
- DIN 8942 Einbaukältesatz - Definitionen, Prüfung, Kennzeichnung
- DIN 8948 Trockenmittel für das Trocknen von Kältemitteln – Prüfung
- DIN 8949 Filtertrockner für Kältemittel - Prüfung
- DIN 8956 Gewerbliche Geräte zum Tiefgefrieren von Lebensmitteln; Begriffe, Anforderungen, Prüfungen
- DIN 8958 Prüfung von Kühleinrichtungen für wärmegedämmte Beförderungsmittel
  - Teil 1 Transportkältemaschinen mit Ventilatorluftkühler
  - Teil 2 Transportkühleinrichtung mit eutektischen Speicherelementen, Trockeneis und tiefkaltem, flüssigem Gas
- DIN 8959 Wärmegedämmte Beförderungsmittel für Lebensmittel - Anforderungen und Prüfung
  - Berichtigung 1
- DIN 8960 Kältemittel – Anforderungen und Kurzzeichen
- DIN 8964 Kreislaufteile für Kälteanlagen
  - Teil 1 Prüfungen
  - Teil 2 Dauerhaft geschlossene Anlagen; Anforderungen
  - Teil 3 Geschlossene Anlagen; Anforderungen
- DIN 8965 Camping-Kühlgeräte; Begriffe, Anforderungen, Prüfungen
- DIN 8967 Backbleche, Backöfen, Kühl- und Gefriereinrichtungen für Bäckereien; Hauptabmessungen

* DIN 8971 Einstufige Verflüssigungssätze für Kältemaschinen; Normbedingungen für Leistungsangaben; Prüfung; Angaben in Kenndatenblättern und auf Typenschildern
* DIN 8973 Motorverdichter für Kältemaschinen; Normbedingungen für Leistungsangaben; Prüfung; Angaben in Kenndatenblättern und auf Typschildern
- DIN 8974 Dauerschaltprüfung für hermetische Motorverdichter in Kälteanlagen; Prüfbedingungen
- DIN 8975 Kälteanlagen – Sicherheitstechnische Grundsätze für Gestaltung Ausrüstung und Aufstellung
  - Teil 1 Auslegung
- DIN 8976 Leistungsprüfung von Verdichter-Kälteanlagen
- DIN 8978 Verschleißprüfung von Kältemittel-Verdichtern
- DIN 8979 Hochtemperaturprüfung von Motorverdichtern in Kälteanlagen
- DIN 8980 Wärmerückgewinnung aus frisch ermolkener Milch mittels Behälter-Kühlanlagen; Begriffe, Anforderungen, Prüfung
- DIN 8985 Oberflächenprüfungen an anschlußfertigen Kühl- und Gefriergeräten
- DIN 8986 Kühlräume - Bauliche sicherheitstechnische Anforderungen
- DIN 8991 Flügelmechanik; Benennung der Teile
- DIN 8992 Pianomechanik; Benennung der Teile
- DIN 8993 Flügelmechanik; Abmessungen
- DIN 8994 Pianomechanik; Abmessungen
- DIN 8995 Klaviatur für Pianos und Flügel; Benennungen
- DIN 8996 Klaviatur für Pianos und Flügel; Maße
- DIN 9003 Luft- und Raumfahrt; Biegen von Blechen, Platten und Bändern aus Stahl und hochwarmfesten Legierungen
  - Teil 1 Biegehalbmesser, Konstruktionsrichtlinien
- DIN 9003 Luft- und Raumfahrt - Biegen von Blechen und Bändern aus Leichtmetallen
  - Teil 3 Biegehalbmesser, Konstruktionsanleitungen
  - Teil 5 Maße, Grenzabmaße, Ausgleichswerte
- DIN 9003 Luft- und Raumfahrt; Biegen von Blechen und Bändern
  - Teil 6 Abbohrlöcher, Eckausbildungen
- DIN 9004 Luft- und Raumfahrt; Biegehalbmesser für Rohre; Richtwerte zur Kaltverformung
- DIN 9015 Luft- und Raumfahrt
  - Teil 1 ISO-Passungsauswahl für den Zellenbau (ausgenommen Wälzlager-Einbau)
  - Teil 2 ISO-Passungsauswahl für den Triebwerkbau (ausgenommen Wälzlager-Einbau)
- DIN 9020 Luft- und Raumfahrt; Masseaufteilung für Luftfahrzeuge schwerer als Luft
  - Teil 1 Massehauptgruppen und Massebegriffe; Übersicht
  - Teil 2 Massehauptgruppen und Massebegriffe; Definitionen
  - Teil 3 Gruppenmasse-Aufstellung
    - Beiblatt 1 Gruppenmasse-Aufstellung, gekürzte Fassung

  - Teil 4 Einzelmasse-Aufstellung
  - Teil 5 Maß- und Bauangaben
- DIN 9066 Luft- und Raumfahrt; Elektrischer Außenbordanschluß, Schaltpläne
- DIN 9088 Luft- und Raumfahrt – Lagerzeiten von Erzeugnissen aus Elastomeren
- DIN 9118 Luft- und Raumfahrt
  - Teil 1 Vor- und Nietlöcher
- DIN 9119 Luft- und Raumfahrt; Nietungen
  - Teil 2 Teilungen und Reihenabstände
- DIN 9122 Luft- und Raumfahrt; Weichschaumstoff, Tafeln aus Asbest (Chrysotil), Maße
- DIN 9300 Luft- und Raumfahrt; Begriffe, Größen und Formelzeichen der Flugmechanik
  - Teil 1 Bewegung des Luftfahrzeuges gegenüber der Luft; ISO 1151-1:1988 modifiziert
  - Teil 2 Bewegungen des Luftfahrzeugs und der Atmosphäre gegenüber der Erde; ISO 1151-2:1985 (Stand 1987) modifiziert
  - Teil 3 Derivative von Kräften, Momenten und ihren Beiwerten
  - Teil 5 Größen und Messungen
  - Teil 6 Geometrie des Luftfahrzeugs; ISO 1151-6:1982 (Stand 1984) modifiziert
  - Teil 7 Flugbetriebspunkte und Flugbereiche
- DIN 9370 Luft- und Raumfahrt; Rohre; Einteilung nach Verwendung; Druckbegriffe, Berechnungs- und Auslegungskriterien
- DIN 9430 Luft- und Raumfahrt; Probenahme bei Halbzeug aus Leichtmetallen
  - Teil 1 Aluminium-Knetlegierungen, Titan und Titanlegierungen; Allgemeines
  - Teil 2 Aluminium-Knetlegierungen
  - Teil 3 Titan und Titanlegierungen
- DIN 9462 Luft- und Raumfahrt; Schlauchleitungen; Übersicht
- DIN 9676 Ackerschlepper; Anhängschiene für Dreipunktanbau
- DIN 9680 Landmaschinen und Traktoren; Elektrische Leistungsübertragung; Maße, Anforderungen
- DIN 9711 Strangpreßprofile aus Magnesium
  - Teil 1 Technische Lieferbedingungen
  - Teil 2 Gestaltung
  - Teil 3 Zulässige Abweichungen
- DIN 9715 Halbzeug aus Magnesium-Knetlegierungen; Eigenschaften
- DIN 9761 Büro- und Datentechnik; Papierführung für Drucker; Maße, Bedienteil
- DIN 9771 Papiere für die Datenverarbeitung - Endlosvordrucke - Maße
- DIN 9781 Büro- und Datentechnik; Identifikationskarten aus Kunststoff oder kunststofflaminiertem Werkstoff
  - Teil 10 Anforderungen an Echtheitsmerkmale
- DIN 9784 Büro- und Datentechnik - Drucker
  - Teil 1 Begriffe und Einteilung
- DIN 9797 Nahrungsmittelmaschinen; Förderwagen und Aufnahmen für Förderwagen; Maße, Bezeichnung
- DIN 9798 Nahrungsmittelmaschinen; Wurstfüllmaschinen, Füllrohre und Füllrohranschlüsse
- DIN 9801 Nahrungsmittelmaschinen - Messerzapfen für Wölfe - System Unger, Größe R70 bis X400
- DIN 9802 Fleischereimaschinen; Gehäusekopfbohrung für Fleischwölfe, Größe 70 bis 300
- DIN 9803 Fleischereimaschinen; Messer für Fleischwölfe, Größe 70 bis 300, doppelschneidig mit Bund
- DIN 9805 Fleischereimaschinen; Vorschneider und Lochscheiben für Fleischwölfe, Größe 70 bis 300, für Messer mit Bund
- DIN 9809 Fleischereimaschinen; Einlegeringe für Fleischwölfe, Größe 70 bis 300
- DIN 9810 Nahrungsmittelmaschine - Schneidsätze für Wölfe mit Messern mit Bund - System Unger, Größe R70 bis X400
- DIN 9811 Säulengestelle
  - Teil 1 Technische Lieferbedingungen
  - Teil 2 Einbaurichtlinien
- DIN 9812 Säulengestelle mit mittigstehenden Führungssäulen
- DIN 9814 Säulengestelle mit mittigstehenden Führungssäulen und beweglicher Stempelführungsplatte
- DIN 9816 Säulengestelle mit mittigstehenden Führungssäulen und dicker Säulenführungsplatte
- DIN 9819 Säulengestelle mit übereckstehenden Führungssäulen
- DIN 9822 Säulengestelle mit hintenstehenden Führungssäulen
- DIN 9825 Werkzeuge der Stanztechnik - Führungssäulen für Säulengestelle
  - Teil 2 Form D
  - Teil 4 Form L und Form LA
- DIN 9830 Schnittgrathöhen an Stanzteilen
- DIN 9831 Werkzeuge der Stanztechnik - Führungsbuchsen für Säulengestelle
  - Teil 1 Form AG, Form BG und Form CG, Gleitführungen
  - Teil 2: Form AW, Form BW und Form CW, Wälzführungen
- DIN 9832 Werkzeuge der Stanztechnik - Haltestücke für Führungsbuchsen und Führungssäulen
- DIN 9833 Werkzeuge der Stanztechnik - Führungssäulen, Form D
- DIN 9834 Werkzeuge der Stanztechnik - Führungsbuchsen
- DIN 9835 Elastomer-Druckfedern für Werkzeuge der Stanztechnik
  - Teil 1
    - Beiblatt 1 Feder-Kennlinien

  - Teil 2 Anforderungen und Prüfung
- DIN 9841 Zylinderschrauben mit Innensechskant und Ansatzschaft, für Werkzeuge der Stanztechnik
- DIN 9861 Runde Schneidstempel
  - Teil 1 mit durchgehendem Schaft bis 20 mm Schneiddurchmesser
  - Teil 2 mit abgesetztem Schaft bis 5,5 mm Schneiddurchmesser
- DIN 9868 Werkzeuge der Stanztechnik - Säulengestelle aus Stahl
- DIN 9869  Begriffe für Werkzeuge
  - Teil 1 zur Fertigung dünner, vorwiegend flächenbestimmter Werkstücke; Einteilung
  - Teil 2 der Stanztechnik; Schneidwerkzeuge
- DIN 9870 Begriffe der Stanztechnik
  - Teil 1 Fertigungsverfahren und Werkzeuge, Allgemeine Begriffe und alphabetische Übersicht
  - Teil 2 Fertigungsverfahren und Werkzeuge zum Zerteilen
  - Teil 3 Fertigungsverfahren und Werkzeuge zum Biegeumformen
- DIN 9925 Runddraht-Sprengringe für Wellen
- DIN 9926 Runddraht-Sprengringe für Bohrungen

## DIN 10000–14999
- DIN 10054 Milch und Milcherzeugnisse - Bestimmung des L- und D-Milchsäuregehalts (L- und D-Lactat) - Reflektometrisches Verfahren (Screening-Verfahren)
- DIN 10102 Mikrobiologische Untersuchung von Fleisch und Fleischerzeugnissen; Nachweis von Clostridium botulinum und Botulinum-Toxin
- DIN 10103 Mikrobiologische Untersuchung von Fleisch und Fleischerzeugnissen; Bestimmung von mesophilen sulfitreduzierenden Clostridien; Plattengußverfahren (Referenzverfahren)
- DIN 10106 Mikrobiologische Untersuchung von Fleisch und Fleischerzeugnissen; Bestimmung von Enterococcus faecalis und Enterococcus faecium; Spatelverfahren (Referenzverfahren)
- DIN 10109 Mikrobiologische Untersuchung von Fleisch und Fleischerzeugnissen; Bestimmung von aerob wachsenden Milchsäurebakterien; Spatelverfahren (Referenzverfahren)
- DIN 10112 Mikrobiologische Untersuchungen von Fleisch und Fleischerzeugnissen - Bestimmung des Oberflächenkeimgehaltes auf Fleisch - Destruktives Verfahren (Abtrageverfahren)
- DIN 10113 Bestimmung des Oberflächenkeimgehaltes auf Einrichtungs- und Bedarfsgegenständen im Lebensmittelbereich
  - Teil 1 Quantitatives Tupferverfahren
  - Teil 2 Semiquantitatives Tupferverfahren
  - Teil 3 Semiquantitatives Verfahren mit nährbodenbeschichteten Entnahmevorrichtungen (Abklatschverfahren)
- DIN 10115 Grundlagen des Nachweises und der Bestimmung von Mikroorganismen mittels Impedanz-Verfahren
- DIN 10118 Untersuchung von Lebensmitteln - Nachweis von Verotoxin-bildenden Escherichia (E.) coli-Stämmen (VTEC) in Lebensmitteln tierischer Herkunft
- DIN 10120 Untersuchung von Lebensmitteln - Nachweis von Salmonellen mittels Impedanz-Verfahren
- DIN 10121 Nachweis von Salmonellen in Lebensmitteln mittels enzymgebundenen Fluoreszenzimmunoassay
- DIN 10122 Untersuchung von Lebensmitteln – Zählung von Mikroorganismen mittels Impedanzverfahren – Bestimmung der aeroben mesophilen Keimzahl
- DIN 10123 Untersuchung von Lebensmitteln - Nachweis von Salmonellen mittels Immunoassays
- DIN 10124 ATP-Messung - Grundlagen zur Erfassung des Hygienestatus mittels Biolumineszenz
- DIN 10135 Mikrobiologie von Lebensmitteln und Futtermitteln - Polymerase-Kettenreaktion (PCR) zum Nachweis von pathogenen Mikroorganismen in Lebensmitteln - Verfahren zum Nachweis von Salmonellen
- DIN 10161 Mikrobiologische Untersuchung von Fleisch und Fleischerzeugnissen - Bestimmung der aeroben Keimzahl bei 30 °C - Tropfplattenverfahren
- DIN 10164 Mikrobiologische Untersuchung von Fleisch und Fleischerzeugnissen; Bestimmung von Enterobacteriaceae
  - Teil 1 Spatelverfahren (Referenzverfahren)
  - Teil 2 Tropfplatten-Verfahren
- DIN 10167 Nachweis von Escherichia coli O 157 in Fleisch und Fleischerzeugnissen
- DIN 10172 Mikrobiologische Milchuntersuchung; Bestimmung der coliformen Keime
  - Teil 1 Verfahren mit flüssigem Nährmedium
  - Teil 3 Verfahren mit festem Nährboden
- DIN 10183 Mikrobiologische Milchuntersuchung; Bestimmung der Escherichia coli
  - Teil 1 Verfahren mit flüssigem Nährmedium
  - Teil 2 Membran-Agar-Verfahren
  - Teil 3 Fluoreszenzoptisches Verfahren mit paralleler Bestimmung coliformer Keime
- DIN 10186 Mikrobiologische Milchuntersuchung - Bestimmung der Anzahl von Hefen und Schimmelpilzen - Referenzverfahren
- DIN 10192 Mikrobiologische Milchuntersuchung – Bestimmung der Keimzahl
  - Teil 5 Spatelverfahren
- DIN 10194 Mikrobiologische Milchuntersuchung; Nachweis von Streptococcus agalactiae in Rohmilch
- DIN 10197 Mikrobiologische Milchuntersuchung; Nachweis von Staphylokokken-Thermonuclease; Referenzverfahren
- DIN 10198 Mikrobiologische Milchuntersuchung - Bestimmung präsumtiver Bacillus cereus - Koloniezählverfahren bei 37 °C
- DIN 10223 Untersuchung von Gewürzen und würzenden Zutaten - Bestimmung der Gesamtasche und der säureunlöslichen Asche
- DIN 10229 Untersuchung von Gewürzen und würzenden Zutaten - Bestimmung des Wassergehaltes - Destillationsverfahren
- DIN 10234 Untersuchung von Gewürzen und würzenden Zutaten - Bestimmung des Capsaicinoidgehaltes in Paprikapulvern, Paprikaoleoresinen, Chilipulvern und Chilioleoresinen - Verfahren mit Hochleistungsflüssigchromatographie (HPLC)
- DIN 10235 Pfeffer und Pfefferoleoresine - Bestimmung des Piperingehaltes - Verfahren mit Hochleistungsflüssigkeitschromatographie (HPLC)
- DIN 10236 Untersuchung von Gewürzen und würzenden Zutaten - Bestimmung des Trocknungsverlustes in Capsicum- und Alliumarten sowie in getrocknetem Gemüse mittels Vakuumtrocknung
- DIN 10255 Untersuchung von Tabak und Tabakerzeugnissen; Bestimmung von Gas-Volumenströmen mit der Netzmittel-Lamellenbürette
- DIN 10280 Milchwirtschaftliche Untersuchungsgeräte; Extraktionsrohr nach Mojonnier, zur Bestimmung des Fettgehaltes
- DIN 10284 Butyrometer für Rahm, nach Roeder, eichfähig
- DIN 10285 Butyrometer für Rahm, nach Schulz, eichfähig
- DIN 10286 Butyrometer für Käse, nach van Gulik, Meßbereich 0 bis 40 %, eichfähig
- DIN 10290 Thermoaräometer für die Dichtemessung von Milch und Magermilch
- DIN 10293 Aräometer für Dichtemessung von Buttermilchserum, eichfähig
- DIN 10294 Butter-Schmelzbecher für die Bestimmung des Wassergehaltes von Butter
- DIN 10304 Bestimmung des Feuchtegehaltes und der Trockensubstanz von Glucosesirup
  - Teil 3 Refraktometer-Verfahren
- DIN 10311 Bestimmung der Wasserverteilung in Butter; Indikatorpapier-Verfahren
- DIN 10316 Bestimmung des Säuregrades von Milch und flüssigen Milchprodukten, nach Soxhlet-Henkel
- DIN 10318 Bestimmung der Dichte des Hitzeserums von Buttermilch
- DIN 10321 Bestimmung des Wassergehaltes von Milchpulver
- DIN 10324 Bestimmung des Gesamtphosphorgehaltes von Käse und Schmelzkäse; Spektralphotometrisches Verfahren
- DIN 10325 Milch und Milcherzeugnisse - Bestimmung des Citronensäuregehaltes - Enzymatisches Verfahren
- DIN 10326 Milcherzeugnisse und Speiseeis - Bestimmung des Gehaltes an Saccharose und Glucose - Enzymatisches Verfahren
- DIN 10329 Bestimmung des Fettgehaltes von Rahm (Sahne); Wägeverfahren nach Roeder
- DIN 10331 Bestimmung der Härte von Butter
- DIN 10332 Bestimmung des Fettgehaltes von Rahm (Sahne); Verfahren nach Schulz und Kley
- DIN 10335 Milch und Milcherzeugnisse ausgenommen Milchpulver - Bestimmung des Gehaltes an L- und D-Milchsäure (L- und D-Lactat) - Enzymatisches Verfahren
- DIN 10337 Bestimmung der Alkalischen Phosphatase-Aktivität in Milch; Enzymatisches Verfahren
- DIN 10342 Bestimmung des Fettgehaltes von Milch und Milchprodukten nach dem gravimetrischen Weibull-Berntrop-Verfahren
- DIN 10344 Milch und Milcherzeugnisse - Bestimmung des Lactose- und D-Galactosegehalts - Enzymatisches Verfahren
- DIN 10348 Bestimmung des Trockenmassegehaltes von Milch und Sahne (Rahm); Referenzverfahren
- DIN 10349 Bestimmung des pH-Wertes im Butterplasma
- DIN 10355 Mahlerzeugnisse aus Getreide; Anforderungen, Typen, Prüfung
- DIN 10360 Obst und Gemüse; Bestimmung des Trockenmassegehaltes von tiefgefrorenem oder durch Hitzesterilisation haltbar gemachtem Spinat
- DIN 10371 Untersuchung von Tabak und Tabakerzeugnissen - Bestimmung des Glucose-, Fructose- und Saccharosegehaltes - Hochleistungs-flüssigchromatographisches Verfahren
- DIN 10372 Untersuchung von Tabak und Tabakerzeugnissen - Bestimmung des Glycerol-, Propylenglycol- und Sorbitolgehaltes - Hochleistungs-flüssigchromatographisches Verfahren
- DIN 10373 Untersuchung von Tabak und Tabakerzeugnissen - Bestimmung des Nikotingehaltes - Gaschromatographisches Verfahren
- DIN 10377 Tabak und Tabakerzeugnisse - Bestimmung von Konservierungsstoffen mit Hochleistungs-Flüssigchromatographie
- DIN 10380 Untersuchung von Stärke und Stärkeerzeugnissen; Bestimmung des Rohfettgehalts
- DIN 10450 Bestimmung der freien Acidität von Caseinen; Referenzverfahren
- DIN 10451 Bestimmung der gebundenen Asche von Caseinen; Referenzverfahren
- DIN 10452 Bestimmung der Asche von Labcaseinen und Caseinaten; Referenzverfahren
- DIN 10453 Bestimmung des Wassergehalts von Caseinen und Caseinaten; Referenzverfahren
- DIN 10454 Bestimmung des Proteingehalts von Caseinen und Caseinaten; Referenzverfahren
- DIN 10461 Bestimmung des Lactulosegehaltes von Milch
- DIN 10463 Bestimmung der fettfreien Trockenmasse von Butter; Routineverfahren
- DIN 10464 Bestimmung des Caseingehaltes sowie des Casein- und Molkenproteinanteils am Gesamtprotein von Milch und Milchprodukten - Casein-Phosphor-Verfahren
- DIN 10466 Bestimmung des Molkenproteinanteils im Gesamtprotein von Milch und Milchprodukten - Polarographisches Verfahren
- DIN 10468 Bestimmung des Phosphatidwertes von Milch und Milchprodukten
- DIN 10469 Nachweis der Tierart in Milch und Milchprodukten mit isoelektrischer Fokussierung
- DIN 10470 Milch und Milcherzeugnisse - Bestimmung des Molkenprotein- und Caseinanteils im Gesamtprotein - Derivativspektroskopisches Verfahren
- DIN 10471 Bestimmung von D-Gluconsäure (D-Gluconat) in Milch und Milchprodukten - Enzymatisches Verfahren
- DIN 10472 Bestimmung des Molkenprotein- und Caseinanteils am Gesamtprotein von Milch und Milchprodukten - Elektrophoretisches Verfahren
- DIN 10473 Bestimmung des Gehaltes an säurelöslichem β-Laktoglobulin in hitzebehandelter Milch - Umkehrphasen-hochleistungs-flüssigchromatographisches Verfahren
- DIN 10474 Bestimmung der Buttersorte durch neuronale Netzanalyse kompositioneller Parameter - Chemometrisches Verfahren
- DIN 10477 Bestimmung der Gesamtasche von Milch und Milchprodukten
- DIN 10479 Butyrometrische Bestimmungen des Fettgehaltes von Milch und Milchprodukten
  - Teil 1 Allgemeine Anleitung für die Anwendung butyrometrischer Verfahren und technische Lieferbedingungen für Amylalkohol
  - Teil 2 Produktspezifische Anforderungen
- DIN 10480 Bestimmung des Gesamtfettgehaltes von Butter und anderen Streichfetten - Extraktionsverfahren mit überkritischem Kohlenstoffdioxid
- DIN 10481 Schnellverfahren für das milchwirtschaftliche Labor - Allgemeine Rahmenbedingungen und Anforderungen für den Einsatz
- DIN 10482 Bestimmung des Annattogehaltes in Käse
  - Teil 1 Photometrisches Verfahren
    - Berichtigung 1

  - Teil 2 Hochleistungsflüssigchromatographisches Verfahren
- DIN 10483 Bestimmung der Laktoperoxidase-Aktivität in Milch
  - Teil 1 Photometrisches Verfahren (Referenzverfahren)
  - Teil 2 Reflektometrisches Verfahren
- DIN 10484 Milch - Bestimmung des Gehaltes an Harnstoff und Ammoniak - Photometrisches Verfahren
- DIN 10500 Lebensmittelhygiene - Verkaufsfahrzeuge und ortsveränderliche, nichtständige Verkaufseinrichtungen für leicht verderbliche Lebensmittel - Hygieneanforderungen, Prüfung
- DIN 10501 Lebensmittelhygiene - Verkaufsmöbel
  - Teil 1 Verkaufskühlmöbel für gefrorene und tiefgefrorene Lebensmittel sowie Speiseeis - Hygieneanforderungen, Prüfung
  - Teil 2 Verkaufskühlmöbel für gekühlte Lebensmittel - Hygieneanforderungen, Prüfung
  - Teil 3 Verkaufsbehälter für Lebensmittel, die bei Umgebungstemperatur feilgeboten werden - Hygieneanforderungen, Prüfung
  - Teil 4 Verkaufswärmemöbel für heiß gehaltene Lebensmittel - Hygieneanforderungen, Prüfung
  - Teil 5 Verkaufskühlmöbel zum Anbieten von Salaten und Salatsoßen in Selbstbedienung; Hygieneanforderungen, Prüfung
- DIN 10502 Lebensmittelhygiene - Transportbehälter für flüssige, granulatförmige und pulverförmige Lebensmittel
  - Teil 1 Werkstoffe, konstruktive Merkmale, Beurteilung der Eignung, Kennzeichnung, Nachweis des Einsatzes und Identifikation
  - Teil 2 Reinigung und Desinfektion
- DIN 10503 Lebensmittelhygiene - Begriffe
  - Beiblatt 1 Lebensmittelhygiene - Flussdiagramme zur Verwendung im HACCP-Konzept - Symbole, Art der Darstellung
- DIN 10505 Lebensmittelhygiene - Lüftungseinrichtungen für Lebensmittelverkaufsstätten - Anforderungen, Prüfung
- DIN 10506 Lebensmittelhygiene - Gemeinschaftsverpflegung
- DIN 10507 Lebensmittelhygiene - Sahneaufschlagmaschinen, Mischpatronentyp - Hygieneanforderungen, Prüfung
- DIN 10508 Lebensmittelhygiene - Temperaturen für Lebensmittel
- DIN 10510 Lebensmittelhygiene - Gewerbliches Geschirrspülen mit Mehrtank-Transportgeschirrspülmaschinen - Hygienische Anforderungen, Verfahrensprüfung
- DIN 10511 Lebensmittelhygiene - Gewerbliches Gläserspülen mit Gläserspülmaschinen - Hygienische Anforderungen, Prüfung
- DIN 10512 Lebensmittelhygiene - Gewerbliches Geschirrspülen mit Eintank-Geschirrspülmaschinen - Hygienische Anforderungen, Typprüfung
- DIN 10514 Lebensmittelhygiene – Hygieneschulung
- DIN 10516 Lebensmittelhygiene – Reinigung und Desinfektion
- DIN 10518 Lebensmittelhygiene - Herstellung und unmittelbare Abgabe von Speiseeis an den Verbraucher - Hygieneanforderungen, Prüfung
- DIN 10519 Lebensmittelhygiene - Selbstbedienungseinrichtungen für unverpackte Lebensmittel - Hygieneanforderungen
- DIN 10521 Lebensmittelhygiene - Leitungsunabhängige Haushaltswasserfilter - Haushaltswasserfilter auf der Basis von Kationenaustauschern und Aktivkohle
- DIN 10522 Lebensmittelhygiene - Gewerbliches maschinelles Spülen von Mehrwegkästen und Mehrwegbehältnissen für unverpackte Lebensmittel - Hygieneanforderungen, Prüfung
- DIN 10523 Lebensmittelhygiene – Schädlingsbekämpfung im Lebensmittelbereich
- DIN 10524 Lebensmittelhygiene – Arbeitsbekleidung in Lebensmittelbetrieben; Text Deutsch, Englisch und Französisch
- DIN 10526 Lebensmittelhygiene – Rückstellproben in der Gemeinschaftsverpflegung
- DIN 10527 Lebensmittelhygiene - Abgabe von leicht verderblichen Lebensmitteln aus Verkaufsautomaten - Hygieneanforderungen
- DIN 10528 Lebensmittelhygiene - Anleitung für die Auswahl von Werkstoffen für den Kontakt mit Lebensmitteln - Allgemeine Grundsätze
- DIN 10529 Dosiersysteme für die orale Verabreichung von pulverförmigen oder flüssigen Fertigarzneimitteln bei Nutztieren
  - Teil 1 Dosiersysteme für pulverförmige Fertigarzneimittel zur Verabreichung über mehlförmiges Futter
  - Teil 2 Dosiersysteme für flüssige Fertigarzneimittel zur Verabreichung über Trinkwasser
- DIN 10535 Lebensmittelhygiene - Backstationen im Einzelhandel - Hygieneanforderungen
- DIN 10536 Lebensmittelhygiene - Cook & Chill-Verfahren - Hygieneanforderungen
- DIN 10541 Lebensmittelhygiene - Milchausgabeautomaten - Hygieneanforderungen
- DIN 10543 Lebensmittelhygiene - Lebensmittellieferungen an Endverbraucher (insbesondere Onlinehandel) - Hygieneanforderungen und notwendige Informationen
- DIN 10546 Lebensmittelhygiene - Überprüfung der Reinigungs- und Desinfektionswirkung auf Oberflächen mittels Spülverfahren
- DIN 10741 Untersuchung von Honig - Allgemeine Leitlinien für die ad hoc-Validierung von Analysenmethoden für organische Rückstände oder Kontaminanten
- DIN 10742 Untersuchung von Honig - Leitfaden zur Probenahme
- DIN 10743 Untersuchung von Honig - Bestimmung des Gehaltes an wasserunlöslichen Stoffen
- DIN 10750 Untersuchung von Honig - Bestimmung der Diastase-Aktivität
- DIN 10751 Untersuchung von Honig - Bestimmung des Gehaltes an Hydroxymethylfurfural
  - Teil 1 Photometrisches Verfahren nach Winkler
  - Teil 3 Hochleistungs-flüssigchromatographisches Verfahren
- DIN 10752 Untersuchung von Honig; Bestimmung des Wassergehaltes; Refraktometrisches Verfahren
- DIN 10753 Untersuchung von Honig - Bestimmung der elektrischen Leitfähigkeit
- DIN 10754 Untersuchung von Honig - Bestimmung des Prolingehaltes
- DIN 10755 Untersuchung von Honig - Bestimmung der Asche
- DIN 10756 Untersuchung von Honig - Bestimmung des Gehaltes an freier Säure
- DIN 10758 Untersuchung von Honig - Bestimmung des Gehaltes an den Sacchariden Fructose, Glucose, Saccharose, Turanose und Maltose - HPLC-Verfahren
- DIN 10759 Untersuchung von Honig - Bestimmung der Saccharase-Aktivität - Verfahren nach Siegenthaler
- DIN 10760 Untersuchung von Honig - Bestimmung der relativen Pollenhäufigkeit
- DIN 10762 Untersuchung von Honig - Bestimmung des Gehaltes an Ethanol - Enzymatisches Verfahren
- DIN 10763 Untersuchung von Honig - Bestimmung des Gehaltes an Glycerin - Enzymatisches Verfahren
- DIN 10764 Untersuchung von Kaffee und Kaffee-Erzeugnissen - Bestimmung des Massenverlusts von Kaffee-Extrakt
  - Teil 2 Vakuum-Trockenschrank-Verfahren (Routineverfahren)
  - Teil 3 Seesand-Verfahren für flüssige Kaffee-Extrakte
  - Teil 4 Trockenschrankverfahren für löslichen Kaffee und Kaffeespezialitäten bei Normaldruck (Routineverfahren)
- DIN 10765 Untersuchung von Kaffee und Kaffee-Erzeugnissen - Bestimmung der Korngröße von gemahlenem Röstkaffee - Luftstrahlsieb-Verfahren
- DIN 10766 Untersuchung von Kaffee und Kaffee-Erzeugnissen; Bestimmung des Wassergehalts von Rohkaffee, Dioxandestillation, Karl-Fischer-Titration
- DIN 10767 Untersuchung von Kaffee und Kaffee-Erzeugnissen - Bestimmung des Gehaltes an Chlorogensäuren in Röstkaffee und Kaffee-Extrakt - HPLC-Verfahren
- DIN 10772 Untersuchung von Kaffee und Kaffee-Erzeugnissen - Bestimmung des Wassergehaltes nach Karl Fischer
  - Teil 1 Referenzverfahren für Röstkaffee
  - Teil 2 Referenzverfahren für Kaffee-Extrakt
- DIN 10775 Untersuchung von Kaffee und Kaffee-Erzeugnissen - Bestimmung des wasserlöslichen Extraktanteils - Verfahren für Röstkaffee
- DIN 10776 Untersuchung von Kaffee und Kaffee-Erzeugnissen - Bestimmung des pH-Wertes und des Säuregrads
  - Teil 1 Verfahren für Röstkaffee
  - Teil 2 Verfahren für Kaffee-Extrakt
- DIN 10779 Untersuchung von Kaffee und Kaffee-Erzeugnissen - Bestimmung des Gehaltes an 16-O-Methylcafestol in Röstkaffee - HPLC-Verfahren
- DIN 10780 Kaffee-Extrakt - Bestimmung der freien und Gesamt-Kohlenhydrate - Verfahren mit Hochleistungs-Anionenaustausch-Chromatographie
- DIN 10781 Gemahlener Röstkaffee - Bestimmung des Massenverlustes bei 103 °C (Routineverfahren zur Ermittlung des Wassergehaltes)
- DIN 10783 Untersuchung von Kaffee und Kaffee-Erzeugnissen - Bestimmung des Dichlormethangehaltes in entcoffeiniertem Rohkaffee mit Headspace-Gaschromatographie
- DIN 10785 Untersuchung von Kaffee und Kaffee-Erzeugnissen - Bestimmung von Acrylamid - Verfahren mittels HPLC-MS/MS und mittels GC-MS nach Derivatisierung
- DIN 10792 Untersuchung von Kaffee und Kaffee-Erzeugnissen - Zubereitung eines Kaffeegetränkes für analytische Zwecke
- DIN 10800 Untersuchung von Tee - Bestimmung des Massenverlustes von ungemahlenem Tee bei 103 °C
- DIN 10802 Untersuchung von Tee - Bestimmung der Gesamtasche
- DIN 10805 Untersuchung von Tee; Bestimmung der säureunlöslichen Asche
- DIN 10806 Untersuchung von Tee - Herstellung einer gemahlenen Probe mit definierter Trockenmasse
- DIN 10807 Untersuchung von Tee - Bestimmung des Fluoridgehaltes - Potentiometrisches Verfahren
- DIN 10809 Untersuchung von Tee; Bereitung eines Aufgusses für sensorische Prüfungen
- DIN 10810 Untersuchung von Tee und Tee-Erzeugnissen - Bestimmung des Gehaltes an Theobromin und Coffein von festem Tee-Extrakt und Zubereitungen aus Lebensmitteln mit Tee-Extrakt - HPLC-Verfahren
- DIN 10811 Untersuchung von Tee und Tee-Erzeugnissen - Bestimmung des Gehaltes an Theobromin und Coffein von flüssigen Teegetränken
  - Teil 1 HPLC-Routineverfahren
  - Teil 2 HPLC-Referenzverfahren (auch für geringe Gehalte an Theobromin)
- DIN 10950 Sensorische Prüfung – Allgemeine Grundlagen
- DIN 10955 Sensorische Prüfung – Prüfung von Packstoffen und Packmitteln für Lebensmittel
- DIN 10956 Sensorische Untersuchungsgeräte – Universal-Prüfgläser und Deckel – Anforderungen und Anwendungshinweise
- DIN 10959 Sensorische Prüfverfahren – Bestimmung der Geschmacksempfindlichkeit
- DIN 10960 Sensorische Untersuchungsgeräte – Prüfgläser für Wein
- DIN 10964 Sensorische Prüfverfahren - Einfach beschreibende Prüfung
- DIN 10967 Sensorische Prüfverfahren – Profilprüfung
  - Teil 1 Konventionelles Profil
  - Teil 2 Konsensprofil
  - Teil 3 Freies Auswahlprofil
  - Teil 4 Prüfpläne
- DIN 10968 Sensorische Prüfung - Ermittlung und Überprüfung der Mindesthaltbarkeit von Lebensmitteln
- DIN 10969 Sensorische Prüfverfahren - Beschreibende Prüfung mit anschließender Qualitätsbewertung
- DIN 10970 Sensorische Prüfverfahren - Zeitintensitätsprüfung
- DIN 10972 Sensorische Prüfverfahren - "A" - "nicht A" Prüfung
- DIN 10973 Sensorische Prüfverfahren - Innerhalb/Außerhalb-Prüfung (In/out test)
- DIN 10974 Sensorische Analyse - Verbrauchertests
- DIN 10975 Sensorische Prüfverfahren - Expertengutachten zur lebensmittelrechtlichen Beurteilung
- DIN 10976 Sensorische Prüfung - Difference from Control-Test (DfC-Test)
- DIN 11014 Landmaschinen; Senkschrauben mit 2 Nasen, Senkungen, Metrisches Gewinde, Ausführung g
- DIN 11015 Landmaschinen - Flachrundschrauben mit kurzem Vierkantansatz
- DIN 11023 Landmaschinen und Ackerschlepper; Klappstecker
- DIN 11024 Federstecker
- DIN 11025 Landmaschinen und Ackerschlepper; Nichtselbsttätige Anhängekupplung
  - Teil 2 Landmaschinen und Traktoren; Nichtselbsttätige Anhängekupplung; Anordnung
- DIN 11026 Landmaschinen und Traktoren; Zugöse 40 mit verstärktem Schaft mit Buchse; Maße
- DIN 11027 Landmaschinen und Traktoren - Abnehmbare Leuchten- und Warntafeleinheiten - Freiräume, Befestigung, Form
- DIN 11028 Landmaschinen und Traktoren - Anhängekupplung - Bolzenkupplung für Zugöse 40
- DIN 11030 Landmaschinen und Traktoren - Kenntlichmachung von Anbaugeräten und angehängten Arbeitsgeräten - Warntafel und Warnfolie
- DIN 11032 Landmaschinen und Ackerschlepper; Umsteckbare Handbremshebel, Maße
- DIN 11043 Landmaschinen und Traktoren; Zugöse 40 für Anhänger mit Knickdeichsel mit Buchse; Maße
- DIN 11088 Skibindungen für den alpinen Skilauf - Auswahl von Auslösedrehmomentwerten mittels Tibia-Verfahren
- DIN 11168 Landmaschinen; Geräte zur Pflanzenbestellung und -pflege, Werkzeugschiene
- DIN 11204 Verbindungselemente - Prüfbescheinigungen - Liste und Beschreibung der Angaben
- DIN 11210 Landmaschinen; Bandspritzgeräte; Anschlußmaße für Düsenhalter
- DIN 11215 Landmaschinen; Pflanzenschutz-Spritz- und Sprühgeräte, Anschlußmaße für Düsen
- DIN 11349 Landmaschinen; Schutzeinrichtung für Grasmäherschneidwerke mit Fingern, Sicherheitstechnische Anforderungen
- DIN 11389 Landmaschinen und Traktoren; Mähdrescher; Begriffe, Kenngrößen, Leistung
- DIN 11390 Landmaschinen; Prüfverfahren für Mähdrescher
- DIN 11483 Milchwirtschaftliche Maschinen und Anlagen - Reinigung und Desinfektion
  - Teil 2 Berücksichtigung der Einflüsse auf elastomere Dichtungswerkstoffe
- DIN 11484 Milchwirtschaftliche Maschinen; Rührwerke; Anforderungen an die Reinigungsfähigkeit
- DIN 11488 Milchwirtschaftliche Maschinen und Anlagen
  - Teil 1 Begriffe
  - Teil 2 Planung und Abnahme
  - Teil 3 Anlagentechnik
- DIN 11540 Torfe und Torfprodukte für den Gartenbau und Garten- und Landschaftsbau – Prüfverfahren, Eigenschaften, Technische Lieferbedingungen
  - Berichtigung 1
- DIN 11595 Gartengeräte - Nichtmotorische Handgeräte für die Bodenbearbeitung - Grabegabel
- DIN 11616 Gartengeräte - Nichtmotorische Handgeräte für die Bodenbearbeitung - Handkultivatoren mit auswechselbaren Zinken
- DIN 11622 Gärfuttersilos, Güllebehälter, Behälter in Biogasanlagen, Fahrsilos
  - Teil 1 Bemessung, Ausführung, Beschaffenheit; Allgemeine Anforderungen
  - Teil 2 Bemessung, Ausführung, Beschaffenheit – Gärfuttersilos und Güllebehälter aus Stahlbeton, Stahlbetonfertigteilen, Betonformsteinen und Betonschalungssteinen
  - Teil 4 Gärfuttersilos und Güllebehälter; Teil 4: Bemessung, Ausführung, Beschaffenheit; Gärfutterhochsilos und Güllehochbehälter aus Stahl
  - Teil 5 Fahrsilos
  - Teil 22 Betonschalungssteine für Gärfuttersilos, Güllebehälter, Fahrsilos und Güllekanäle
- DIN 11740 Landmaschinen und Traktoren; Spurweiten für Transportanhänger
- DIN 11741 Landmaschinen und Traktoren; Maße für Transportanhänger; Zuggabel, Anhängekupplung, Ladevolumen
- DIN 11742 Landmaschinen; Innenbackenbremsen für Transportanhänger, Hauptmaße
- DIN 11744 Landmaschinen und Traktoren - Scheibenräder für Transportanhänger - Anschlußmaße
- DIN 11746 Landmaschinen - Bestimmung von Nutzlast, Stützlast und Achslast - Starrdeichselanhänger, Gelenkdeichselanhänger
- DIN 11747 Landmaschinen und Traktoren; Blattfedern für Transportanhänger; Maße
- DIN 11751 Landmaschinen und Traktoren; Hydraulikzylinder für Transportanhänger (200 bar); Anschlußmaße
- DIN 11800 Landtechnik - Elektronischer Datenaustausch in der Landwirtschaft - Datenaustausch im Bereich der Milchviehhaltung
- DIN 11850 Rohre für Lebensmittel, Chemie und Pharmazie – Rohre aus nichtrostenden Stählen – Maße, Werkstoffe
- DIN 11851 Armaturen aus nichtrostendem Stahl für Lebensmittel und Chemie – Rohrverschraubungen zum Einwalzen und Stumpfschweißen
- DIN 11852 Armaturen für Lebensmittel und Chemie – Formstücke aus nichtrostendem Stahl – T-Stücke, Bogen und Reduzierstücke zum Anschweißen
- DIN 11853 Armaturen aus nichtrostendem Stahl für Lebensmittel und Chemie
  - Teil 1 Hygiene-Rohrverschraubung, kurze Ausführung
  - Teil 2 Hygiene-Flanschverbindung, kurze Ausführung
  - Teil 3 Hygiene-Klemmverbindung, kurze Ausführung
- DIN 11854 Armaturen für Lebensmittel und Pharmazie - Schlauchverbindungen aus nichtrostendem Stahl
- DIN 11861 Getränke- und Milchwirtschaftsarmaturen; Gummidichtringe, Anforderungen, Prüfung
- DIN 11864 Armaturen aus nichtrostendem Stahl für Aseptik, Chemie und Pharmazie
  - Teil 1 Aseptik-Rohrverschraubung, Normalausführung
  - Teil 2 Aseptik-Flanschverbindung, Normalausführung
  - Teil 3 Aseptik-Klemmverbindung, Normalausführung
- DIN 11865 Formstücke aus nichtrostendem Stahl für Aseptik, Chemie und Pharmazie - T-Stücke, Bogen, Reduzierstücke zum Anschweißen
- DIN 11866 Komponenten aus nichtrostendem Stahl für aseptische Anwendungen in der chemischen und pharmazeutischen Industrie - Rohre
- DIN 11867 Rohrbogen für Molchanlagen aus nichtrostendem Stahl für Aseptik, Chemie und Pharmazie, zum Anschweißen
- DIN 11868 Probenahmeanlagen in Milchsammelwagen
  - Teil 1 Anforderungen, Haupt- und Wiederholungsprüfung
  - Teil 2 Typprüfung
  - Teil 3 Mindestanforderungen an Prüfstellen, die Haupt- bzw. Typprüfungen durchführen
- DIN 11869 Durchflussschauglas
- DIN 11900 Wäscherei- und Chemischreinigungsmaschinen; Allgemeine Begriffe
- DIN 11901 Wäscherei- und Chemischreinigungsmaschinen; Meßgrößen, Formelzeichen, Einheiten, Berechnungsformeln
- DIN 11902 Wäscherei- und Chemischreinigungsmaschinen; Prüfung des Maschinendurchsatzes, Behandlungseffekts und Betriebsmittelverbrauchs, Prüfbedingungen und Verfahren
- DIN 11915 Wäscherei- und Chemischreinigungsmaschinen; Chemischreinigungsmaschinen; Begriffe, Ausführungen
- DIN 11916 Wäscherei- und Chemischreinigungsmaschinen; Destilliereinrichtungen für Chemischreinigungsmaschinen; Begriffe, Anforderungen
- DIN 12116 Prüfung von Glas – Beständigkeit gegen eine siedende wäßrige Salzsäurelösung – Prüfverfahren und Klasseneinteilung
- DIN 12214 Laborgeräte aus Glas - Glasrohrenden und Deckel mit Laborplanflansch - Maße, Anforderungen
- DIN 12215 Laborgeräte aus Glas; Glasrohrenden für Schlauchanschlüsse, Oliven, Kapillarrohrenden
- DIN 12216 Laborgeräte aus Glas; Glasrohrenden mit Rundgewinde
- DIN 12217 Laborgeräte aus Glas - Rohre aus Borosilicatglas 3.3
- DIN 12242 Laborgeräte aus Glas; Kegelschliffe für austauschbare Verbindungen
  - Teil 1 Maße, Toleranzen
- DIN 12244 Laborgeräte aus Glas; Kugelschliffe für austauschbare Verbindungen
  - Teil 1 Maße, Toleranzen
- DIN 12245 Laborgeräte aus Glas; Kegelhülsen, Kegel 1 : 10, roh oder grob geschliffen, Maße, Toleranzen
- DIN 12249 Laborgeräte aus Glas; Verbindungsstücke mit Kegelschliffen
- DIN 12252 Laborgeräte aus Glas; Stopfen mit Kegelschliff
- DIN 12254 Laborgeräte aus Kunststoffen; Stopfen für Kegelschliffhülsen
- DIN 12256 Laborgeräte aus Glas; Dichtheitsprüfung von Kegelschliffverbindungen, Kugelschliffverbindungen und Kegelhähnen
- DIN 12257 Laborgeräte aus Glas; Übergangsstücke
- DIN 12263 Klemmen für Kugelschliffverbindungen
- DIN 12264 Laborgeräte aus Glas; Verbindungsstücke mit Kugelschliff
- DIN 12330 Laborgeräte aus Quarzglas (Kieselglas) und Quarzgut (Kieselgut); Becher aus Quarzglas (Kieselglas)
- DIN 12331 Laborgeräte aus Glas; Becher, ersetzt durch DIN EN ISO 3819
- DIN 12336 Laborgeräte aus Glas; Abdampfschalen mit flachem Boden
- DIN 12337 Laborgeräte aus Glas; Kristallisierschalen ohne Ausguß
- DIN 12338 Laborgeräte aus Glas; Kristallisierschalen mit Ausguß
- DIN 12340 Laborgeräte aus Glas; Niedrige Dosen mit Falz
- DIN 12341 Laborgeräte aus Glas; Uhrglasschalen
- DIN 12353 Laborgeräte aus Quarzglas (Kieselglas) und Quarzgut (Kieselgut); Kolben aus Quarzglas (Kieselglas); Rundkolben, Stehkolben und Erlenmeyerkolben
- DIN 12360 Laborgeräte aus Glas; Kjeldahlkolben
- DIN 12383 Laborgeräte aus Glas; Spitzkolben
- DIN 12392 Laborgeräte aus Glas; Reaktionskolben
- DIN 12394 Laborgeräte aus Glas; Destillationskolben
- DIN 12404 Laborgeräte aus Glas; Siedekapillaren
- DIN 12420 Laborgeräte aus Glas; Destillationsvorlage zum Wasserbestimmungsgerät
- DIN 12448 Laborgeräte aus Papierfaserstoffen; Papierfilter
- DIN 12449 Laborgeräte aus Papierfaserstoffen; Extraktionshülsen
- DIN 12463 Laborgeräte aus Glas; Flaschen von 200 mm Höhe mit Normschliff
- DIN 12473 Laborgeräte aus Glas
  - Teil 1 Gasproberohre mit Einweg-Kegelhähnen
- DIN 12480 Laborgeräte aus Glas - Dreihalsflaschen - Woulffsche Flaschen
- DIN 12485 Laborgeräte aus Glas; Gasentwicklungsapparate nach Kipp
- DIN 12540 Laborgeräte aus Glas
  - Teil 1 Kegelhähne, Kegel 1 : 10, Austauschbarkeitsbedingungen
- DIN 12541 Laborgeräte aus Glas
  - Teil 1 Einweg-Kegelhähne
- DIN 12542 Laborgeräte aus Quarzglas (Kieselglas) und Quarzgut (Kieselgut); Einweg-Kegelhähne aus Quarzglas (Kieselglas), austauschbar, Kegel 1 : 10
- DIN 12543 Laborgeräte aus Quarzglas (Kieselglas) und Quarzgut (Kieselgut); Dreiweg-Kegelhähne aus Quarzglas (Kieselglas) mit T-Bohrung, austauschbar, Kegel 1 : 10
- DIN 12545 Laborgeräte aus Glas; Kegelhähne für Vakuum
- DIN 12553 Laborgeräte aus Glas; Zweiweg-Kegelhähne mit Parallelbohrungen
- DIN 12554 Laborgeräte aus Glas; Dreiweg-Kegelhähne mit T-Bohrung
- DIN 12560 Laborgeräte aus Glas; Kegelhähne mit Winkelbohrung für Büretten (seitliche Bürettenhähne)
- DIN 12561 Laborgeräte aus Glas; Kegelhähne mit gerader Bohrung für Büretten (gerade Bürettenhähne)
- DIN 12563 Laborgeräte aus Glas; Dreiweg-Kegelhähne mit Winkelbohrung 120°
- DIN 12576 Laborgeräte aus Glas; Liebigkühler mit Kegelschliffen, Ausführung nach West
- DIN 12581 Laborgeräte aus Glas; Kugelkühler mit Kegelschliffen, Allihnkühler
- DIN 12591 Laborgeräte aus Glas; Dimrothkühler mit Kegelschliffen
- DIN 12592 Laborgeräte aus Glas; Grahamkühler mit Kegelschliffen
- DIN 12593 Laborgeräte aus Glas; Intensivkühler mit Kegelschliffen
- DIN 12594 Laborgeräte aus Glas - Schliffbauteile
- DIN 12596 Laborgeräte aus Glas; Gas-Waschflaschen; Form nach Drechsel
- DIN 12600 Volumenmeßgeräte für Laboratoriumszwecke; Konformitätsprüfung und Konformitätsbescheinigung
- DIN 12602 Laborgeräte aus Glas; Extraktoren nach Soxhlet, mit Kegelschliffen
- DIN 12604 Laborgeräte aus Glas; Heiß-Extraktoren mit Kegelschliffen
- DIN 12605 Laborgeräte aus Glas – Wägegläser
- DIN 12621 Laborgeräte aus Glas; Farbige Kennzeichnung von Pipetten, Anordnung, Maße, Kennfarben
- DIN 12622 Laborgeräte aus Glas; Kennzeichnung der Glasart bei Glasgeräten
- DIN 12646 Laborgeräte aus Glas
  - Teil 2 Meßkolben mit einer Marke, Meßkolben mit Gewindeanschluß
- DIN 12672 Laborgeräte aus Glas oder Kunststoff - Sedimentiergefäße nach Imhoff
- DIN 12681 Laborgeräte aus Kunststoff - Meßzylinder mit Skale (ISO 6706:1981, modifiziert)
- DIN 12687 Laborgeräte aus Glas; Vollpipetten auf Einguß mit einer Marke
- DIN 12688 Laborgeräte aus Glas; Vollpipetten auf Einguß mit zwei Marken
- DIN 12689 Laborgeräte aus Glas; Meßpipetten auf Einguß
- DIN 12693 Laborgeräte aus Kunststoff - Einmal-Kapillarpipetten auf Einguss
- DIN 12699 Laborgeräte aus Glas; Enzymtest-Meßpipetten, schnellablaufend, Wartezeit 15 Sekunden, Klasse AS
- DIN 12702 Laborgeräte aus Glas; Gasvolumetrische Meßgeräte, Gasbüretten, Azotometer, Eudiometer, Nitrometer
- DIN 12750 Laborgeräte aus Glas; Blutmischpipetten für Blutkörperchenzählung
- DIN 12769 Flüssigkeits-Glasthermometer; Übersicht
- DIN 12770 Laborgeräte aus Glas; Flüssigkeits-Glasthermometer; Allgemeine Bestimmungen
  - Beiblatt 1 Allgemeine Hinweise, Erläuternde Angaben
- DIN 12771 Laborgeräte aus Glas; Kalorimeter-Einschlußthermometer, Meßbereichsspanne 6 °C
- DIN 12775 Laborgeräte aus Glas; Laborthermometer, Skalenwerte 0,1 °C, 0,2 °C und 0,5 °C
- DIN 12776 Laborgeräte aus Glas; Allihn-Thermometersatz
- DIN 12777 Laborgeräte aus Glas; Anschütz-Thermometersatz
- DIN 12778 Laborgeräte aus Glas; Laborthermometer, Skalenwerte 1 °C und 2 °C
- DIN 12779 Laborgeräte aus Glas; Laborthermometer, schnellanzeigend (Destillationsthermometer)
- DIN 12781 Laborgeräte aus Glas; Labor-Stockthermometer
- DIN 12784 Laborgeräte aus Glas; Thermometer mit Kernschliff
- DIN 12785 Laborgeräte aus Glas; Laborthermometer für besondere Zwecke
  - Beiblatt 1 Erläuternde Angaben
- DIN 12786 Laborgeräte aus Glas; Einschlußthermometer für wärmewirtschaftliche Untersuchungen
- DIN 12789 Laborgeräte aus Glas; Beckmannthermometer, Einstell-Einschlußthermometer
- DIN 12790 Laborgeräte aus Glas; Aräometer, Grundlagen für Bau und Justierung
- DIN 12791 Laborgeräte aus Glas – Dichte-Aräometer
  - Teil 1 Allgemeine Anforderungen
  - Teil 2 Normgrößen, Bezeichnung
  - Teil 3 Gebrauch und Prüfung
- DIN 12793 Laborgeräte aus Glas; Sucharäometer für Vormessung und rohe Betriebsmessung
- DIN 12799 Laborgeräte aus Glas; Allgebrauchs-Stabthermometer
- DIN 12803 Laborgeräte aus Glas; Alkoholmetrie
  - Teil 1 Allgemeine Bestimmungen für Alkoholometer
  - Teil 2 Alkoholometer für die Volumenkonzentration
- DIN 12804 Laborgeräte aus Glas; Dichte-Aräometer für verflüssigte Kohlenwasserstoffe (Flüssiggas-Aräometer)
- DIN 12807 Laborgeräte aus Glas; Pyknometer nach Bingham
- DIN 12808 Laborgeräte aus Glas; Pyknometer nach Jaulmes
- DIN 12835 Milchwirtschaftliche Untersuchungsgeräte - Probenflaschen für Milch
- DIN 12836 Milchwirtschaftliche Untersuchungsgeräte
  - Teil 1 Butyrometer für Milch, Meßbereich 0 bis 5 % und darüber, eichfähig
  - Teil 2 Butyrometer für Milch, Meßbereich 0 bis 4 %, eichfähig
  - Teil 3 Butyrometer für Milch, Meßbereich 0 bis 10 %, eichfähig
- DIN 12837 Milchwirtschaftliche Untersuchungsgeräte; Pipetten zum Butyrometer für Milch
- DIN 12838 Verdünnungspipette nach Demeter 1,1
- DIN 12839 Verdünnungspipette nach Demeter 2,2
- DIN 12847 Laborgeräte aus Glas - Zellenzählkammern
  - Teil 1 Allgemeine Anforderungen
  - Teil 2 Zählnetze
- DIN 12851 Laborporzellan; Anforderungen, Prüfung
- DIN 12865 Laborgeräte; Gummischläuche
- DIN 12871 Laborgeräte aus Kautschuk und Kunststoffen; Gummistopfen
- DIN 12876 Elektrische Laborgeräte – Laborthermostate und Laborbäder
  - Teil 1 Begriffe und Klasseneinteilung
  - Teil 2 Bestimmung der Kenndaten von Wärme- und Kältethermostaten
  - Teil 3 Bestimmung der Kenndaten von Laborbädern
- DIN 12878 Elektrische Laborgeräte; Einstellbare Flüssigkeits-Glas-Kontaktthermometer und Steuergeräte, Allgemeine und sicherheitstechnische Anforderungen und Prüfung
- DIN 12880 Elektrische Laborgeräte – Wärme- und Brutschränke
- DIN 12889 Laborgeräte; Dreifüße
- DIN 12890 Laborgeräte; Spatel
- DIN 12892 Laborgeräte aus Metall; Stativplatten
- DIN 12893 Laborgeräte aus Metall; Stativstäbe
- DIN 12894 Laborgeräte aus Metall – Stativklemmen
- DIN 12895 Laborgeräte aus Metall; Stativmuffen
  - Teil 1 Doppelmuffen, starr und drehbar
  - Teil 2 Hakenmuffe
- DIN 12897 Laborgeräte aus Metall; Hebebühnen, Sicherheitstechnische Anforderungen, Prüfung
- DIN 12898 Laborarmaturen; Schlauchtüllen
- DIN 12899 Sicherheitsnotduschen
  - Teil 3 Körperduschen für Betriebe und Umschlaganlagen
- DIN 12900 Labordatenkommunikation
  - Teil 1 Punkt-zu-Punkt-Verbindung mit RS-232; Physikalische Festlegungen
- DIN 12901 Laborgeräte; Wasserbadringe aus Porzellan
- DIN 12902 Laborgeräte; Wasserbadplatten aus Porzellan
- DIN 12903 Laborgeräte aus Hartporzellan; Abdampfschalen mit Ausguß
- DIN 12904 Laborgeräte aus Hartporzellan; Tiegel und Tiegeldeckel
- DIN 12905 Laborgeräte aus Hartporzellan; Filternutschen und Filtertrichter
- DIN 12906 Laborgeräte aus Hartporzellan; Reibschale, Pistill
- DIN 12907 Laborgeräte aus Hartporzellan; Kasserollen
- DIN 12908 Laborgeräte aus Hartporzellan
  - Teil 1 Verbrennungsrohre, Maße
- DIN 12909 Laborgeräte aus Hartporzellan; Filtriertiegel
- DIN 12911 Laborgeräte aus Hartporzellan; Exsikkatorplatten
- DIN 12912 Laboreinrichtungen; Keramische Fliesen für Labortische (Labortischfliesen)
- DIN 12915 Laboreinrichtungen; Labortisch-Becken
- DIN 12916 Laboreinrichtungen - Großformatige Labortischplatten
- DIN 12918 Laboreinrichtungen - Laborarmaturen
  - Teil 1 Entnahmestellen für Wasser
  - Teil 2 Entnahmestellen für Brenngase
  - Teil 3 Entnahmestellen für technische Gase
  - Teil 4 Entnahmestellen für Reinstgase
- DIN 12924 Laboreinrichtungen - Abzüge
  - Teil 3 Durchreichabzüge
  - Teil 4 Abzüge für Apotheken
- DIN 12927 Laboreinrichtungen – Absaugboxen mit Luftrückführung – Anforderungen, Prüfungen
- DIN 12950 Laboreinrichtungen; Sicherheitswerkbänke für mikrobiologische und biotechnologische Arbeiten, ersetzt durch DIN EN 12469
  - Teil 1 Sicherheitstechnische Anforderungen und Prüfung
  - Teil 2 Rückhaltevermögen von Sicherheitswerkbänken Klasse 1 und Klasse 2, mikrobiologische Prüfung
  - Teil 3 Produktschutz von Sicherheitswerkbänken Klasse 2; Mikrobiologische Prüfung (Entwurf)
  - Teil 4 Verschleppungsschutz in Sicherheitswerkbänken Klasse 2; Mikrobiologische Prüfung (Entwurf)
  - Teil 10 Anforderungen, Prüfung
- DIN 12980 Laboreinrichtungen - Sicherheitswerkbänke und Isolatoren für Zytostatika und sonstige CMR-Arzneimittel
- DIN 13013 Krankenhausmatratzen aus Latexschaum; Maße, Anforderungen, Prüfung
  - Beiblatt 1 Hinweise für Verwendung und Behandlung
- DIN 13014 Krankenhausmatratzen aus Polyätherschaum; Maße, Anforderungen, Prüfung
  - Beiblatt 1 Hinweise für Verwendung und Behandlung
- DIN 13019 Verbandpflasterpackungen für den Erste-Hilfe-Bereich - Maße
- DIN 13024 Krankentrage
  - Teil 1 Mit starren Holmen; Maße, Anforderungen, Prüfung
  - Teil 2 Mit klappbaren Holmen; Maße, Anforderungen, Prüfung
- DIN 13027 Orthopädietechnik; Armprothesen; Anschlußteile für Prothesenhände und Arbeitsgeräte
- DIN 13046 Fahrgestell für Krankentragen, klappbar
- DIN 13050 Begriffe im Rettungswesen
- DIN 13061 Schienbeinschützer für Fußballspieler
- DIN 13071 Rückhaltesysteme für Patienten im Krankenraum – Begriffe, Anforderungen, Prüfung, Februar 2005 ersatzlos zurückgezogen

- DIN 13073 Rettungssysteme - Maße für Haltesysteme zur Arretierung von Fahrgestellen und Krankentragen im Krankenkraftwagen
- DIN 13080 Gliederung des Krankenhauses in Funktionsbereiche und Funktionsstellen
  - Beiblatt 3 Formblatt zur Ermittlung von Flächen im Krankenhaus
  - Beiblatt 4 Begriffe und Gliederung der Zielplanung für Allgemeine Krankenhäuser
- DIN 13086 Außenliegende Einführkanülen für suprapubische Kathetersysteme zum Einmalgebrauch - Anforderungen und Prüfungen
- DIN 13090 Kegel und Kegelverbindungen für medizinische Geräte
  - Teil 4 Verriegelbare Kegelverbindungen für Endoskope
- DIN 13097 Medizinische Kanülen
  - Teil 4 Anschliffarten, Anforderungen und Prüfung
  - Teil 5 Sockel, Ansätze und Anschlüsse - Anforderungen und Prüfung
- DIN 13111 Medizinische Instrumente - Verbandschere
- DIN 13112 Medizinische Instrumente
  - Teil 1 Präparierscheren ohne Hartmetall-Einlagen
- DIN 1314 Medizinische Instrumente
  - Teil 1 Scheren nach Mayo, ohne Hartmetall-Einlagen
- DIN 13116 Medizinische Instrumente - Gerade Verbandschere nach Smith
- DIN 13117 Medizinische Instrumente - Knochenschere
- DIN 13122 Medizinische Instrumente - Hakenzange mit 1 × 1 Zinken, gerade
- DIN 13123 Medizinische Instrumente - Hakenzangen mit 2×2 Zinken, gerade
- DIN 13128 Medizinische Instrumente - Darmfasszangen nach Allis
- DIN 13129 Medizinische Instrumente - Kornzange nach Maier, gerade
- DIN 13130 Medizinische Instrumente - Kornzange nach Maier, gebogen
- DIN 13137 Medizinische Instrumente - Bauchdeckenhaken nach Fritsch
- DIN 13151 Verbandmittel - Verbandpäckchen
- DIN 13152 Verbandmittel - Verbandtücher
- DIN 13154 Einweg-Notfallbeatmungshilfe für Laienhelfer - Anforderungen und Prüfung
- DIN 13155 Erste-Hilfe-Material - Sanitätskoffer
- DIN 13156 Einpersonen-Versorgungsset zur Ersten Hilfe beim Massenanfall, Großschadensereignis und im Katastrophenfall
- DIN 13157 Erste-Hilfe-Material – Verbandkasten C (Kleiner Verbandkasten)
- DIN 13160 Erste-Hilfe-Material – Sanitätstaschen (bzw. Sanitätsumhängetaschen, für den Katastrophenschutz/MANV-Fall), zurückgezogen
- DIN 13164 Erste-Hilfe-Material – Verbandkasten B (KFZ-Verbandkasten)
- DIN 13167 Erste-Hilfe-Material für Krafträder
- DIN 13168 Verbandmittel; Dreiecktuch
- DIN 13169 Erste-Hilfe-Material – Verbandkasten E (Großer Verbandkasten)
- DIN 13171 Medizinische Instrumente - Chirurgische Pinzette nach Adson-Brown
- DIN 13172 Medizinische Instrumente - Gefäßpinzetten nach De Bakey
- DIN 13173 Medizinische Instrumente - Tupferzangen
- DIN 13175 Medizinische Instrumente - Zungenzange nach Young
- DIN 13176 Medizinische Instrumente - Organfasszangen
- DIN 13177 Medizinische Instrumente - Nierensteinzange nach Randall
- DIN 13178 Medizinische Instrumente - Gallensteinzangen nach Desjardins
- DIN 13181 Medizinische Instrumente - Klammer-Instrumentarium nach McKenzie
  - Teil 1 Klammerhaltezange
  - Teil 2 Clip und Anschlussmaße der Lagerschiene
- DIN 13182 Medizinische Instrumente – Gallenkanal-Klemmen nach Lahey und nach Gray
- DIN 13184 Medizinische Instrumente - Knochenhaltezangen nach Farabeuf[4]
- DIN 13189 Medizinische Instrumente - Knochenstanzen nach Ferris-Smith-Kerrison
- DIN 13190 Medizinische Instrumente - Knochensplitterzangen nach Liston
- DIN 13191 Medizinische Instrumente - Hohlmeißelzange nach Stille
- DIN 13192 Medizinische Instrumente - Hohlmeißelzange nach Ruskin
- DIN 13193 Medizinische Instrumente - Hohlmeißelzangen nach Luer
- DIN 13194 Medizinische Instrumente - Hohlmeißelzange nach Beyer
- DIN 13199 Medizinische Instrumente - Scharfe Nasenzangen nach Weil-Blakesley und Watson-Williams, nicht durchschneidend
- DIN 13200 Stimmprothesen
  - Teil 1 Prüfverfahren zur Bewertung von physikalischen Kennwerten; Text Deutsch und Englisch
  - Teil 2 Allgemeine Anforderungen; Text Deutsch und Englisch
- DIN 13201 Straßenbeleuchtung
  - Teil 1 Auswahl der Beleuchtungsklassen; Deutsche Fassung CEN/TR 13201-1:2004
- DIN 13221 Kühl- und Gefriergeräte für Laboranwendungen - Begriffe, Anforderungen, Prüfung
- DIN 13222 Aufnahmekapazität von saugenden Inkontinenzhilfen bis zum Auslaufen - Prüfverfahren zur Messung der Saugleistung mittels Prüftorso
- DIN 13230 Luftfahrzeuge zum Patiententransport
  - Teil 6 Patiententransport mit Linienflugzeugen
- DIN 13232 Notfall-Ausrüstung
- DIN 13233 Notfall-Arztkoffer für Säuglinge und Kleinkinder, Mai 2011 ersetzt durch DIN 13232
- DIN 13256 Druckkammern für Personen
  - Teil 1 Einteilung
  - Teil 4 Einpersonen-Druckkammern für hyperbare Therapie; Sicherheitstechnische Anforderungen und Prüfung
  - Teil 6 Bajonettflanschverbindungen für Transportkammern
- DIN 13260 Versorgungsanlagen für medizinische Gase
  - Teil 2 Maße und Zuordnung von Steckern und gasartspezifischen Verbindungsstellen für Entnahmestellen
- DIN 13273 Katheter für den medizinischen Bereich
  - Teil 7 Bestimmung der Röntgenstrahlenschwächung von Kathetern; Anforderungen und Prüfung
  - Teil 8 Epiduralkatheter
- DIN 13276 Kegelverbindungen aus Kunststoff - Beständigkeit gegenüber Spannungsrissbildung
- DIN 13301 Spezielle Funktionen der mathematischen Physik; Zeichen und Begriffe
- DIN 13302 Mathematische Strukturen; Zeichen und Begriffe
- DIN 13303 Stochastik
  - Teil 1 Wahrscheinlichkeitstheorie, Gemeinsame Grundbegriffe der mathematischen und der beschreibenden Statistik; Begriffe und Zeichen
  - Teil 2 Mathematische Statistik; Begriffe und Zeichen
- DIN 13304 Darstellung von Formelzeichen auf Einzeilendruckern und Datensichtgeräten, 1996 zurückgezogen
- DIN 13310 Grenzflächenspannung bei Fluiden; Begriffe, Größen, Formelzeichen, Einheiten
- DIN 13312 Navigation – Begriffe, Abkürzungen, Formelzeichen, graphische Symbole
- DIN 13316 Mechanik ideal elastischer Körper; Begriffe, Größen, Formelzeichen
- DIN 13317 Mechanik starrer Körper; Begriffe, Größen, Formelzeichen
- DIN 13320 Akustik; Spektren und Übertragungskurven; Begriffe, Darstellung
- DIN 13322 Elektrische Netze
  - Teil 1 Begriffe für die Topologie elektrischer Netze und Graphentheorie
  - Teil 2 Algebrasierung der Topologie und Grundlagen der Berechnung elektrischer Netze
- DIN 13343 Linear-viskoelastische Stoffe; Begriffe, Stoffgesetze, Grundfunktionen
- DIN 13345 Thermodynamik und Kinetik chemischer Reaktionen; Formelzeichen, Einheiten
- DIN 13601 Diphtherie-Serum – Begriffe, Maßeinheit, Prüfung, Kennzeichnung, ungültig
- DIN 13451 Medizinische Instrumente - Scheren nach Joseph
- DIN 13452 Medizinische Instrumente - Schere nach Kilner
- DIN 13456 Medizinische Instrumente - Gallengangdilatatoren nach Bakes
- DIN 13457 Medizinische Instrumente - Harnröhrendilatator nach Dittel
- DIN 13458 Medizinische Instrumente - Ligaturnadel
- DIN 13459 Medizinische Instrumente - Nadelhalter nach Stratte mit Hartmetall-Einlagen
- DIN 13460 Medizinische Instrumente - Nadelhalter nach Heaney
- DIN 13461 Medizinische Instrumente - Nadelhalter nach De Bakey mit Hartmetall-Einlagen
- DIN 13465 Medizinische Instrumente - Arterienklemmen nach Adson
- DIN 13468 Medizinische Instrumente - Schwammzangen nach Förster
- DIN 13469 Medizinische Instrumente - Präparierklemmen nach Adson
- DIN 13470 Optik und Photonik - FAC-Linsen - Begriffe und Anforderungen an Datenblätter
- DIN 13500 Kofferaufbauten für Krankenkraftwagen - Anforderungen und Prüfverfahren
- DIN 13903 Zahnheilkunde - Bissregistriermasse
- DIN 13940 Zahnheilkunde
  - Teil 1 Zahnärztliche Handstücke; Anschlußmaße (ISO 3964:1982); Deutsche Fassung EN 23964:1989
- DIN 13973 Zahnärztliche Werkstoffe - Anleitung zur Prüfung der Abriebfestigkeit
  - Teil 1 Abrieb durch Zähneputzen (ISO/TR 14569-1:2007)
- DIN 13978 Zahnheilkunde - Füllinstrumente im Kontrasatz
- DIN 13979 Zahnheilkunde - Anrührspatel
- DIN 13989 Zahnheilkunde - Hebelfreie Ampullenspritzen für intraligamentale Injektionen
- DIN 13990 Zahnheilkunde - Prüfverfahren für die Scherhaftfestigkeit von Adhäsiven für kieferorthopädische Befestigungselemente
  - Teil 1 Verbund der Grenzflächen Adhäsiv-Befestigungselement und Adhäsiv-Zahnschmelz
  - Teil 2 Gesamtverbund Befestigungselement-Adhäsiv-Zahnschmelz
- DIN 13991 Zahnheilkunde - Farbbestimmung bei Dentalkeramiken
  - Teil 1 Farbringe zur Zahnfarbbestimmung
- DIN 13994 Zahnheilkunde - Biegebruchfestigkeit von Aufbaustiften
- DIN 13996 Zahnheilkunde - Maße für Drähte und Befestigungselemente für kieferorthopädische Anwendungen
- DIN 13997 Zahnheilkunde - Kieferorthopädische Minischrauben
- DIN 13998 Zahnheilkunde - Prüfverfahren für die Haftfestigkeit zwischen Kunststoffzähnen und Prothesenkunststoffen
- DIN 14010 Angaben zur statistischen Erfassung von Bränden
- DIN 14011 Begriffe aus dem Feuerwehrwesen
- DIN 14024 Digitale BOS-Objektfunkanlagen
  - Teil 1 Aufbau und Betrieb
  - Teil 2 Anforderungen an die Fachfirma und Fachkräfte (Entwurf)
- DIN 14033 Kurzzeichen für die Feuerwehr
- DIN 14034 Graphische Symbole für das Feuerwehrwesen
  - Teil 6 Bauliche Einrichtungen
- DIN 14035 Dachkennzeichnung für Feuerwehrfahrzeuge; Ausführung
- DIN 14036 Dynamische und Adaptive Fluchtweglenkung - Planung und Umsetzung von richtungsvariablen Konzepten
- DIN 14038 Errichterunternehmen von Feuerlöschanlagen
  - Teil 1 Anforderungen
- DIN 14060 Feuerwehrwesen - Mulde
- DIN 14090 Flächen für die Feuerwehr auf Grundstücken
- DIN 14092 Feuerwehrhäuser
  - Teil 1 Planungsgrundlagen
  - Teil 3 Feuerwehrturm
  - Teil 7 Werkstätten
- DIN 14093 Atemschutz-Übungsanlagen - Planungsgrundlagen
  - Teil 1 Planungsgrundlagen
- DIN 14094 Feuerwehrwesen – Notleiteranlagen
  - Teil 1 Ortsfeste Notsteigleitern mit Rückenschutz, Haltevorrichtung, Podeste
  - Teil 2 Rettungswege auf flachen und geneigten Dächern
- DIN 14095 Feuerwehrpläne für bauliche Anlagen
- DIN 14096 Brandschutzordnung - Regeln für das Erstellen und das Aushängen
- DIN 14097 Feuerwehrwesen - Feuerwehrübungsanlagen
  - Teil 1 Allgemeine bauliche Anforderungen
  - Teil 2 Gasbetriebene Übungsanlagen
  - Teil 3 Feststoffbetriebene Übungsanlagen
  - Teil 4 Feuerwehr-Übungshäuser
  - Teil 5 Flüssigbrennstoffbetriebene Übungsanlagen
- DIN 14142 Erste-Hilfe-Material – Verbandkasten für Feuerwehrfahrzeuge
- DIN 14151 Sprungrettungsgeräte
  - Teil 1 Allgemeine Anforderungen, Prüfung
  - Teil 2 Sprungtuch 8 – Anforderungen, Prüfung
  - Teil 3 Sprungpolster 16; Anforderungen, Prüfung
- DIN 14170 Feuerlöschwesen - Steckleiter
- DIN 14210 Löschwasserteiche
- DIN 14220 Löschwasserbrunnen
- DIN 14230 Unterirdischer Löschwasserbehälter
- DIN 14244 Löschwasser-Sauganschlüsse – Überflur und Unterflur
- DIN 14270 Halon-Löschmittel
  - Teil 1 Allgemeines, Prüfung
  - Teil 2 Halon 1211
  - Teil 3 Halon 1301
- DIN 14275 Löschmittel Pulver; Anforderungen, Prüfung (Entwurf)
- DIN 14301 D-Druck-Saugkupplung PN 16 aus Aluminium-Legierung (ersetzt durch DIN 14333)
- DIN 14302 C-Druckkupplung PN 16 aus Aluminium-Legierung (ersetzt durch DIN 14333)
- DIN 14303 B-Druckkupplung PN 16 aus Aluminium-Legierung (ersetzt durch DIN 14333)
- DIN 14306 D-Festkupplung PN 16 aus Aluminium-Legierung für Druck- und Saugbetrieb (ersetzt durch DIN 14334)
- DIN 14307 C-Festkupplung PN 16, aus Aluminium-Legierung, mit Dichtring (ersetzt durch DIN 14334)
  - Teil 1 für Druckbetrieb (ersetzt durch DIN 14334)
  - Teil 2 für Saugbetrieb (ersetzt durch DIN 14334)
- DIN 14308 B-Festkupplung PN 16, aus Aluminium-Legierung, mit Dichtring (ersetzt durch DIN 14334)
  - Teil 1 für Druckbetrieb (ersetzt durch DIN 14334)
  - Teil 2 für Saugbetrieb (ersetzt durch DIN 14334)
- DIN 14309 A-Festkupplung PN 16, aus Aluminium-Legierung, mit Dichtring für Druck- und Saugbetrieb (ersetzt durch DIN 14334)
- DIN 14310 D-Blindkupplung PN 16 aus Aluminium-Legierung für Druck- und Saugbetrieb (ersetzt durch DIN 14335)
- DIN 14311 C-Blindkupplung PN 16, aus Aluminium-Legierung, für Druck- und Saugbetrieb (ersetzt durch DIN 14335)
- DIN 14312 B-Blindkupplung PN 16, aus Aluminium-Legierung, für Druck- und Saugbetrieb (ersetzt durch DIN 14335)
- DIN 14313 A-Blindkupplung PN 16 aus Aluminium-Legierung für Druck- und Saugbetrieb (ersetzt durch DIN 14335)
- DIN 14317 C-Festkupplung mit metallischer Dichtfläche PN 16, aus Aluminium-Legierung und C-Deckkapsel, aus Grauguß oder Aluminium-Legierung
- DIN 14318 B-Festkupplung mit metallischer Dichtfläche PN 16, aus Aluminium-Legierung und B-Deckkapsel, aus Grauguß oder Aluminium-Legierung
- DIN 14319 A-Festkupplung mit metallischer Dichtfläche PN 16, aus Aluminium-Legierung und A-Deckkapsel, aus Grauguß oder Aluminium-Legierung
- DIN 14321 C-Saugkupplung PN 16, aus Aluminium-Legierung (ersetzt durch DIN 14333)
- DIN 14322 B-Saugkupplung PN 16 aus Aluminium-Legierung (ersetzt durch DIN 14333)
- DIN 14323 A-Druck-Saugkupplung PN 16, aus Aluminium-Legierung (ersetzt durch DIN 14333)
- DIN 14330 C-Druckkupplung PN 16 aus Aluminium-Legierung für formstabile Druckschläuche
- DIN 14332 C-Druckkupplung PN 16 aus Aluminium-Legierung für Druckschlauch C 42 (ersetzt durch DIN 14333)
- DIN 14333 Schlauchkupplungen System Storz PN 16 für Druck- und Saugbetrieb
- DIN 14334 Festkupplungen System Storz PN 16 für Druck- und Saugbetrieb
- DIN 14335 Blindkupplungen System Storz PN 16 für Druck- und Saugbetrieb
- DIN 14341 C-D-Übergangsstück PN 16 aus Aluminium-Legierung
- DIN 14342 B-C-Übergangsstück PN 16 aus Aluminium-Legierung
- DIN 14343 A-B-Übergangsstück PN 16 aus Aluminium-Legierung
- DIN 14345 Feuerwehrwesen - Verteiler C-DCD, B-CBC und BB-CBC, PN 16
- DIN 14346 Feuerwehrwesen - Mobile Systemtrenner B-FW
- DIN 14355 Sammelstück PN 16
- DIN 14362 Saugkörbe
- DIN 14368 Stützkrümmer PN 16
- DIN 14375 Feuerwehrwesen - Standrohr PN 16 - Standrohr 2B
- DIN 14380 Druckbegrenzungsventil, PN 16
- DIN 14381 B-Druckventil PN 16, selbstschließend
- DIN 14405 Feuerwehrwesen - Kübelspritzen
- DIN 14406 Tragbare Feuerlöscher, April 1992 teilweise ersetzt durch DIN EN 3
  - Teil 4 Instandhaltung
    - Beiblatt 1 Informationen zur Anwendung
- DIN 14411 Keramische Fliesen und Platten - Definitionen, Klassifizierung, Eigenschaften, Bewertung und Überprüfung der Leistungsbeständigkeit und Kennzeichnung
- DIN 14420 Feuerlöschpumpen - Feuerlöschkreiselpumpen - Anforderungen an die saug- und druckseitige Bestückung, Prüfung nach Einbau im Feuerwehrfahrzeug, seit November 2002 teilweise durch DIN EN 1028-1 ersetzt
  - Teil 2 Tragkraftspritzen
- DIN 14421 Druckmessgeräte (Manometer) für Feuerwehrpumpen
- DIN 14423 Siebe für Pumpen und Löschwasserbehälter
- DIN 14424 Feuerwehrwesen – Explosionsgeschützte tragbare Umfüllpumpe mit Elektromotor – Anforderungen, Typ- und Abnahmeprüfung
- DIN 14425 Feuerwehrwesen - Tragbare Tauchmotorpumpen mit Elektroantrieb
- DIN 14427 Feuerwehrwesen - Explosionsgeschützte tragbare Gefahrstoff-Umfüllpumpe (GUP) mit Elektromotor - Anforderungen, Prüfung
- DIN 14452 Schaummittelbehälter, tragbar
- DIN 14461 Feuerlösch-Schlauchanschlusseinrichtungen
  - Teil 1 Wandhydrant mit formstabilem Schlauch
  - Teil 2 Einspeiseeinrichtung und Entnahmeeinrichtung für Löschwasserleitungen „trocken“
  - Teil 3 Schlauchanschlussventile PN 16
  - Teil 4 Einspeisearmatur PN 16 für Löschwasserleitungen
  - Teil 5 Entnahmearmatur PN 16 für Löschwasserleitungen
  - Teil 6 Wandhydranten mit Flachschlauch für geschultes Personal
  - Teil 10 Konformitätsbewertung von Armaturen für Feuerlösch-Schlauchanschlusseinrichtungen
- DIN 14462 Planung, Einbau, Betrieb und Instandhaltung von Wandhydrantenanlagen, Über- und Unterflurhydrantenanlagen sowie Löschwasseranlagen "trocken"
- DIN 14463 Löschwasseranlagen – Fernbetätigte Füll- und Entleerungsstationen
  - Teil 1 Für Wandhydrantenanlagen
  - Teil 2 Für Wasserlöschanlagen mit leerem und drucklosem Rohrnetz; Anforderungen und Prüfverfahren
  - Teil 3 Be- und Entlüftungsventile PN 16 für Löschwasserleitungen
- DIN 14464 Direktanschlussstationen für Sprinkleranlagen und Löschanlagen mit offenen Düsen - Anforderungen und Prüfung
- DIN 14467 Trennstation für Feuerlösch- und Brandschutzanlagen mit stagnierendem Wasser - Anforderungen und Prüfung
- DIN 14475 Pulverlöschanlagen für den Einbau in Löschfahrzeuge
- DIN 14489 Sprinkleranlagen; Allgemeine Grundlagen, Regelsetzer empfiehlt Anwendung von DIN EN 12845
- DIN 14494 Sprühwasser-Löschanlagen, ortsfest, mit offenen Düsen
- DIN 14495 Berieselung von oberirdischen Behältern zur Lagerung brennbarer Flüssigkeiten im Brandfalle
- DIN 14497 Kleinlöschanlagen – Anforderungen, Prüfung
- DIN 14502 Feuerwehrfahrzeuge (allgemeine Anforderungen)
  - Teil 3 Farbgebung und besondere Kennzeichnungen
- DIN 14503 Feuerwehr-Anhänger, einachsig, 2003 ersetzt durch DIN 14521
- DIN 14505 Feuerwehrfahrzeuge - Wechselladerfahrzeuge mit Abrollbehältern - Ergänzende Anforderungen zu DIN EN 1846-3
- DIN 14507 Einsatzleitwagen
  - Teil 1 Allgemeine Anforderungen an Einsatzleitwagen
  - Teil 2 Einsatzleitwagen 1 (ELW 1)
  - Teil 3 Einsatzleitwagen 2 (ELW 2)
  - Teil 4 Einsatzleitwagen 3 (ELW 3), zurückgezogen
  - Teil 5 Kommandowagen (KdoW), bis 1999 ELF-K genannt
- DIN 14520 Tragkraftspritzenanhänger, 1992 zurückgezogen
- DIN 14521 Feuerwehrwesen – Anhänger mit Schaum-Wasserwerfer
- DIN 14530 Löschfahrzeuge
  - Teil 5 Löschgruppenfahrzeug LF 10 (zuvor 2002–2012 Löschgruppenfahrzeug 10/6 (LF 10/6) bzw. Hilfeleistungslöschgruppenfahrzeug 10/6 (HLF 10/6), früher (bis 2002) Löschgruppenfahrzeug 8/6 (LF 8/6))
    - Änderung A1

  - Teil 7 Löschgruppenfahrzeug 8 (LF 8)
  - Teil 8 Löschgruppenfahrzeug LF 20 KatS für den Katastrophenschutz (zuvor Löschgruppenfahrzeug 16 mit Tragkraftspritze (LF 16-TS))
  - Teil 9 Löschgruppenfahrzeug 16 (LF 16)
  - Teil 10 Löschgruppenfahrzeug 24 (Vornorm 1987–1991), 1991 zurückgezogen
  - Teil 11 Löschgruppenfahrzeug LF 20 (bis 2005 Löschgruppenfahrzeug 16/12 (LF 16/12), 2005–2012 (Hilfeleistungs-)Löschgruppenfahrzeug 20/6 ((H)LF 20/16) genannt)
    - Änderung A1

  - Teil 16 Tragkraftspritzenfahrzeug TSF
  - Teil 17 Tragkraftspritzenfahrzeug TSF-W
  - Teil 18 Tanklöschfahrzeug TLF 2000 (seit April 2011, früher (bis 1991) Tanklöschfahrzeug 8/18 (TLF 8/18))
  - Teil 20 Tanklöschfahrzeug 16/25 (TLF 16/25), 2005 zurückgezogen
  - Teil 21 Tanklöschfahrzeug TLF 4000 (2005 – April 2011 Tanklöschfahrzeug 20/40 (TLF 20/40 bzw. mit Sonderlöschmittel TLF 20/40-SL), zuvor Tanklöschfahrzeug 24/50 (TLF 24/50))
  - Teil 22 Tanklöschfahrzeug TLF 3000 (bis April 2011 Tanklöschfahrzeug 16/24 mit Truppbesatzung (TLF 16/24-Tr))
  - Teil 24 Kleinlöschfahrzeug KLF (2012 grundlegend überarbeitet)
  - Teil 25 Mittleres Löschfahrzeug MLF (vor September 2012 Staffellöschfahrzeug 10/6 (StLF 10/6) genannt)
  - Teil 26 Hilfeleistungs-Löschgruppenfahrzeug HLF 10
    - Änderung A1

  - Teil 27 Hilfeleistungs-Löschgruppenfahrzeug HLF 20
    - Änderung A1
- DIN 14555 Rüstwagen und Gerätewagen
  - Teil 1 Allgemeine Anforderungen
  - Teil 2 Rüstwagen 1 (RW 1), 2002 zurückgezogen
  - Teil 3 Rüstwagen RW (bis 2002 Rüstwagen 2 (RW 2))
  - Teil 4 Rüstwagen 3 (RW 3), 2002 zurückgezogen
  - Teil 10 Gerätewagen (GW), 1974 – im Mai 1990 (zurückgezogen)
  - Teil 11 Gerätewagen Öl (GW-Öl), August 1978 – Mai 1990 (zurückgezogen)
  - Teil 12 Gerätewagen Gefahrgut GW-G (seit 2005, Oktober 1990 – Oktober 1997 Gerätewagen Gefahrgut 2 (GW-G 2), Oktober 1997 – April 2005 Gerätewagen Gefahrgut 3 (GW-G 3))
  - Teil 13 Gerätewagen Gefahrgut 1 (GW-G 1), April 1992 – Oktober 1997 (zugunsten Teil 14 zurückgezogen)
  - Teil 14 Gerätewagen Gefahrgut 1 (GW-G 1), Oktober 1992 – April 2005 (zurückgezogen)
  - Teil 21 Gerätewagen Logistik GW-L1
  - Teil 22 Gerätewagen Logistik GW-L2
- DIN 14565 Schlauchwagen 2000 mit Truppbesatzung (SW 2000-Tr), 2005 ersetzt durch DIN 14555-22
- DIN 14572 Abgasschläuche und Abgasschlauch-Anschlüsse
- DIN 14584 Feuerwehrfahrzeuge – Zugeinrichtungen mit maschinellem Antrieb – Anforderungen, Prüfung
- DIN 14610 Akustische Warneinrichtungen für bevorrechtigte Wegebenutzer
- DIN 14620 Kennleuchten, Kennsignaleinheiten und Kennleuchtensysteme für blaues und gelbes Blinklicht
- DIN 14623 Orientierungsschilder für automatische Brandmelder
- DIN 14630 Akustische Warngeräte und Kennleuchten für bevorrechtigte Wegebenutzer - Anforderungen und Funktionsprinzip
- DIN 14640 Feuerwehrwesen; Scheinwerferbefestigung, Aufsteckbohrung, Aufsteckzapfen, Gelenkstück
- DIN 14642 Handscheinwerfer mit Fahrzeughalterung, explosionsgeschützt
- DIN 14644 Arbeitsstellenscheinwerfer für Kleinspannung
- DIN 14649 Explosionsgeschützte Leuchten für Einsatzkräfte
- DIN 14661 Feuerwehrwesen - Feuerwehr-Bedienfeld für Brandmeldeanlagen
- DIN 14662 Feuerwehrwesen – Feuerwehr-Anzeigetableau für Brandmeldeanlagen
- DIN 14663 Feuerwehrwesen - Feuerwehr-Gebäudefunkbedienfeld
- DIN 14664 Feuerwehrwesen - Feuerwehr-Einsprechstelle
- DIN 14674 Brandmeldeanlagen - Anlagenübergreifende Vernetzung
- DIN 14675 Brandmeldeanlagen - Aufbau und Betrieb
  - Beiblatt 1 Anwendungshinweis
- DIN 14676 Rauchwarnmelder für Wohnhäuser, Wohnungen und Räume mit wohnungsähnlicher Nutzung – Einbau, Betrieb und Instandhaltung
- DIN 14677 Instandhaltung von elektrisch gesteuerten Feststellanlagen für Feuerschutz- und Rauchschutzabschlüsse
- DIN 14679 Feuerwehrwesen - Ladegeräte zur Erhaltungsladung von Starterbatterien und Zusatzbatterien für Sonderanwendungen - Anforderungen und Prüfung
- DIN 14680 Feuerwehrwesen - Handbetätigte Leitungstrommeln und Leitungsroller - Wechselstrom, Drehstrom und Gleichstrom
- DIN 14683 Stativ - Ausziehbar, mit festem Aufsteckzapfen
- DIN 14685 Feuerwehrwesen - Tragbarer Stromerzeuger
  - Teil 1 Generatorsatz >= 5kVA
  - Teil 2 Generatorsatz < 5 kVA
- DIN 14686 Feuerwehrwesen - Schaltschrank für fest eingebaute Stromerzeuger (Generatorsatz) >= 12 kVA für den Einsatz in Feuerwehrfahrzeugen
- DIN 14687 Feuerwehrwesen - Fest eingebauter Stromerzeuger
  - Teil 1 (Generatorsatz) < 12 kVA für den Einsatz in Feuerwehrfahrzeugen
- DIN 14690 Feuerwehrwesen - Zweipolige Steckvorrichtung, 16 A, 42 V
  - Teil 1 Steckdose, Kupplungsdose
  - Teil 2 Stecker
- DIN 14691 Feuerwehrwesen - Mehrpolige Steckverbindung - Steckverbinder, Kupplung, Kupplungsdose
- DIN 14700 Feuerwehrwesen - CAN-Schnittstelle für Komponenten in Einsatzfahrzeugen
  - Teil 1 Grundlegende Anforderungen
  - Teil 2 Gateway
  - Teil 3 Kennsignaleinheit
  - Teil 4 Lichtmast
  - Teil 5 Ladegerät
  - Teil 6 Tragkraftspritze
  - Teil 7 Stromerzeuger
  - Teil 8 Frequenzumrichter
  - Teil 9 Seilwinde
  - Teil 11 Pulverlöschanlage
- DIN 14751 Hydraulisch betätigte Rettungsgeräte für die Feuerwehr
  - Teil 4 Doppelt wirkende hydraulische Rettungsgeräte mit integrierter Pumpe und/oder Energiequelle
  - Teil 5 Einfach wirkende hydraulische Rettungsgeräte
- DIN 14800 Feuerwehrtechnische Ausrüstung für Feuerwehrfahrzeuge
  - Teil 4 Schornstein-Werkzeugkasten
  - Teil 5 Mehrzweckzüge
  - Teil 6 Hebesatz mit einfach wirkenden Hydraulikzylindern
  - Teil 9 Werkzeugkästen für Metall- und Holzbearbeitung
  - Teil 10 Dichtungskasten
  - Teil 11 Hebekissen-Zubehörkasten
  - Teil 12 Sperrwerkzeugkasten
  - Teil 13 Verkehrsunfallkasten
  - Teil 14 Verbrauchsmaterialkasten
  - Teil 15 Umweltschadenkasten
  - Teil 16 Gerätesatz Auf- und Abseilgerät für die einfache Rettung aus Höhen und Tiefen bis 30 m
  - Teil 17 Gerätesatz Absturzsicherung
  - Teil 18 Zusatzbeladungssätze für Löschfahrzeuge
    - Beiblatt 1 Beladungssätze A, Kettensäge
    - Beiblatt 2 Beladungssatz B, Strom
    - Beiblatt 3 Beladungssatz C, Beleuchtung
    - Beiblatt 4 Beladungssatz D, Schaum
    - Beiblatt 5 Beladungssatz E, Tragkraftspritze PFPN 10-1000
    - Beiblatt 6 Beladungssatz F, Säbelsäge
    - Beiblatt 7 Beladungssatz G, Trennschleifmaschine
    - Beiblatt 8 Beladungssatz H, Wasserschaden
    - Beiblatt 9 Beladungssatz I, maschinelle Zugeinrichtung
    - Beiblatt 10 Beladungssatz J, Waldbrand
    - Beiblatt 11 Beladungssatz K, Verkehrssicherung
    - Beiblatt 12 Beladungsmodule L, Grobreinigung, Dekontamination
    - Beiblatt 13 Beladungssatz M, hydraulischer Rettungssatz
    - Beiblatt 14 Beladungssatz N, Hebekissensystem

  - Teil 19 Gerätesatz Gefahrgut
- DIN 14701-2 Hubrettungsfahrzeuge; Drehleitern (DL) mit maschinellem Antrieb, 2006 ersetzt durch DIN EN 14043
- DIN 14702 Drehleiter DL 16-4 mit Handantrieb, zurückgezogen
- DIN 14703 Anhängeleitern (AL), 2007 zurückgezogen
- DIN 14710-1 Hakenleiter aus Holz mit abklappbarem Haken, 2001 ersetzt durch DIN EN 1147
- DIN 14711 Steckleiter, 2001 ersetzt durch DIN EN 1147
- DIN 14713 Klappleiter, 2001 ersetzt durch DIN EN 1147
- DIN 14714 zweiteilige Schiebleiter, 2001 ersetzt durch DIN EN 1147
- DIN 14715 dreiteilige Schiebleiter, 2001 ersetzt durch DIN EN 1147
- DIN 14811 Feuerlöschschläuche – Druckschläuche und Einbände für Pumpen und Feuerwehrfahrzeuge
  - Änderung A1
  - Änderung A2
- DIN 14820 Schlauchbrücken
  - Teil 1 Schlauchbrücken aus Holz
- DIN 14822 Kupplungsschlüssel für Feuerwehrarmaturen
  - Teil 1 Kupplungsschlüssel BC
  - Teil 2 Kupplungsschlüssel ABC
- DIN 14826 Fahrbare Schlauchhaspeln
  - Teil 2 Einpersonen-Haspel, Anschlussmaße, Anforderungen
- DIN 14827 Feuerwehrwesen - Schlauchtragekörbe
  - Teil 1 Schlauchtragekörbe für Druckschläuche B, C und D
  - Teil 2 Schlauchtragekörbe für Druckschläuche C und D für den Schnellangriff
- DIN 14828 Seilschlauchhalter
- DIN 14830 Rettungsplattform für die Feuerwehr
- DIN 14851 Einreißhaken
- DIN 14853 Brechstange
- DIN 14854 Auffahrbohle
- DIN 14880 Kästen für Feuerwehrgeräte - Kästen aus Holz, Leichtmetall und Leichtmetall/Holz
- DIN 14881 Feuerwehr-Werkzeugkasten
- DIN 14885 Feuerwehr-Elektrowerkzeugkasten mit bis 1000 V isolierten Werkzeugen
- DIN 14900 Feuerwehraxt mit Schutztasche
- DIN 14920 Feuerwehrleine – Anforderungen, Prüfung, Behandlung
- DIN 14921 Mehrzweckleinenbeutel
- DIN 14922 Feuerwehrmehrzweckbeutel
- DIN 14924 Feuerwehrbeil mit Schutztasche
- DIN 14925 Feuerwehrwesen; Verschlußeinrichtung
- DIN 14927 Feuerwehr-Haltegurt mit Zweidornschnalle und Karabinerhaken mit Multifunktionsöse - Anforderungen, Prüfung, Kennzeichnung
- DIN 14941 Feuerwehrkleidung - Knöpfe
- DIN 14961 Boote für die Feuerwehr
- DIN 14962 Feuerwehrwesen - Bootsanhänger

## DIN 15000–17999
- DIN 15001 Krane; Begriffe,
  - Teil 1 Einteilung nach der Bauart
  - Teil 2 Einteilung nach der Verwendung
- DIN 15002 Hebezeuge; Lastaufnahmeeinrichtungen, Benennungen
- DIN 15003 Hebezeuge; Lastaufnahmeeinrichtungen, Lasten und Kräfte, Begriffe
- DIN 15012 Hebezeuge; Bildzeichen für Stellteile von Befehlseinrichtungen
- DIN 15018 Krane; Grundsätze für Stahltragwerke
  - Teil 1 Berechnung
  - Teil 2 Grundsätze für die bauliche Durchbildung und Ausführung
  - Teil 3 Berechnung von Fahrzeugkranen
- DIN 15019 Krane; Standsicherheit
  - Teil 1 Standsicherheit für alle Krane außer gleislosen Fahrzeugkranen und außer Schwimmkranen
  - Teil 2 Standsicherheit für gleislose Fahrzeugkrane, Prüfbelastung und Berechnung
- DIN 15020 Hebezeuge; Grundsätze für Seiltriebe
  - Teil 1 Berechnung und Ausführung
  - Teil 2 Überwachung im Gebrauch, ersetzt durch DIN ISO 4309
- DIN 15021 Hebezeuge; Tragfähigkeiten
- DIN 15022 Krane; Hubhöhen, Arbeitsgeschwindigkeiten
- DIN 15023 Krane; Drehkrane und Portalkrane mit Kragarm, Ausladungen
- DIN 15024 Krane und Serienhebezeuge; Spurmittenmaße für Zweischienenkatzen
- DIN 15025 Krane; Betätigungssinn und Anordnung von Stellteilen in Krankabinen
- DIN 15026 Hebezeuge; Kennzeichnung von Gefahrstellen
- DIN 15030 Hebezeuge; Abnahmeprüfung von Krananlagen, Grundsätze
- DIN 15049 Krane mit Elektrozug oder ähnlichem Hubwerk; Laufräder mit Gleitlagern
- DIN 15050 Krane mit Handantrieb; Laufräder mit Walzenlager
- DIN 15053 Krane; Getriebe, Anschlußmaße, Umgrenzungsmaße, Abtriebsmomente
- DIN 15055 Hütten- und Walzwerksanlagen und Krane; Drucköl-Preßverbände; Anwendung, Maße, Gestaltung
- DIN 15057 Krane; Verschlußdeckel, Anschlußmaße
- DIN 15058 Hebezeuge; Achshalter
- DIN 15061 Krane; Rillenprofile
  - Teil 1 Rillenprofile für Seilrollen
  - Teil 2 Rillenprofile für Seiltrommeln
- DIN 15062 Krane; Seilrollen
  - Teil 1 Auswahlreihen und Zuordnung von Durchmessern und Gesamtbreitenmaßen
  - Teil 2 Maße für Naben und Lagerungen
- DIN 15063 Hebezeuge; Seilrollen, Technische Lieferbedingungen
- DIN 15069 Hebezeuge; Anlaufscheiben
- DIN 15070 Krane; Berechnungsgrundlagen für Laufräder, ersetzt durch DIN EN 13001-3-3
- DIN 15071 Krane; Berechnung der Lagerbeanspruchungen der Laufräder
- DIN 15072 Krane; Laufflächenprofile der Laufräder und Zuordnung der Kranschienen zum Laufrad-Durchmesser
- DIN 15073 Krane; Laufräder, Übersicht
- DIN 15074 Krane; Laufräder mit Spurkränzen, mit Gleitlagerung, ohne Zahnkranz
- DIN 15075 Krane; Laufräder mit Spurkränzen, mit Gleitlagerung, mit Zahnkranz
- DIN 15076 Krane; Laufräder mit Spurkränzen und Radreifen, mit Gleitlagerung, ohne Zahnkranz
- DIN 15077 Krane; Laufräder mit Spurkränzen und Radreifen, mit Gleitlagerung, mit Zahnkranz
- DIN 15078 Krane; Laufräder mit Spurkränzen, mit Wälzlagerung, ohne Zahnkranz
- DIN 15079 Krane; Laufräder mit Spurkränzen, mit Wälzlagerung, mit Zahnkranz
- DIN 15080 Krane; Laufräder mit Spurkränzen und Radreifen, mit Wälzlagerung, ohne Zahnkranz
- DIN 15081 Krane; Laufräder mit Spurkränzen und Radreifen, mit Wälzlagerung, mit Zahnkranz
- DIN 15082 Krane; Laufräder
  - Teil 1 Anflanschbare Zahnkränze
  - Teil 2 Laufräder mit Wälzlagerung, Aufgepreßte Zahnkränze
- DIN 15083 Krane; Laufräder, Bearbeitete Radreifen
- DIN 15084 Krane; Laufräder mit Wälzlagerung, Verschlußdeckel
- DIN 15085 Hebezeuge; Laufräder, Technische Lieferbedingungen
- DIN 15086 Krane; Laufräder mit Wälzlagerung, Abflachung der Innenbuchsen
- DIN 15090 Krane; Treib- und Mitlaufsätze; Zusammenstellung
- DIN 15091 Krane; Treib- und Mitlaufsätze; Laufradwellen
- DIN 15092 Krane; Treib- und Mitlaufsätze; Verschlußdeckel
- DIN 15093 Krane; Treib- und Mitlaufsätze; Laufräder
- DIN 15094 Krane; Treib- und Mitlaufsätze; Korblagerringe
- DIN 15095 Krane; Treib- und Mitlaufsätze; Sicherungsscheiben, Buchsen, Nippel
- DIN 15100 Serienhebezeuge; Benennungen
- DIN 15105 Lasthaken für Hebezeuge; Bundhaken
- DIN 15106 Lasthaken für Hebezeuge; Hakenmaulsicherung für Einfachhaken
- DIN 15112 Federzüge; Sicherheitstechnische Anforderungen und Prüfung
- DIN 15141 Transportkette; Paletten; Vierwege-Fensterpaletten aus Holz
  - Teil 4 Brauereipaletten 1000 mm × 1200 mm
- DIN 15142 Flurfördergeräte; Boxpaletten, Rungenpaletten
  - Teil 1 Hauptmaße und Stapelvorrichtungen
- DIN 15146 Vierwege-Flachpaletten aus Holz
  - Teil 4 800 mm × 600 mm
- DIN 15147 Flachpaletten aus Holz; Gütebedingungen
- DIN 15159 Transportkette für Erzeugnisse des Handels - Spezifische Palette aus thermoplastischem Kunststoff
  - Teil 1 800 mm × 600 mm × 160 mm; Maße und Gewichte
  - Teil 2 Anforderungen und Prüfungen
  - Teil 3 Auto ID und RFID
- DIN 15170 Flurförderzeuge; Anhängekupplungen; Anschlußmaße, Anforderungen, Prüfungen
- DIN 15172 Kraftbetriebene Flurförderzeuge; Schlepper und schleppende Flurförderzeuge; Zugkraft, Anhängelast
- DIN 15185 Lagersysteme mit leitliniengeführten Flurförderzeugen
  - Teil 1: Anforderungen an Boden, Regal und sonstige Anforderungen
  - Teil 2: Personenschutz beim Einsatz von Flurförderzeugen in Schmalgängen; Sicherheitstechnische Anforderungen, Prüfung
- DIN 15190 Frachtbehälter; Binnencontainer
  - Teil 101 Hauptmaße, Eckbeschläge, Prüfungen
  - Teil 102 Geschlossene Bauart
- DIN 15201 Stetigförderer
  - Teil 1 Benennungen
  - Teil 2 Zubehörgeräte; Benennungen, Bildbeispiele
- DIN 15207 Stetigförderer – Tragrollen für Gurtförderer
  - Teil 1 Hauptmaße der Tragrollen für Schüttgutförderer
  - Teil 2 Hauptmaße der Tragrollen für Stückgutförderer
- DIN 15209 Stetigförderer; Pufferringe für Pufferringrollen für Gurtförderer
- DIN 15210 Stetigförderer; Stützringe für Stützringrollen für Gurtförderer
- DIN 15221 Stetigförderer; Förderer mit Kettenelementen, beispielhafte Lösungen zur Sicherung von Auflaufstellen durch Schutzeinrichtungen, Regelsetzer empfiehlt Anwendung von DIN EN 618, DIN EN 619, DIN EN 620
- DIN 15231 Stetigförderer; Becherwerke, Flache Becher
- DIN 15232 Stetigförderer; Becherwerke, Flachrunde Becher
- DIN 15233 Stetigförderer; Becherwerke, Mitteltiefe Becher
- DIN 15234 Stetigförderer; Becherwerke, Tiefe Becher mit ebener Rückwand
- DIN 15235 Stetigförderer; Becherwerke, Tiefe Becher mit gekrümmter Rückwand
- DIN 15236 Stetigförderer; Becherwerke
  - Teil 1 Becherbefestigung an Gurten
  - Teil 4 Becherbefestigung an Rundstahlketten
- DIN 15237 Stetigförderer; Tellerschrauben und Tellerscheiben zur Befestigung von Bauteilen an Gurten
- DIN 15261 Stetigförderer; Schneckenförderer
  - Teil 1 Anschlußmaße
  - Teil 2 Schneckenblatt
- DIN 15262 Stetigförderer; Schneckenförderer für Schüttgut; Berechnungsgrundsätze
- DIN 15306 Aufzüge – Personenaufzüge für Wohngebäude – Baumaße, Fahrkorbmaße, Türmaße
- DIN 15309 Aufzüge – Personenaufzüge für andere als Wohngebäude sowie Bettenaufzüge – Baumaße, Fahrkorbmaße, Türmaße
- DIN 15313 Aufzüge – Klemmplatten, Ausgleichbleche für Führungsschienen
- DIN 15315 Seilschloß, September 2006 ersetzt durch DIN EN 13411-7
- DIN 15349 Regalbediengeräte - Auslegungskriterien und Berechnungsgrundlagen für Triebwerke
- DIN 15350 Regalbediengeräte; Grundsätze für Stahltragwerke; Berechnungen
- DIN 15400 Lasthaken für Hebezeuge; Mechanische Eigenschaften, Werkstoffe, Tragfähigkeiten und vorhandene Spannungen
- DIN 15401 Lasthaken für Hebezeuge; Einfachhaken
  - Teil 1 Rohteile
  - Teil 2 Fertigteile mit Gewindeschaft
- DIN 15402 Lasthaken für Hebezeuge; Doppelhaken
  - Teil 1 Rohteile
  - Teil 2 Fertigteile mit Gewindeschaft
- DIN 15403 Lasthaken für Hebezeuge; Rundgewinde
- DIN 15404 Lasthaken für Hebezeuge; Technische Lieferbedingungen für Lasthaken
  - Teil 1 Technische Lieferbedingungen für geschmiedete Lasthaken
  - Teil 2 Technische Lieferbedingungen für Lamellenhaken
- DIN 15405 Lasthaken für Hebezeuge; Überwachung im Gebrauch von Lasthaken
  - Teil 1 Lasthaken für Hebezeuge; Überwachung im Gebrauch von geschmiedeten Lasthaken
  - Teil 2 Lasthaken für Hebezeuge; Überwachung im Gebrauch von Lamellenhaken
- DIN 15406 Lasthaken für Hebezeuge; Anreißen freiformgeschmiedeter Lasthaken
- DIN 15407 Lasthaken für Krane; Lamellen-Einfachhaken für Roheisen- und Stahlgießpfannen
  - Teil 1 Zusammenstellung, Hauptmaße
  - Teil 2 Einzelteile
- DIN 15408 Krane; Zweirollige Unterflaschen; Zusammenstellung
- DIN 15409 Krane; Vierrollige Unterflaschen; Zusammenstellung
- DIN 15410 Serienhebezeuge; Unterflaschen für Elektrozüge, einrollig und zweirollig; Zusammenstellung
- DIN 15411 Hebezeuge; Lasthaken-Aufhängungen für Unterflaschen
- DIN 15412 Unterflaschen für Hebezeuge; Traversen
  - Teil 1 Rohteile
  - Teil 2 Fertigteile
- DIN 15413 Unterflaschen für Hebezeuge; Lasthakenmuttern
- DIN 15414 Unterflaschen für Hebezeuge; Sicherungsstücke
- DIN 15417 Krane; Unterflaschen; Seilrollen der Form D mit Gleitlagerung
- DIN 15418 Krane; Unterflaschen; Seilrollen der Form C mit Rillenkugellagern ohne Innenbuchse
  - Teil 1 Seilrollen der Form C mit Rillenkugellagern ohne Innenbuchse
  - Teil 2 Abstandbuchsen für Seilrollen der Form C mit Rillenkugellager ohne Innenbuchse
  - Teil 3 Verschlußdeckel für Seilrollen der Form C mit Rillenkugellager ohne Innenbuchse
- DIN 15421 Krane; Unterflaschen; Seilrollen der Form B mit Rillenkugellagern und Innenbuchse
  - Teil 1 Seilrollen der Form B mit Rillenkugellagern und Innenbuchse
  - Teil 2 Innenbuchsen und Abstandbuchsen für Seilrollen der Form B mit Rillenkugellagern und Innenbuchse
  - Teil 3 Verschlußdeckel für Seilrollen der Form B mit Rillenkugellagern und Innenbuchse
- DIN 15422 Krane; Unterflaschen; Seilrollen der Form A mit Zylinderrollenlagern und Innenbuchsen
  - Teil 1 Seilrollen der Form A mit Zylinderrollenlagern und Innenbuchsen
  - Teil 2 Innenbuchsen und Abstandbuchsen für Seilrollen der Form A mit Zylinderrollenlagern und Innenbuchse
  - Teil 3 Verschlußdeckel für Seilrollen der Form A mit Zylinderrollenlagern und Innenbuchse
- DIN 15428 Hebezeuge; Lastaufnahmeeinrichtungen, Technische Lieferbedingungen
- DIN 15429 Hebezeuge; Lastaufnahmeeinrichtungen, Überwachung im Gebrauch
- DIN 15430 Antriebstechnik; Elektrohydraulische Hubgeräte; Maße und Anforderungen
- DIN 15431 Antriebstechnik; Bremstrommeln, Hauptmaße
- DIN 15432 Antriebstechnik; Bremsscheiben; Hauptmaße
- DIN 15433 Antriebstechnik; Scheibenbremsen
  - Teil 2 Bremsbeläge mit formschlüssig verbundenen Bremsbelagträgern
- DIN 15434 Antriebstechnik; Trommel- und Scheibenbremsen
  - Teil 1 Berechnungsgrundsätze
  - Teil 2 Überwachung im Gebrauch
- DIN 15435 Antriebstechnik; Trommelbremsen
  - Teil 1 Maße und Anforderungen
  - Teil 2 Bremsbacken
  - Teil 3 Bremsbeläge
- DIN 15436 Antriebstechnik; Trommel- und Scheibenbremsen; Technische Anforderungen für Bremsbeläge
- DIN 15437 Antriebstechnik; Bremstrommeln und Bremsscheiben; Technische Lieferbedingungen
- DIN 15450 Krane; Berechnung von Gelenkwellen zum Antrieb von Laufsätzen
- DIN 15451 Krane; Gelenkwellen
  - Teil 1 Anschlußmaße
  - Teil 2 Flanschverbindungen
- DIN 15452 Krane; Anschlußflansche für Gelenkwellen
- DIN 15453 Krane; Gelenkwellen, Hinweise für Einbau, Wartung, Transport und Lagerung
- DIN 15460 Krankörbe für Baumaterialien; Sicherheitstechnische Anforderungen
- DIN 15502 Film 35 mm; Bildgrößen
  - Teil 1 Aufnahme und Wiedergabe; Bildseiten-Verhältnis 1,37 : 1
  - Teil 3 Bildgröße der Aufnahme für universelle Kopierzwecke, Bildseiten-Verhältnis 1,37 : 1
  - Teil 5 Kopierfenster für Kontaktkopien; Bildseiten-Verhältnis 1,37 : 1 und 1,33 : 1
  - Teil 6 Aufnahme und Wiedergabe von Stummfilmen, Bildseiten-Verhältnis 1,33 : 1
- DIN 15503 Film 35 mm; Lichttonaufzeichnung; Spurlagen und Spaltbild
- DIN 15507 Film 35 mm; Aussteuerung und Vollaussteuerung der Lichttonaufzeichnung bei Tonfilmen, Definition und Richtlinien für die Messung
- DIN 15508 Lichttonaufzeichnung; Differenztonverfahren zur Messung nichtlinearer Verzerrungen in der Lichttontechnik
- DIN 15521 Film 35 mm; Wiedergabespulen
- DIN 15530 Film 35 mm, Film-Zahnrollen
  - Teil 1 Film-Zahnrollen für Film 35 mm; Hauptmaße, Kreisbogen-Bezugsprofil
  - Teil 2 Festlegung des Film-Auflagekreis-Durchmessers für Filme der Breiten 70 mm, 35 mm, 16 mm und 8 mm
- DIN 15531 Kerne für Kinefilm und Magnetfilm; Filmkerne, Zwischenkern
- DIN 15536 Tageslichtkassette für Filmbearbeitungsgeräte, für Filmbreiten 16, 32 oder 35 mm
- DIN 15538 Magnetfilm 17,5 mm und 35 mm
  - Teil 1 DIN-Bezugsfilme BF 17A, BF 17F und BF 35A
- DIN 15540 Film 17,5 mm und Film 35 mm; Klebestellen
  - Teil 1 Film 35 mm, überlappt
  - Teil 2 Magnetfilm 17,5 mm und Magnetfilm 35 mm schräg, stumpf mit Klebeband
  - Teil 3 Film 35 mm, stumpf mit Klebeband
- DIN 15545 Film 35 mm; Bildgrößen, Wiedergabe, Bildseiten-Verhältnis 1,66 : 1
- DIN 15546 Film 35 mm; Bildgrößen, Aufnahme und Wiedergabe, Anamorphotisches Verfahren, Bildwand-Seitenverhältnis 2,35:1
- DIN 15549 Bild-Aufzeichnungsmaterialien - Materialien für Fotografien - Beschaffenheit von Aufbewahrungsmitteln
- DIN 15551 Strahlungsempfindliche Filme - Zellhornfilm (früher DIN KIN 51)
  - Teil 3 Begriffe, Eigenschaften, Handhabung und Lagerung
- DIN 15552 Magnetfilm 17,5 mm und 35 mm
  - Teil 1 Material, Äußere Aufmachung
  - Teil 2 Einspur-Tonaufzeichnung
  - Teil 3 Magnetfilm 17,5 mm mit einseitiger Perforation, Zweispur-Tonaufzeichnung mit einer Kennspur
  - Teil 4 Mechanische und elektroakustische Anforderungen
- DIN 15554 Magnetfilm 35 mm
  - Teil 1 Vierspur-Tonaufzeichnung
  - Teil 2 Sechsspur-Tonaufzeichnung
  - Teil 3 Dreispur-Tonaufzeichnung
- DIN 15560 Scheinwerfer für Film, Fernsehen, Bühne und Photographie
  - Teil 1 Beleuchtungsgeräte (vorzugsweise Scheinwerfer) für Glühlampen von 0,25 kW bis 20 kW und Halogen-Metalldampflampen von 0,125 kW bis 18 kW; Optische Systeme, Ausrüstung
  - Teil 2 Stufenlinsen (Fresnellinsen)
  - Teil 6 Graphische Symbole für Studioleuchten, Studioscheinwerfer, Bühnenleuchten und Bühnenscheinwerfer auf Beleuchtungsplänen und Beleuchtungsschablone
  - Teil 24 Scheinwerfer- und Leuchtenbefestigungselemente, Scheinwerfergrundplatte, -rohrschelle und -zapfen, Leuchtenhülse für Photoleuchten und Reportageleuchten
  - Teil 25 Verbindungselemente und Übergangsstücke
  - Teil 26 Befestigungsstellen für Scheinwerfer
  - Teil 27 Handbetriebene Stative, sicherheitstechnische Anforderungen und Prüfung
  - Teil 38 Einschiebevorrichtungen, Farbscheiben, Farbfolien, Farbscheibenrahmen, Farbfolienrahmen
  - Teil 40 Farbfilter für Bühnen- und Studioscheinwerfer; Farbmetrische Kennwerte
  - Teil 45 Tragkonstruktionen, bewegliche Leuchtenhänger und Bauelemente; Begriffe
  - Teil 46 Bewegliche Leuchtenhänger – Konstruktive und sicherheitstechnische Anforderungen
  - Teil 47 Sicherheitstechnische Festlegungen für Grid-Decken
  - Teil 100 Sondernetze und Sondersteckverbinder 250/400 V
  - Teil 104 Tageslichtscheinwerfersysteme bis 4000 W Bemessungsleistung und dazugehörige Sondersteckverbinder
- DIN 15563 Sondersteckdosen für Film- und Fernsehstudios
  - Teil 3 Einpolige Sondersteckdosen ohne Schutzleiter für Außen- und Neutralleiter, ~400/230 V 315 A
  - Teil 4 Einpolige Sondersteckdosen für den Schutzleiter
- DIN 15564 Sonderstecker für Film- und Fernsehstudios
  - Teil 3 Einpolige Sonderstecker ohne Schutzleiter für Außen- und Neutralleiter, ~400/230 V 315 A
  - Teil 4 Einpolige Sonderstecker für den Schutzleiter
- DIN 15566 Lichttonfilm 35 mm; Lichtton-Abtastgeräte; Anforderungen und Angaben für die Messung
- DIN 15568 Film 35 mm; Magnetton-Abtastgeräte für Filmprojektoren, Anforderungen und Angaben für die Messung
- DIN 15571 Bildwandausleuchtung bei Filmprojektion
  - Teil 1 Anforderungen an die Leuchtdichte und Richtwerte
- DIN 15572 Tonfilm-Wiedergabe; Frequenzgang der Lichtton-Vorverstärkeranlage
  - Teil 2 Meßverfahren
- DIN 15573 Studio-Magnetfilmgeräte für Schallaufzeichnung und -wiedergabe
  - Teil 1 Anforderungen
  - Teil 2 Synchronsignal für das Verkoppeln von Magnetfilm-Laufwerken mit Laufbildgebern
- DIN 15576 Angaben über Kine- und Magnetfilme
  - Teil 1 Wicklungsrichtung und Schichtlage
  - Teil 2 Perforation
  - Teil 3 Angaben auf Filmdosen und -schachteln für Roh- und Magnetfilme
  - Teil 6 Lage von Bild und Lichttonspur, bezogen auf die Schicht
- DIN 15577 Bildfrequenz und Laufgeschwindigkeit von Kinefilmen bei Aufnahme und Wiedergabe
- DIN 15578 Längenmessung von Kinefilmen und Magnetbändern
  - Teil 1 Umrechnungswerte und Rechengrößen für perforierte Kinefilme
  - Teil 2 Tabellen zur Umrechnung von Laufzeiten 1 bis 60 Sekunden, in Film- sowie Magnetbandlängen
  - Teil 3 Tabellen zur Umrechnung von Laufzeiten 1 bis 120 Minuten, in Film- sowie Magnetbandlängen
- DIN 15579 Film 35 mm - Benennungen für Laufbildprojektoren
  - Teil 1 Ausführungsformen
  - Teil 2 Projektorwerk mit Schrittschaltwerk und mit Ton-Abtastgeräten
- DIN 15583 Anforderungen an Kine- und Magnetfilme
  - Teil 2 Filmkopien zur optischen Projektion
- DIN 15586 Prüfung mechanischer Eigenschaften von strahlungsempfindlichen Materialien
  - Teil 2 Bestimmen der Schrammenfestigkeit von photographischen Filmen
  - Teil 3 Bestimmen der Maßänderung von photographischen Filmen und Papieren
- DIN 15598 Film 35 mm
  - Teil 1 Start- und Endband, für Direktprojektion
- DIN 15602 Film 16 mm - Bildgrößen
  - Teil 1 Aufnahme und Wiedergabe; Bildseiten-Verhältnis 1,37 : 1
  - Teil 6 Optisches Verkleinerungskopieren; Grundgrößen, Einflußfaktoren, Abbildungsmaßstab
- DIN 15607 Film 16 mm; Aussteuerung und Vollaussteuerung der Lichttonaufzeichnung bei Tonfilmen, Definition und Richtlinien für die Messung
- DIN 15621 Film 16 mm; Wiedergabespulen, Spulendosen
- DIN 15625 Film 16 mm; Film-Zahnrollen; Hauptmaße, Kreisbogen-Bezugsprofil
- DIN 15630 Film 16 mm; Positionierung des Films zum Bildfenster der Kamera; Lage des Bezugsloches
- DIN 15638 Magnetfilm 16 mm mit einseitiger Perforation; DIN-Bezugsfilme BF 16-320 und BF 16-514
- DIN 15653 Film 16 mm - Klebestellen
  - Teil 1 Keilförmig überlappt
  - Teil 2 Magnetfilm 16 mm, schräg, stumpf mit Klebeband
  - Teil 3 stumpf mit Klebeband
- DIN 15655 Magnetfilm 16 mm mit einseitiger Perforation
  - Teil 1 Material, Äußere Aufmachung
  - Teil 3 Zweispur-Tonaufzeichnung mit einer Kennspur
  - Teil 4 Mechanische und Elektroakustische Anforderungen
- DIN 15666 Film 16 mm; Lichtton-Abtastgeräte; Anforderungen und Angaben für die Messung
- DIN 15668 Film 16 mm; Magnetton-Abtastgeräte in Filmprojektoren, Anforderungen und Angaben für die Messung
- DIN 15698 Film 16 mm
  - Teil 1 Start- und Endband für Direktprojektion
- DIN 15703 Film 70 mm; Bildpositiv mit Magnettonstreifen
- DIN 15708 Elektronisches Stehbild - Kontrolle digitaler RGB-Bilddaten
  - Teil 1 Ausgabe auf Druckern
- DIN 15721 Film 70 mm; Wiedergabespule
- DIN 15730 Film 65 mm und Film 70 mm; Film-Zahnrollen; Hauptmaße, Kreisbogen-Bezugsprofil
- DIN 15750 Veranstaltungstechnik - Leitlinien für technische Dienstleistungen
- DIN 15765 Veranstaltungstechnik - Multicore-Systeme für die mobile Produktions- und Veranstaltungstechnik
- DIN 15766 Veranstaltungstechnik - Einzelleiter-Stecksystem für Niederspannungsnetze AC 400/230 V für die mobile Produktions- und Veranstaltungstechnik
- DIN 15767 Veranstaltungstechnik - Energieversorgung in der Veranstaltungs- und Produktionstechnik
- DIN 15780 Veranstaltungstechnik - LED in der szenischen Beleuchtung
- DIN 15821 Film 8 mm
  - Teil 1 Wiedergabespulen, Spulendosen für Film 8 R
- DIN 15905 Veranstaltungstechnik - Audio-, Video- und Kommunikations-Tontechnik in Veranstaltungsstätten und Mehrzweckhallen
  - Teil 1 Anforderungen bei Eigen-, Co- und Fremdproduktionen
  - Teil 2 Leitungen für tontechnische und videotechnische Nutzung; Anforderungen
- DIN 15905 Veranstaltungstechnik-Tontechnik
  - Teil 5 Maßnahmen zum Vermeiden einer Gehörgefährdung des Publikums durch hohe Schallemissionen elektroakustischer Beschallungstechnik
    - Berichtigung 1
- DIN 15906 Tagungsstätten
- DIN 15910 Magnetköpfe
  - Teil 1 Bezugsabstände und Befestigungen der Magnetköpfe für Magnetfilm und für Bildpositive mit Magnettonstreifen
  - Teil 2 Elektrische und magnetische Kenndaten mit Einflußgrößen; Meßbedingungen
- DIN 15920 Veranstaltungstechnik - Podestarten
  - Teil 1 Gerade Podeste (Praktikabel), Eckpodeste, Schrägen, Eckschrägen aus Holz
  - Teil 2 Stufen und Treppen aus Holz
  - Teil 4 Bühnenwagen, frei verfahrbar
  - Teil 11 Sicherheitstechnische Festlegungen für Podeste (Praktikabel), Schrägen, Stufen, Treppen und Bühnengeländer aus Holz
- DIN 15921 Veranstaltungstechnik - Podeste und Zargen aus Aluminium - Sicherheitstechnische Anforderungen und Prüfung
- DIN 15940 Bild-Ton-Abstände auf Tonfilmen und an Tonfilmgeräten
- DIN 15971 Film-Codierung
  - Teil 4 Zeitcode auf Magnetfilm 16 mm
  - Teil 10 80-Bit-Zeit- und Steuercode auf Magnetfilm 16 mm und Magnetfilm 17,5 mm
- DIN 15990 Entwicklungseinrichtungen für photographische Filme und Papiere in Blatt- und Rollenform; Sicherheitstechnische Anforderungen
- DIN 15991 Einrichtungen zum Kopieren von photographischen Filmen; Sicherheitstechnische Anforderungen
- DIN 15992 Filmschneidetische, Filmbetrachter, Umrolltische und Filmkontrollgeräte; Sicherheitstechnische Anforderungen
- DIN 15995 Lampenhäuser für Bildwerfer
  - Teil 1 Sicherheitstechnische Festlegungen für die Gestaltung der Lampenhäuser mit Hochdruck-Entladungslampen und für Schutzausrüstungen
- DIN 15996 Bild- und Tonbearbeitung in Film-, Video- und Rundfunkbetrieben - Grundsätze und Festlegungen für den Arbeitsplatz
- DIN 15999 Kamerakrane - Einsatz von Kamerakranen in Veranstaltungs- und Produktionsstätten
- DIN 16085 Überdruckmeßgeräte mit Einrichtungen zur elektrischen Grenzsignalgabe
- DIN 16086 Elektrische Druckmessgeräte – Druckaufnehmer, Druckmessumformer, Druckmessgeräte – Begriffe und Angaben in Datenblättern
- DIN 16160 Thermometer; Begriffe
- DIN 16167 Maschinen-Glasthermometer mit rundem Gehäuse; Nenngröße 160, Bauart gerade; Maße und Anzeigebereiche
- DIN 16168 Maschinen-Glasthermometer mit rundem Gehäuse; Nenngröße 160, Bauart 90° winklig; Maße und Anzeigebereiche
- DIN 16174 Maschinen-Glasthermometer mit rundem Gehäuse; Nenngröße 250, Bauart gerade; Maße und Anzeigebereiche
- DIN 16175 Maschinen-Glasthermometer mit rundem Gehäuse; Nenngröße 250, Bauart 90° winklig; Maße und Anzeigebereiche
- DIN 16176 Maschinen-Glasthermometer mit rundem Gehäuse; Nenngröße 250, Bauart 135° winklig; Maße und Anzeigebereiche
- DIN 16181 Maschinen-Glasthermometer mit V-förmigem Gehäuse; Nenngröße 110, Bauart gerade; Maße und Anzeigebereiche
- DIN 16182 Maschinen-Glasthermometer mit V-förmigem Gehäuse; Nenngröße 110, Bauart 90° winklig; Maße und Anzeigebereiche
- DIN 16185 Maschinen-Glasthermometer mit V-förmigem Gehäuse; Nenngröße 150, Bauart gerade; Maße und Anzeigebereiche
- DIN 16186 Maschinen-Glasthermometer mit V-förmigem Gehäuse; Nenngröße 150, Bauart 90° winklig; Maße und Anzeigebereiche
- DIN 16189 Maschinen-Glasthermometer mit V-förmigem Gehäuse; Nenngröße 200, Bauart gerade; Maße und Anzeigebereiche
- DIN 16190 Maschinen-Glasthermometer mit V-förmigem Gehäuse; Nenngröße 200, Bauart 90° winklig; Maße und Anzeigebereiche
- DIN 16191 Maschinen-Glasthermometer mit V-förmigem Gehäuse; Nenngröße 200, Bauart 135° winklig; Maße und Anzeigebereiche
- DIN 16195 Maschinen-Glasthermometer mit rundem oder V-förmigem Gehäuse; Anforderungen und Prüfung
- DIN 16196 Zeigerthermometer mit Einrichtungen zur elektrischen Grenzsignalgabe - Feder- und Bimetallthermometer
- DIN 16230 Messen, Steuern, Regeln; Aufzeichnungsträger in Streifenform für schreibende Meßgeräte
- DIN 16235 Messen, Steuern, Regeln; Elektrische Meßgeräte; Farbkäfige für Mehrsignal-Punktschreiber mit 6 Raststellungen
- DIN 16257 Nennlagen und Lagezeichen für Meßgeräte
- DIN 16261 Absperrhähne PN 16 mit Muffen-Muffenanschluss und Muffen-Zapfenanschluss für Druckmessgeräte
- DIN 16262 Absperrhähne PN 6 und PN 16 mit Spannmuffen- und Zapfenanschluss für Druckmessgeräte
- DIN 16263 Absperrhähne PN 16 mit Spannmuffen-, Zapfen- und Prüfanschluss für Druckmessgeräte
- DIN 16270 Absperrventile PN 250 und PN 400 ohne Prüfanschluss für Druckmessgeräte
- DIN 16271 Absperrventile PN 250 und PN 400 mit Prüfanschluss für Druckmessgeräte (Manometerventile)
- DIN 16272 Absperrventile PN 250 und PN 400 mit getrennt absperrbarem Prüfanschluss für Druckmessgeräte
- DIN 16281 Halter für Messgeräte und Armaturen
- DIN 16282 Wassersackrohre für Druckmessgeräte und deren Zubehör
- DIN 16283 Spannmuffen für Druckmessgeräte und deren Zubehör
- DIN 16284 Nippelverbindungen für Druckmessgeräte und deren Zubehör
- DIN 16286 Verschlußschrauben mit Anschlußzapfen G 1/2 B nach DIN EN 837-1
- DIN 16287 Verschluss- und Schutzkappen für Prüfanschlusszapfen an Armaturen für Druckmessgeräte
- DIN 16500 Drucktechnik (Technik des Druckens); Grundbegriffe
  - Teil 2 Verfahrensübergreifende Begriffe
  - Teil 11 Druckweiterverarbeitung; Begriffe
- DIN 16507 Drucktechnik - Schriftgrößen, Maße und Begriffe
  - Teil 1 Bleisatz und verwandte Techniken
  - Teil 2 Digitaler Satz und verwandte Techniken
- DIN 16511 Korrekturzeichen
- DIN 16513 Reintoluol als Lösemittel für Tiefdruckfarben
- DIN 16514 Drucktechnik; Begriffe für den Hochdruck
- DIN 16518 Klassifikation von Schriften nach Gattungen und Kategorien
- DIN 16519 Prüfung von Drucken und Druckfarben
  - Teil 2 Herstellung von Norm-Druckproben für optische Messungen
- DIN 16521 Drucktechnik; Linien in der Satzherstellung; Maße
- DIN 16524 Prüfung von Drucken und Druckfarben der Drucktechnik – Widerstandsfähigkeit gegen verschiedene physikalische und chemische Einflüsse
  - Teil 5 Autoklaven-Sterilisierbeständigkeit
  - Teil 6 Verhalten von Getränkeflaschenetiketten gegen heiße Reinigungslauge, Laugendurchdringung und Ablösezeit
  - Teil 7 Verhalten von Getränkeflaschenetiketten gegen heiße Reinigungslauge, Laugenbeständigkeit
- DIN 16526 Druckfarben für die Drucktechnik – Kennzeichnung der Eigenschaften für Bogenoffset-Druckfarben auf dem Etikett
- DIN 16527 Drucktechnik
  - Teil 1 Kontrollfeld, Kontrollbild, Kontrollmarke; Grundbegriffe
  - Teil 3 Kontrollfelder; Anwendung im Druck
- DIN 16528 Drucktechnik; Begriffe für den Tiefdruck
- DIN 16529 Drucktechnik; Begriffe für den Flachdruck
- DIN 16536 Prüfung von Drucken und Druckfarben der Drucktechnik – Farbdichtemessung an Drucken
  - Teil 1 Begriffe und Durchführung der Messung
- DIN 16544 Drucktechnik; Begriffe der Reproduktionstechnik
- DIN 16547 Rasterwinkelungen bei der Farben-Rasterreproduktion
- DIN 16549 Drucktechnik – Druckvorstufe
  - Teil 1 Korrekturzeichen für Bild und ergänzende Angaben
- DIN 16551 Briefhüllen – Begriffe
- DIN 16552 Lineaturen für Handschrift
  - Teil 1 Allgemeine Lineaturen
- DIN 16553 Druck- und Reproduktionstechnik; Paßsystem
- DIN 16555 Büroarbeitsplatz – Flächen für Kommunikationsarbeitsplätze in Büro- und Verwaltungsgebäuden – Anforderungen, Prüfung
- DIN 16557 Elektronischer Datenaustausch für Verwaltung, Wirtschaft und Transport (EDIFACT)
  - Teil 3 Allgemeine Einführung für Einheitliche Nachrichtentypen (UNSMs)
  - Teil 4 Regeln zur Auszeichnung von UN/EDIFACT-Übertragungsdateien mit der eXtensible Markup Language (XML) unter Einsatz von Document Type Definitions (DTD's)
  - Teil 5 Regeln zur Generierung von XML-Schema-Dateien (XSD) aus EDI(FACT)-Anwendungsbeschreibungen (ISO/TS 20625:2002)
- DIN 16560 EDIFACT - Anwendungsregeln
  - Teil 1 Service-Segmente
  - Teil 15 Anwendung des Service-Nachrichtentyps AUTACK zur Übermittlung von Integritäts- und Authentizitätsinformationen über versendete Nutzdaten
  - Teil 16 Anwendung des Service-Nachrichtentyps KEYMAN zur Übermittlung von Sicherheitsschlüsseln und -zertifikaten
  - Teil 17 Anwendung des Nachrichtentyps PRODAT zur Übermittlung von Produktstammdaten
- DIN 16568 EDIFACT - Einheitlicher Nachrichtentyp
  - Teil 3 Syntax- und Servicebericht (CONTRL) zur Anwendung auf die Versionen 1, 2 und 3 der EDIFACT-Syntax
- DIN 16587 Informationstechnik - Automatische Identifikation und Datenerfassungsverfahren - Rechteckige Erweiterung des Data Matrix Codes
- DIN 16604 Zeitungen - Papierformate und Anzeigen-Satzmaße
- DIN 16610 Drucktechnik - Durchdruck - Begriffe für den Siebdruck
- DIN 16611 Drucktechnik - Messgrößen für den Siebdruck
- DIN 16620 Drucktechnik; Druckplatten für den indirekten Flachdruck (Offsetdruck)
  - Teil 2 Druckformherstellung, Begriffe und meßtechnische Zusammenhänge
  - Teil 3 Einrichten und Druck; Begriffe
- DIN 16621 Drucktechnik; Drucktücher für den indirekten Flachdruck (Offsetdruck); Begriffe, Anforderungen, Prüfung, Kennzeichnung
- DIN 16716 Press-, Spritzgieß- und Druckgießwerkzeuge – Führungsbuchsen aus Stahl
- DIN 16726 Kunststoffbahnen – Prüfungen
- DIN 16740 Textilglas; Textilglasgewebe für elektrotechnische Zwecke, Technische Lieferbedingungen
- DIN 16741 Textilglas; Textilglasgewebe-Bänder mit festen Webkanten für elektrotechnische Zwecke, Technische Lieferbedingungen
- DIN 16742 Kunststoff-Formteile – Toleranzen und Abnahmebedingungen
  - Berichtigung 1
- DIN 16747 Rauheit der formgebenden Oberflächen von Preßwerkzeugen und Spritzgießwerkzeugen für Kunststoff-Formmassen
- DIN 16759 Press-, Spritzgieß- und Druckgießwerkzeuge – Zentrierhülsen
- DIN 16760 Press-, Spritzgieß- und Druckgießwerkzeuge
  - Teil 1 Bearbeitete ungebohrte Platten
- DIN 16761 Press-, Spritzgieß- und Druckgießwerkzeuge – Führungssäulen
- DIN 16764 Werkzeug-Spezifikationsblatt
  - Teil 3 Heißkanalsysteme und Heiße Seiten
- DIN 16765 Press-, Spritzgieß- und Druckgießwerkzeuge – Elektrische Anschlüsse für Heißkanalwerkzeuge und Werkzeugheizungen
- DIN 16766 Spritzgieß- und Druckgießwerkzeuge – Temperiersysteme für flüssige Medien
  - Teil 1 Anschlussnippel und Einbauräume, werkzeugseitig
- DIN 16769 Press- und Spritzgießwerkzeuge – Bauteile für Angusssysteme – Begriffe, Regelsetzer empfiehlt Anwendung von DIN ISO 28238
- DIN 16780 Kunststoff-Formmassen; Thermoplastische Formmassen aus Polymergemischen
  - Teil 1 Einteilung und Bezeichnung
  - Teil 2 Herstellung von Probekörpern und Bestimmung von Eigenschaften
- DIN 16781 Kunststoff-Formmassen; Polyoxymethylen(POM)-Formmassen, ersetzt durch DIN EN ISO 9988
  - Teil 2 Herstellung von Probekörpern und Bestimmung von Eigenschaften
- DIN 16782 Kunststoff-Formmassen; Polytetrafluorethylen (PTFE)-Formmassen
  - Teil 1 Einteilung und Bezeichnung
  - Teil 2 Herstellung von Probekörpern und Bestimmung von Eigenschaften
- DIN 16830 Fensterprofile aus hochschlagzähem Polyvinylchlorid (PVC-HI)
  - Teil 1 Prüfverfahren
  - Teil 2 weiß; Anforderungen
  - Teil 3 Profile mit beschichteten, farbigen Oberflächen; Anforderungen
  - Teil 4 Profile mit beschichteten, farbigen Oberflächen; Prüfverfahren
- DIN 16831 Rohrverbindungen und Rohrleitungsteile für Druckrohrleitungen aus Polybuten (PB)
  - Teil 1 Winkel aus Spritzguß für Muffenschweißung, Maße
  - Teil 2 T-Stücke aus Spritzguß für Muffenschweißung
  - Teil 3 Muffen und Kappen aus Spritzguß für Muffenschweißung, Maße
  - Teil 4 Reduzierstücke aus Spritzguß für Muffenschweißung, Maße
  - Teil 5 Allgemeine Qualitätsanforderungen, Prüfung
  - Teil 6 Heizwendel-Schweißfittings, Maße
  - Teil 7 Bunde, Flansche, Dichtungen aus Spritzguß für Muffenschweißung, Maße
- DIN 16832 Rohrverbindungen und Formstücke für Druckrohrleitungen aus chloriertem Polyvinylchlorid (PVC-C) – PVC-C 200
  - Teil 1 Maße
  - Teil 2 Allgemeine Qualitätsanforderungen, Prüfung
- DIN 16833 Rohre aus Polyethylen erhöhter Temperaturbeständigkeit (PE-RT) – PE-RT Typ I und PE-RT Typ II – Allgemeine Güteanforderungen, Prüfungen
- DIN 16834 Rohre aus Polyethylen erhöhter Temperaturbeständigkeit (PE-RT) – PE-RT Typ I und PE-RT Typ II – Maße
- DIN 16836 Mehrschichtverbundrohre – Polyolefin-Aluminium-Verbundrohre – Allgemeine Anforderungen und Prüfungen
- DIN 16837 Mehrschichtverbundrohre – Mehrschicht-Kunststoffverbundrohre – Allgemeine Anforderungen und Prüfungen
- DIN 16838 Thermoplastische Werkstoffe für Rohrverbinder – Polyphenylensulfon (PPSU) – Allgemeine Güteanforderungen und Prüfung; Text Deutsch und Englisch
- DIN 16839 Thermoplastische Werkstoffe für Rohrverbinder – Polysulfon (PSU) – Allgemeine Güteanforderungen und Prüfung; Text Deutsch und Englisch
- DIN 16840 Thermoplastische Werkstoffe für Rohrverbinder – Polyvinylidenfluorid (PVDF) – Allgemeine Güteanforderungen und Prüfung; Text Deutsch und Englisch
- DIN 16841 Kunststoff-Rohrleitungssysteme – Prüfung von Rohren und Rohrleitungsteilen – Bestimmung des Kriechmoduls durch 4-Punkt-Biegeprüfung
- DIN 16842 Rohre aus Polyethylen (PE) – PE-HD für drucklose Anwendungen – Allgemeine Güteanforderungen, Maße und Prüfungen; Text Deutsch und Englisch
- DIN 16867 Rohre, Formstücke und Verbindungen aus glasverstärkten Polyesterharzen (UP-GF) für Chemierohrleitungen; Technische Lieferbedingungen
- DIN 16868 Rohre aus glasfaserverstärktem Polyesterharz (UP-GF)
  - Teil 1 Gewickelt, gefüllt; Maße
  - Teil 2 Gewickelt, gefüllt; Allgemeine Güteanforderungen, Prüfung
- DIN 16869 Rohre aus glasfaserverstärktem Polyesterharz (UP-GF), geschleudert, gefüllt
  - Teil 1 Maße
  - Teil 2 Allgemeine Güteanforderungen, Prüfung
- DIN 16870 Rohre aus glasfaserverstärktem Epoxidharz (EP-GF), gewickelt
  - Teil 1 Maße
- DIN 16871 Rohre aus glasfaserverstärktem Epoxidharz (EP-GF); geschleudert, Maße
- DIN 16872 Rohrverbindungen und Rohrleitungsteile für Rohrleitungen aus Thermoplasten; Flansche aus glasfaserverstärkten Polyesterharzen (UP-GF); Maße
- DIN 16873 Rohre und Formstücke aus weichmacherfreiem Polyvinylchlorid (PVC-U) für den Kabelschutz – Maße und Technische Lieferbedingungen
- DIN 16874 Rohre aus Polyethylen hoher Dichte (PE-HD) für die erdverlegte Telekommunikation – Maße und technische Lieferbedingungen
- DIN 16875 Rohre und Formstücke aus weichmacherfreiem Polyvinylchlorid (PVC-U) für erdverlegte Schutzrohrleitungen – Maße und technische Lieferbedingungen
- DIN 16876 Rohre und Formstücke aus Polyethylen hoher Dichte (PE-HD) für erdverlegte Kabelschutzrohrleitungen – Maße und technische Lieferbedingungen
- DIN 16878 Rohre und Formstücke aus Polypropylen (PP) für erdverlegte Kabelschutzrohrleitungen – Maße und technische Lieferbedingungen
- DIN 16887 Prüfung von Rohren aus thermoplastischen Kunststoffen; Bestimmung des Zeitstand-Innendruckverhaltens
- DIN 16889 Bestimmung der chemischen Resistenzfaktoren an Rohren aus Thermoplasten
  - Teil 1 Rohre aus Polyolefinen
- DIN 16892 Rohre aus vernetztem Polyethylen hoher Dichte (PE-X) – Allgemeine Güteanforderungen, Prüfung
  - Berichtigung 1
- DIN 16893 Rohre aus vernetztem Polyethylen hoher Dichte (PE-X) – Maße
  - Berichtigung 1
- DIN 16894 Rohre aus vernetztem Polyethylen mittlerer Dichte (PE-MDX) – Allgemeine Qualitätsanforderungen, Prüfung
- DIN 16895 Rohre aus vernetztem Polyethylen mittlerer Dichte (PE-MDX) – Maße
- DIN 16901 Kunststoff-Formteile; Toleranzen und Abnahmebedingungen für Längenmaße, November 2009 zurückgezogen; ersetzt Oktober 2013 durch DIN 16742
- DIN 16903 Gewindebuchsen für Kunststoff-Formteile (und Druckgußteile)
  - Teil 1 offen
  - Teil 2 geschlossen, mit Scheibe
  - Teil 3 geschlossen
  - Teil 4 schwere Bauart
- DIN 16906 Prüfung von Kunststoffbahnen und Kunststoff-Folien – Probe und Probekörper – Entnahme, Vorbehandlung
- DIN 16917 Rohre und Formstücke aus thermoplastischen Kunststoffen mit profilierter Wandung und glatter Rohrinnenfläche - Großrohre über DN 1200 für den Erdeinbau
  - Teil 1 Allgemeine Anforderungen und Leistungsmerkmale
  - Teil 2 Anforderungen an Rohre und Formstücke
- DIN 16922 Unter Verwendung von Kunststoffen hergestellte flexible bahnenförmige Flächengebilde; Technologische Einteilung
- DIN 16928 Rohrleitungen aus thermoplastischen Kunststoffen; Rohrverbindungen, Rohrleitungsteile, Verlegung, Allgemeine Richtlinien
- DIN 16940 Kunststoffe – Stranggepresste Schläuche aus weichmacherhaltigem Polyvinylchlorid (PVC-P) – Zulässige Abweichungen für Maße ohne Toleranzangabe
- DIN 16941 Extrudierte Profile aus thermoplastischen Kunststoffen – Allgemeintoleranzen für Maße, Form und Lage
- DIN 16944 Glasfaserverstärkte Reaktionsharzformstoffe; Prüfverfahren
- DIN 16945 Reaktionsharze, Reaktionsmittel und Reaktionsharzmassen; Prüfverfahren
- DIN 16946 Reaktionsharzformstoffe; Gießharzformstoffe
  - Teil 1 Prüfverfahren
  - Teil 2 Typen
- DIN 16960 Schweißen von thermoplastischen Kunststoffen
  - Teil 1 Grundsätze
- DIN 16961 Rohre und Formstücke aus thermoplastischen Kunststoffen mit profilierter Wandung und glatter Rohrinnenfläche
  - Teil 1 Maße
  - Teil 2 Technische Lieferbedingungen
- DIN 16964 Rohre aus glasfaserverstärkten Polyesterharzen (UP-GF), gewickelt; Allgemeine Güteanforderungen, Prüfung
- DIN 16965 Rohre aus glasfaserverstärkten Polyesterharzen (UP-GF), gewickelt
  - Teil 1 Rohrtyp A; Maße
  - Teil 2 Rohrtyp B; Maße
  - Teil 4 Rohrtyp D; Maße
  - Teil 5 Rohrtyp E; Maße
- DIN 16966 Formstücke und Verbindungen aus glasfaserverstärkten Polyesterharzen (UP-GF)
  - Teil 1 Formstücke; Allgemeine Güteanforderungen, Prüfung
  - Teil 2 Bogen; Maße
  - Teil 4 T-Stücke, Stutzen; Maße
  - Teil 5 Reduzierstücke; Maße
  - Teil 6 Bunde, Flansche, Dichtungen; Maße
  - Teil 7 Bunde, Flansche, Flansch- und Laminatverbindungen; Allgemeine Güteanforderungen, Prüfung
  - Teil 8 Laminatverbindungen; Maße
- DIN 16982 Rohre aus Polyamid (PA); Maße
- DIN 16995 Folien für Verpackungszwecke - Kunststoff-Folien - Eigenschaften, Prüfverfahren
- DIN 17007 Werkstoffnummern
  - Teil 4 Systematik der Hauptgruppen 2 und 3: Nichteisenmetalle
- DIN 17014 Wärmebehandlung (Härten) von Metallen
  - Teil 1 Wärmebehandlung von Eisenwerkstoffen; Begriffe, ersetzt durch DIN EN 10052
  - Beiblatt 2 Fremdsprachige Übersetzung von Fachausdrücken, Februar 2008 ersatzlos zurückgezogen
  - Teil 3 Kurzangabe von Wärmebehandlungen
- DIN 17021 Wärmebehandlung von Eisenwerkstoffen
  - Teil 1 Werkstoffauswahl, Stahlauswahl aufgrund der Härtbarkeit
- DIN 17022 Wärmebehandlung von Eisenwerkstoffen – Verfahren der Wärmebehandlung
  - Teil 1 Härten, Bainitisieren, Anlassen und Vergüten von Bauteilen
  - Teil 2 Härten und Anlassen von Werkzeugen
  - Teil 3 Einsatzhärten
  - Teil 4 Nitrieren und Nitrocarburieren
  - Teil 5 Randschichthärten
- DIN 17023 Wärmebehandlung von Eisenwerkstoffen - Wärmebehandlungs-Anweisung (WBA) - Vordruck
- DIN 17052 Wärmebehandlungsöfen
  - Teil 1 Anforderungen an die Temperaturgleichmäßigkeit
- DIN 17103 Schmiedestücke aus schweißgeeigneten Feinkornbaustählen – Technische Lieferbedingungen, ersetzt durch DIN EN 10222-1 und DIN EN 10222-4
- DIN 17115 Stähle für geschweißte Rundstahlketten und Ketten-Einzelteile - Technische Lieferbedingungen
- DIN 17122 Stromschienen aus Stahl, für elektrische Bahnen; Technische Lieferbedingungen
- DIN 17175 Nahtlose Rohre aus warmfesten Stählen, Technische Lieferbedingungen, ersetzt durch DIN EN 10216-2
- DIN 17221 Warmgewalzte Stähle für vergütbare Federn; April 2003 ersetzt durch DIN EN 10089
- DIN 17222 Kaltgewalzte Stahlbänder für Federn; Mai 2000 ersetzt durch DIN EN 10132-1 und DIN EN 10132-4
- DIN 17223 Runder Federstahldraht
  - Teil 1 Patentiert-gezogener Federdraht aus unlegierten Stählen; Dezember 2001 ersetzt durch DIN EN 10270-1
  - Teil 2 Ölschlussvergüteter Federstahldraht aus unlegierten und legierten Stählen; Dezember 2001 ersetzt durch DIN EN 10270-2
- DIN 17224 Federdraht und Federband aus nichtrostenden Stählen; Februar 2003 ersetzt durch DIN EN 10151 und DIN EN 10270-3
- DIN 17280 Kaltzähe Stähle – Technische Lieferbedingungen für Blech, Band, Breitflachstahl, Formstahl, Stabstahl und Schmiedestücke, Dezember 1999 ersetzt durch DIN EN 10028, DIN EN 10223 und DIN EN 10269
- DIN 17405 Weichmagnetische Werkstoffe für Gleichstromrelais; Technische Lieferbedingungen
- DIN 17410 Dauermagnetwerkstoffe, ersetzt durch DIN EN 60404-8-1
- DIN 17440 Nichtrostende Stähle, September 2005 ersetzt durch DIN EN 10088-3
- DIN 17455 Geschweißte kreisförmige Rohre aus nichtrostenden Stählen für allgemeine Anforderungen, Dezember 2002 ersetzt durch DIN EN 10296-2 und DIN EN 10312
- DIN 17456 Nahtlose kreisförmige Rohre aus nichtrostenden Stählen für allgem Anforderungen, Februar 2006 ersetzt durch DIN EN 10297-2
- DIN 17457 Geschweißte kreisförmige Rohre aus austenitischen nichtrostenden Stählen für besondere Anforderungen, Mai 2005 ersetzt durch DIN EN 10217-7
- DIN 17470 Heizleiterlegierungen; Technische Lieferbedingungen für Rund- und Flachdrähte
- DIN 17471 Widerstandswerkstoffe
- DIN 17560 Ferrosilicium und Silicium
  - Teil 1 Technische Lieferbedingungen für Ferrosilicium
  - Teil 2 Technische Lieferbedingungen für Silicium
- DIN 17561 Ferromolybdän - Technische Lieferbedingungen
- DIN 17562 Ferrowolfram - Technische Lieferbedingungen
- DIN 17563 Ferrovanadium - Technische Lieferbedingungen
- DIN 17564 Ferromangan, Ferromangan-Silicium und Mangan - Technische Lieferbedingungen
- DIN 17565 Ferrochrom, Ferrochrom-Silicium und Chrom - Technische Lieferbedingungen
- DIN 17566 Ferrochrom, Ferrochrom-Silicium und Chrom - Technische Lieferbedingungen
- DIN 17567 Ferrobor - Technische Lieferbedingungen
- DIN 17569 Ferroniob - Technische Lieferbedingungen
- DIN 17580 Calcium-Silicium - Technische Lieferbedingungen
- DIN 17611 Anodisch oxidierte Erzeugnisse aus Aluminium und Aluminium-Knetlegierungen - Technische Lieferbedingungen
- DIN 17640
  - Teil 1 Bleilegierungen für allgemeine Verwendung
- DIN 17730 Nickel- und Nickel-Kupfer-Gußlegierungen; Gußstücke
- DIN 17740 Nickel in Halbzeug – Zusammensetzung
- DIN 17741 Niedriglegierte Nickel-Knetlegierungen – Zusammensetzung
- DIN 17742 Nickel-Knetlegierungen mit Chrom – Zusammensetzung
- DIN 17743 Nickel-Knetlegierungen mit Kupfer – Zusammensetzung
- DIN 17744 Nickel-Knetlegierungen mit Molybdän und Chrom – Zusammensetzung
- DIN 17745 Knetlegierungen aus Nickel und Eisen – Zusammensetzung
- DIN 17750 Bänder und Bleche aus Nickel und Nickel-Knetlegierungen – Eigenschaften
- DIN 17751 Rohre aus Nickel und Nickel-Knetlegierungen – Eigenschaften
- DIN 17752 Stangen aus Nickel und Nickel-Knetlegierung – Eigenschaften
- DIN 17753 Drähte aus Nickel und Nickel-Knetlegierungen - Eigenschaften
- DIN 17850 Titan; Chemische Zusammensetzung
- DIN 17851 Titanlegierungen; Chemische Zusammensetzung
- DIN 17860 Bänder und Bleche aus Titan und Titanlegierungen – Technische Lieferbedingungen
- DIN 17861 Nahtlose kreisförmige Rohre aus Titan und Titanlegierungen; Technische Lieferbedingungen
- DIN 17862 Stangen aus Titan und Titanlegierungen – Technische Lieferbedingungen
- DIN 17863 Drähte aus Titan
- DIN 17864 Schmiedestücke aus Titan und Titan-Knetlegierungen (Freiform- und Gesenkschmiedeteile) – Technische Lieferbedingungen
- DIN 17865 Gußstücke aus Titan und Titanlegierungen; Feinguß, Kompaktguß
- DIN 17866 Geschweißte kreisförmige Rohre aus Titan und Titanlegierungen; Technische Lieferbedingungen
- DIN 17869 Werkstoffeigenschaften von Titan und Titanlegierungen; Zusätzliche Angaben

## DIN 18000–18499
- DIN 18000 Modulordnung im Bauwesen
- DIN 18004 Anwendungen von Bauprodukten in Bauwerken – Prüfverfahren für Gesteinskörnungen nach DIN V 20000-103 und DIN V 20000-104 (Vornorm)
- DIN 18005 Schallschutz im Städtebau
  - Teil 1 Grundlagen und Hinweise für die Planung
    - Beiblatt 1 Berechnungsverfahren; Schalltechnische Orientierungswerte für die städtebauliche Planung

  - Teil 2 Lärmkarten; Kartenmäßige Darstellung von Schallimmissionen
- DIN 18007 Abbrucharbeiten – Begriffe, Verfahren, Anwendungsbereiche
- DIN 18008 Glas im Bauwesen – Bemessungs- und Konstruktionsregeln
  - Teil 1 Begriffe und allgemeine Grundlagen
  - Teil 2 Linienförmig gelagerte Verglasungen
    - Berichtigung 1

  - Teil 3 Punktförmig gelagerte Verglasungen
  - Teil 4 Zusatzanforderungen an absturzsichernde Verglasungen
  - Teil 5 Zusatzanforderungen an begehbare Verglasungen
- DIN 18009 Brandschutzingenieurwesen
  - Teil 1 Grundsätze und Regeln für die Anwendung
- DIN 18011 Stellflächen, Abstände und Bewegungsflächen im Wohnungsbau, Januar 1991 ersatzlos zurückgezogen
- DIN 18012 Hausanschlusseinrichtungen in Gebäuden – Raum- und Flächenbedarf – Planungsgrundlagen
- DIN 18013 Nischen für Zählerplätze (Elektrizitätszähler)
- DIN 18014 Fundamenterder
- DIN 18015 Elektrische Anlagen in Wohngebäuden
  - Teil 1 Planungsgrundlagen
  - Teil 2 Art und Umfang der Mindestausstattung
  - Teil 3 Leitungsführung und Anordnung der Betriebsmittel
  - Teil 4 Gebäudesystemtechnik
  - Teil 5 Luftdichte und wärmebrückenfreie Elektroinstallation
- DIN 18017 Lüftung von Bädern und Toilettenräumen ohne Außenfenster
  - Teil 1 Einzelschachtanlagen ohne Ventilatoren
  - Teil 3 mit Ventilator
- DIN 18022 Küchen, Bäder und WCs im Wohnungsbau, Planungsgrundlagen, 2007 ohne Ersatz zurückgezogen
- DIN 18024 Barrierefreies Bauen
  - Teil 1 Straßen, Plätze, Wege, öffentliche Verkehrs- und Grünanlagen sowie Spielplätze; Planungsgrundlagen
  - Teil 2 Öffentlich zugängige Gebäude und Arbeitsstätten, Planungsgrundlagen; 2010 durch DIN 18040-1 ersetzt
- DIN 18025 Barrierefreie Wohnungen, ersetzt durch DIN EN 81-70
  - Teil 1 Wohnungen für Rollstuhlbenutzer; Planungsgrundlagen
  - Teil 2 Planungsgrundlagen
- DIN 18032 Sporthallen - Hallen und Räume für Sport und Mehrzwecknutzung
  - Teil 1 Grundsätze für die Planung
  - Teil 3 Prüfung der Ballwurfsicherheit
  - Teil 4 Doppelschalige Trennvorhänge
  - Teil 5 Ausziehbare Tribünen
  - Teil 6 Bauliche Maßnahmen für Einbau und Verankerung von Sportgeräten
- DIN 18034 Spielplätze und Freiräume zum Spielen - Anforderungen für Planung, Bau und Betrieb
- DIN 18035 Sportplätze
  - Teil 1 Freianlagen für Spiele und Leichtathletik, Planung und Maße
  - Teil 2 Bewässerung
  - Teil 3 Entwässerung
    - Berichtigung 1

  - Teil 4 Rasenflächen
  - Teil 5 Tennenflächen
  - Teil 6 Kunststoffflächen
  - Teil 7 Kunststoffrasensysteme
  - Teil 8 Leichtathletikanlagen
- DIN 18036 Eissportanlagen - Anlagen für den Eissport mit Kunsteisflächen - Grundlagen für Planung und Bau
- DIN 18040 Barrierefreies Bauen – Planungsgrundlagen
  - Teil 1 Öffentlich zugängliche Gebäude
  - Teil 2 Wohnungen
  - Teil 3 Öffentlicher Verkehrs- und Freiraum
- DIN 18041 Hörsamkeit in Räumen - Anforderungen, Empfehlungen und Hinweise für die Planung
- DIN 18055 Fenster; Fugendurchlässigkeit, Schlagregendichtheit und mechanische Beanspruchung; Anforderungen und Prüfung
- DIN 18057 Betonfenster – Bemessung, Anforderungen, Prüfungen
- DIN 18065 Gebäudetreppen – Definitionen, Maßregeln, Hauptmaße
- DIN 18089 Feuerschutzabschlüsse
  - Teil 1 Einlagen für Feuerschutztüren; Mineralfaserplatten; Begriff, Bezeichnung, Anforderungen, Prüfung
- DIN 18090 Aufzüge – Fahrschacht-Dreh- und -Falttüren für Fahrschächte mit Wänden der Feuerwiderstandsklasse F 90
- DIN 18091 Aufzüge; Schacht-Schiebetüren für Fahrschächte mit Wänden der Feuerwiderstandklasse F 90
- DIN 18092 Aufzüge; Vertikal-Schiebetüren für Kleingüteraufzüge in Fahrschächten mit Wänden der Feuerwiderstandsklasse F 90
- DIN 18093 Feuerschutzabschlüsse; Einbau von Feuerschutztüren in massive Wände aus Mauerwerk oder Beton; Ankerlagen, Ankerformen, Einbau
- DIN 18095 Rauchschutztüren
  - Teil 1 Begriffe und Anforderungen
  - Teil 2 Bauartprüfung der Dauerfunktionstüchtigkeit und Dichtheit
  - Teil 3 Anwendung von Prüfergebnissen
- DIN 18100 Türen; Wandöffnungen für Türen; Maße entsprechend DIN 4172
- DIN 18101 Türen - Türen für den Wohnungsbau - Türblattgrößen, Bandsitz und Schlosssitz - Gegenseitige Abhängigkeit der Maße
- DIN 18104 Einbruchhemmende Nachrüstprodukte
  - Teil 1 Aufschraubbare Nachrüstprodukte für Fenster und Türen - Anforderungen und Prüfverfahren
  - Teil 2 Im Falz eingelassene Nachrüstprodukte für Fenster und Türen - Anforderungen und Prüfverfahren
- DIN 18111 Türzargen – Stahlzargen
  - Teil 1 Standardzargen für gefälzte Türen in Mauerwerkswänden
  - Teil 2 Standardzargen für gefälzte Türen in Ständerwerkswänden
  - Teil 3 Sonderzargen für gefälzte und ungefälzte Türblätter
  - Teil 4 Einbau von Stahlzargen
- DIN 18121 Untersuchung von Bodenproben – Wassergehalt
  - Teil 1 Bestimmung durch Ofentrocknung
  - Teil 2 Bestimmung durch Schnellverfahren
- DIN 18122 Baugrund, Untersuchung von Bodenproben – Zustandsgrenzen (Konsistenzgrenzen)
  - Teil 1 Bestimmung der Fließ- und Ausrollgrenze
  - Teil 2 Bestimmung der Schrumpfgrenze
- DIN 18123 Baugrund, Untersuchung von Bodenproben – Bestimmung der Korngrößenverteilung
- DIN 18124 Baugrund, Untersuchung von Bodenproben – Bestimmung der Korndichte – Kapillarpyknometer, Weithalspyknometer, Gaspyknometer
- DIN 18125 Baugrund, Untersuchung von Bodenproben – Bestimmung der Dichte des Bodens
  - Teil 1 Laborversuche
  - Teil 2 Feldversuche
- DIN 18126 Baugrund, Untersuchung von Bodenproben – Bestimmung der Dichte nichtbindiger Böden bei lockerster und dichtester Lagerung
- DIN 18127 Baugrund, Untersuchung von Bodenproben – Proctorversuch
- DIN 18128 Baugrund – Untersuchung von Bodenproben – Bestimmung des Glühverlustes
- DIN 18129 Baugrund, Untersuchung von Bodenproben – Kalkgehaltsbestimmung
- DIN 18130 Baugrund – Untersuchung von Bodenproben; Bestimmung des Wasserdurchlässigkeitsbeiwerts
  - Teil 1 Laborversuche
  - Teil 2 Feldversuche
- DIN 18132 Baugrund, Versuche und Versuchsgeräte – Bestimmung des Wasseraufnahmevermögens
- DIN 18134 Baugrund – Versuche und Versuchsgeräte – Plattendruckversuch
- DIN 18135 Baugrund – Untersuchung von Bodenproben – Eindimensionaler Kompressionsversuch
- DIN 18136 Baugrund – Untersuchung von Bodenproben – Einaxialer Druckversuch
- DIN 18137 Baugrund, Untersuchung von Bodenproben – Bestimmung der Scherfestigkeit
  - Teil 1 Begriffe und grundsätzliche Versuchsbedingungen
  - Teil 2 Triaxialversuch
  - Teil 3 Direkter Scherversuch
  - Teil 4 Flügelscherversuche
- DIN 18141 Baugrund - Untersuchung von Gesteinsproben
  - Teil 1 Bestimmung der einaxialen Druckfestigkeit
- DIN 18148 Hohlwandplatten aus Leichtbeton
- DIN 18150 Baustoffe und Bauteile für Hausschornsteine; Formstücke aus Leichtbeton, Einschalige Schornsteine, Regelsetzer empfiehlt Anwendung von DIN EN 1858
  - Teil 1 Anforderungen
  - Teil 2 Prüfung und Überwachung
- DIN 18156 Stoffe für keramische Bekleidungen im Dünnbettverfahren
- DIN 18157 Ausführung keramischer Bekleidungen im Dünnbettverfahren
  - Teil 1 Hydraulisch erhärtende Dünnbettmörtel
  - Teil 2 Dispersionsklebstoffe
  - Teil 3 Epoxidharzklebstoffe
- DIN 18158 Bodenklinkerplatten
- DIN 18159 Schaumkunststoffe als Ortschäume im Bauwesen; Harnstoff-Formaldehydharz-Ortschaum für die Wärmedämmung
  - Teil 2 Anwendung, Eigenschaften, Ausführung, Prüfung
- DIN 18160 Abgasanlagen
  - Teil 5 Einrichtungen für Schornsteinfegerarbeiten - Anforderungen, Planung und Ausführung
  - Teil 60 Nachweise für das Brandverhalten von Abgasanlagen und Bauteilen von Abgasanlagen - Begriffe, Anforderungen und Prüfungen
- DIN 18162 Wandbauplatten aus Leichtbeton, unbewehrt
- DIN 18168 Gipsplatten-Deckenbekleidungen und Unterdecken
  - Teil 1 Anforderungen an die Ausführung
- DIN 18168 Gipsplatten-Deckenbekleidungen und Unterdecken
  - Teil 2: Nachweis der Tragfähigkeit von Unterkonstruktionen und Abhängern aus Metall
- DIN 18177 Werksmäßig im Nassverfahren hergestellte Mineralplatten - Kennwerte und Prüfverfahren
- DIN 18180 Gipsplatten – Arten und Anforderungen
- DIN 18181 Gipsplatten im Hochbau – Verarbeitung
- DIN 18182 Zubehör für die Verarbeitung von Gipsplatten
  - Teil 1 Profile aus Stahlblech
  - Teil 2 Schnellbauschrauben, Klammern und Nägel
- DIN 18183 Trennwände und Vorsatzschalen aus Gipsplatten mit Metallunterkonstruktionen
  - Teil 1 Beplankung mit Gipsplatten
- DIN 18184 Gipsplatten-Verbundelemente mit Polystyrol- oder Polyurethan-Hartschaum als Dämmstoff
- DIN 18190 Dichtungsbahnen für Bauwerksabdichtungen; Dichtungsbahnen mit Metallbandeinlage
  - Teil 4 Begriff, Bezeichnung, Anforderungen
- DIN 18192 Verfestigtes Polyestervlies als Einlage für Bitumen- und Polymerbitumenbahnen; Begriff, Bezeichnung, Anforderungen, Prüfung
- DIN 18195 Bauwerksabdichtungen
  - Beiblatt 1 Beispiele für die Anordnung der Abdichtung
  - Teil 1 Grundsätze, Definitionen, Zuordnung der Abdichtungsarten
  - Teil 2 Stoffe
  - Teil 3 Anforderungen an den Untergrund und Verarbeitung der Stoffe
  - Teil 4 Abdichtungen gegen Bodenfeuchte und nichtstauendes Sickerwasser an Bodenplatten und Wänden, Bemessung und Ausführung
  - Teil 5 Abdichtungen gegen nichtdrückendes Wasser auf Deckenflächen und in Nassräumen; Bemessung und Ausführung
  - Teil 6 Abdichtungen gegen von außen drückendes Wasser und aufstauendes Sickerwasser; Bemessung und Ausführung
  - Teil 7 Abdichtungen gegen von innen drückendes Wasser; Bemessung und Ausführung
  - Teil 8 Abdichtungen über Bewegungsfugen
  - Teil 9 Durchdringungen, Übergänge, An- und Abschlüsse
  - Teil 10 Schutzschichten und Schutzmaßnahmen
- DIN 18196 Erd- und Grundbau – Bodenklassifikation für bautechnische Zwecke
- DIN 18197 Abdichten von Fugen in Beton mit Fugenbändern
- DIN 18200 Übereinstimmungsnachweis für Bauprodukte – Werkseigene Produktionskontrolle, Fremdüberwachung und Zertifizierung von Produkten
- DIN 18201 Toleranzen im Hochbau, Begriffe, Grundsätze, Anwendung, Prüfung, ersetzt durch DIN 18202
- DIN 18202 Toleranzen im Hochbau – Bauwerke
- DIN 18203 Toleranzen im Hochbau
  - Teil 1 Vorgefertigte Teile aus Beton, Stahlbeton und Spannbeton
  - Teil 2 Vorgefertigte Teile aus Stahl
  - Teil 3 Bauteile aus Holz und Holzwerkstoffen
- DIN 18204 Raumabschließende Bauteile aus textilen Flächengebilden und Folien (Zeltplanen) für Hallen und Zelte
  - Teil 1 PVC-beschichtetes Polyestergewebe
- DIN 18205 Bedarfsplanung im Bauwesen
- DIN 18215 Schalungsplatten aus Holz, für Beton- und Stahlbetonbauten; Standardmaße 0,50 m × 1,50 m, Dicke 21 mm
- DIN 18216 Schalungsanker für Betonschalungen; Anforderungen, Prüfung, Verwendung
- DIN 18217 Betonflächen und Schalungshaut
- DIN 18218 Frischbetondruck auf lotrechte Schalungen
- DIN 18225 Industriebau; Verkehrswege in Industriebauten
  - Beiblatt 1 Vorschriften
- DIN 18230 Baulicher Brandschutz im Industriebau
  - Teil 1 Rechnerisch erforderliche Feuerwiderstandsdauer
  - Teil 2 Ermittlung des Abbrandverhaltens von Materialien in Lageranordnung – Werte für den Abbrandfaktor m
  - Teil 3 Rechenwerte
- DIN 18232 Rauch- und Wärmefreihaltung (u. a. RWA)
  - Teil 1 Begriffe, Aufgabenstellung
  - Teil 2 Natürliche Rauchabzugsanlagen (NRA); Bemessung, Anforderungen und Einbau
  - Teil 4 Wärmeabzüge (WA); Prüfverfahren
  - Teil 5 Maschinelle Rauchabzugsanlagen (MRA); Anforderungen, Bemessung
  - Teil 7 Wärmeabzüge aus schmelzbaren Stoffen – Bewertungsverfahren und Einbau
  - Teil 9 Wesentliche Merkmale und deren Mindestwerte für natürliche Rauch- und Wärmeabzugsgeräte nach DIN EN 12101-2
- DIN 18234 Baulicher Brandschutz großflächiger Dächer - Brandbeanspruchung von unten
  - Teil 1 Begriffe, Anforderungen und Prüfungen; Geschlossene Dachflächen
  - Teil 2 Verzeichnis von Dächern, welche die Anforderungen nach DIN 18234-1 erfüllen; Geschlossene Dachflächen
  - Teil 3 Begriffe, Anforderungen und Prüfungen, Durchdringungen, Anschlüsse und Abschlüsse von Dachflächen
  - Teil 4 Verzeichnis von Durchdringungen, Anschlüssen und Abschlüssen von Dachflächen, welche die Anforderungen nach DIN 18234-3 erfüllen
- DIN 18250 Schlösser – Einsteckschlösser für Feuerschutz- und Rauchschutztüren
- DIN 18251 Schlösser – Einsteckschlösser
  - Teil 1 Einsteckschlösser für gefälzte Türen
  - Teil 2 Einsteckschlösser für Rohrrahmentüren
  - Teil 3 Einsteckschlösser als Mehrfachverriegelung
- DIN 18252 Profilzylinder für Türschlösser
- DIN 18255 Baubeschläge - Türdrücker, Türschilder und Türrosetten - Begriffe, Maße, Anforderungen, Kennzeichnung
- DIN 18257 Baubeschläge – Schutzbeschläge – Begriffe, Maße, Anforderungen, Kennzeichnung
- DIN 18262 Einstellbares, nicht tragendes Federband für Feuerschutztüren
- DIN 18263 Schlösser und Baubeschläge – Türschließer mit kontrolliertem Schließablauf
  - Teil 1 Obentürschließer mit Kurbeltrieb und Spiralfeder
  - Teil 4 Drehflügeltürantriebe mit Selbstschließfunktion
- DIN 18264 Baubeschläge; Türbänder mit Feder
- DIN 18265 Baubeschläge; Pendeltürbänder mit Feder
- DIN 18267 Fenstergriffe – Rastbare, verriegelbare und verschließbare Fenstergriffe
- DIN 18268 Baubeschläge; Türbänder; Bandbezugslinie
- DIN 18272 Feuerschutzabschlüsse; Bänder für Feuerschutztüren; Federband und Konstruktionsband
- DIN 18273 Baubeschläge – Türdrückergarnituren für Feuerschutztüren und Rauchschutztüren – Begriffe, Maße, Anforderungen und Prüfungen
- DIN 18299 VOB Vergabe- und Vertragsordnung für Bauleistungen – Teil C: Allgemeine Technische Vertragsbedingungen für Bauleistungen (ATV) – Allgemeine Regelungen für Bauarbeiten jeder Art
- DIN 18300 Erdarbeiten
- DIN 18301 Bohrarbeiten
- DIN 18302 Arbeiten zum Ausbau von Bohrungen (ehemals: Brunnenbauarbeiten)
- DIN 18303 Verbauarbeiten
- DIN 18304 Ramm-, Rüttel- und Pressarbeiten (ehemals: Rammarbeiten)
- DIN 18305 Wasserhaltungsarbeiten
- DIN 18306 Entwässerungskanalarbeiten
- DIN 18307 Druckrohrleitungsarbeiten außerhalb von Gebäuden (ehemals: Druckrohrleitungsarbeiten im Erdreich)
- DIN 18308 Dränarbeiten
- DIN 18309 Einpreßarbeiten
- DIN 18310 Sicherungsarbeiten an Gewässern, Deichen und Küstendünen, zurückgezogen
- DIN 18311 Naßbaggerarbeiten
- DIN 18312 Untertagebauarbeiten
- DIN 18313 Schlitzwandarbeiten mit stützenden Flüssigkeiten
- DIN 18314 Spritzbetonarbeiten
- DIN 18315 Verkehrswegebauarbeiten – Oberbauschichten ohne Bindemittel
- DIN 18316 Verkehrswegebauarbeiten – Oberbauschichten mit hydraulischen Bindemitteln
- DIN 18317 Verkehrswegebauarbeiten – Oberbauschichten aus Asphalt
- DIN 18318 Verkehrswegebauarbeiten – Pflasterdecken und Plattenbeläge in ungebundener Ausführung, Einfassungen
- DIN 18319 Rohrvortriebsarbeiten
- DIN 18320 Landschaftsbauarbeiten
- DIN 18321 Düsenstrahlarbeiten
- DIN 18322 Kabelleitungstiefbauarbeiten
- DIN 18323 Kampfmittelräumarbeiten
- DIN 18325 Gleisbauarbeiten
- DIN 18326 Renovierungsarbeiten an Entwässerungskanälen
- DIN 18329 VOB Vergabe- und Vertragsordnung für Bauleistungen - Teil C: Allgemeine Technische Vertragsbedingungen für Bauleistungen (ATV) - Verkehrssicherungsarbeiten
- DIN 18330 Mauerarbeiten
- DIN 18331 Beton- und Stahlbetonarbeiten
- DIN 18332 Naturwerksteinarbeiten
- DIN 18333 Betonwerksteinarbeiten
- DIN 18334 Zimmer- und Holzbauarbeiten
- DIN 18335 Stahlbauarbeiten
- DIN 18336 Abdichtungsarbeiten
- DIN 18338 Dachdeckungs- und Dachabdichtungsarbeiten
- DIN 18339 Klempnerarbeiten
- DIN 18340 Trockenbauarbeiten
- DIN 18345 Wärmedämm-Verbundsysteme
- DIN 18349 Betonerhaltungsarbeiten
- DIN 18350 Putz- und Stuckarbeiten
- DIN 18351 Vorgehängte hinterlüftete Fassaden
- DIN 18352 Fliesen- und Plattenarbeiten
- DIN 18353 VOB Vergabe- und Vertragsordnung für Bauleistungen - Teil C: Allgemeine Technische Vertragsbedingungen für Bauleistungen (ATV) - Estricharbeiten, Ausgabe 2019-09. Diese Norm legt die allgemeinen Vertragsbedingungen fest, die für Estricharbeiten bezüglich der Baustoffe, der Ausführung, der Haupt- und der Nebenleistungen sowie der Abrechnung gelten.
- DIN 18354 Gußasphaltarbeiten
- DIN 18355 Tischlerarbeiten
- DIN 18356 Parkett- und Holzpflasterarbeiten
- DIN 18357 Beschlagarbeiten
- DIN 18358 Rollladenarbeiten
- DIN 18360 Metallbauarbeiten
- DIN 18361 Verglasungsarbeiten
- DIN 18363 Maler- und Lackierarbeiten – Beschichtungen
- DIN 18364 Korrosionsschutzarbeiten an Stahl- und Aluminiumbauten
- DIN 18365 Bodenbelagsarbeiten
- DIN 18366 Tapezierarbeiten
- DIN 18367 Holzpflasterarbeiten, ersetzt durch DIN 18356
- DIN 18379 Raumlufttechnische Anlagen
- DIN 18380 Heizanlagen und zentrale Wassererwärmungsanlagen
- DIN 18381 Gas-, Wasser- und Entwässerungsanlagen innerhalb von Gebäuden
- DIN 18382 Nieder- und Mittelspannungsanlagen mit Nennspannungen bis 36 kV
- DIN 18384 Blitzschutzanlagen
- DIN 18385 Förderanlagen, Aufzugsanlagen, Fahrtreppen und Fahrsteige
- DIN 18386 Gebäudeautomation
- DIN 18421 Dämmarbeiten an technischen Anlagen
- DIN 18448 Arbeiten an schadstoffbelasteten baulichen und technischen Anlagen
- DIN 18451 Gerüstarbeiten
- DIN 18459 Abbruch- und Rückbauarbeiten
- DIN 18462 Rohrbögen für kreisförmige Regenfallrohre; Prüfung

## DIN 18500–18999
- DIN 18500 Betonwerkstein, ersetzt durch DIN EN 13748
- DIN 18501 Pflastersteine aus Beton, ersetzt durch DIN EN 1338
- DIN 18502 Pflastersteine Naturstein, ersetzt durch DIN EN 1342
- DIN 18503 Pflasterklinker - Anforderungen und Prüfverfahren
- DIN 18507 Pflastersteine aus haufwerksporigem Beton - Begriffe, Anforderungen, Prüfungen, Überwachung
- DIN 18515 Außenwandbekleidungen
  - Teil 1 Angemörtelte Fliesen oder Platten – Grundsätze für Planung und Ausführung
  - Teil 2 Anmauerung auf Aufstandsflächen – Grundsätze für Planung und Ausführung
- DIN 18516 Außenwandbekleidungen, hinterlüftet
  - Teil 1 Anforderungen, Prüfgrundsätze
  - Teil 3 Naturwerkstein, Anforderungen, Bemessungen
  - Teil 4 Einscheiben-Sicherheitsglas – Anforderungen, Bemessung, Prüfung
  - Teil 5 Betonwerkstein – Anforderungen, Bemessung
- DIN 18530 Massive Deckenkonstruktionen für Dächer; Planung und Ausführung
- DIN 18531 Abdichtung von Dächern sowie von Balkonen, Loggien und Laubengängen
  - Teil 1 Nicht genutzte und genutzte Dächer - Anforderungen, Planungs- und Ausführungsgrundsätze
  - Teil 2 Nicht genutzte und genutzte Dächer - Stoffe
  - Teil 3 Nicht genutzte und genutzte Dächer - Auswahl, Ausführung und Details
  - Teil 4 Nicht genutzte und genutzte Dächer - Instandhaltung
  - Teil 5 Balkone, Loggien und Laubengänge
- DIN 18532 Abdichtung von befahrbaren Verkehrsflächen aus Beton
  - Teil 1 Anforderungen, Planungs- und Ausführungsgrundsätze
  - Teil 2 Abdichtung mit einer Lage Polymerbitumen-Schweißbahn und einer Lage Gussasphalt
  - Teil 3 Abdichtung mit zwei Lagen Polymerbitumenbahnen
  - Teil 4 Abdichtung mit einer Lage Kunststoff- oder Elastomerbahn
  - Teil 5 Abdichtung mit einer Lage Polymerbitumenbahn und einer Lage Kunststoff- oder Elastomerbahn
  - Teil 6 Abdichtung mit flüssig zu verarbeitenden Abdichtungsstoffen
- DIN 18533 Abdichtung von erdberührten Bauteilen
  - Teil 1 Anforderungen, Planungs- und Ausführungsgrundsätze
  - Teil 2 Abdichtung mit bahnenförmigen Abdichtungsstoffen
  - Teil 3 Abdichtung mit flüssig zu verarbeitenden Abdichtungsstoffen
- DIN 18534 Abdichtung von Innenräumen
  - Teil 1 Anforderungen, Planungs- und Ausführungsgrundsätze
  - Teil 2 Abdichtung mit bahnenförmigen Abdichtungsstoffen
  - Teil 3 Abdichtung mit flüssig zu verarbeitenden Abdichtungsstoffen im Verbund mit Fliesen und Platten (AIV-F)
  - Teil 4 Abdichtung mit Gussasphalt oder Asphaltmastix
  - Teil 5 Abdichtung mit bahnenförmigen Abdichtungsstoffen im Verbund mit Fliesen und Platten (AIV-B)
  - Teil 6 Abdichtung mit plattenförmigen Abdichtungsstoffen im Verbund mit Fliesen und Platten (AIV-P)
- DIN 18535 Abdichtung von Behältern und Becken
  - Teil 1 Anforderungen, Planungs- und Ausführungsgrundsätze
  - Teil 2 Abdichtung mit bahnenförmigen Abdichtungsstoffen
  - Teil 3 Abdichtung mit flüssig zu verarbeitenden Abdichtungsstoffen
- DIN 18540 Abdichten von Außenwandfugen im Hochbau mit Fugendichtstoffen
- DIN 18541 Fugenbänder aus thermoplastischen Kunststoffen zur Abdichtung von Fugen in Ortbeton
  - Teil 1 Begriffe, Formen, Maße, Kennzeichnung
  - Teil 2 Anforderungen an die Werkstoffe, Prüfung und Überwachung
- DIN 18542 Abdichten von Außenwandfugen mit imprägnierten Fugendichtungsbändern aus Schaumkunststoff – Imprägnierte Fugendichtungsbänder – Anforderungen und Prüfung
- DIN 18545 Abdichten von Verglasungen mit Dichtstoffen - Anforderungen an Glasfalze und Verglasungssysteme
- DIN 18550 Planung, Zubereitung und Ausführung von Innen- und Außenputzen
  - Teil 1 Ergänzende Festlegungen zu DIN EN 13914-1 für Außenputze
  - Teil 2 Ergänzende Festlegungen zu DIN EN 13914-2 für Innenputze
- DIN 18551 Spritzbeton – Nationale Anwendungsregeln zur Reihe DIN EN 14487 und Regeln für die Bemessung von Spritzbetonkonstruktionen
- DIN 18554 Prüfung von Mauerwerk
  - Teil 1 Ermittlung der Druckfestigkeit und des Elastizitätsmoduls
- DIN 18555 Prüfung von Mörteln mit mineralischen Bindemitteln
  - Teil 3 Festmörtel; Bestimmung der Biegezugfestigkeit, Druckfestigkeit und Rohdichte
  - Teil 4 Festmörtel; Bestimmung der Längs- und Querdehnung sowie von Verformungskenngrößen von Mauermörteln im statischen Druckversuch
  - Teil 6 Festmörtel; Bestimmung der Haftzugfestigkeit
  - Teil 7 Frischmörtel; Bestimmung des Wasserrückhaltevermögens nach dem Filterplattenverfahren
  - Teil 9 Festmörtel; Bestimmung der Fugendruckfestigkeit
- DIN 18558 Kunstharzputze; Begriffe, Anforderungen, Ausführung
- DIN 18560 Estriche im Bauwesen
  - Teil 1 Allgemeine Anforderungen, Prüfung und Ausführung
  - Teil 2 Estriche und Heizestriche auf Dämmschichten (schwimmende Estriche)
    - Berichtigung 1

  - Teil 3 Verbundestriche
  - Teil 4 Estriche auf Trennschicht
  - Teil 7 Hochbeanspruchbare Estriche (Industrieestriche)
- DIN 18581 Anleitung zur werkseigenen Produktionskontrolle für die CE-Kennzeichnung (Konformitätsnachweisverfahren 2+) von Mauermörteln nach Eignungsprüfung
- DIN V 18599 Energetische Bewertung von Gebäuden – Berechnung des Nutz-, End- und Primärenergiebedarfs für Heizung, Kühlung, Lüftung, Trinkwasser und Beleuchtung (Vornorm auf Grundlage der 2002/91/EG und des EeG und Nachfolgend der EnEV)
  - Teil 1 Allgemeine Bilanzverfahren, Begriffe, Zonierung und Bewertung der Energieträger
  - Teil 2 Nutzenergiebedarf für Heizen und Kühlen von Gebäudezonen
  - Teil 3 Nutzenergiebedarf für die energetische Luftaufbereitung
  - Teil 4 Nutz- und Endenergiebedarf für Beleuchtung
  - Teil 5 Endenergiebedarf von Heizsystemen
  - Teil 6 Endenergiebedarf von Wohnungslüftungsanlagen und Luftheizungsanlagen für den Wohnungsbau
  - Teil 7 Endenergiebedarf von Raumlufttechnik- und Klimakältesystemen für den Wohnungsbau
  - Teil 8 Nutz- und Endenergiebedarf von Warmwasserbereitungssystemen
  - Teil 9 End- und Primärenergiebedarf von Kraft-Wärme-Kopplungsanlagen
  - Teil 10 Nutzungsrandbedingungen, Klimadaten
  - Teil 100 Änderungen zu DIN V 18599-1 bis DIN V 18599-10 (Sollen in einer Neufassung der DIN 18599-1 bis 18599-10 Ende 2011 dort einfließen und sind nur teilweise Bestandteil der energetischen Bewertung von Gebäuden nach EnEV)
- DIN 18650 Schlösser und Baubeschläge – Automatische Türsysteme
  - Teil 1 Produktanforderungen und Prüfverfahren
  - Teil 2 Sicherheit an automatischen Türsystemen
- DIN 18702 Zeichen für Vermessungsrisse, großmaßstäbige Karten und Pläne
- DIN 18703 Nivellierlatten
- DIN 18708 Höhenbolzen
- DIN 18709 Begriffe, Kurzzeichen und Formelzeichen im Vermessungswesen
  - Teil 1 Allgemeines
  - Teil 2 Ingenieurvermessung
  - Teil 3 Gewässervermessung
  - Teil 4 Ausgleichungsrechnung und Statistik
  - Teil 5 Auswertung kontinuierlicher Messreihen
  - Teil 6 Geodätische Bezugssysteme und Bezugsflächen
- DIN 18710 Ingenieurvermessung
  - Teil 1 Allgemeine Anforderungen
    - Berichtigung 1

  - Teil 2 Aufnahme
  - Teil 3 Absteckung
  - Teil 4 Überwachung
- DIN 18716 Photogrammetrie und Fernerkundung - Begriffe
  - Änderung A1
- DIN 18719 Geodätische Instrumente; Zwangszentrierung, Steckzapfen und Aufnahme
- DIN 18723 Feldverfahren zur Genauigkeitsuntersuchung geodätischer Instrumente
  - Teil 1 Allgemeines
  - Teil 2 Nivelliere
  - Teil 3 Theodolite
  - Teil 4 Optische Distanzmesser
  - Teil 5 Lotinstrumente
  - Teil 6 Elektrooptische Distanzmesser für den Nahbereich
  - Teil 7 Vermessungskreisel
  - Teil 8 Rotationslaser
- DIN 18726 Stative für geodätische Instrumente
- DIN 18740 Photogrammetrische Produkte
  - Teil 3 Anforderungen an das Orthobild
  - Teil 4 Anforderungen an digitale Luftbildkameras und an digitale Luftbilder
  - Teil 5 Anforderungen an die Klassifizierung optischer Fernerkundungsdaten
  - Teil 6 Anforderungen an digitale Höhenmodelle
  - Teil 7 Anforderungen an das Pansharpening
- DIN 18799 Ortsfeste Steigleitern an baulichen Anlagen
  - Teil 1 Steigleitern mit Seitenholmen, sicherheitstechnische Anforderungen und Prüfungen
  - Teil 2 Steigleitern mit Mittelholm, sicherheitstechnische Anforderungen und Prüfungen
- DIN 18800 Stahlbau
  - Teil 1 Bemessung und Konstruktion, ersetzt durch DIN EN 1993
  - Teil 2 Stabilitätsfälle, Knicken von Stäben und Stabwerken, ersetzt durch DIN EN 1993
  - Teil 3 Stabilitätsfälle, Plattenbeulen, ersetzt durch DIN EN 1993
  - Teil 4 Stabilitätsfälle, Schalenbeulen, ersetzt durch DIN EN 1993
  - Teil 5 Verbundtragwerke aus Stahl und Beton – Bemessung und Konstruktion, ersetzt durch DIN EN 1994
  - Teil 7 Ausführung und Herstellerqualifikation, Regelsetzer empfiehlt Anwendung von DIN EN 1090-2
- DIN 18801 Stahlhochbau; Bemessung, Konstruktion, Herstellung, ersetzt durch DIN EN 1993
- DIN 18807 Trapezprofile im Hochbau
  - Teil 1 Allgemeine Anforderungen, Ermittlung der Tragfähigkeitswerte durch Berechnung
  - Teil 3 Stahltrapezprofile; Festigkeitsnachweis und konstruktive Ausbildung
    - Änderung A1

  - Teil 9 Aluminium-Trapezprofile und ihre Verbindungen; Anwendung und Konstruktion
- DIN 18820 Laminate aus textilglasverstärkten ungesättigten Polyester- und Phenacrylatharzen für tragende Bauteile (GF-UP, GF-PHA)
  - Teil 1 Aufbau, Herstellung und Eigenschaften
  - Teil 2 Physikalische Kennwerte der Regellaminate
  - Teil 3 Schutzmaßnahmen für das tragende Laminat
  - Teil 4 Prüfung und Güteüberwachung
- DIN 18851 Großküchengeräte – Herde – Anforderungen und Prüfung
- DIN 18852 Großküchengeräte – Brat- und Grillgeräte – Anforderungen und Prüfung
- DIN 18854 Großküchengeräte – Etagen-Brat- und Backöfen, Konditorei-Backöfen (Patisserie) – Anforderungen und Prüfung
- DIN 18855 Großküchengeräte
  - Teil 1 Doppelwandige Kochkessel und Schnellkochkessel mit drucklosem Kochraum – Anforderungen und Prüfung
  - Teil 2 Druckkochkessel, Anforderungen und Prüfung
- DIN 18856 Großküchengeräte – Friteusen – Anforderungen und Prüfung
- DIN 18857 Großküchengeräte
  - Teil 1 Kippbratpfannen; Anforderungen und Prüfung
  - Teil 2 Standbratpfannen, Anforderungen und Prüfung
  - Teil 3 Kipp-Druckgarpfannen, Anforderungen und Prüfung
  - Teil 4 Stand-Druckgarpfannen, Anforderungen und Prüfung
- DIN 18858 Großküchengeräte – Salamander und Gyrosgrills – Anforderungen und Prüfung
- DIN 18860 Großküchengeräte – Arbeitstische
  - Teil 1 Offene Arbeitstische; Anforderungen und Prüfung
  - Teil 2 Arbeitstische mit Schrankunterbauten; Anforderungen und Prüfung
- DIN 18861 Großküchengeräte – Spültische und -becken
  - Teil 1 Spültische; Anforderungen und Prüfung
  - Teil 2 Spülbecken; Anforderungen und Prüfung
  - Teil 3 Handwaschbecken, Anforderungen und Prüfung
  - Teil 4 Ausgussbecken, Anforderungen und Prüfung
  - Teil 5 Handwasch-Ausgussbeckenkombination, Anforderungen und Prüfung
- DIN 18862 Großküchengeräte – Automaten zum Braten und Grillen; Anforderungen und Prüfung
  - Teil 1 Kurzzeitbratstücke
  - Teil 2 Langzeitbratstücke
- DIN 18863 Großküchengeräte – Automaten und Geräte zum Garen und Aufbereiten unter Dampfdruck – Anforderungen und Prüfung
- DIN 18864 Großküchengeräte – Thermobehälter für Speisentransport
- DIN 18865 Großküchengeräte – Ausgabeanlagen
  - Teil 1 Maße, Anforderungen, Prüfung
  - Teil 2 Warmausgaben
  - Teil 3 Ausgabetische (Neutralgeräte)
  - Teil 4 Aufbauten beheizt oder unbeheizt
  - Teil 5 Tablettrutschen
  - Teil 6 Einbaustapelgeräte (beheizt oder unbeheizt)
  - Teil 7 Kaltausgabegeräte (Kühlgeräte)
  - Teil 8 Aufbauten, gekühlt
  - Teil 9 Schrankinnenräume in Standard- und in Hygieneausführung
  - Teil 10 Kassenmodule - Anforderungen und Prüfung
- DIN 18866 Großküchengeräte - Heißumluftgeräte und Heißluftdämpfer - Anforderungen und Prüfung
- DIN 18867 Großküchengeräte - Fahrbare Geräte
  - Teil 1 Servierwagen, Anforderungen und Prüfung
  - Teil 2 Regalwagen, Anforderungen und Prüfung
  - Teil 3 Tablett- und Behälter-Transportwagen, Anforderungen und Prüfung
  - Teil 4 Tablett-Abräumwagen, Anforderungen und Prüfung
  - Teil 5 Bankettwagen beheizt, Anforderungen und Prüfung
  - Teil 6 Bankettwagen gekühlt, Anforderungen und Prüfung
  - Teil 7 Speisenausgabewagen, Anforderungen und Prüfung
  - Teil 8 Rollen, Anforderungen und Prüfung
  - Teil 9 Stapelgeräte (neutral, beheizt oder gekühlt), Anforderungen und Prüfung
- DIN 18868 Großküchengeräte - Nichtthermische Einrichtungskomponenten
  - Teil 1 Schränke; Maße, Anforderungen, Prüfung
  - Teil 2 Regale; Maße, Anforderungen, Prüfung
- DIN 18869 Großküchengeräte - Einrichtungen zur Be- und Entlüftung von gewerblichen Küchen
  - Teil 1 Küchenlüftungshauben, Anforderungen und Prüfung
    - Berichtigung 1

  - Teil 2 Küchenlüftungsdecken, Anforderungen und Prüfung
    - Berichtigung 1

  - Teil 3 Luftdurchlässe, Anforderungen und Prüfung
    - Berichtigung 1

  - Teil 4 Luftleitungen, Ausführung und Dimensionierung
  - Teil 5 Abscheider, Anforderungen und Prüfung
  - Teil 6 Einbau und Betrieb von stationären Feuerlöschanlagen
    - Berichtigung 1

  - Teil 7 Anlagen zur Aerosol- und Aerosolatnachbehandlung, Anforderungen und Prüfung
- DIN 18870 Großküchengeräte – Grenzwerte für Abgasverluste
- DIN 18871 Großküchengeräte – Thermische Einrichtungskomponenten
  - Teil 1 Geschirrwärmeschränke – Anforderungen und Prüfung
  - Teil 2 Warmhaltebecken – Anforderungen und Prüfung
  - Teil 3 Wasserbäder – Anforderungen und Prüfung
  - Teil 4 Nudelkocher, Anforderungen und Prüfung
- DIN 18872 Großküchengeräte – Kältetechnische Einrichtungskomponenten
  - Teil 1 Kühl- und Tiefkühltische; Anforderungen und Prüfung
  - Teil 2 Kühlwannen; Anforderungen und Prüfung
  - Teil 3 Kühlvitrinen im Ausgabebereich; Anforderungen und Prüfung
  - Teil 4 Kühl- und Tiefkühlschränke; Anforderungen und Prüfung
  - Teil 5 Schnellkühler und Schockfroster; Anforderungen und Prüfung
- DIN 18873 Methoden zur Bestimmung des Energieverbrauchs von Großküchengeräten
  - Teil 1 Heißluftdämpfer
  - Teil 2 Gewerbliche Heißgetränkebereiter
  - Teil 3 Friteusen
  - Teil 4 Heißumluftbacköfen
  - Teil 5 Kippbratpfannen und Standbratpfannen
  - Teil 6 Kipp-Druckgarpfannen und Stand-Druckgarpfannen
  - Teil 7 Etagenbacköfen
  - Teil 8 Regeneriersysteme
  - Teil 9 Kochzonen
  - Teil 10 Eismaschinen
  - Teil 11 Durchlaufkühler für Getränkeschankanlagen
  - Teil 12 Bratöfen
  - Teil 13 Mikrowellen-Kombinationsgeräte
  - Teil 14 Wassernetzgebundene Trinkwasseranlagen zur Kühlung und CO2-Anreicherung
  - Teil 15 Doppelwandige Kochkessel und Schnellkochkessel mit drucklosem Kochraum
  - Teil 16 Gewerbliche Küchenmaschinen
  - Teil 17 Nudelkocher
  - Teil 18 Waffelbackgeräte
  - Teil 19 Brat- und Grillgeräte
  - Teil 20 Crepe- und Poffertjes-Backgeräte
- DIN 18874 Großküchengeräte - Tabletts zum Einschieben - Maße
- DIN 18875 Großküchengeräte - Leistungsoptimierungsanschluss
- DIN 18879 Großküchengeräte - Geräte zur Behandlung von Trinkwasser in Großküchen
  - Teil 1 Entkarbonisierungsanlagen vor Großküchengeräten
- DIN 18889 Speicher-Kohle-Wasserheizer, drucklos für 1 atü Prüfdruck; Begriffe, Bau, Güte, Leistung, Prüfung
- DIN 18890 Dauerbrandöfen für feste Brennstoffe
  - Teil 10 Raucharme Verbrennung
- DIN 18893 Raumheizvermögen von Einzelfeuerstätten; Näherungsverfahren zur Ermittlung der Feuerstättengröße
- DIN 18894 Feuerstätten für feste Brennstoffe – Pelletöfen – Anforderungen, Prüfung und Kennzeichnung
- DIN 18896 Feuerstätten für feste Brennstoffe – Technische Regeln für die Installation, Anforderungen an die Bedienungsanleitung
- DIN 18897 Feuerstätten für feste Brennstoffe – Raumluftunabhängige Feuerstätten
  - Teil 1 Raumheizer
- DIN 18900 Holzmastenbauart; Berechnung und Ausführung
- DIN 18902 Steinzeugteile für den Stallbau; Schalen, Platten, Tröge; Maße, Anforderungen, Prüfung
- DIN 18908 Fußböden für Stallanlagen; Spaltenböden aus Stahlbetonfertigteilen oder aus Holz; Maße, Lastannahmen, Bemessung, Einbau
- DIN 18910 Wärmeschutz geschlossener Ställe - Wärmedämmung und Lüftung
  - Teil 1 Planungs- und Berechnungsgrundlagen für geschlossene zwangsbelüftete Ställe
- DIN 18915 Vegetationstechnik im Landschaftsbau – Bodenarbeiten
- DIN 18916 Vegetationstechnik im Landschaftsbau – Pflanzen und Pflanzarbeiten
- DIN 18917 Vegetationstechnik im Landschaftsbau – Rasen und Saatarbeiten
- DIN 18918 Vegetationstechnik im Landschaftsbau – Ingenieurbiologische Sicherungsbauweisen – Sicherungen durch Ansaaten, Bepflanzungen, Bauweisen mit lebenden und nicht lebenden Stoffen und Bauteilen, kombinierte Bauweisen
- DIN 18919 Vegetationstechnik im Landschaftsbau – Entwicklungs- und Unterhaltungspflege von Grünflächen
- DIN 18920 Vegetationstechnik im Landschaftsbau – Schutz von Bäumen, Pflanzenbeständen und Vegetationsflächen bei Baumaßnahmen
- DIN 18945 Lehmsteine - Begriffe, Anforderungen, Prüfverfahren
- DIN 18946 Lehmmauermörtel - Begriffe, Anforderungen, Prüfverfahren
- DIN 18947 Lehmputzmörtel - Begriffe, Anforderungen, Prüfverfahren
  - Änderung 1
- DIN 18951 Lehmbauordnung, 1971 ohne Ersatz zurückgezogen
- DIN 18960 Nutzungskosten im Hochbau

## DIN 19000–19999
- DIN 19001 Steckschuh für Kamerazubehör; Anschlußmaße
- DIN 19002 Aufnahmeobjektive
  - Teil 1 Anschlußmaße für steckbares und schraubares Zubehör
- DIN 19003 Blitzlicht-Steckverbindung; Blitzlichtkabel, Stecker, Nippel
  - Teil 1 Anschlußmaße, Anforderungen
- DIN 19004 Phototechnik; Drahtauslöser, Drahtauslöserhülse, Anschlußmaße
- DIN 19010 Lichtelektrische Belichtungsmesser
  - Teil 1 Skalen, Kalibrieren
  - Teil 2 Automatische Belichtungseinstellung in photographischen Kameras
  - Teil 3 Blitzbelichtungsmesser
- DIN 19011 Blitzlichtquellen
  - Teil 1 Bestimmung von Leitzahl und Leistungsdaten
  - Teil 2 Elektronenblitzgeräte mit automatischer Belichtungsregelung
  - Teil 3 Kennzahlen für die spektrale Strahlungsverteilung
- DIN 19012 Blitzlampen; Blitzlampenanordnungen mit fest zugeordneten Reflektoren; Lichttechnische Daten
- DIN 19015 Zeitmessung an Zentralverschlüssen; Begriffe, Belichtungszeiten, Meßanordnungen; Synchronkontakte
- DIN 19016 Zeitmessung an Schlitzverschlüssen; Begriffe, Belichtungszeiten, Meßanordnungen; Synchronkontakte
- DIN 19017 Belichtungswert; Begriffe und Bezugspunkt, Belichtungswertkorrektur
- DIN 19021 Bewertung von Stehbildwerfern mit Lichtwurflampen
  - Teil 2 Temperaturmessungen an Diaprojektoren
  - Teil 3 Temperaturmessung an Arbeitsprojektoren
- DIN 19030 Filter für Aufnahme-, Kopier- und Wiedergabezwecke; Kopierfilter
  - Teil 3 Aufnahmefilter, Filterbezeichnungen
  - Teil 4 Kopierfilter; Bestimmen der Filterwerte
  - Teil 5 Kopierfilter; Filterskalen an Farbkopiergeräten
- DIN 19045 Projektion von Steh- und Laufbild
  - Teil 1 Projektions- und Betrachtungsbedingungen für alle Projektionsarten
  - Teil 2 Konfektionierte Bildwände
  - Teil 3 Mindestmaße für kleinste Bildelemente, Linienbreiten, Schrift- und Bildzeichengrößen in Originalvorlagen für die Projektion
  - Teil 4 Reflexions- und Transmissionseigenschaften von Bildwänden; Kennzeichnende Größen, Bildwandtyp, Messung
  - Teil 5 Lehr- und Heimprojektion für Steh- und Laufbild, Sicherheitstechnische Anforderungen an konfektionierte Bildwände
  - Teil 6 Lehr- und Heimprojektion für Steh- und Laufbild, Bildzeichen und Info-Zeichen
  - Teil 7 Meßverfahren zum Ermitteln der Abbildungseigenschaften von Diaprojektoren
  - Teil 8 Lichtmessungen bei der Bildprojektion mit Projektor und getrennter Bildwand
  - Teil 9 Lichtmessungen bei der Bildprojektion mit Projektionseinheiten
- DIN 19046 Projektionstechnik, Bühnen- und Theaterprojektion für Steh-, Wander- und Laufbild
  - Teil 1 Allgemeines
  - Teil 2 Schrägprojektion auf ebene Bildwände, Projektionseinrichtungen und Projektionsvorlagen
  - Teil 2 Beiblatt 1 Schrägprojektion auf ebene Bildwände, Arbeitsunterlagen für den praktischen Gebrauch
  - Teil 2 Beiblatt 2 DIN-Einstelldia A zum Ausrichten der Bildbühne, Nenngröße 13 × 13
  - Teil 2 Beiblatt 3 DIN-Einstelldia A zum Ausrichten der Bildbühne, Nenngröße 18 × 18
  - Teil 2 Beiblatt 4 DIN-Einstelldia B zum Anwenden der Projektion
  - Teil 3 Bühnenbeleuchtung und Projektion des Bühnenabschlusses
- DIN 19051 Testvorlagen für die Mikrographie
  - Teil 2 Testfelder zum Prüfen der Lesbarkeit und Messung des Auflösungsvermögens
    - Beiblatt 1 Testblatt zur praktischen Anwendung
    - Beiblatt 2 Testblatt zur praktischen Anwendung bei (Mikrofilm) Durchlaufkameras

  - Teil 3 Testanordnung (Testtafel) zur Prüfung der Mikroverfilmung mit Schrittschaltkamera von technischen Zeichnungen
    - Beiblatt 1 Graufelder zur praktischen Anwendung

  - Teil 4 Testblatt B zum Prüfen der optischen Dichte und zum Ermitteln des Abbildungsmaßstabes der Aufnahme
    - Beiblatt 1 Testtafel mit Graufeldern zur praktischen Anwendung
    - Beiblatt 2 Testblatt B (Format A4) zur praktischen Anwendung

  - Teil 20 Probeaufnahmen zum Festlegen der Aufnahmebedingungen für die Zeichnungsverfilmung
  - Teil 21 Probeaufnahmen zum Festlegen der Aufnahmebedingungen für die Verfilmung von Schriftgut, Schrifttum und Zeitungen
- DIN 19052 Mikrofilmtechnik; Zeichnungsverfilmung
  - Teil 1 Mikrofilm 35 mm, Maße
  - Teil 2 Mikrofilm 35 mm, Aufnahmetechnik
  - Teil 3 Mikrofilm 35 mm, Verkleinerungs- und Vergrößerungsfaktoren
  - Teil 4 Aufnahme in Teilen auf Mikrofilm 35 mm
  - Teil 6 Mikrofilm 35 mm; Mindestanforderungen an Vergrößerungen
- DIN 19053 Mikrofilmkarte für Film 35 mm
- DIN 19057 Mikrofilmtechnik; Verfilmung von Zeitungen; Aufnahme auf Film 35 mm
- DIN 19058 Farbmikrofilm – Aufnahmetechnik, Herstellen von Original-Strichvorlagen und Halbton-Vorlagen, Bewertung
- DIN 19059 Mikrofilme; Bildzeichen für die Mikroverfilmung
  - Teil 2 Anwendung und Übersicht
    - Beiblatt 1 Vorlagen für die praktische Anwendung
- DIN 19078 Mikrofilmtechnik; Mikrofilm-Lesegeräte
  - Teil 1 Anforderungen an Durchlicht-Mikrofilm-Lesegeräte
  - Teil 4 Mindestangaben in Datenblättern
- DIN 19204 Durchflußmeßtechnik; Anzeigebereiche, Folge der Teilstriche und Bezifferung der Skalen für Durchfluß-Anzeiger
- DIN 19207 Durchflussmessung von Fluiden mit Drosselgeräten – Gewindestutzen und Zubehör
- DIN 19211 Durchflussmessung von Fluiden mit Drosselgeräten – Abgleichgefäße
- DIN 19214 Durchflussmesstechnik – Drosselgeräte
  - Teil 1 Drosselgeräte mit Flansch-Druckentnahme, Nennweite 50 bis 500, Nenndruck 10 bis 100 – Dichtungsart glatt (zurückgezogen)
  - Teil 2 Drosselgeräte mit Flansch-Druckentnahme, Nennweite 10 bis 400, Nenndruck 10 bis 100 – Dichtungsart Vor- und Rücksprung (zurückgezogen)
  - Teil 3 Drosselgeräte mit Flansch-Druckentnahme, Nennweite 10 bis 400, Nenndruck 64 bis 400 – Dichtungsart Linse (zurückgezogen)
  - Teil 4 Drosselgeräte mit Flansch-Druckentnahme; Meßstrecken, Nennweite 10 bis 200 (zurückgezogen)
  - Teil 5 Drosselgerät mit Meßflanschen; Länge der Entnahmestutzen und Einbaumaße zur Ermittlung des Platzbedarfs (zurückgezogen)
- DIN 19216 Durchflußmeßtechnik – Montageanordnungen für Durchflußmeßeinrichtungen nach dem Wirkdruckverfahren
- DIN 19217 Meßanlagen für Flüssigkeiten außer Wasser – Definitionen, Anforderungen und Prüfung (OIML R 117:1995)
- DIN 19221 Regelungstechnik und Steuerungstechnik – Formelzeichen
- DIN 19222 Leittechnik – Begriffe, ersetzt durch DIN IEC 60050-351
- DIN 19223 Leittechnik – Regeln für die Benennung von Messgeräten, ersetzt durch DIN EN 62419
- DIN 19225 Benennung und Einteilung von Reglern (2009 ersetzt durch DIN IEC 60050-351)
- DIN 19226 Regelungstechnik und Steuerungstechnik (2009 ersetzt durch DIN IEC 60050-351)
- DIN 19227 Leittechnik, Graphische Symbole und Kennbuchstaben für die Prozessleittechnik
  - Teil 1 Darstellung von Aufgaben (2010 zurückgezogen, 2014 ersetzt durch DIN 28000-4 mit DIN EN 62424)
  - Teil 2 Darstellung von Einzelheiten
- DIN 19235 Messen, Steuern, Regeln; Meldung von Betriebszuständen
- DIN 19237 Steuerungstechnik (Begriffe), ersetzt durch DIN IEC 60050-351
- DIN 19242 Messen, Steuern, Regeln; Leistungstest von Prozeßrechensystemen; Zeitmessungen
  - Beiblatt 1 Verzeichnis der veröffentlichten Normen
  - Teil 1 Testverfahren
  - Teil 2 Testfunktion: Multiplikation
  - Teil 3 Testfunktion: Bedingter Sprung
  - Teil 4 Testfunktion: Sinusberechnung
  - Teil 5 Testfunktion: Matrix-Inversion
  - Teil 6 Testfunktion: Suchen eines Bitmusters
  - Teil 7 Testfunktion: Interrupt-Behandlung mit Programm-Start
  - Teil 8 Testfunktion: E/A-Operation auf Peripherspeicher (Randomzugriff)
  - Teil 9 Testfunktion: Digitale Ein- und Ausgabe
  - Teil 10 Testfunktion: Dialog am Terminal
  - Teil 11 Testfunktion: Synchronisation mit Botschaftsverkehr zwischen zwei Tasks
  - Teil 12 Testfunktion: Satzweises Lesen und Schreiben in Dateien (Randomzugriff)
  - Teil 13 Testfunktion: Datenübertragung mit störungsfreier Übertragungsstrecke
  - Teil 14 Testfunktion: Erzeugung von ablauffähigem Code und Programmstart
- DIN 19244 Fernwirkeinrichtungen und Fernwirksysteme
  - Teil 3 Schnittstellen (Elektrische Merkmale); IEC 60870-3:1989; Deutsche Fassung HD 546.3 S1:1991
  - Teil 4 Anforderungen an die Leistungsmerkmale (IEC 60870-4:1990); Deutsche Fassung HD 546.4 S1:1992
- DIN 19260 pH-Messung – Allgemeine Begriffe
- DIN 19261 pH-Messung – Messverfahren mit Verwendung potentiometrischer Zellen – Begriffe
- DIN 19262 Steckbuchse und Stecker geschirmt für pH-Elektroden
- DIN 19263 pH-Messung – pH-Messketten
- DIN 19265 pH-/Redox-Messung – pH-/Redox-Messumformer – Anforderungen
- DIN 19266 pH-Messung – Referenzpufferlösungen zur Kalibrierung von pH-Meßeinrichtungen
- DIN 19267 pH-Messung – Technische Pufferlösungen, vorzugsweise zur Kalibrierung und Justierung von technischen pH-Messeinrichtungen
- DIN 19268 pH-Messung – pH-Messung von wässrigen Lösungen mit pH-Messketten mit pH-Glaselektroden und Abschätzung der Messunsicherheit
- DIN 19277 Grafische Symbole der Prozessleittechnik
- DIN 19302 Packstoffe – Papiere für allgemeine Verpackungszwecke – Anforderungen, Prüfung
- DIN 19303 Karton – Begriffe und Sorteneinteilungen
- DIN 19306 Papier – Druckpapiere
  - Teil 1: Allgemeine technische Lieferbedingungen
  - Teil 2: Technische Lieferbedingungen für Offset-Papier, gestrichen und ungestrichen, weiß
  - Teil 3: Technische Lieferbedingungen für Tiefdruck-Papier, gestrichen und ungestrichen
  - Teil 4: Technische Lieferbedingungen für Zeitungsdruckpapier
- DIN 19307 Pappe und Papier – Büropapier, ungestrichen, unbeschichtet – Anforderungen, Prüfung
- DIN 19400 Zahnheilkunde - Kieferorthopädischer Gesichtsbogen
- DIN 19401 Zahnheilkunde - Vokabular der Prozesskette von DVT bis CAD/CAM für implantatprothetische Versorgungen
- DIN 19402 Zahnheilkunde - Pulverstrahl-Handstücke
- DIN 19403 Zahnheilkunde - Mehrfunktionshandstücke
- DIN 19516 WC-Sitze – Anforderungen und Prüfverfahren
- DIN 19522 Gusseiserne Abflussrohre und Formstücke ohne Muffe (SML)
- DIN 19523 Anforderungen und Prüfverfahren zur Ermittlung der Hochdruckstrahlbeständigkeit und -spülfestigkeit von Rohrleitungsteilen für Abwasserleitungen und -kanäle
- DIN 19527 Elution von Feststoffen – Schüttelverfahren zur Untersuchung des Elutionsverhaltens von organischen Stoffen mit einem Wasser/Feststoff-Verhältnis von 2 l/kg
- DIN 19528 Elution von Feststoffen – Perkolationsverfahren zur gemeinsamen Untersuchung des Elutionsverhaltens von anorganischen und organischen Stoffen
- DIN 19529 Elution von Feststoffen – Schüttelverfahren zur Untersuchung des Elutionsverhaltens von anorganischen Stoffen mit einem Wasser/Feststoff-Verhältnis von 2 l/kg
- DIN 19531 Rohr und Formstücke aus weichmacherfreiem Polyvinylchlorid (PVC-U) für Abwasserleitungen innerhalb von Gebäuden
  - Teil 10 Brandverhalten, Überwachung und Verlegehinweise
- DIN 19534 Rohre und Formstücke aus weichmacherfreiem Polyvinylchlorid (PVC-U) mit Steckmuffe für Abwasserkanäle und -leitungen
  - Teil 3 Güteüberwachung und Bauausführung
- DIN 19535 Rohre und Formstücke aus Polyethylen hoher Dichte (PE-HD) für heißwasserbeständige Abwasserleitungen (HT) innerhalb von Gebäuden
  - Teil 10 Brandverhalten, Güteüberwachung und Verlegehinweise
- DIN 19537 Rohre, Formstücke und Schächte aus Polyethylen hoher Dichte (PE-HD) für Abwasserkanäle und -leitungen
  - Teil 3 Fertigschächte; Maße, Technische Lieferbedingungen
- DIN 19538 Rohre und Formstücke aus chloriertem Polyvinylchlorid (PVC-C) für heißwasserbeständige Abwasserleitungen (HT) innerhalb von Gebäuden, ersetzt durch DIN EN 1566-1 und DIN CEN/TS 1566-2
  - Teil 10 Brandverhalten, Güteüberwachung und Verlegehinweise
- DIN 19541 Geruchverschlüsse für besondere Verwendungszwecke – Anforderungen und Prüfverfahren
- DIN 19551 Kläranlagen – Rechteckbecken
  - Teil 1 Absetzbecken für Schild-, Saug- und Bandräumer; Bauformen, Hauptmaße, Ausrüstungen
  - Teil 3 Sandfänge mit Saug- und Schildräumer; Bauformen, Hauptmaße, Ausrüstungen
- DIN 19552 Kläranlagen – Rundbecken – Absetzbecken mit Schild- und Saugräumer und Eindicker; Bauformen, Hauptmaße, Ausrüstungen
- DIN 19553 Kläranlagen – Tropfkörper mit Drehsprenger – Hauptmaße und Ausrüstungen
- DIN 19554 Kläranlagen – Rechenbauwerk mit geradem Rechen als Mitstrom- und Gegenstromrechen – Hauptmaße, Ausrüstungen
- DIN 19555 Steigeisen für einläufige Steigeisengänge – Steigeisen zum Einbau in Beton
  - Berichtigung 1
- DIN 19556 Kläranlagen – Rinne mit Absperrorgan – Hauptmaße
- DIN 19557 Kläranlagen – Mineralische Füllstoffe und Füllstoffe aus Kunststoff für Tropfkörper – Anforderungen, Prüfung, Lieferung, Einbringen
- DIN 19558 Kläranlagen – Ablaufeinrichtungen, Überfallwehr und Tauchwand, getauchte Ablaufrohre in Becken – Baugrundsätze, Hauptmaße, Anordnungsbeispiele
- DIN 19559 Durchflußmessung von Abwasser in offenen Gerinnen und Freispiegelleitungen
  - Teil 1 Allgemeine Angaben
  - Teil 2 Venturi-Kanäle
- DIN 19560 Rohre und Formstücke aus Polypropylen (PP) für heißwasserbeständige Abwasserleitungen (HT) innerhalb von Gebäuden, ersetzt durch DIN EN 1451-1 und DIN CEN/TS 1451-2
  - Teil 10 Brandverhalten, Güteüberwachung und Verlegehinweise
- DIN 19561 Rohre und Formstücke aus Styrol-Copolymerisaten für heißwasserbeständige Abwasserleitungen (HT) innerhalb von Gebäuden
  - Teil 10 Brandverhalten, Güteüberwachung und Verlegehinweise
- DIN 19565 Rohre, Formstücke und Schächte aus glasfaserverstärktem Polyesterharz (UP-GF) für erdverlegte Abwasserkanäle und -leitungen; Fertigschächte
  - Teil 5 Maße, Technische Lieferbedingungen, im März 2013 ersetzt durch DIN EN 15383
- DIN 19569 Kläranlagen – Baugrundsätze für Bauwerke und technische Ausrüstungen
  - Teil 2 Besondere Baugrundsätze für Einrichtungen zum Abtrennen und Eindicken von Feststoffen
  - Teil 3 Besondere Baugrundsätze für Einrichtungen zur aeroben biologischen Abwasserreinigung
  - Teil 4 Besondere Baugrundsätze für gehäuselose Absperrorgane
  - Teil 5 Besondere Baugrundsätze für Anlagen zur anaeroben Behandlung von Abwasser
  - Teil 7 Fäkalschlammübernahmestation
  - Teil 8 Besondere Baugrundsätze für Anlagen zur Abwasserreinigung mit Festbettfiltern und biologischen Filtern
  - Teil 9 Maschinelle Klärschlammentwässerung
  - Teil 10 Besondere Baugrundsätze für Anlagen zur Trocknung von Klärschlamm
  - Teil 11 Dosieranlagen
  - Teil 12 Fördereinrichtungen
- DIN 19571 Aufsätze 500 × 500 für Straßenabläufe, Klasse C 250, rinnenförmig
  - Teil 1 Zusammenstellung
  - Teil 2 Einzelteile
- DIN 19572 Haltevorrichtungen zum Einsteigen in begehbare Schächte – Anforderungen, Prüfung
- DIN 19573 Mörtel für Neubau und Sanierung von Entwässerungssystemen außerhalb von Gebäuden
- DIN 19580 Entwässerungsrinnen für Verkehrsflächen – Dauerhaftigkeit, Einheitsgewicht und Bewertung der Konformität
- DIN 19583 Aufsätze 500 × 500 für Straßenabläufe, Klasse C 250 und Klasse D 400
  - Teil 1 Zusammenstellung
  - Teil 2 Einzelteile
- DIN 19584 Schachtabdeckungen für Einsteigschächte, Klasse D 400
  - Teil 1 Zusammenstellung
  - Teil 2 Einzelteile
- DIN 19585 Entwässerungsgegenstände; Technische Lieferbedingungen für Gegenstände aus Gußwerkstoff, Beton und Beton in Verbindung mit Gußwerkstoff
- DIN 19590 Aufsätze für Straßenabläufe, Klasse A 15, quadratisch
  - Teil 1 Zusammenstellung
  - Teil 2 Einzelteile
- DIN 19593 Aufsätze für Straßenabläufe, Klasse B 125, quadratisch
  - Teil 1 Zusammenstellung
  - Teil 2 Einzelteile
- DIN 19594 Aufsätze 300 × 500 für Straßenabläufe, Klasse C 250
  - Teil 1 Zusammenstellung
  - Teil 2 Einzelteile
- DIN 19596 Schachtabdeckungen, Klassen A 15 und B 125, rund
  - Teil 1 Zusammenstellung
  - Teil 2 Rahmen
  - Teil 3 Deckel
- DIN 19605 Festbettfilter zur Wasseraufbereitung – Aufbau und Bestandteile
- DIN 19606 Chlorgasdosieranlagen zur Wasseraufbereitung – Anlagenaufbau und Betrieb
- DIN 19624 Anschwemmfilter zur Wasseraufbereitung
- DIN 19626 Produkte zur Aufbereitung von Wasser für den menschlichen Gebrauch – Calciumchlorid
- DIN 19627 Ozonerzeugungsanlagen zur Wasseraufbereitung
- DIN 19628 Mechanisch wirkende Filter in der Trinkwasser-Installation – Anwendung von mechanisch wirkenden Filtern nach DIN EN 13443-1
- DIN 19630 Richtlinien für den Bau von Wasserrohrleitungen; Technische Regel des DVGW, März 2000 ersetzt durch DIN EN 805
- DIN 19631 Elution von Bauprodukten - Perkolationsverfahren zur Untersuchung des Elutionsverhaltens von Injektionsmitteln
- DIN 19633 Ionenaustauscher, Adsorberharze und Hybridadsorber zur Wasseraufbereitung – Technische Lieferbedingungen
- DIN 19635 Dosiersysteme in der Trinkwasserinstallation
  - Teil 100 Anforderungen zur Anwendung von Dosiersystemen nach DIN EN 14812
- DIN 19636 Enthärtungsanlagen (Kationenaustauscher) in der Trinkwasserinstallatio
  - Teil 100 Anforderungen zur Anwendung von Enthärtungsanlagen nach DIN EN 14743
- DIN 19643 Aufbereitung von Schwimm- und Badebeckenwasser
  - Teil 1 Allgemeine Anforderungen
  - Teil 2 Verfahrenskombinationen mit Festbett- und Anschwemmfiltern
  - Teil 3 Verfahrenskombinationen mit Ozonung
  - Teil 4 Verfahrenskombinationen mit Ultrafiltration
  - Teil 5 Verfahrenskombinationen mit Nutzung von Brom als Desinfektionsmittel, erzeugt durch Ozonung bromidreichen Wassers
- DIN 19645 Aufbereitung von Spülabwässern aus Anlagen zur Aufbereitung von Schwimm- und Badebeckenwasser (Befindet sich derzeit in Überarbeitung)
- DIN 19648 Zähler für kaltes Wasser
  - Teil 1 Eckwasserzähler
  - Teil 2 Standrohrwasserzähler
  - Teil 3 Steigrohrwasserzähler
- DIN 19650 Bewässerung – Hygienische Belange von Bewässerungswasser
- DIN 19653 Bewässerungsanlagen – Graphische Symbole, Kurzzeichen, Darstellungen, Benennungen, ersetzt durch DIN ISO 15081
- DIN 19655 Bewässerung – Aufgaben, Grundlagen, Planung und Verfahren
- DIN 19657 Sicherungen von Gewässern, Deichen und Küstendünen; Richtlinien
- DIN 19658 Wickelbare Rohre aus Polyethylen (PE) und Schläuche für Bewässerungsanlagen
  - Teil 2 Schläuche mit Gewebeeinlage, formbeständig; Maße und Technische Lieferbedingungen
  - Teil 3 Schläuche mit Gewebeeinlage, formunbeständig; Maße und Technische Lieferbedingungen
- DIN 19660 Landschaftspflege bei Maßnahmen der Bodenkultur und des Wasserbaus
- DIN 19661 Wasserbauwerke
  - Teil 1 Kreuzungsbauwerke; Durchleitungs- und Mündungsbauwerke
  - Teil 2 Sohlenbauwerke – Abstürze, Absturztreppen, Sohlenrampen, Sohlengleiten, Stützschwellen, Grundschwellen, Sohlenschwellen
- DIN 19662 Bodenbeschaffenheit – Felduntersuchungen – Bestimmung des Eindringwiderstandes von Böden mit dem Handpenetrometer
- DIN 19663 Wildbachverbauung; Begriffe, Planung und Bau
- DIN 19666 Sickerrohr- und Versickerrohrleitungen – Allgemeine Anforderungen
- DIN 19667 Dränung von Deponien – Planung, Bauausführung und Betrieb
- DIN 19671 Erdbohrgeräte für den Landeskulturbau
  - Teil 1 Rillenbohrer, Rohrbohrer
  - Teil 2 Gestänge, Flügelbohrer, Bohrschappe, Marschenlöffel, Spiralbohrer
- DIN 19672 Bodenentnahmegeräte für den Landeskulturbau
  - Teil 1 Geräte zur Entnahme von Bodenproben in ungestörter Lagerung
  - Teil 2 Geräte zur Untersuchung und Entnahme von Moorbodenproben
- DIN 19673 Bodenbeschaffenheit - Zeichnerische Darstellung bodenkundlicher Untersuchungsergebnisse
- DIN 19677 Produkte zur Aufbereitung von Wasser für den menschlichen Gebrauch - Mangan(II)chlorid
- DIN 19682 Bodenbeschaffenheit – Felduntersuchungen
  - Teil 1 Bestimmung der Bodenfarbe
  - Teil 2 Bestimmung der Bodenart
  - Teil 5 Bestimmung des Feuchtezustands des Bodens
  - Teil 7 Bestimmung der Infiltrationsrate mit dem Doppelzylinder-Infiltrometer
  - Teil 8 Bestimmung der Wasserdurchlässigkeit mit der Bohrlochmethode
  - Teil 9 Bestimmung der Luftdurchlässigkeit
  - Teil 10 Beschreibung und Beurteilung des Bodengefüges
  - Teil 12 Bestimmung des Zersetzungsgrades der Torfe
  - Teil 13 Bestimmung der Carbonate, der Sulfide, des pH-Wertes und der Eisen(II)-Ionen
- DIN 19683 Bodenbeschaffenheit – Physikalische Laboruntersuchungen
  - Teil 9 Bestimmung der Wasserdurchlässigkeit in wassergesättigten Stechzylinderbodenproben
  - Teil 13 Bestimmung des Substanzanteils, Porenanteils und der Porenziffer
  - Teil 14 Bestimmung des Substanzanteils von Moorböden
  - Teil 16 Bestimmung der Aggregatstabilität nach dem Siebtauchverfahren
- DIN 19684 Bodenuntersuchungsverfahren im Landwirtschaftlichen Wasserbau – Chemische Laboruntersuchungen
  - Teil 3 Bestimmung des Glühverlusts und des Glührückstands
  - Teil 6 Bestimmung des Gehaltes an oxalatlöslichem Eisen
  - Teil 7 Bestimmung des Gehalts an leichtlöslichem zweiwertigem Eisen
  - Teil 9 Bestimmung des Gehaltes an pflanzenschädlichen Sulfiden und Polysulfiden im Boden
  - Teil 10 Untersuchung und Beurteilung des Wassers bei Bewässerungsmaßnahmen
- DIN 19686 Vegetationsökologische Datenerhebung für Aufgaben im Bereich der Landeskultur
- DIN 19687 Bodenbeschaffenheit – Berechnung der Sickerwasserrate aus dem Boden
- DIN 19695 Befördern und Lagern von Beton-, Stahlbeton- und Spannbetonrohren, zugehörigen Formstücken sowie Schachtringen
- DIN 19698 Untersuchung von Feststoffen - Probenahme von festen und stichfesten Materialien
  - Teil 1 Anleitung für die segmentorientierte Entnahme von Proben aus Haufwerken
  - Teil 2 Anleitung für die Entnahme von Proben zur integralen Charakterisierung von Haufwerken
- DIN 19700 Stauanlagen
  - Teil 10 Gemeinsame Festlegungen
  - Teil 11 Talsperren
  - Teil 12 Hochwasserrückhaltebecken
  - Teil 13 Staustufen
  - Teil 14 Pumpspeicherbecken
  - Teil 15 Sedimentationsbecken
- DIN 19702 Massivbauwerke im Wasserbau – Tragfähigkeit, Gebrauchstauglichkeit und Dauerhaftigkeit
- DIN 19703 Schleusen der Binnenschifffahrtsstraßen – Grundsätze für Abmessungen und Ausrüstung
- DIN 19704 Stahlwasserbauten
  - Teil 1 Berechnungsgrundlagen
  - Teil 2 Bauliche Durchbildung und Herstellung
  - Teil 3 Elektrische Ausrüstung
- DIN 19706 Bodenbeschaffenheit – Ermittlung der Erosionsgefährdung von Böden durch Wind
- DIN 19707 Bodenbeschaffenheit – Klassifizierung des Nährstoffversorgungszustandes von Böden
- DIN 19708 Bodenbeschaffenheit – Ermittlung der Erosionsgefährdung von Böden durch Wasser mit Hilfe der ABAG
- DIN 19711 Hydrogeologische Zeichen
- DIN 19712 Flussdeiche
- DIN 19720 Tragplatten aus Beton für Straßenkappen; Maße, Formen
- DIN 19731 Bodenbeschaffenheit – Verwertung von Bodenmaterial
- DIN 19732 Bodenbeschaffenheit – Bestimmung des standörtlichen Verlagerungspotentials von nichtsorbierbaren Stoffen
- DIN 19738 Bodenbeschaffenheit – Resorptionsverfügbarkeit von organischen und anorganischen Schadstoffen aus kontaminiertem Bodenmaterial
- DIN 19739 Luftbeschaffenheit und Bodenbeschaffenheit – Messen der atmosphärischen Deposition organischer Spurenstoffe; Trichter-Adsorber-Verfahren
  - Teil 1 Sammelgeräte; Anforderungen, Aufbau, Anwendung
  - Teil 2 Bestimmung von polycyclischen aromatischen Kohlenwasserstoffen
- DIN 19740 Bodenbeschaffenheit - Umweltrelevante Anforderungen an den Bau und Betrieb von zivilen Schießstätten
  - Teil 2 Untersuchungen
- DIN 19741 Bodenbeschaffenheit – Bestimmung der Gehalte von Platingruppenelementen (Platin, Palladium, Rhodium) in Böden, Bodenmaterialien und Schlämmen
- DIN 19742 Bodenbeschaffenheit - Bestimmung von ausgewählten Phthalaten in Schlamm, Sediment, festem Abfall und Boden nach Extraktion und Bestimmung mittels massenspektrometrischer Gaschromatographie (GC-MS)
- DIN 19745 Bodenbeschaffenheit – Grundlagen für die Bestimmung des Wassergehalts durch Time-Domain-Reflektometry (TDR) und Time-Domain-Transmissometry (TDT)
- DIN 19746 Bodenbeschaffenheit – Bestimmung von mineralischem Stickstoff (Nitrat und Ammonium) in Bodenprofilen (Nmin-Laborverfahren)
- DIN 19747 Untersuchung von Feststoffen – Probenvorbehandlung, -vorbereitung und -aufarbeitung für chemische, biologische und physikalische Untersuchungen
- DIN 19752 Wasserkraftanlagen; Regeln für Planung und Betrieb
- DIN 19802 Gußeiserne Formstücke für Asbestzement-Druckrohrleitungen; Schaftenden für GAZ-Stücke
- DIN 19850 Faserzement-Rohre und -Formstücke für Abwasserkanäle, ersetzt durch DIN EN 588-1
  - Teil 1 Maße von Rohren, Abzweigen und Bogen
  - Teil 2 Maße von Rohrverbindungen
  - Teil 3 Schächte; Maße, Technische Lieferbedingungen
- DIN 19901 Abscheideranlagen für Leichtflüssigkeiten und Fette – Nachweis der Tragfähigkeit und Gebrauchstauglichkeit

## DIN 20000–29999
- DIN 20000 Anwendung von Bauprodukten in Bauwerken
  - Teil 1 Holzwerkstoffe
  - Teil 2 Industriell gefertigte Schalungsträger aus Holz
  - Teil 3 Brettschichtholz und Balkenschichtholz nach DIN EN 14080
  - Teil 4 Vorgefertigte tragende Bauteile mit Nagelplattenverbindungen nach DIN EN 14250:2010-05
  - Teil 5 Nach Festigkeit sortiertes Bauholz für tragende Zwecke mit rechteckigem Querschnitt
  - Teil 6 Stiftförmige und nicht stiftförmige Verbindungsmittel nach DIN EN 14592 und DIN EN 14545
  - Teil 7 Keilgezinktes Vollholz für tragende Zwecke nach DIN EN 15497
  - Teil 129 Regeln für die Verwendung von keramischen Zwischenbauteilen nach DIN EN 15037-3:2011-07
  - Teil 401 Regeln für die Verwendung von Mauerziegeln nach DIN EN 771-1:2011-07
  - Teil 402 Regeln für die Verwendung von Kalksandsteinen nach DIN EN 771-2:2015-11
  - Teil 404 Regeln für die Verwendung von Porenbetonsteinen nach DIN EN 771-4:2011-07
- DIN 20002 Rohrleitungen für den Bergbau; Stahlrohre mit losen Flanschen und glatten Bunden
  - Teil 1 Nenndruck 10
  - Teil 2 Nenndruck 6
  - Teil 3 Nenndruck 40
- DIN 20003 Rohrleitungen für den Bergbau; Formstücke mit losen Flanschen und glatten Bunden
  - Teil 1 Nenndruck 10
  - Teil 2 Nenndruck 6
  - Teil 3 Nenndruck 40
- DIN 20004 Rohrleitungen für den Bergbau
  - Teil 1 Einschaltringe für Nenndrücke PN 10 und PN 40
  - Teil 2 Keilringe für Nenndrücke PN 10 und PN 40
- DIN 20006 Rohrleitungen für den Bergbau; Flachdichtringe für Stahlrohre nach DIN 20002 und Formstücke nach DIN 20003
- DIN 20012 Blasversatzrohre
- DIN 20013 Dichtringe für Blasversatzrohre
- DIN 20018 Schläuche mit Textileinlagen
  - Teil 1 Maximaler Arbeitsdruck PN 10/16
  - Teil 2 Maximaler Arbeitsdruck PN 40
  - Teil 3 Maximaler Arbeitsdruck PN 100
  - Teil 4 Prüfung
- DIN 20021 Fluidtechnik – Schläuche mit Einlage – Ergänzungen zu DIN EN 853 bis DIN EN 857
- DIN 20029 Schlauchanschlußteile; Kegellehren; Kegel 1:3
- DIN 20030 Schlauchanschlußteile; Durchgangshahn mit Hahngriff; Maße, Werkstoffe, Anforderungen
- DIN 20033 Schlauchanschlußteile; Kegeltülle mit Überwurfmutter
- DIN 20035 Schlauchanschlußteile; Flanschtülle; Nenndruck 16
- DIN 20036 Schlauchanschlußteile; Verbindungsnippel mit Rundgewinde
- DIN 20037 Schlauchanschlußteile; Anschlußnippel; Maße
- DIN 20038 Schlauchanschlußteile; Verbindungstüllen
- DIN 20039 Schlauchanschlußteile – Schlauchklemmen
- DIN 20040 Schlauchanschlußteile; Nippelventil; Nenndruck 16
- DIN 20042 Wasserventil, Nenndruck 40 – Maße und Anforderungen
- DIN 20043 Steckverbindungen für Hydraulikschlauchleitungen – Maße, Anforderungen, Prüfung
- DIN 20044 Steckverbindungen Typ S für Hydraulikschlauchleitungen – Maße, Anforderungen, Prüfung
- DIN 20066 Fluidtechnik – Schlauchleitungen – Maße, Anforderungen
- DIN 20097 Getriebe für Kohlenhobel und Kettenförderer unter Tage; Schilder für Getriebeübersetzungen
- DIN 20109 Kreuzhacke
- DIN 20110 Stopf-Spitzhacke
- DIN 20112 Spitzkratze
- DIN 20115 Grubenbeile
- DIN 20119 Rutschenschaufeln
- DIN 20120 Sandschaufeln
- DIN 20121 Stechschaufeln
- DIN 20123 Randschaufeln
- DIN 20124 Pfannenschaufeln
- DIN 20125 Füllschaufeln
- DIN 20127 Spaten
- DIN 20128 Flachrandschaufeln
- DIN 20129 Blattschaufeln
- DIN 20135 Treibfäustel
- DIN 20136 Handfäustel
- DIN 20142 Bügelsägen mit Rundstahlbügel und zwei Griffen
- DIN 20151 Schaufelstiel 1300; Maße, Anforderungen, Prüfung, Kennzeichnung
- DIN 20152 Griffstiele für Schaufeln und Spaten; Formen, Maße, Anforderungen, Prüfung, Kennzeichnung
- DIN 20163 Sprengarbeiten
- DIN 20164 Sprengmittel – Wettersprengstoffe
  - Teil 1 Anforderungen, Prüfung, Kennzeichnung
- DIN 20165 Sprengmittel – Schlagwettersichere Sprengzünder (Wettersprengzünder) – Anforderungen und Prüfung
- DIN 20166 Sprengmittel – Schlagwettersichere Sprengschnüre (Wettersprengschnüre) – Sicherheitstechnische Anforderungen und Prüfung
- DIN 20180 Rolle für Kleideraufzüge in Waschkauen
- DIN 20182 Knotenkette für Kleideraufzüge in Waschkauen – Nicht geprüft, nicht lehrenhaltig
- DIN 20301 Gesteinsbohrtechnik – Begriffe, Einheiten, Formelzeichen
- DIN 20302 Gesteinsbohreinrichtungen; Begriffe
- DIN 20311 Gestängerohre für Großlochbohrungen im Bergbau über 100 mm Durchmesser
- DIN 20314 Gewinde für Gestängerohre über 100 mm Durchmesser für Großlochbohrungen im Bergbau
- DIN 20316 Gesteinsbohren – Gewindeverbindungen für dünnwandige Drehbohrgestänge – Maße, Ausführung
- DIN 20317 Gesteinsbohren – Rundgewindeverbindungen für Schlagbohrgestänge – Maße, Ausführung
- DIN 20350 Schneidende Gewinnungs- und Vortriebsmaschinen; Schäfte der Schneidwerkzeuge und deren Einbaumaße
- DIN 20351 Gesteinsbohren - Angellochverbindung für Drehbohrgestänge - Maße, Ausführung
- DIN 20352 Gesteinsbohren - Vierkantverbindung für Drehbohrgestänge - Maße, Ausführung
- DIN 20353 Gesteinsbohren - Trapezgewindeverbindungen für Schlagbohrgestänge - Maße, Ausführungen
- DIN 20361 Gesteinsbohren – Bohrerhülsen – Anschlussmaße, Werkstoff, Ausführung
- DIN 20367 Gesteinsbohren – Rundgewindeverbindungen für Drehbohrgestänge – Maße, Ausführung
- DIN 20369 Abbauhämmer; Flach- und Abschermeißel ohne und mit Einsteckende
- DIN 20371 Bohrhämmer; Anschlußzapfen zur Bohrhammerstütze
- DIN 20372 Gesteinsbohren; Spülrohr; Anschlußmaße, Werkstoff, Ausführung
- DIN 20374 Abbauhämmer; Lehren für Meißel
- DIN 20375 Abbauhämmer; Spitzmeißel ohne Einsteckende
- DIN 20376 Abbauhämmer; Spitzmeißel mit Einsteckende
- DIN 20377 Gesteinsbohren – Spülbohrstangen – Bohrstangenprofile, Einsteckenden, Kegel
- DIN 20378 Bohrhämmer; Kegellehren für Bohrstangen- und Bohrkopfkegel
- DIN 20379 Gesteinsbohren
  - Teil 1 Schlagbohrköpfe mit Innenkegel für Spühlbohren
  - Teil 2 Schlagbohrköpfe mit Innengewinde für Spühlbohren
- DIN 20400 Rundgewinde für den Bergbau; Gewinde mit großer Tragtiefe
- DIN 20401 Sägengewinde – Steigung 0,8 mm bis 2 mm – Maßangaben
- DIN 20449 Weichen und Gleisverbindungen für den Bergbau unter Tage; Übersicht, Begriffe
- DIN 20450 Einfache Grubenweichen; Halbmesser 20 m, Neigung 1 : 5; Geometrische Maße
- DIN 20452
  - Teil 1 Einfache Grubenweichen mit Gelenkzunge; Halbmesser 20 m, Neigung 1 : 5, Spurweite 600 mm; Zusammenstellung
  - Teil 2 Einfache Grubenweichen mit Federschienenzunge; Halbmesser 20 m, Neigung 1 : 5, Spurweite 600 mm; Zusammenstellung
- DIN 20453
  - Teil 1 Zungenvorrichtungen für einfache Grubenweichen mit Gelenkzunge; Halbmesser 20 m, Neigung 1 : 5, Spurweite 600 mm
  - Teil 2 Zungenvorrichtungen für einfache Grubenweichen mit Federschienenzunge; Halbmesser 20 m, Neigung 1 : 5, Spurweite 600 mm
- DIN 20454 Herzstücke für einfache Grubenweichen; Halbmesser 20 m, Neigung 1 : 5, Spurweite 600 mm
- DIN 20455 Radlenkervorrichtungen für einfache Grubenweichen; Halbmesser 20 m, Neigung 1 : 5, Spurweite 600 mm
- DIN 20458 Einfache Grubengleisverbindungen; Halbmesser 20 m, Neigung 1 : 5; Geometrische Maße
- DIN 20460 Einfache Grubenweichen; Halbmesser 30 m, Neigung 1 : 6; Geometrische Maße
- DIN 20462
  - Teil 1 Einfache Grubenweichen mit Gelenkzunge; Halbmesser 30 m, Neigung 1 : 6, Spurweite 600 mm; Zusammenstellung
  - Teil 2 Einfache Grubenweichen mit Federschienenzunge; Halbmesser 30 m, Neigung 1 : 6, Spurweite 600 mm; Zusammenstellung
- DIN 20463
  - Teil 1 Zungenvorrichtungen für einfache Grubenweichen mit Gelenkzunge; Halbmesser 30 m, Neigung 1 : 6, Spurweite 600 mm
  - Teil 2 Zungenvorrichtungen für einfache Grubenweichen mit Federschienenzunge; Halbmesser 30 m, Neigung 1 : 6, Spurweite 600 mm
- DIN 20464 Herzstücke für einfache Grubenweichen; Halbmesser 30 m, Neigung 1 : 6, Spurweite 600 mm
- DIN 20465 Radlenkervorrichtungen für einfache Grubenweichen; Halbmesser 30 m, Neigung 1 : 6, Spurweite 600 mm
- DIN 20468 Einfache Grubengleisverbindungen; Halbmesser 30 m, Neigung 1 : 6; Geometrische Maße
- DIN 20470 Einfache Grubenweichen; Halbmesser 50 m, Neigung 1 : 7; Geometrische Maße
- DIN 20472
  - Teil 1 Einfache Grubenweichen mit Gelenkzunge; Halbmesser 50 m, Neigung 1 : 7, Spurweite 600 mm; Zusammenstellung
  - Teil 2 Einfache Grubenweichen mit Federschienenzunge; Halbmesser 50 m, Neigung 1 : 7, Spurweite 600 mm; Zusammenstellung
- DIN 20473
  - Teil 1 Zungenvorrichtungen für einfache Grubenweichen mit Gelenkzunge; Halbmesser 50 m, Neigung 1 : 7, Spurweite 600 mm
  - Teil 2 Zungenvorrichtungen für einfache Grubenweichen mit Federschienenzunge; Halbmesser 50 m, Neigung 1 : 7, Spurweite 600 mm
- DIN 20474 Herzstücke für einfache Grubenweichen; Halbmesser 50 m, Neigung 1 : 7, Spurweite 600 mm
- DIN 20475 Radlenkervorrichtungen für einfache Grubenweichen; Halbmesser 50 m, Neigung 1 : 7, Spurweite 600 mm
- DIN 20478 Einfache Grubengleisverbindungen; Halbmesser 50 m, Neigung 1 : 7; Geometrische Maße
- DIN 20499 Gleisanlagen im Bergbau unter Tage – Allgemeine Regeln
- DIN 20500 Grubenbahnen; Gleis-Spurweiten und Schienen; Übersicht und Auswahl
- DIN 20501 Grubenbahnen; Schiene S 30, Flachlasche Fl 30
- DIN 20506 Klemmplatten für die Befestigung von Schienen auf Stahlunterlagen
- DIN 20536 Einfache Weiche mit Federschienenzunge; Halbmesser 120 m, Neigung 1:9, Gleis-Spurweite 900 mm; Zusammenstellung
- DIN 20537 Zungenvorrichtung für einfache Weichen; Halbmesser 120 m, Neigung 1:9, Gleis-Spurweite 900 mm
- DIN 20539 Radlenkervorrichtung für einfache Weichen; Halbmesser 120 m, Neigung 1:9, Gleis-Spurweite 900 mm
- DIN 20548 Radsätze für Schienenfahrzeuge für den Bergbau unter Tage; Regeln für das Messen
- DIN 20549 Spurmaße für Grubenbahnen; Begriffe und Grenzabmaße
- DIN 20550 Klein-Förderwagen; Zusammenstellung, Hauptmaße, Ausführung
- DIN 20551 Förderwagen – Stirnwand, Mantel, Rahmen, Pufferblech
- DIN 20552 Klein-Förderwagen; Puffer Tragsteg
- DIN 20553 Kegelrollenlager-Radsätze für Förderwagen – ungefederte Ausführung
- DIN 20555 Kegelrollenlager-Radsätze für Förderwagen, außen gefederte Ausführung
- DIN 20556 Kegelrollenlager-Radsätze für Förderwagen, innen gefederte Ausführung
- DIN 20560 Mittel-Förderwagen; Maße, Ausführung
- DIN 20570 Groß-Förderwagen; Maße, Ausführung
- DIN 20575 Gleisförderung – Personenwagen für den Bergbau unter Tage
  - Teil 1 Anforderungen
- DIN 20579 Pufferfedern für Förderwagen
  - Teil 1 Berechnung
  - Teil 2 Anforderungen
- DIN 20581 Förderwagen; Laschenkupplung
- DIN 20583 Förderwagen – Schäkelkupplung
- DIN 20586 Schienenbefestigungen im Bergbau für Schienen 30E1 und 33E1 auf Holzschwellen
- DIN 20590 Haltevorrichtungen auf Fahrgestellen für den Bergbau
- DIN 20592 Einschienenhängebahnen für den Bergbau
  - Teil 1 Transportbehälter; Maße und Anforderungen
  - Teil 2 Anschlageinrichtungen für Transportbehälter; Maße und Anforderungen
- DIN 20593 Einschienenhängebahnen für den Bergbau – Schienen
  - Teil 1 Gerade Schienen für das Profil I 140 E
  - Teil 2 Kurvenschienen und Anschluss-Schienen für das Profil I 140 E
  - Teil 3 Gerade Schienen und Schienenverbindungen für die Profile I 140 V und I 250
  - Teil 4 Kurvenschienen und Anschluss-Schienen für die Profile I 140 V und I 250
- DIN 20594 Aufhängeklauen für den Bergbau für Gewichtskräfte bis 30 kN; Anforderungen und Prüfungen
- DIN 20597 Einschienenhängebahnen für den Bergbau; Scheibe mit Verzahnung
- DIN 20599 Einschienenhängebahnen für den Bergbau; Lage des Zugseiles, Rollenbockhalter, Lichtraumprofil für Laufkatzen
- DIN 20600 Grubenbahnen – Profile für Laufräder von Lokomotiven und Wagen
- DIN 20601 Grubenbahnen; Radreifen der Laufräder von Lokomotiven
- DIN 20609 Beleuchtung an Grubenlokomotiven; Scheinwerfer; Konstruktionsmerkmale, lichttechnische Anforderungen, Meßgeräte und Messungen
- DIN 20610 Beleuchtung an Grubenlokomotiven; Leuchte für Standlicht; Konstruktionsmerkmale, lichttechnische Anforderungen
- DIN 20619 Einschienenhängebahnen für den Bergbau; Seiltrommel mit Aufhängebügel; Maße und Anforderungen
- DIN 20620 Zwangsgeführte Schienenbahnen im Bergbau unter Tage
  - Teil 1 Übersicht; Gliederung und Begriffe
  - Teil 2 Einschienenhängebahnen; Gliederung und Begriffe
  - Teil 3 Schienenflurbahnen; Gliederung und Begriffe
- DIN 20622 Einschienenhängebahnen für den Bergbau – Zulässige Anhängelasten für Schienenaufhängungen und ihre Widerlager sowie für das Schienenprofil I 140 E
- DIN 20625
  - Teil 1 Zwangsgeführte Schienenbahnen für den Bergbau; Bolzenkupplungen für seilbetriebene und eigenangetriebene Bahnen; Bolzenkupplung 30
- DIN 20629 Einschienenhängebahnen für den Bergbau – Aufhängen von Schienen
  - Teil 1 für seilbetriebene Einschienenhängebahnen
  - Teil 2 für eigenangetriebene Einschienenhängebahnen
  - Teil 3 Berechnungsgrundlagen
- DIN 20633 Einschienenhängebahnen für den Bergbau – Spannschlösser, beidseitig mit Gabelenden
- DIN 20635 Einschienenhängebahnen für den Bergbau – Schäkel für Aufhängungen
- DIN 20636 Einschienenhängebahnen für den Bergbau – Aufhängeklauen; Anforderungen und Prüfungen
- DIN 20637 Einschienenhängebahnen für den Bergbau – Rundstahlketten für Aufhängungen, geprüft, langgliedrig
- DIN 21057 Rohrklassen für verfahrenstechnische Anlagen
  - Teil 1 Allgemeines - Grundlagen für das Erstellen von Rohrklassen
  - Teil 5 Technische Lieferbedingungen für Rohrbauteile - Verstärkte Stutzen
  - Teil 6 Technische Lieferbedingungen für Rohrbauteile - Flansche für die maschinelle Vorfertigung
- DIN 21151 Schachtbau – Seilscheiben für Flachförderseile – Sicherheitstechnische Anforderungen und Prüfung
- DIN 21164 Schachtbau – Führungsschlitten – Sicherheitstechnische Anforderungen und Prüfung
- DIN 21181 Schachtbau – Bergekübel
  - Teil 1 Bergekübel mit Bügel-Aufhängung
  - Teil 2 Bergekübel mit Aufhängung an zweisträngiger Ringkette
- DIN 21186 Schachtbau – Seilgehänge zum Fördern von Lasten in Schächten
- DIN 21187 Schachtbau – Kettengehänge zum Fördern von Lasten in Schächten
- DIN 21194 Seilendbefestigung in Spannlagern für Führungsseile – Sicherheitstechnische Anforderungen und Prüfung
- DIN 21198 Schachtbau – Schachtlote
- DIN 21258 Schmier- und Tränkungsstoffe für Treibscheiben-Förderseile im Bergbau – Sicherheitstechnische Anforderungen und Prüfung
- DIN 21315 Grubenrundholz; Tragfähigkeit von Stempeln und Kappen; Berechnung
- DIN 21316 Grubenrundholz; Stempel, Kappen
- DIN 21317 Grubenrundholz; Knüppel, Spitzen
- DIN 21318 Grubenrundholz; Kastenholz (Pfeilerholz)
- DIN 21319 Grubenrundholz; Bolzen
- DIN 21320 Grubenrundholz; Technische Güte- und Lieferbedingungen
- DIN 21321 Grubenschnittholz; Kantholz
- DIN 21324 Grubenschnittholz; Pfeilerklötze
- DIN 21325 Grubenschnittholz – Holzschwellen
- DIN 21326 Grubenschnittholz; Bretter, Bohlen
- DIN 21327 Grubenschnittholz; Laufbretter, Standbohlen und Kanthölzer für Bühnen
- DIN 21328 Grubenschnittholz; Schwarten
- DIN 21329 Grubenschnittholz; Technische Güte- und Lieferbedingungen
- DIN 21341 Spurlatten aus Holz
- DIN 21346 Vierkantschrauben für Spurlatten
- DIN 21371 Zwischengeschirre; Zusammenstellungen
- DIN 21376
  - Teil 1 Führungsschuhe für Fördermittel und Gegengewichte mit Rollenführungen im Bergbau
  - Teil 2 Führungsschuhe für Fördermittel und Gegengewichte mit Gleitführungen im Bergbau
- DIN 21377 Geländer aus Stahl für Fördermittel im Bergbau
- DIN 21381 Zwischengeschirre; Laschen für Rundseilkauschen
- DIN 21382 Zwischengeschirre; Außenlaschen, Innenlaschen
- DIN 21383 Zwischengeschirre; Bolzen
- DIN 21386 Zwischengeschirre; Kauschen für Rundseile
- DIN 21388 Zwischengeschirre; Kreuzgelenkstücke
- DIN 21389 Zwischengeschirre; Klemmkauschen
- DIN 21390 Kauschen für Flachseile
- DIN 21500 Schachtausbau im Bergbau – Entwurf und Bemessung
- DIN 21521 Gebirgsanker für den Bergbau und den Tunnelbau
  - Teil 1 Begriffe
  - Teil 2 Allgemeine Anforderungen für Gebirgsanker aus Stahl; Prüfungen, Prüfverfahren
- DIN 21522 Ankerplatten für den Gruben- und Tunnelausbau
- DIN 21530 Ausbau für den Bergbau
  - Teil 1 Allgemeines
  - Teil 2 Maße, Bezeichnung und statische Werte
  - Teil 3 Anforderungen
  - Teil 4 Prüfungen
  - Teil 5 Kennzeichnung der Ausbauteile
- DIN 21531 Starrer Bogenausbau
  - Teil 1 Bögen B 5,4 bis B 20,2
  - Teil 2 Bögen B 21,7 bis B 63
- DIN 21546 Grubenausbau; Strebausbau; Kennzeichnung
- DIN 21548 Schienen für den Grubenbau
- DIN 21549 Grubenausbau; Begriffe für Schreitausbau
- DIN 21550 Grubenausbau; Stahlkappen für Einzelstempel; Prüfung, Anforderungen
- DIN 21551 Grubenausbau; Stahlkappen für Einzelstempel; Längen
- DIN 21555 Grubenausbau; Graphische Symbole für die Steuerung von Schreitausbau
- DIN 21556 Grubenausbau; Einzelstempel-Ventile; Kennzeichnung
- DIN 21557 Grubenausbau; Druckbegrenzungsventile für Schreitausbau; Kennzeichnung
- DIN 21561 Grubenausbau; Kopfplatte für Einzelstempel; Anschlußmaße
- DIN 21577 Explosionsgefährlichkeit von Kohlenstaub im Steinkohlenbergbau unter Tage – Prüfungen und Bewertung von Kohlenstaub-Luft-Gemischen und hybriden Gemischen
- DIN 21603 Sonderbewetterung im Bergbau – Wetterlutten aus Stahlblech mit Bunden und losen Flanschen
- DIN 21605 Sonderbewetterung im Bergbau – Wetterlutten aus faltbarem Kunststoff für saugende und blasende Bewetterung – Spirallutten
- DIN 21606 Sonderbewetterung im Bergbau – Wetterlutten aus faltbarem Kunststoff für blasende Bewetterung – Flachlutten
- DIN 21610 Sonderbewetterung im Bergbau – Wetterlutten aus faltbarem Kunststoff – Anforderungen und Prüfungen
- DIN 21612 Sonderbewetterung im Bergbau – Mantelwerkstoff für Wetterlutten aus faltbarem Kunststoff – Anforderungen, Prüfung
- DIN 21613 Sonderbewetterung im Bergbau – Anschlussstücke aus Stahlblech – Flansch-Wulst
- DIN 21614 Sonderbewetterung im Bergbau – Übergangsstücke aus Stahlblech – Flansch-Flansch
- DIN 21615 Sonderbewetterung im Bergbau – Übergangsstücke aus Stahlblech – Flansch-Wulst
- DIN 21625 Elektroventilatoren für den Einsatz in schlagwettergefährdeten Bereichen von Steinkohlenbergwerken
- DIN 21626 Kombiventilatoren für den Einsatz in schlagwettergefährdeten Bereichen von Steinkohlenbergwerken
- DIN 21631 Wetterbauwerke für den Bergbau – Flügeltüren für den Fahrweg – Nicht druckentlastete einflügelige Wettertüren
- DIN 21632 Wetterbauwerke für den Bergbau – Flügeltüren für den Förderweg – Nicht druckentlastete einflügelige Wettertüren
- DIN 21633 Wetterbauwerke für den Bergbau – Flügeltüren für den Förderweg – Nicht druckentlastete zweiflügelige Wettertüren
- DIN 21634 Wetterbauwerke für den Bergbau – Wetter-Pendeltüren für den Förderweg
- DIN 21635 Wetterbauwerke für den Bergbau – Wetterschleusen – Errichtung und Betrieb
- DIN 21636 Wetterbauwerke für den Bergbau – Gurtfördererschleusen – Maße, Bezeichnungen, Anforderungen und Prüfung
- DIN 21637 Wetterbauwerke für den Bergbau – Flügeltüren für den Förderweg – Druckentlastete zweiflügelige Wettertüren
- DIN 21638 Wetterbauwerke für den Bergbau – Flügeltüren für den Fahrweg – Druckentlastete zweiflügelige Wettertüren
- DIN 21639 Wetterbauwerke für den Bergbau – Fahrwegschleusen – Druckentlastete Wettertüren
- DIN 21640 Wetterbauwerke im Bergbau; Druckluftzylinder für nicht druckentlastete Wettertüren
  - Teil 1 Maße, Anforderung, Kennzeichnung
- DIN 21772 Zahnräder – Zylinderräder und Zylinderradpaare mit Evolventenverzahnungen – Definition der Abweichungen
- DIN 21773 Zahnräder – Zylinderräder und Zylinderradpaare mit Evolventenverzahnung – Prüfmaße für die Zahndicke
- DIN 21800 Zeichen „Schlägel und Eisen“ (Bergbausymbol)
- DIN 21802 Zeichen der Grubenwehren und Gasschutzwehren
- DIN 21901 Bergmännisches Rißwerk; Aufbau und Übersicht der Normen; Allgemeine Grundsätze
  - Beiblatt 1 Inhaltsübersicht
  - Beiblatt 2 Verzeichnis der Kurzformen
  - Beiblatt 3 Stichwortverzeichnis
  - Teil 2 Schnittstelle zur EDV-gestützten Übernahme von Zeichen des Bergmännischen Rißwerkes
- DIN 21902 Bergmännisches Rißwerk – Gliederung des Bergmännischen Rißwerkes
  - Teil 2 Abschluss von Risswerken
- DIN 21903 Bergmännisches Rißwerk – Formate und Faltungen
- DIN 21904 Bergmännisches Rißwerk; Schriften
- DIN 21905 Bergmännisches Rißwerk; Zeichnerische Grundlagen
- DIN 21906 Bergmännisches Rißwerk; Blatteinteilungen
  - Beiblatt 1 Übersichten; Bundesrepublik Deutschland, Bundesländer, Stand 1. Januar 1990
  - Beiblatt 2 Übersichten; Bundesrepublik Deutschland, neue Bundesländer, Stand 1. Januar 1991
- DIN 21907 Bergmännisches Risswerk – Blattgestaltung
- DIN 21908 Bergmännisches Rißwerk; Farben
- DIN 21909 Bergmännisches Risswerk – Vermessungspunkte und -linien
- DIN 21910 Sonderbewetterung im Bergbau – Wetterlutten aus faltbarem Kunststoff – Anforderungen und Prüfungen
- DIN 21911 Bergmännisches Risswerk – Tagesgegenstände und Höhenlinien
- DIN 21912 Bergmännisches Risswerk - Tagebau
  - Teil 1 Allgemeine Anforderungen
  - Teil 2 Sanierung
  - Teil 3 Betriebsplan
- DIN 21913 Bergmännisches Rißwerk; Tiefbau
  - Teil 1 Grubenbaue
    - Beiblatt 1 Erläuternde Angaben

  - Teil 2 Abbau, Versatz und Einlagerung
  - Teil 3 Abschluss von Grubenbauen
  - Teil 4 Gefahren- und Schutzbereiche
  - Teil 6 Verwahrung bergmännisch hergestellter Hohlräume
  - Teil 7 Schachtbild
  - Teil 11 Geometrische Größen im Grubengebäude
- DIN 21914 Bergmännisches Risswerk – Bohrungen und Kavernen
  - Teil 1 Bohrungen
  - Teil 2 Solkavernen
- DIN 21915 Bergmännisches Risswerk – Technische Einrichtungen
- DIN 21916 Bergmännisches Risswerk – Betriebssicherheit
  - Teil 1 Wetterführung und Meteorologie
  - Teil 2 Brandschutz über Tage
  - Teil 3 Brandschutz unter Tage
- DIN 21917 Bergmännisches Rißwerk – Gebirgs- und Bodenbewegungen
  - Teil 2 Geotechnische Messstellen
- DIN 21918 Bergmännisches Rißwerk – Lagerstätten
  - Teil 1 Begriffe, Einteilung
  - Teil 2 Mächtigkeiten
- DIN 21919 Bergmännisches Risswerk – Stratigraphie
  - Teil 1 Allgemeine Gliederung
  - Teil 2 Regionale und lokale Gliederungen – Steinkohle
  - Teil 3 Regionale und lokale Gliederungen; Braunkohle
- DIN 21920 Bergmännisches Risswerk – Petrographie
  - Teil 1 Allgemeingültige Zeichen – Sedimente
  - Teil 2 Magmatite
  - Teil 3 Metamorphe und sonstige Gesteinsumbildungen
  - Teil 4 Minerale
  - Teil 5 Steinkohlenbergbau
  - Teil 7 Kali- und Steinsalzbergbau
- DIN 21921 Bergmännisches Rißwerk – Tektonik und Formbeschreibung von Gesteinsschichten
- DIN 21961 Markscheidewesen – Aufsteckzapfen, Aufsteckhülse für Hängetheodolite – Anschlussmaße
- DIN 22005 Rohstoffuntersuchungen im Steinkohlenbergbau
  - Teil 1 Übersicht
  - Teil 2 Rohstoffliche Begriffe
- DIN 22011 Rohstoffuntersuchungen im Steinkohlenbergbau; Bearbeitung von Untersuchungsbohrungen
- DIN 22012 Rohstoffuntersuchungen im Steinkohlenbergbau; Makropetrographische Ansprache und Aufnahme von Steinkohle und Nebengestein
- DIN 22013 Rohstoffuntersuchungen im Steinkohlenbergbau; Schlitzprobe; Entnahme und Untersuchungsschema
- DIN 22014 Rohstoffuntersuchungen im Steinkohlenbergbau; Rohkohlenprobe aus dem Fördergut eines Betriebspunktes; Entnahme und Untersuchungsschema
- DIN 22015 Rohstoffuntersuchungen im Steinkohlenbergbau; Makroskopische Ansprache und Aufnahme der Gesteine des Deckgebirges
- DIN 22017 Rohstoffuntersuchungen im Steinkohlenbergbau – Flotationsanalyse
- DIN 22018 Rohstoffuntersuchungen im Steinkohlenbergbau; Bestimmung der Korndichteverteilung durch Schwimm- und Sinkanalyse
- DIN 22019 Rohstoffuntersuchungen im Steinkohlenbergbau
  - Teil 1 Bestimmung der Korngrößenverteilung; Korngrößenverteilung >20 µm durch Siebanalyse
- DIN 22020 Rohstoffuntersuchungen im Steinkohlenbergbau – Mikroskopische Untersuchungen an Steinkohle, Koks und Briketts
  - Teil 1 Begriffe, Übersicht und Anwendung der Verfahren
  - Teil 2 Herstellung von Körnerschliffen und Stückschliffen
  - Teil 3 Maceralanalysen an Körnerschliffen
  - Teil 4 Mikrolithotypenanalyse an Körnerschliffen
  - Teil 5 Reflexionsmessungen an Vitriniten
- DIN 22021 Rohstoffuntersuchungen im Steinkohlenbergbau; Unterteilung der Nebengesteine aufgrund mikroskopischer Untersuchungen zur Kennzeichnung technologischer Eigenschaften
- DIN 22022 Feste Brennstoffe – Bestimmung der Gehalte an Spurenelementen
  - Teil 1 Allgemeine Regeln, Probenahme und Probenvorbereitung; Vorbereitung der Analysenprobe für die Bestimmung (Aufschlussverfahren)
  - Teil 2 ICP-OES
  - Teil 3 AAS-Flammentechnik
  - Teil 4 Atomabsorptionsspektroskopie unter Anwendung der Hydrid- bzw. Kaltdampftechnik
  - Teil 5 Atomabsorptionsspektroskopie unter Anwendung der Graphitrohrtechnik
  - Teil 6 Auswertung und Angabe der Messergebnisse
  - Teil 7 ICP-MS
- DIN 22024 Rohstoffuntersuchungen im Steinkohlenbergbau; Bestimmung der Spaltzugfestigkeit von Festgesteinen
- DIN 22100 Betriebsmittel und Betriebsstoffe aus Kunststoffen zur Verwendung in Bergwerken unter Tage
  - Teil 1 Fördergurte – Hygienische Anforderungen, Prüfungen, Kennzeichnung
  - Teil 3 Spirallutten – Sicherheitstechnische Anforderungen, Prüfungen, Kennzeichnung
  - Teil 4 Flachlutten – Sicherheitstechnische Anforderungen, Prüfungen, Kennzeichnung
  - Teil 5 Rohre, Rohrisolierungen und Schläuche – Sicherheitstechnische Anforderungen, Prüfungen, Kennzeichnung
  - Teil 6 Folien, beschichtete/unbeschichtete Gewebe, Verschlagmaterialien und Verzugsmatten – Sicherheitstechnische Anforderungen, Prüfungen, Kennzeichnung
  - Teil 7 Sicherheitstechnische Anforderungen, Prüfungen, Kennzeichnung
- DIN 22101 Gurtförderer für Schüttgut Grundlagen Berechnung und Auslegung
- DIN 22102 Textil-Fördergurte für Schüttgüter
  - Teil 1 Maße, Anforderungen, Kennzeichnung
  - Teil 2 Prüfung
  - Teil 3 Nicht lösbare Gurtverbindungen
- DIN 22107 Tragrollenanordnungen für Gurtförderer
- DIN 22109 Textil-Fördergurte für den Steinkohlenbergbau
  - Teil 1 Fördergurte mit einer Einlage für unter Tage; Maße, Anforderungen
  - Teil 2 Gummi-Fördergurte mit zwei Einlagen für unter Tage; Maße, Anforderungen
  - Teil 4 Gummi-Fördergurte mit zwei Einlagen für über Tage; Maße, Anforderungen
  - Teil 5 Kennzeichnung
  - Teil 6 Prüfungen
- DIN 22110 Prüfverfahren für Fördergurtverbindungen
  - Teil 2 Dauerlaufversuch, Ermittlung der Laufzeit von Gurtverbindungen an Textil-Fördergurten
  - Teil 3 Ermittlung der Zeitfestigkeit für Fördergurtverbindungen (Dynamisches Prüfverfahren)
- DIN 22111 Gurtförderer für den Kohlenbergbau unter Tage – Leichtes Traggerüst
- DIN 22112 Gurtförderer für den Kohlenbergbau unter Tage - Tragrollen
  - Teil 1 Maße
  - Teil 2 Anforderungen
  - Teil 3 Prüfung
- DIN 22114 Gurtförderer für den Kohlenbergbau unter Tage – Schweres Traggerüst
- DIN 22115 Gurtförderer für den Steinkohlenbergbau unter Tage – Beschichtungen auf Tragrollen – Anforderungen und Prüfung
- DIN 22116 Gurtförderer für den Steinkohlenbergbau unter Tage – Druckrollen mit Nenndurchmesser 159 mm – Maße, Anforderungen, Kennzeichnung
- DIN 22117 Fördergurte für den Steinkohlenbergbau; Ermittlung des Sauerstoff-Kennwertes
- DIN 22118 Textil-Fördergurte für den Steinkohlenbergbau; Brandtechnische Prüfung, ersetzt durch DIN EN 12881-1
- DIN 22120 Abstreifleisten aus Elastomeren für Gurtförderanlagen im Steinkohlenbergbau
- DIN 22121 Textil-Fördergurte für den Steinkohlenbergbau – Nicht lösbare Gurtverbindungen für Fördergurte mit einer oder zwei Einlagen; Maße, Anforderungen, Kennzeichnung
- DIN 22122 Stetigförderer – Muldungsfähigkeit von Fördergurten – Ermittlung des Anteils der Breite, mit dem ein Fördergurt auf den Tragrollen aufliegt; Anforderungen, Prüfung
- DIN 22123 Fördergurte – Gurtbreitenbezogener Eindrückrollwiderstand von Fördergurten – Anforderungen, Prüfung, ersetzt durch DIN EN 16974
- DIN 22129 Stahlseil-Fördergurte für den Steinkohlenbergbau unter Tage
  - Teil 1 Maße, Anforderungen
  - Teil 2 Kennzeichnung
  - Teil 3 Prüfungen
  - Teil 4 Gurtverbindungen; Maße, Anforderungen
- DIN 22131 Stahlseil-Fördergurte für die allgemeine Fördertechnik
  - Teil 2 Kennzeichnung
  - Teil 3 Prüfungen
- DIN 22200 Stetigförderer; Gliederbandförderer; Berechnungsgrundsätze
- DIN 22252 Rundstahlketten für Stetigförderer und Gewinnungsanlagen im Bergbau
- DIN 22253 Kettenverbindungsglieder – Bügelschlösser – Maße, Anforderungen, Prüfung
- DIN 22255 Flachketten für Stetigförderer im Bergbau
- DIN 22256 Kettenräder für Kettenkratzerförderer und Gewinnungsanlagen – Maße, Anforderungen, Prüfung
- DIN 22257 Kratzer für Kettenkratzerförderer; Außenkettenband; Maße, Anforderungen, Prüfung
- DIN 22258 Kettenverbindungsglieder
  - Teil 1 Flachschlösser
  - Teil 2 Kenterschlösser
  - Teil 3 Blockschlösser
- DIN 22259 Mitnehmer für Kettenkratzerförderer im Bergbau
- DIN 22261 Bagger, Absetzer und Zusatzgeräte in Braunkohlentagebauen
  - Teil 1 Bau, Inbetriebnahme und Prüfungen
  - Teil 2 Berechnungsgrundlagen
  - Teil 3 Schweißverbindungen, Stoßarten, Bewertungsgruppen, Prüfanweisungen
  - Teil 4 Mechanische Bremsen für Hubwinden
  - Teil 5 Mechanische Bremsen und Überlastsicherungen für Schwenkwerke
  - Teil 6 Prüfung von Seilen und Seilendbefestigungen
- DIN 22270 Continuous Surface Miner (CSM) – Sicherheit
- DIN 22400 Führerstände für Fördermaschinen; Förderhäspeln und Winden im Bergbau
- DIN 22405 Treibscheibenfutter für Fördermaschinen und Förderhäspel im Bergbau
- DIN 22406 Treibscheiben-Förderhaspel für Schacht- und Schrägförderanlagen; Bremsberechnung
- DIN 22410 Förderseilscheiben für Rundseile
- DIN 22416 Schlagwettergeschützte und explosionsgeschützte elektrische Betriebsmittel für den Bergbau; Dreikantverschraubung; Sicherheitstechnische Anforderungen und Prüfung
- DIN 22417 Schlagwettergeschützte und explosionsgeschützte elektrische Betriebsmittel; Schlüsselformen für Dreikant-Steckschlüssel
- DIN 22418 Schlagwettergeschützte und explosionsgeschützte elektrische Betriebsmittel für den Bergbau; Schraubverschlüsse; Sicherheitstechnische Anforderungen und Prüfung
- DIN 22419 Schlagwettergeschützte und explosionsgeschützte elektrische Betriebsmittel für den Bergbau – Einführungen für Kabel und Leitungen
  - Teil 1 Sicherheitstechnische Anforderungen und Prüfung
  - Teil 2 Zwischenstücke für Einführungen; Sicherheitstechnische Anforderungen und Prüfung
  - Teil 3 Anbauflansche für Einführungen; Sicherheitstechnische Anforderungen und Prüfung
- DIN 22424 Schlagwettergeschützte und explosionsgeschützte elektrische Betriebsmittel für den Bergbau; Dreikantschrauben
- DIN 22425 Schlagwettergeschützte und explosionsgeschützte elektrische Betriebsmittel für den Bergbau; Dreikantmutte
- DIN 22433 Beleuchtung im Steinkohlenbergbau unter Tage – Begriffe
- DIN 22434 Beleuchtung im Steinkohlenbergbau unter Tage – Lichttechnische Planungsgrundlagen
  - Teil 1 Allgemeine Anforderungen
  - Teil 2 Strebbetriebe mit Schildausbau
  - Teil 3 Übergangsbereiche Streb/Strecke
  - Teil 4 Gurtförderer
  - Teil 5 Materialumschlagplätze
  - Teil 6 Bereich Streckenvortrieb
  - Teil 7 Füllörter
  - Teil 8 Baustellen
  - Teil 9 Bereiche mit Gleisbetrieb
  - Teil 10 Werkstätten und Sonderräume
- DIN 23004 Steinkohlenaufbereitung
  - Teil 1 Übersicht
  - Teil 2 Verfahrenstechnische Begriffe
- DIN 23005 Steinkohlenaufbereitung; Beschreibung und Beurteilung von Rohstoffeigenschaften für die Aufbereitung
- DIN 23006 Steinkohlenaufbereitung – Beurteilung von Aufbereitungseinrichtungen und -verfahren
  - Teil 1 Allgemeine Regeln, Mengenbilanzen
  - Teil 2 Klassierung
  - Teil 3 Sortierung
  - Teil 4 Feststoff-Wasser-Trennung
  - Teil 5 Zerkleinern und Aufschließen, ungewollte Zerkleinerung
  - Teil 6 Vergleichmäßigung
- DIN 23007 Steinkohlenaufbereitung – Flockungshilfsmittel für Betriebswässer – Begriffe, Anforderungen, Prüfung
- DIN 23008 Steinkohlenaufbereitung; Flotationsmittel; Begriffe, Anforderungen, Prüfung, Regelsetzer empfiehlt Anwendung von DIN 22017
- DIN 23009 Steinkohlenaufbereitung; Schwerstoffe; Begriffe, Anforderungen, Prüfung
- DIN 23011 Steinkohlenaufbereitung; Aufbereitungsanlagen
  - Teil 2 Fließbilder
  - Teil 3 Graphische Symbole für Fließbilder
  - Teil 4 Technische Vereinbarungen im Rahmen der Festlegung von Gewährleistungen
  - Teil 5 Verfahrenstechnische Überwachung
  - Teil 6 Einrichtung und Betrieb eines Betriebslabors
  - Teil 7 Maschinentechnische Überwachung
    - Beiblatt 1 Anwendungshilfen zur Norm

  - Teil 8 Verfahrenstechnische Anforderungen an Aufbereitungseinrichtungen
- DIN 23301 Sicherheitsschuhe für den Bergbau unter Tage
- DIN 23307 Gesäßleder für den Bergbau (Arschleder)
- DIN 23311 Knieschützer für den Bergbau
  - Teil 1 aus Gummi
  - Teil 2 aus Kunststoff
- DIN 23320 Flammenschutzkleidung für den Bergbau – Schutzkleidung für Gruben-, Gasschutz- und Feuerwehren
  - Teil 1 Sicherheitstechnische Anforderungen und Prüfungen
  - Teil 2 Einteilige Anzüge (Kombinationen)
  - Teil 3 Zweiteilige Anzüge
  - Teil 4 Unterbekleidung
  - Teil 5 Kopfhauben
- DIN 23323 Badepantinen für den Bergbau
- DIN 23327 Unterschenkel-Rundumschützer für den Bergbau
- DIN 23328 Bekleidung für den Bergbau – Gewebe für Berufsanzüge
- DIN 23330 Sicherheitskennzeichnung für den Bergbau
- DIN 23341 Bekleidung für den Bergbau – Zweiteilige Arbeitsanzüge (Jacke und Bundhose)
- DIN 23342 Bekleidung für den Bergbau – Herren-Unterhemd mit 1/4-Ärmel
- DIN 23343 Bekleidung für den Bergbau – Grubenhemd
- DIN 23344 Bekleidung für den Bergbau – Herren-Slip
- DIN 23345 Bekleidung für den Bergbau – Herren-Unterhose 1/1 lang
- DIN 23346 Bekleidung für den Bergbau – Arbeitssocken
- DIN 23400 Rettungstrage für den Bergbau (Schleifkorb) – Sicherheitstechnische Anforderungen und Prüfung
- DIN 23405 Verbandbehältnisse und Erste-Hilfe-Material für den Bergbau
- DIN 24041 Lochplatten – Maße
- DIN 24063 Stellteile (Einrückorgane) für Druckluftwerkzeuge; Benennungen, Sicherheitstechnische Anforderungen und Prüfung
- DIN 24080 Erdbaumaschinen; Hydraulikbagger, Seilbagger, Begriffe
- DIN 24100 Bau- und Baustoffmaschinen; Mechanische Zerkleinerung
  - Teil 1 Verfahrenstechnische Begriffe
  - Teil 2 Maschinenbegriffe, Größenangaben
- DIN 24117 Bau- und Baustoffmaschinen – Verteilermaste für Betonpumpen – Berechnungsgrundsätze und Standsicherheit
- DIN 24118 Bau- und Baustoffmaschinen – Betonförderleitungen – Maße und Berechnung
- DIN 24166 Ventilatoren; Technische Lieferbedingungen
- DIN 24189 Prüfung von Luftfiltern für Verbrennungskraftmaschinen und Kompressoren; Prüfverfahren
- DIN 24193 Kanalbauteile für lüftungstechnische Anlagen
  - Teil 1 – Winkelflansche Reihe 1
  - Teil 2 – Winkelflansche Reihe 2
- DIN 24201 Industrieöfen; Wärmöfen und Wärmebehandlungsöfen; Begriffe
- DIN 24250 Kreiselpumpen; Benennung und Benummerung von Einzelteilen
- DIN 24251 Mehrstufige Kreiselpumpen; Wasserhaltungspumpen, bei Nenndrehzahl 1500 l/min, mit Förderhöhe bis 1000 m
- DIN 24259 Pumpen; Grundplatten für Maschinen
  - Teil 1 Maße
- DIN 24271 Zentralschmiertechnik – Begriffe
  - Teil 1 Einteilung
  - Teil 2 Graphische Symbole für technische Zeichnungen
  - Teil 3 Technische Größen und Einheiten
- DIN 24273 Pumpen und Pumpenaggregate für Flüssigkeiten – Werkstoff- und Bauprüfungen
- DIN 24289 Oszillierende Verdrängerpumpen und -aggregate
  - Teil 1 Technische Festlegungen
  - Teil 2 Technische Festlegungen, Angaben für ein Datenblatt
- DIN 24290 Strahlpumpen; Begriffe, Einteilung
- DIN 24291 Strahlpumpen; Benennungen von Einzelteilen
- DIN 24296 Pumpen und Pumpenaggregate für Flüssigkeiten – Ersatzteile – Auswahl und Beschaffung
- DIN 24299 Fabrikschilder für Pumpen
  - Teil 1 Allgemeine Festlegungen
- DIN 24311 Fluidtechnik; Hydraulische Stetigventile; Begriffe, Zeichen, Einheiten
- DIN 24320 Schwerentflammbare Flüssigkeiten – Druck-Flüssigkeiten der Kategorien HFAE und HFAS – Eigenschaften und Anforderungen
- DIN 24336 Fluidtechnik; Hydrozylinder 100 bar, Anschlußmaße
- DIN 24339 Fluidtechnik; Hydrobehälter aus Stahl; Maße, Anforderungen, Prüfung; Nenngrößen 63 bis 1250
- DIN 24340 Hydroventile
  - Teil 2 Lochbilder und Anschlußplatten für die Montage von Wegeventilen
- DIN 24343 Fluidtechnik; Hydraulik; Wartungs- und Inspektionsliste für hydraulische Anlagen
- DIN 24374 Oberflächentechnik; Bestimmung der Kennlinien für Pumpen
  - Teil 1 druckluftgetriebene Kolbenpumpe
- DIN 24375 Oberflächentechnik; Flachstrahl-Düsen für luftloszerstäubende Spritzpistolen; Maße, Prüfung, Kennzeichnung
- DIN 24420 Ersatzteillisten
  - Teil 1 Allgemeines
  - Teil 2 Form und Aufbau des Textteiles
- DIN 24446 Sicherheit von Maschinen – Fahrzeugwaschanlagen – Sicherheitstechnische Anforderungen, Prüfung
- DIN 24450 Maschinen zum Verarbeiten von Kunststoffen und Kautschuk; Begriffe
- DIN 24480 Druckgießmaschinen
  - Teil 1 Maschinenarten, Begriffe
  - Teil 2 Baugruppen, Begriffe
  - Teil 3 Maschinenteile, Begriffe
  - Teil 4 Kenndaten, Begriffe
- DIN 24482 Waagerechte Kaltkammer-Druckgießmaschinen; Baugrößen, Hauptmaße
- DIN 24500 Walzwerkseinrichtungen; Walzwerke für Stahl
  - Teil 1 Übersicht über Begriffe
  - Teil 2 Begriffe der Walzwerksöfen
  - Teil 3 Benennung der Walzstraßen
  - Teil 4 Benennung der Walzgerüste und Walzenantriebe
  - Teil 5 Begriffe der Kühl- und Schmieranlagen für das Walzen
  - Teil 6 Begriffe der Abkühleinrichtungen für Walzgut
  - Teil 7 Begriffe der Einrichtungen zum Richten und Strecken
  - Teil 8 Begriffe der Einrichtungen zum Stapeln
  - Teil 9 Begriffe der Einrichtungen zum Entstapeln
  - Teil 10 Begriffe der Einrichtungen zum Wickeln, Sammeln, Bündeln, Binden und Verpacken
  - Teil 11 Begriffe der Transport- und Führungseinrichtungen
  - Teil 12 Begriffe der Trenneinrichtungen
  - Teil 13 Begriffe der Schrottverarbeitungseinrichtungen
  - Teil 14 Begriffe der Entzunderungseinrichtungen in Warmwalzwerken
  - Teil 15 Begriffe der sonstigen Einrichtungen
- DIN 24531 Roste als Stufen
  - Teil 1 Gitterroste aus metallischen Werkstoffen
  - Teil 2 Blechprofilroste aus metallischen Werkstoffen
  - Teil 3 Kunststoffgitterroste
- DIN 24534 Kettensperren
- DIN 24536 Hütten- und Walzwerkseinrichtungen; Graphische Symbole für Steinschrauben und Hammerschrauben mit Ankerplatten in technischen Zeichnungen
- DIN 24537 Roste als Bodenbelag
  - Teil 1 Gitterroste aus metallischen Werkstoffen
  - Teil 2 Blechprofilroste aus metallischen Werkstoffen
  - Teil 3 Kunststoffgitterroste
- DIN 24539 Hütten- und Walzwerkseinrichtungen; Ankerplatten für Ankerschrauben nach DIN 261
  - Teil 1 Einfach-Ankerplatten; Maße, Bezeichnung, Einbautiefen
  - Teil 2 Doppel-Ankerplatten; Maße, Bezeichnung, Einbautiefen
- DIN 24540 Strang- und Rohrpressen für Nichteisenmetalle und deren Preßwerkzeuge
  - Teil 1 Allgemeines
  - Teil 2 Anwendungsfall „Leichtmetall“; Pressengröße, Werkzeug, Zuordnung
  - Teil 3 Anwendungsfall „Schwermetall“; Pressengröße, Werkzeug, Zuordnung
- DIN 24541 Hütten- und Walzwerkseinrichtungen; Aussparungsrohre für Ankerplatten; Maße, Bezeichnung
- DIN 24550 Fluidtechnik – Hydraulikfilter
  - Teil 1 Begriffe, Nenndrücke, Nenngrößen, Anschlussmaße
  - Teil 2 Filterelemente und Filtergehäuse; Beurteilungskriterien, Anforderungen
  - Teil 3 Filterelemente für Leitungsfilter; Hüllmaße
  - Teil 4 Filterelemente für Anbau-Rücklauffilter; Hüllmaße
  - Teil 5 Anbau-Rücklauffilter, Anschlußmaße
  - Teil 6 Prüffiltergehäuse; Maße
  - Teil 7 Wechselfilter; Beurteilungskriterien, Anforderungen
  - Teil 8 Wechselfilter; Filter- und Anschlußmaße
- DIN 24554 Fluidtechnik; Hydrozylinder 160 bar kompakt; Anschlußmaße
- DIN 24555 Fluidtechnik; Gelenkköpfe mit schmalen Gelenklagern; Anschlußmaße
- DIN 24556 Fluidtechnik; Gabel-Lagerbock mit Bolzen und Achshalter; Anschlußmaße
- DIN 24557 Fluidtechnik; Belüftungsfilter
  - Teil 2 Anschlußmaße
- DIN 24564 Fluidtechnik – Bauteile für hydraulische Anlagen
  - Teil 1 Kenngrößen
  - Teil 2 Kenngrößen für elektrische Wegmesssysteme für Hydrozylinder
- DIN 24567 Fluidtechnik – Runde Hydrobehälter aus Stahl – Maße, Anforderungen, Prüfung – Nenngrößen 1000 bis 20000
- DIN 24602 Magazinpaletten aus Metall; Nenngrößen ab 400 mm × 600 mm; Anwendung bei der automatisierten flexiblen Fertigung
- DIN 24900 Bildzeichen für den Maschinenbau
  - Teil 12 Nähmaschinen
  - Teil 20 Kunststoff- und Gummimaschinen
  - Teil 23 Druckgießmaschinen
- DIN 24901 Graphische Symbole für technische Zeichnungen für den Maschinenbau
  - Teil 3 Zerkleinerungsmaschinen; Darstellung in Fließbildern
  - Teil 4 Kompressoren, Ventilatoren; Darstellung in Fließbildern
- DIN 24902 Graphische Symbole zur Information der Öffentlichkeit
  - Teil 11 Aufzüge
  - Teil 20 Kunststoffmaschinen
- DIN 24950 Fluidtechnik
  - Teil 1 Schlauchleitungen, Begriffe
- DIN 24970 Dienstleistungsautomaten – Fahrausweisautomaten – Begriffe
- DIN 24971 Dienstleistungsautomaten – Fahrausweisautomaten – Gehäusemaße, Befestigung, Werkstoffe
- DIN 24972 Dienstleistungsautomaten – Fahrausweisautomaten – Anforderungen an Betätigungs- und Anzeigeelemente
- DIN 24973 Dienstleistungsautomaten; Anforderungen an die Baugruppen zur Zahlungsmittelverarbeitung
- DIN 24974 Dienstleistungsautomaten – Fahrausweisautomaten – Anforderungen an Identifizierungsmerkmale, Information, Aufstellungskriterien
- DIN 24975 Dienstleistungsautomaten – Fahrausweisautomaten – Allgemeine Anforderungen an die Gebrauchstauglichkeit
- DIN 24976 Dienstleistungsautomaten; Fahrausweisautomaten; Fahrausweise
- DIN 25003 Bahnanwendungen – Systematik der Schienenfahrzeuge – Übersicht, Benennungen, Definitionen
- DIN 25005 Schienenfahrzeuge – Darstellungsregeln – Orientierungsrichtung, Bauteilkennung
- DIN 25008 Schienenfahrzeuge – Grundsätze für die Bestimmung der Fahrzeugmassen – Begriffe, Formelzeichen, Werte
- DIN 25043 Bahnanwendungen – Messen von Schienenfahrzeugen beim Neubau
  - Teil 1 Messgrundlagen
  - Teil 2 Messvorgänge an Wagenkästen von Reisezugwagen und Triebwagen; mit CD-ROM
  - Teil 3 Messvorgänge an Wagenkästen von Lokomotiven und Triebköpfen; mit CD-ROM
  - Teil 4 Messen und Berechnen der wirkenden Kräfte an der Schnittstelle zwischen Wagenkasten und Fahrwerk; mit CD-ROM
  - Teil 5 Messvorgänge am Fahrwerkrahmen; mit CD-ROM
  - Teil 6 Messvorgänge an Wiege/Traverse des Fahrwerks
  - Teil 7 Messvorgänge am kompletten Fahrwerk im Druckstand; mit CD-ROM
  - Teil 8 Messvorgänge bei auf Fahrwerk aufgesetztem Wagenkasten
- DIN 25108 Nahverkehrs-Schienenfahrzeuge; Anschluß- und Einbaumaße für elektromagnetische Schienenbremsen
- DIN 25112 Nahverkehrs-Schienenfahrzeuge; Radreifen-Profile
  - Teil 1 Breite 95 und 110 mm
  - Teil 2 Profil B, Breite 95 und 115 mm
  - Teil 3 Profil C, Breite 135 mm
- DIN 25124 Schwenkvorrichtungen an Mannlochverschlüssen, Teil 1 bis Teil 3
- DIN 25150 Schienenfahrzeuge; Innenräume; Konstruktive Anforderungen für die Reinigung
- DIN 25192 Hammerschrauben für Schienenfahrzeuge
- DIN 25193 Schienenfahrzeuge – Klammerschrauben mit Metrischem ISO-Gewinde – Produktklasse C
- DIN 25195 Schienenfahrzeuge – Rippenschrauben mit Metrischem ISO-Gewinde – Produktklasse C
- DIN 25200 Schrauben und Muttern für Schienenfahrzeuge – Übersicht
- DIN 25201 Konstruktionsrichtlinie für Schienenfahrzeuge und deren Komponenten – Schraubenverbindungen
  - Teil 1 Einteilung, Kategorien der Schraubenverbindungen
  - Teil 2 Konstruktion – Maschinenbauliche Anwendungen
  - Teil 3 Konstruktion – elektrische Anwendungen
  - Teil 4 Sichern von Schraubenverbindungen
  - Teil 5 Korrosionsschutz
  - Teil 6 Anschlussmaße
  - Teil 7 Montage
    - Berichtigung 1
- DIN 25250 Schienenfahrzeuge – Sattelwagen – Hauptmaße, Ausführungen
- DIN 25252 Schienenfahrzeuge; Selbstentladewagen mit Seitenwandklappen; Vierkant für Verschlußwelle
- DIN 25255 Schienenfahrzeuge – Vierkantschlüssel für Sattelwagen – Maße
- DIN 25256 Schienenfahrzeuge – Schließhilfe für Sattelwagen – Maße
- DIN 25401 Begriffe der Kerntechnik (nur auf CD-ROM)
  - Teil 1 Physikalische und chemische Grundlagen
  - Teil 2 Reaktorauslegung
  - Teil 4 Kernmaterialüberwachung
  - Teil 5 Brennstofftechnologie
  - Teil 7 Sicherheit kerntechnischer Anlagen
- DIN 25403 Kritikalitätssicherheit bei der Verarbeitung und Handhabung von Kernbrennstoffen
  - Beiblatt 1 Erläuterungen
  - Teil 1 Grundsätze
  - Teil 2 Kritikalitätsdaten für Uran 235-Metall-Leichtwasser-Mischungen
  - Teil 3 Kritikalitätsdaten für Plutonium 239-Metall-Leichtwasser-Mischungen
  - Teil 4 Kritikalitätsdaten für Urandioxid-Leichtwasser-Mischungen
  - Teil 5 Kritikalitätsdaten für Plutonium 239-Dioxid-Leichtwasser-Mischungen
  - Teil 6 Kritikalitätsdaten für Plutonium 239-Nitrat-Leichtwasser-Mischungen
  - Teil 7 Kritikalitätsdaten für niedrig angereicherte Urandioxid-Stabgitter in Wasser
  - Teil 8 Kritikalitätsdaten für Uranylnitrat (100 % Uran 235)-Leichtwasser-Mischungen
- DIN 25404 Kerntechnik; Formelzeichen
- DIN 25405 Gesichtspunkte für eine sichere Auslegung von thermischen Reaktoren bezüglich des Reaktivitätsverhaltens
- DIN 25407 Abschirmwände gegen ionisierende Strahlung
  - Beiblatt 1 Hinweise für die Errichtung von Wänden aus Abschirmbausteinen
  - Teil 1 Bausteine
  - Teil 2 Spezielle Bauelemente für Abschirmwände aus Blei
  - Teil 3 Errichtung von Heißen Zellen aus Blei
- DIN 25409 Fernbedienungsgeräte zum Arbeiten hinter Schutzwänden
  - Beiblatt 1 Hinweise für die Verwendung
  - Teil 1 Ferngreifer - Maße
  - Teil 2 Parallelmanipulatoren mit 3 Gelenken - Maße
  - Teil 3 Parallelmanipulatoren in Teleskopbauart - Maße
  - Teil 4 Parallelmanipulatoren in Teleskopbauart - Anforderungen und Prüfungen
  - Teil 5 Parallelmanipulatoren mit 3 Gelenken - Anforderungen und Prüfungen
  - Teil 6 Ferngreifer - Anforderungen
  - Teil 7 Kraftmanipulatoren mit elektrischen Antrieben - Anforderungen und Prüfungen
  - Teil 8 Kraftmanipulatoren - Bedienteile - Anordnung und Kennzeichnung
- DIN 25410 Kerntechnische Anlagen – Oberflächensauberkeit von Komponenten
- DIN 25412 Laboreinrichtungen – Handschuhkästen
  - Teil 1 Maße und Anforderungen
    - Beiblatt 1 Beispiele für Zusatzausrüstungen

  - Teil 2 Dichtheitsprüfungen
- DIN 25413 Klassifikation von Abschirmbetonen nach Elementanteilen
  - Teil 1 Abschirmung von Neutronenstrahlung
  - Teil 2 Abschirmung von Gammastrahlung
- DIN 25415 Dekontamination von radioaktiv kontaminierten Oberflächen; Verfahren zur Prüfung und Bewertung der Dekontaminierbarkeit
- DIN 25419 Ereignisablaufanalyse; Verfahren, graphische Symbole und Auswertung
- DIN 25420 Errichtung von Heißen Zellen aus Beton
  - Teil 1 Anforderungen an Heiße Zellen für fernbedienten Betrieb
    - Beiblatt 1 Ausführungsbeispiele
    - Beiblatt 2 Abschirmberechnungen
    - Beiblatt 3 Ausführungsbeispiele zur Instandhaltung

  - Teil 2 Anforderungen für Prozeß- und Lagerzellen
  - Teil 3 Anforderungen an Strahlenschutzfenster für Betonwände unterschiedlicher Dichte; Erläuterungen zur Montage
    - Beiblatt 1 Erläuterungen zur Montage

  - Teil 4 Anforderungen an Strahlenschutzfenster für Betonwände der Dichte 2,3 g/cm³ unterschiedlicher Dicke
- DIN 25422 Aufbewahrung und Lagerung radioaktiver Stoffe – Anforderungen an Aufbewahrungseinrichtungen und deren Aufstellungsräume zum Strahlen-, Brand- und Diebstahlschutz
- DIN 25424 Fehlerbaumanalyse
  - Teil 1 Methode und Bildzeichen
  - Teil 2 Handrechenverfahren zur Auswertung eines Fehlerbaumes
- DIN 25425 Radionuklidlaboratorien
  - Teil 1 Regeln für die Auslegung
    - Beiblatt 1 Ausführungsbeispiele

  - Teil 3 Regeln für den vorbeugenden Brandschutz
  - Teil 4 Regeln für den Personenschutz
    - Beiblatt 1 Hinweise für die Erstellung einer Strahlenschutzanweisung für den Umgang mit radioaktiven Stoffen in Radionuklidlaboratorien
    - Beiblatt 2 Hinweise zur Abschirmung von Photonen- und Betastrahlung

  - Teil 5 Regeln zur Dekontamination von Oberflächen
- DIN 25426 Umschlossene radioaktive Stoffe
  - Teil 3 Dichtheitsprüfung im Zusammenhang mit Herstellung und Bauartprüfung
  - Teil 4 Dichtheitsprüfung während des Umgangs
- DIN 25429 Prüfverfahren für Abschirmungen von Heißen Zellen mit punktförmigen Gammastrahlern
- DIN 25430 Sicherheitskennzeichnung im Strahlenschutz
- DIN 25432 Rohrdurchführungen durch den Reaktorsicherheitsbehälter
- DIN 25433 Kennzeichnung von Brennelementen für Leistungsreaktoren
- DIN 25435 Wiederkehrende Prüfungen der Komponenten des Primärkreises von Leichtwasserreaktoren
  - Teil 1 Mechanisierte Ultraschallprüfung
  - Teil 2 Magnetpulver- und Eindringprüfung
  - Teil 3 Druckprüfung
  - Teil 4 Sichtprüfung
  - Teil 6 Wirbelstromprüfung von Dampferzeuger-Heizrohren
  - Teil 7 Durchstrahlungsprüfung
- DIN 25440 Klassifikation der Räume des Kontrollbereichs in kerntechnischen Anlagen und Einrichtungen nach Ortsdosisleistungen
- DIN 25448 Ausfalleffektanalyse (FMEA), November 2006 ersetzt durch DIN EN 60812
- DIN 25449 Bauteile aus Stahl- und Spannbeton in kerntechnischen Anlagen – Sicherheitskonzept, Einwirkungen, Bemessung und Konstruktion
- DIN 25450 Ultraschallprüfsysteme für die manuelle Prüfung
- DIN 25453 Prüfverfahren für Abschirmungen in Kernkraftwerken
- DIN 25455 Behandlung radioaktiv kontaminierter Gase in Kernkraftwerken mit Leichtwasserreaktoren, Regelsetzer empfiehlt Anwendung von KTA 3605
- DIN 25456 Neutronenfluenzmessung
  - Teil 1 Bestimmung der Fluenz schneller Neutronen mit Aktivierungs- und Spaltdetektoren
  - Teil 2 Bestimmung der Fluenz schneller Neutronen mit Eisen-Aktivierungsdetektoren
  - Teil 3 Bestimmung der Fluenz schneller Neutronen mit Nickel-Aktivierungsdetektoren
  - Teil 4 Bestimmung der Fluenz schneller Neutronen mit Niob-Aktivierungsdetektoren
  - Teil 5 Bestimmung der Fluenz schneller Neutronen mit Kupfer-Aktivierungsdetektoren
  - Teil 6 Bestimmung der Fluenz schneller Neutronen mit Thorium-Spaltdetektoren
- DIN 25457 Aktivitätsmessverfahren für die Freigabe von radioaktiven Stoffen und kerntechnischen Anlagenteilen
  - Teil 1 Grundlagen
    - Beiblatt 1 Erläuterungen

  - Teil 4 Kontaminierter und aktivierter Metallschrott
  - Teil 6 Bauschutt und Gebäude
  - Teil 7 Bodenflächen
- DIN 25459 Sicherheitsbehälter aus Stahlbeton und Spannbeton für Kernkraftwerke
  - Beiblatt 1 Erläuterungen
- DIN 25460 Vorbeugender Brandschutz bei Heißen Zellen
- DIN 25462 In-situ-Gammaspektrometrie zur nuklidspezifischen Umweltkontaminationsmessung, ersetzt durch DIN EN ISO 18589-7
- DIN 25463 Berechnung der Nachzerfallsleistung der Kernbrennstoffe von Leichtwasserreaktoren
  - Teil 1 Nichtrezyklierte Kernbrennstoffe
  - Teil 2 Uran-Plutonium-Mischoxid (MOX)-Kernbrennstoff für Druckwasserreaktoren
- DIN 25466 Radionuklidabzüge – Regeln für die Auslegung und Prüfung
- DIN 25471 Kritikalitätssicherheit unter Anrechnung des Brennelementabbrands bei der Lagerung und Handhabung von Brennelementen in Brennelementlagerbecken von Kernkraftwerken mit Leichtwasserreaktoren
- DIN 25472 Kritikalitätssicherheit bei der Endlagerung ausgedienter Kernbrennstoffe
- DIN 25474 Maßnahmen administrativer Art zur Einhaltung der Kritikalitätssicherheit in kerntechnischen Anlagen, ausgenommen Kernreaktoren
- DIN 25475 Kerntechnische Anlagen – Betriebsüberwachung
  - Teil 1 Körperschallüberwachung zum Erkennen loser Teile
  - Teil 2 Schwingungsüberwachung zur frühzeitigen Erkennung von Änderungen im Schwingungsverhalten des Primärkreises von Druckwasserreaktoren
  - Teil 3 Betriebsbegleitende Ermittlung von thermischen Belastungen
- DIN 25476 Primärkühlmittel-Reinigungsanlagen in Kernkraftwerken mit Leichtwasserreaktoren
- DIN 25478 Einsatz von Berechnungssystemen beim Nachweis der Kritikalitätssicherheit
  - Beiblatt 1 Erläuterungen
- DIN 25480 Bauelemente für Kontaminations-Schutzkästen - Stutzen, Ringe für Ferngreifer, Fenster und Schleusen
- DIN 25481 Anforderungen an Prozesszellen für den Umgang mit radioaktiven Stoffen
- DIN 25483 Verfahren zur Umgebungsüberwachung mit integrierenden Festkörperdosimetern
- DIN 25485 Berechnung der Nachzerfallsleistung der Kernbrennstoffe von Hochtemperaturreaktoren mit kugelförmigen Brennelementen
  - Beiblatt 1 Dokumentation und Erläuterungen
- DIN 25488 Komponenten für Heiße Zellen
  - Teil 1 Anforderungen an die fernbedienungsgerechte Auslegung
  - Teil 2 Anforderungen an Strahlenbeständigkeit, Korrosionsbeständigkeit und Dekontaminierbarkeit
- DIN 25489 Bestimmung des Gehaltes an Uran und Plutonium und der Isotopenzusammensetzung; Massenspektrometrisches Verfahren
- DIN 25490 Bestimmung des Urangehaltes von nuklearreinem Uranhexafluorid, Uranylfluoridlösungen, Uranylnitratlösungen, Uranoxidpulver, Urandioxidpulver und -tabletten; Gravimetrisches Verfahren
- DIN 25491 Bestimmung der Schüttdichte und der Vibrationsdichte von Kernbrennstoffpulver
- DIN 25492 Bestimmung des Urangehaltes in Kernbrennstoffen; Potentiometrisches Verfahren nach der modifizierten Davies- und Gray-Methode
- DIN 25493 Kerntechnische Anlagen – Schutz metallischer Bauteiloberflächen vor Schädigungen durch Montagehilfsmittel, Dichtungen, Packungen, Verpackungsmaterial und Wärmedämmstoffe
- DIN 25494 Bestimmung der Dichte und der Anteile offener und geschlossener Porosität von Urandioxidtabletten; Siedewasserverfahren und Penetrations-Auftriebsverfahren
- DIN 25495 Bestimmung der Dichte und Gesamtporosität von Urandioxidtabletten; Quecksilber-Verdrängungsverfahren
- DIN 25496 Lüftungstechnische Komponenten in kerntechnischen Anlagen
- DIN 25499 Bestimmung von Plutonium nach Oxidation in die sechswertige Form; Spektralphotometrisches Verfahren
- DIN 25525 Schienenfahrzeuge – Holzverbindungen
- DIN 25570 Halbzeuge für Schienenfahrzeuge – Rohre – Übersicht, Auswahl, Anwendung, Biegeradien
- DIN 25700 Oberflächenkontaminationsmessungen an Fahrzeugen und deren Ladungen in strahlenschutzrelevanten Ausnahmesituationen
- DIN 25701 Bestimmung der Löslichkeit des Plutoniums von unbestrahlten Mischoxid-Kernbrennstoffen in Salpetersäure
- DIN 25703 Bestimmung des Uran- und Plutoniumgehaltes in salpetersauren Lösungen; Wellenlängendispersives röntgenfluoreszenzspektrometrisches Verfahren
- DIN 25704 Bestimmung des Plutoniumgehaltes in salpeter- und schwefelsauren Lösungen; Potentiometrisches Titrierverfahren mit Kaliumdichromat
- DIN 25705 Keramographie von gesinterten Kernbrennstofftabletten
- DIN 25706 Passive Radonmessungen
  - Teil 1 Kernspurmeßverfahren
  - Teil 2 Aktivkohlemeßverfahren
- DIN 25707 Bestimmung des Sauerstoff/Uran-Verhältnisses in Urandioxid-Kernbrennstoffen
- DIN 25708 Bestimmung von metallischen Verunreinigungen in Kernbrennstoffen mittels optischer Emissionsspektrometrie mit induktiv gekoppelter Plasmaanregung
- DIN 25709 Bestimmung der Nachverdichtung für UO2- und UO2/Gd2O3- Brennstofftabletten
- DIN 25710 Bestimmung des Äquivalentwasserstoffgehaltes in Urandioxidpulvern und Tabletten aus UO2, (U,Gd)O2 und (U,Pu)O2 nach dem Trägergasverfahren
- DIN 25711 a-spektrometrische Bestimmung des 232U-Isotopenanteils in uranhaltigen Lösungen von Kernbrennstoffen
- DIN 25712 Kritikalitätssicherheit unter Anrechnung des Brennstoffabbrands bei Transport und Lagerung bestrahlter Leichtwasserreaktor-Brennelemente in Behältern
- DIN 26012 Kesselwagen; Anordnung der Füll- und Entleereinrichtungen für Mineralöl-Kesselwagen
- DIN 26016 Kesselwagen und Tankcontainer; Absperreinrichtungen mit Flanschanschluß; Einbau- und Anschlußmaße, Zubehörteile
- DIN 26017 Kesselwagen und Tankcontainer; Absperreinrichtungen mit Gewindeanschluß; Einbau- und Anschlußmaße, Zubehörteile
- DIN 26029 Kesselwagen; Entlüftungsbohrungen und Verschlußschraube
  - Teil 1 Druckgas-Kesselwagen mit Untenentleerung
  - Teil 2 Kesselwagen mit geneigtem Tank
- DIN 26030 Kesselwagen und Wagen für staubförmige Güter; Erdungseinrichtung
- DIN 26032 Kesselwagen; Kennzeichnung für gefährliche Güter; Gefahrentafel, Halterahmen
- DIN 26050 Schnittstellen für Tanksysteme – Tankstellengeräteschnittstelle
  - Teil 1 Allgemeine Festlegungen und Tankstellengeräte
  - Teil 2 Komponente Zapfsäule
  - Teil 3 Komponente Preistransparent
  - Teil 4 Komponente Tankfüllstandmessung
  - Teil 5 Komponente Tankwagenelektronik
  - Teil 6 Komponente Tankautomat
- DIN 26053 Gesicherte Messtechnik an Tankfahrzeugen zur Auslieferung von Heizöl EL, Dieselkraftstoff und Biodiesel an Endverbraucher
- DIN 26054 Wellschlauchleitungen aus nichtmetallischen Werkstoffen für chemische Stoffe
- DIN 26055 Schlauchleitungen für den Einsatz in der pharmazeutischen und biotechnischen Industrie mit Schläuchen aus nichtmetallischen Werkstoffen
  - Teil 1 Schläuche aus PTFE und Derivaten
  - Teil 2 Schläuche aus Siliconkautschuk
  - Teil 3 Schläuche aus Elastomeren mit oder ohne Liner
- DIN 26057 Spiralschläuche aus thermoplastischem Polyurethan (TPU) mit Stahldrahtverstärkung für Granulate und pulverförmige Stoffe - Anforderungen
- DIN 26281 Wälzlager – Dynamische Tragzahlen und nominelle Lebensdauer-Berechnung der modifizierten nominellen Referenz-Lebensdauer für Wälzlager (ISO/TS 16281:2008 + Cor. 1:2009)
- DIN 27000 Spezifikationen für strichcodierte Ausweiskarten in Verbindung mit Schlitzlesern
- DIN 27151 Schienenfahrzeuge – Nationale Güterwagen – Anforderungen
- DIN 27167 Elektro- und Klimatechnische Einrichtungen von Schienenfahrzeugen; Batteriekästen; Hauptmaße, Ausführung
- DIN 27170 Elektro- und klimatechnische Einrichtungen von Schienenfahrzeugen – Schaltschränke
  - Teil 1 Teilungsmaße
  - Teil 2 Anforderungen
  - Teil 3 Hinweise für den Einbau
- DIN 27200 Zustand der Eisenbahnfahrzeuge – Grundsätze und Begriffe für den betriebssicheren Zustand
  - Beiblatt 1 Übersicht des Gesamtwerkes
- DIN 27201 Zustand der Eisenbahnfahrzeuge – Grundlagen und Fertigungstechnologien
  - Teil 1 Verfahrensweise zur Erstellung und Änderung von Instandhaltungsprogrammen
  - Teil 2 Instandhaltungsnachweise
  - Teil 3 Werkstattfahrt
  - Teil 4 Behandeln von Eisenbahnfahrzeugen nach gefährlichen Ereignissen
  - Teil 5 Prüfen von Rad- und Radsatzaufstandskräften der Eisenbahnfahrzeuge
  - Teil 6 Schweißen
  - Teil 7 Zerstörungsfreie Prüfung
  - Teil 9 Messen
  - Teil 10 Thermisches Spritzen
  - Teil 11 Verfahrensweise zur Erstellung eines Fehlertoleranzkonzeptes
  - Teil 12 Fest mit dem Eisenbahnfahrzeug verbundene überwachungsbedürftige Anlagen
- DIN 27202 Zustand der Eisenbahnfahrzeuge – Fahrzeugaufbau und Sondereinrichtungen
  - Teil 1 Fahrzeugaufbau
  - Teil 2 Zug- und Stoßeinrichtung
  - Teil 3 Tritte, Griffe, Handstangen, Leitern, Geländer
  - Teil 4 Fahrzeugübergänge
  - Teil 5 Bewegliche Komponenten der Fahrzeugaufbauten und Türen (außer Türen von Fahrgasträumen)
  - Teil 6 Ladungssicherungs- und Transportschutzeinrichtungen
  - Teil 7 Rungen
  - Teil 8 Ladegutbehälter/Tanks
  - Teil 9 Anlagen, die wassergefährdende Stoffe beinhalten sowie Behälter und Rohrleitungen für entzündliche Flüssigkeiten
  - Teil 10 Messen Fahrzeugaufbau
    - Berichtigung 1
- DIN 27203 Zustand der Eisenbahnfahrzeuge - Fahrgastraum
  - Teil 1 Einstiegtüren - Bauart: Drehtüren
  - Teil 2 Einstiegtüren - Bauart: Drehfalttüren
  - Teil 3 Einstiegtüren - Bauart: Schwenkschiebetüren
  - Teil 4 Einstiegtüren - Bauart: Schiebetüren
  - Teil 5 Einstiegtüren - Bauart: Schwingtüren
  - Teil 6 Stirnwandtüren/Übergangstüren - Bauarten: Drehtüren, Schiebetüren, Rollladentüren, Falttüren
  - Teil 7 Ladetüren - Bauarten: Schwenkschiebetüren, Schiebetüren, Rollladentüren, Falttüren
  - Teil 8 Bewegliche Trittstufen
  - Teil 9 Notein- und -ausstiegfenster
  - Teil 10 Fahrzeuggebundene Einstieghilfen
  - Teil 11 Wasserversorgungsanlagen
  - Teil 12 Kücheneinrichtungen
  - Teil 13 Getränkeschankanlagen
  - Teil 14 Flüssiggasanlagen
- DIN 27204 Zustand der Eisenbahnfahrzeuge – Fahrwerk
  - Teil 3 Radsatzlager und Radsatzlagerführung
  - Teil 4 Stahlfederung
  - Teil 5 Elastomerfederung
  - Teil 6 Luftfederung
  - Teil 7 Drehgestell und Ausrüstungsteile
  - Teil 8 Neigetechnik
  - Teil 10 Fahrzeuge ohne Drehgestelle
- DIN 27205 Zustand der Eisenbahnfahrzeuge – Bremse
  - Teil 1 Klotzbremse, mechanischer Teil
  - Teil 2 Scheibenbremse, mechanischer Teil
    - Berichtigung 1

  - Teil 3 Belüftete Wellenbremsscheiben
  - Teil 4 Unbelüftete Wellenbremsscheiben
  - Teil 5 Radbremsscheiben
  - Teil 6 Magnetschienenbremse
  - Teil 7 Einfache unbefeuerte Druckbehälter für Luft
  - Teil 8 Dichtheit und Wirkung
  - Teil 9 Funktion der Führerbremsventile, Betätigungseinrichtungen und Anzeigen im Führerraum
  - Teil 10 Funktion der Notbremseinrichtung und Notbremsüberbrückung
  - Teil 11 Funktion und Dichtheit der Bremse für direkte Bremswirkung am bedienten Triebfahrzeug und indirekte Bremswirkung an den angeschlossenen Fahrzeugen
  - Teil 12 Funktion und Dichtheit der Kraftfahrzeug-Bremse in Eisenbahnfahrzeugen
- DIN 28000 Chemischer Apparatebau – Dokumentation im Lebensweg von Prozessanlagen
  - Teil 1 Erfassung der grundlegenden und ergänzenden Dokumentation
    - Berichtigung 1

  - Teil 2 Inhalte der Dokumentation
  - Teil 3 Fließschemata und Anlagenkennzeichnung
  - Teil 4 Graphische Symbole für Armaturen, Rohrleitungen und Stellantriebe
  - Teil 5 Graphische Symbole für Apparate und Maschinen
- DIN 28004 Fließbilder verfahrenstechnischer Anlagen
  - Teil 1 Begriffe, Fließbildarten, Informationsinhalt, März 2001 ersetzt durch DIN EN ISO 10628-1 und DIN EN ISO 10628-2
  - Teil 2 Zeichnerische Ausführung, März 2001 ersetzt durch DIN EN ISO 10628-1 und DIN EN ISO 10628-2
  - Teil 3 Graphische Symbole, März 2001 ersetzt durch DIN EN ISO 10628-1 und DIN EN ISO 10628-2
  - Teil 4 Kurzzeichen, Juni 2003 ersetzt durch DIN 6779-13 und DIN EN ISO 10628-1 und DIN EN ISO 10628-2
- DIN 28005 Toleranzen für Behälter
  - Teil 1 Behälter aus metallischen Werkstoffen
  - Teil 2 Behälter aus Stahl, emailliert
- DIN 28006 Toleranzen für Rührbehälter
  - Teil 1 Rührbehälter aus metallischen Werkstoffen
  - Teil 2 Rührbehälter aus Stahl, emailliert
- DIN 28007 Toleranzen für Kolonnen
  - Teil 1 Kolonnen aus metallischen Werkstoffen
  - Teil 2 Kolonnen aus Stahl, emailliert
- DIN 28008 Toleranzen und Grenzabmaße für Rohrbündel-Wärmeaustauscher
- DIN 28011 Gewölbte Böden – Klöpperform
- DIN 28013 Gewölbte Böden – Korbbogenform
- DIN 28015 Kolonnen; Boden- und Füllkörperkolonnen; Mittelteil, Kolonnenteil für Austauschelemente; Konstruktionsmaße
- DIN 28016 Kolonnen; Benennungen
- DIN 28017 Ortsfeste Zugänge zu verfahrenstechnischen Apparaten
  - Teil 1 Bühnen
  - Teil 2 Geländer für Bühnen
  - Teil 3 Steigleitern
  - Teil 4 Abstiegsicherungen
  - Teil 5 Treppen
- DIN 28018 Druckbehälter aus Stahl, emailliert – Behälter für Anlagen 0,063 m³ bis 10 m³
- DIN 28019 Druckbehälter aus Stahl, emailliert – Behälter für Lagerung 12,5 m³ bis 125 m³
- DIN 28020 Liegende Druckbehälter 0,63 m³ bis 25 m³ – Maße
- DIN 28021 Stehende Druckbehälter – Behälter für Lagerung, 6,3 m³ bis 100 m³ – Maße
- DIN 28022 Stehende Druckbehälter – Behälter für Prozessanlagen 0,063 m³ bis 25 m³ – Maße
- DIN 28025 Stutzen aus nichtrostendem Stahl
- DIN 28030 Flanschverbindungen für Behälter und Apparate
  - Teil 1 Apparateflanschverbindungen
  - Teil 2 Flansche, Grenzabmaße
- DIN 28031 Schweißflansche für drucklose Behälter und Apparate
- DIN 28032 Schweißflansche für Druckbehälter und -apparate (schwarz), September 2013 ersetzt durch DIN 28033
- DIN 28033 Flanschverbindungen für Apparate – Schweißflansche für druckbeanspruchte Apparate
- DIN 28034 Flanschverbindungen für Apparate – Vorschweißflansche für druckbeanspruchte Apparate
- DIN 28036 Schweißflansche für Druckbehälter und -apparate (weiß), September 2013 ersetzt durch DIN 28033
- DIN 28038 Schweißflansche mit zyl. Ansatz für Druckbehälter und -apparate (weiß), September 2013 ersetzt durch DIN 28033
- DIN 28040 Flanschverbindungen für Apparate – Flachdichtungen
- DIN 28050 Behälter und Apparate - Maximal zulässiger Druck -1,0 bar bis +0,5 bar - Technische Lieferbedingungen
- DIN 28058 Blei im Apparatebau
  - Teil 1 Homogene Verbleiung
  - Teil 2 Konstruktionen aus Bleihalbfabrikaten
- DIN 28070 Chemieöfen mit Auskleidung; Grundsätze für die Konstruktion der Öfen
- DIN 28071 Chemieöfen mit Auskleidung; Grundsätze für die Auskleidung
- DIN 28080 Sättel für liegende Apparate
- DIN 28081 Apparatefüße
  - Teil 1 Apparatefüße aus Rohr
  - Teil 2 Apparatefüße aus Profilstahl
  - Teil 3 aus Rohr, Fußform B; Maximale Gewichtskräfte für gewölbte Böden
  - Teil 4 aus Profilstahl; Maximale Momente in die Apparatewand durch Gewichtskräfte über Apparatefüße
- DIN 28082 Standzargen für Apparate
  - Teil 1 Mit einfachem Fußring
  - Teil 2 Fußring mit Doppelring und Stegen oder mit Ankerkonsole
- DIN 28083 Pratzen
  - Teil 1 Maße, Maximale Gewichtskräfte
  - Teil 2 Maximale Momente auf die Apparatewand durch Gewichtskräfte über Pratzen Form A
- DIN 28084 Tragringe und Ringträger an Apparaten
  - Teil 1 Festigkeitsberechnung
  - Teil 2 Ausführungen, Maße, Dickenermittlung
  - Teil 3 Maße und maximale Betriebsgewichte für Rührbehälter aus unlegierten und nichtrostenden Stählen
- DIN 28085 Tragzapfen an Apparaten für Montage; Maße und maximale Kräfte
- DIN 28086 Tragösen an Apparaten für Montage; Maße und maximale Kräfte
- DIN 28087 Traglaschen an Apparaten für Montage; Maße und maximale Kräfte
- DIN 28088 Anschlusslaschen für Erdung und Potentialausgleich an verfahrenstechnischen Apparaten
- DIN 28090 Statische Dichtungen für Flanschverbindungen
  - Teil 2 Dichtungen aus Dichtungsplatten; Spezielle Prüfverfahren zur Qualitätssicherung
  - Teil 3 Dichtungen aus Dichtungsplatten; Prüfverfahren zur Ermittlung der chemischen Beständigkeit
- DIN 28091 Technische Lieferbedingungen für Dichtungsplatten
  - Teil 1 Dichtungswerkstoffe; Allgemeine Festlegungen
  - Teil 2 Dichtungswerkstoffe auf Basis von Fasern (FA); Anforderungen und Prüfung
  - Teil 3 Dichtungswerkstoffe auf Basis von PTFE (TF); Anforderungen und Prüfung
  - Teil 4 Dichtungswerkstoffe auf Basis von expandiertem Graphit (GR); Anforderungen und Prüfung
- DIN 28105 Chemische Apparate – Apparate und Behälter mit zwei gewölbten Böden – Begriffe, Nennvolumen, Nenndurchmesser, Hauptmaße
- DIN 28115 Stutzen aus unlegiertem Stahl – PN 10 bis PN 40
- DIN 28117 Blockflansche für Apparate – Anschlussmaße PN 10 bis PN 40
- DIN 28120 Runde Schaugläser mit Fassung im Krafthauptschluss
- DIN 28121 Runde Schaugläser mit Fassung im Kraftnebenschluss
- DIN 28122 Blindflansche mit Verkleidung aus nicht rostendem Stahl für die Nennweiten DN 125 bis DN 500 und die PN-Stufen PN 10 bis PN 40
- DIN 28124 Mannlochverschlüsse
  - Teil 1 Für drucklose Behälter
  - Teil 2 Für Druckbehälter, aus Stahl
  - Teil 3 Für Druckbehälter, verkleidet
  - Teil 4 Schwenkvorrichtungen
- DIN 28125 Klappverschlüsse
  - Beiblatt 1 Konstruktionsbeispiel für Öffnungshilfe
  - Teil 1 rund; Nennweiten DN 150 bis DN 600
  - Teil 2 oval, 350 mm × 450 mm
  - Teil 3 rund, mit Schutzring und Oberflächenschutz; Nennweite DN 500 und DN 600
- DIN 28127 Stromtrichter für Halbrohrschlangen an Behältern
- Beiblatt 1 Berechnungsbeispiel
- DIN 28128 Halbrohrschlangen für verfahrenstechnische Apparate
- DIN 28129 Bügelmuttern für Verschlüsse
- DIN 28130 Chemischer Apparatebau – Übersicht über Bauteile von Rührbehältern mit Rührwerk
- DIN 28131 Rührer und Stromstörer für Rührbehälter; Formen, Benennungen und Hauptmaße
- DIN 28132 Rührwerke; Rührerwellen-Durchmesser
- DIN 28134 Chemische Apparate; Hängefedern; für Schalenkupplungen bei senkrechten Rührerwellen
- DIN 28135 Axialdruckscheiben für Scheibenkupplungen an senkrechten Rührwellen
- DIN 28136 Rührbehälter
  - Teil 1 Hauptmaße
  - Teil 2 Anordnung und Größe der Stutzen für Rührbehälter aus unlegiertem und nichtrostendem Stahl
  - Teil 3 Anordnung und Größe der Stutzen für Rührbehälter aus Stahl, emailliert
  - Teil 11 Anordnung und Größe der Deckelstutzen für Rührbehälter aus Stahl, emailliert Form CE mit 4000 l Nennvolumen; Nicht für Neukonstruktionen
  - Teil 14 Stutzenanordnung H für Rührbehälter aus Stahl, emailliert, Form BE d1 = 2400 mm bis 3600 mm und Stutzenanordnung K für Rührbehälter aus Stahl, emailliert, Form CE d1 = 2400 mm bis 3600 mm; Nicht für Neuanlagen
- DIN 28137 Rührwerkflansche
  - Teil 1 Für Rührbehälter aus Stahl
  - Teil 2 Form E für Rührbehälter aus Stahl, emailliert
- DIN 28138 Gleitringdichtungen für Rührwellen
  - Teil 1 Aus unlegiertem oder nichtrostendem Stahl – Betriebsdaten, Einbaumaße
  - Teil 2 Aus Stahl, emailliert – Betriebsdaten, Einbaumaße
  - Teil 3 Anschlüsse für Sperrflüssigkeiten, Kühlung, Kontrolle und Montage und Bezeichnungssystem für Gleitringdichtungen
- DIN 28139 Vorschweißbunde für emaillierte Apparate
  - Teil 1 Form H Hauptflansche für Klammerschrauben; Maße
  - Teil 2 Form M Mannloch-, Handlochstutzen, Montageöffnung mit Klammerschrauben; Anschlußmaße
  - Teil 3 Form S Stutzen mit geteiltem Losflansch; Anschlußmaße
- DIN 28140 Anschlüsse für Auslaufarmaturen an Behältern
  - Teil 1 Aus unlegiertem Stahl, nicht rostendem Stahl und Stahl, ausgekleidet; Anschlussmaße PN 10
  - Teil 2 Aus Stahl, emailliert; Anschlussmaße PN 10
- DIN 28141 Montageflansche für Behälter und Apparate aus unlegiertem und nicht rostendem Stahl
- DIN 28144 Rührerverbindung für zweiteilige Rührer aus Stahl, emailliert – Maße
- DIN 28145 Angeschweißte Teile für Rührbehälter aus Stahl, emailliert
  - Teil 1 Halterung für Stromstörer Form S für Behälter-Nenndurchmesser 2400 bis 3600 mm; Anschlußmaße; Nicht für Neukonstruktionen
  - Teil 3 Anordnung und Größe der Tragösen
  - Teil 4 Tragringe
  - Teil 5 Dämmkragen am Bodenauslauf
  - Teil 6 Schilderbrücke
  - Teil 8 Füße
    - Beiblatt 1 Auslegung der Apparate-Füße
- DIN 28146 Stromstörer aus Stahl, emailliert, für Rührbehälter – Einbaumaße
- DIN 28147 Thermometerrohre aus Stahl, emailliert, für Rührbehälter; Einbaumaße
- DIN 28148 PTFE-umhüllte Dichtungen für Rührbehälter aus Stahl, emailliert
- DIN 28150 Losflansche, geteilt, für emaillierte Vorschweißbunde; Nenndruck PN 10
- DIN 28151 Mantelstutzen für Rührbehälter aus Stahl, emailliert – Stutzenanordnung
- DIN 28152 Klammerschrauben für emaillierte Apparate
  - Teil 1 Maße, Zuordnung
    - Beiblatt 1 Bestimmung der Mindestanzahl

  - Teil 2 Technische Lieferbedingungen
- DIN 28153 Verschlußdeckel für Apparate aus Stahl, emailliert
  - Teil 1 Nennweiten 350 × 450, 500 und 600
  - Teil 2 Nennweiten 100 bis 250
- DIN 28154 Wellenende für Rührer aus unlegiertem und nichtrostendem Stahl, für Gleitringdichtungen; Maße
- DIN 28155 Kupplungen für Rührwellen aus unlegiertem und nichtrostendem Stahl; Kupplungen im Rührbehälter; Maße
- DIN 28156 Wellenende für Rührer aus unlegiertem und nichtrostendem Stahl, für Stopfbuchsen; Maße
- DIN 28157 Impellerrührer, Stahl, emailliert, einteilig; Maße
- DIN 28158 Ankerrührer, Stahl emailliert, einteilig; Maße
- DIN 28159 Wellenende für einteilige Rührer aus Stahl, emailliert – Maße
  - Beiblatt 1 Informationen zur Festigkeit
- DIN 28160 Tragringe für Rührbehälter aus unlegiertem und nichtrostendem Stahl – Höhenlage
- DIN 28161 Anforderungen an Rührantriebe – Drehzahl, Drehrichtung, Lagerung, Laufgenauigkeit, Ausbauraum für Gleitringdichtung
- DIN 28162
  - Teil 1 Rührwerklaternen für Rührantriebe mit Gleitringdichtung
- DIN 28178 Drallrohre – Maße und Werkstoffe
- DIN 28179 U-Rohre aus Stahl für Rohrbündel-Wärmeaustauscher – Technische Lieferbedingungen
- DIN 28180 Nahtlose Stahlrohre für Rohrbündel-Wärmeaustauscher – Maße und Werkstoffe
- DIN 28181 Geschweißte Stahlrohre für Rohrbündel-Wärmeaustauscher – Maße und Werkstoffe
- DIN 28182 Rohrbündel-Wärmeaustauscher – Rohrteilungen, Durchmesser der Bohrungen in Rohrböden, Umlenksegmenten und Stützplatten
- DIN 28183 Rohrbündel-Wärmeaustauscher – Benennungen
- DIN 28184 Rohrbündel-Wärmeaustauscher mit zwei festen Böden
  - Teil 1 Innenrohr 25, Dreieckteilung 32 – Anzahl und Anordnung der Innenrohre
  - Teil 2 Innenrohr 25, quadratische Teilung 32 – Anzahl und Anordnung der Innenrohre
  - Teil 5 Ausführungsbeispiele
- DIN 28185 Einbauten für Rohrbündel-Wärmeaustauscher
- DIN 28187 Rohrbündel-Wärmeaustauscher – Rohr/Rohrboden-Befestigungen
- DIN 28189 Modulwärmeaustauscher
- DIN 28190 Rohrbündel-Wärmeaustauscher mit geschweißtem Schwimmkopf – Ausführungsbeispiele für Rohranordnung und Schwimmkopf
- DIN 28191 Rohrbündel-Wärmeaustauscher mit geflanschtem Schwimmkopf – Ausführungsbeispiele für Rohranordnung und Schwimmkopf
- DIN 28192 Elastische Trennwanddichtungen für Rohrbündel-Wärmeaustauscher
- DIN 28400 Vakuumtechnik; Benennung und Definitionen
  - Beiblatt 1 Alphabetisches Stichwortverzeichnis
  - Teil 1 Allgemeine Benennungen
  - Teil 2 Vakuumpumpen
  - Teil 3 Vakuummeßgeräte
  - Teil 5 Vakuumtrocknung und Gefriertrocknung
  - Teil 6 Analysentechnik für Oberflächenschichten
  - Teil 7 Vakuummetallurgie
  - Teil 8 Vakuumsysteme, Komponenten und Zubehör
- DIN 28401 Vakuumtechnik – Bildzeichen – Übersicht
- DIN 28402 Vakuumtechnik; Größen, Formelzeichen, Einheiten, Übersicht
- DIN 28403 Vakuumtechnik; Schnellverbindungen; Kleinflansch-Verbindungen
- DIN 28404 Vakuumtechnik; Flansche; Maße
- DIN 28411 Vakuumtechnik; Abnahmeregeln für Massenspektrometer-Lecksuchgeräte, Begriffe
- DIN 28416 Vakuumtechnik; Kalibrieren von Vakuummetern im Bereich von 10-3 bis 10-7 mbar, Allgemeines Verfahren: Druckerniedrigung durch beständige Strömung
- DIN 28426 Vakuumtechnik; Abnahmeregeln
  - Teil 1 für Rotationsverdrängervakuumpumpen, Sperr- und Drehschieber- sowie Kreiskolbenvakuumpumpen im Grob- und Feinvakuumbereich
  - Teil 2 für Drehkolbenvakuumpumpen, Wälzkolbenvakuumpumpen im Feinvakuumbereich
- DIN 28427 Vakuumtechnik; Abnahmeregeln für Diffusionspumpen und Dampfstrahlvakuumpumpen für Treibmitteldampfdrücke <1 mbar
- DIN 28428 Vakuumtechnik; Abnahmeregeln für Turbomolekularpumpen
- DIN 28429 Vakuumtechnik; Abnahmeregeln für Ionengetterpumpen
- DIN 28430 Vakuumtechnik; Meßregeln für Dampfstrahlvakuumpumpen und Dampfstrahlkompressoren; Treibmittel: Wasserdampf
  - Berichtigung 1
- DIN 28431 Vakuumtechnik; Abnahmeregeln für Flüssigkeitsringvakuumpumpen
- DIN 28432 Vakuumtechnik; Abnahmeregeln für Membranvakuumpumpen
- DIN 28459 Flansche für Tankwagen; Anschlußmaße
- DIN 28460 Flansche für Tankwagen; Schweißflansche für Aluminiumrohre
- DIN 28461 Flansche für Tankwagen; Glatte Schweißflansche für Stahlrohre
- DIN 28462 Flansche für Tankwagen; Gewindeflansche für Tankwagenkupplungen
- DIN 28463 Flansche für Tankwagenarmaturen; Flachdichtungen
- DIN 28601 Rohre und Formstücke aus duktilem Gusseisen – Schraubmuffen-Verbindungen – Zusammenstellung, Muffen, Schraubringe, Dichtungen, Gleitringe
- DIN 28602 Rohre und Formstücke aus duktilem Gußeisen – Stopfbuchsenmuffen-Verbindungen – Zusammenstellung, Muffen, Stopfbuchsenring, Dichtung, Hammerschrauben und Muttern
- DIN 28603 Rohre und Formstücke aus duktilem Gusseisen – Steckmuffen-Verbindungen – Zusammenstellung, Muffen und Dichtungen
- DIN 28650 Formstücke aus duktilem Gusseisen – Bögen 30°, EN-Stücke, MI-Stücke, IT-Stücke – Anwendung, Maße
- DIN 29502 Luft- und Raumfahrt; Randeinfassungen von Flugzeugverglasungen aus gewebeverstärkten Acrylharzen
  - Teil 1 Konstruktions- und Fertigungsrichtlinien
- DIN 29505 Luft- und Raumfahrt; Bauteile aus faserverstärkten Kunststoffen; Angaben in Zeichnungen und Stücklisten
- DIN 29531 Luft- und Raumfahrt; Gußstücke aus Aluminium- und Magnesium-Legierungen; Technische Lieferbedingungen; Nicht für Neukonstruktionen
- DIN 29543 Luft- und Raumfahrt; Nahtlose Innendruckrohre aus Aluminium-Knetlegierungen; Technische Lieferbedingungen; Nicht für Neukonstruktionen
- DIN 29544 Luft- und Raumfahrt; Nahtlose Leitungsrohre aus Aluminium und Aluminium-Knetlegierungen; Technische Lieferbedingungen; Nicht für Neukonstruktionen
- DIN 29546 Luft- und Raumfahrt; Bleche, Platten und Bänder aus Aluminium-Knetlegierungen; Technische Lieferbedingungen; Nicht für Neukonstruktionen
- DIN 29547 Luft- und Raumfahrt; Nahtlose Konstruktionsrohre aus Aluminium-Knetlegierungen; Technische Lieferbedingungen; Nicht für Neukonstruktionen
- DIN 29548 LLuft- und Raumfahrt; Durchsetzungen
  - Teil 1 Durchsetzungen mit Keil
  - Teil 2 Durchsetzungen ohne Keil
  - Teil 3 Konstruktionshinweise und Beispiele
- DIN 29571 Luft- und Raumfahrt; Elektrische Ausrüstung
  - Teil 2 Kennzeichnung von Anlagen, Geräten und Leitungen
  - Teil 3 Energiebilanz
- DIN 29576 Luft- und Raumfahrt; Elektrische Bordnetze für Luftfahrzeuge
  - Teil 3 Masseverbindungen
  - Teil 4 Prüfung des Verhaltens bei Kurzschluß
  - Teil 5 Prüfung elektrischer Geräte und deren Verträglichkeit mit dem elektrischen Bordnetz
- DIN 29583 Luft- und Raumfahrt; Wartung und Instandsetzung von Flugzeugverglasungen aus Acrylglas; Allgemeine Richtlinien
- DIN 29594 Luft- und Raumfahrt; Schließringe aus Aluminium-Legierung, metrische Reihe
- DIN 29595 Schweißen im Luft- und Raumfahrzeugbau - Schmelzgeschweißte metallische Bauteile - Anforderungen
- DIN 29597 Luft- und Raumfahrt - Verarbeitung von flüssigen Beschichtungsstoffen
- DIN 29638 Luft- und Raumfahrt - Einpressmuttern, selbstsichernd
  - Teil 2 Konstruktions- und Einbaurichtlinien; Text Deutsch und Englisch
- DIN 29639 Luft- und Raumfahrt; Einpreßmuttern, selbstsichernd, beweglich
  - Teil 2 Konstruktions- und Einbaurichtlinien
- DIN 29640 Luft- und Raumfahrt; Tempern von Acrylglas; Fertigungsrichtlinien
- DIN 29657 Luft- und Raumfahrt; Nahtlose Konstruktionsrohre aus Stahl und Nickellegierungen; Technische Lieferbedingungen
- DIN 29730 Luft- und Raumfahrt; Nietrechnungswerte bei statischer Beanspruchung für Universalnietverbindungen
  - Teil 1 einschnittig; Nietwerkstoffe 3.1124 und 3.1324
  - Teil 2 zweischnittig; Nietwerkstoffe 3.1124 und 3.1324
  - Teil 3 einschnittig; Nietwerkstoff 3.3354
  - Teil 4 zweischnittig; Nietwerkstoff 3.3354
  - Teil 5 einschnittig; Nietwerkstoff 2.4360
  - Teil 6 zweischnittig; Nietwerkstoff 2.4360
- DIN 29731 Luft- und Raumfahrt; Nietrechnungswerte bei statischer Beanspruchung für Senknietverbindungen
  - Teil 1 einschnittig; Nietwerkstoffe 3.1124 und 3.1324
  - Teil 2 zweischnittig; Nietwerkstoffe 3.1124 und 3.1324
  - Teil 5 einschnittig; Nietwerkstoff 2.4360
  - Teil 6 einschnittig, gewarzt; Nietwerkstoff 2.4360
  - Teil 51 einschnittig, gewarzt; Nietwerkstoffe 3.1124 und 3.1324
  - Teil 52 zweischnittig, gewarzt; Nietwerkstoffe 3.1124 und 3.1324
- DIN 29732 Luft- und Raumfahrt; Nietrechnungswerte bei statischer Beanspruchung
  - Teil 1 für Paßniete aus Stahl mit Universalkopf, einschnittig
  - Teil 3 für Paßbolzen aus Titan-Legierungen mit überstehendem Kopf, einschnittig
- DIN 29733 Luft- und Raumfahrt; Nietrechnungswerte bei statischer Beanspruchung
  - Teil 1 für Paßniete aus Stahl mit Senkkopf, einschnittig
  - Teil 3 für Paßbolzen aus Titan-Legierungen mit Senkkopf, einschnittig
- DIN 29734 Luft- und Raumfahrt; Nietrechnungswerte bei statischer Beanspruchung
  - Teil 4 für Blindniete mit Flachrundkopf, einschnittig
  - Teil 6 für Blindniete nach NAS 1398D mit überstehendem Kopf, einschnittig
  - Teil 8 für Blindniete nach MS 20600AD mit überstehendem Kopf, einschnittig
- DIN 29735 Luft- und Raumfahrt; Nietrechnungswerte bei statischer Beanspruchung
  - Teil 4 für Blindniete mit Senkkopf, einschnittig
  - Teil 6 für Blindniete nach NAS 1399D mit Senkkopf, einschnittig
  - Teil 8 für Blindniete nach MS 20601AD mit Senkkopf, einschnittig
- DIN 29736 Luft- und Raumfahrt - Erdungs-Steckverbindung für Kraftstoff-Betankungsanschluss
  - Teil 2 Technische Lieferbedingungen; Nicht für Neukonstruktionen
- DIN 29743 Luft- und Raumfahrt; Vernickeln von Stahl; Kenn-Nummern 3302 und 3303
- DIN 29764
  - Teil 2 Luft- und Raumfahrt; Heftnadeln zum Klemmen für Fertigungsmittel
- DIN 29782 Luft- und Raumfahrt; Gewindeeinsätze aus Draht mit oder ohne Schraubensicherung; Technische Lieferbedingungen
- DIN 29783 Luft- und Raumfahrt; Feingußstücke aus Titan und Titanlegierungen; Technische Lieferbedingungen
- DIN 29831 Luft- und Raumfahrt; Offene Nickel-Cadmium-Batterien 24 V 40 Ah
- DIN 29850 Luft- und Raumfahrt; Wärmebehandlung von Aluminium-Knetlegierungen
- DIN 29867 Luft- und Raumfahrt - Einadrige Leitungen mit Kupferleiter, 600 V, 260 °C - Technische Lieferbedingungen; Nicht für Neukonstruktionen
- DIN 29880 Luft- und Raumfahrt; Halbzeug und Formteile aus Polycarbonat (PC); Technische Lieferbedingungen
- DIN 29891 Luft- und Raumfahrt; Boden-Aggregate zur Stromversorgung von Luftfahrzeugen; Sicherheitseinrichtungen
- DIN 29895 Luft- und Raumfahrt - Alternativ-Werkstoffe für Verbindungsteile; Nicht für Neukonstruktionen
  - Teil 2 Vollniete; Nicht für Neukonstruktionen
- DIN 29896 Luft- und Raumfahrt - Geschirmte Leitungen mit Kupferleiter mit isoliertem Schirm, ein- bis vieradrig, 600 V, 150 und 260 °C - Technische Lieferbedingungen; Nicht für Neukonstruktionen
- DIN 29900
  - Teil 2 Luft- und Raumfahrt; Einadrige Leitungen mit Aluminiumleiter, 600 V, 150 °C, Technische Lieferbedingungen
- DIN 29921 Luft- und Raumfahrt; Schraubniete aus Stahl mit Sechskantkopf und Gewindesicherung
- DIN 29924 Luft- und Raumfahrt; Schraubniete aus Stahl mit Senkkopf 100° und Gewindesicherung
- DIN 29963 Luft- und Raumfahrt; Expansionsklebfolien für tragende Teile, Technische Lieferbedingungen
- DIN 29965 Luft- und Raumfahrt; Kohlenstofffasern; Kohlenstoffilamentgarne; Technische Lieferbedingungen
- DIN 29970 Luft- und Raumfahrt – Wabenkerne aus Polyamidpapier, phenolharzgebunden – Technische Lieferbedingungen
- DIN 29971 Luft- und Raumfahrt; Unidirektionalgelege-Prepreg aus Kohlenstofffasern und Epoxidharz; Technische Lieferbedingungen
- DIN 29972 Luft- und Raumfahrt; Hartschaumstoffe; Tafeln; Technische Lieferbedingungen
- DIN 29978 Luft- und Raumfahrt – Wabenkerne, hexagonal expandiert aus Aluminium-Knetlegierung, korrosionsgeschützt, unperforiert oder perforiert; Technische Lieferbedingungen
- DIN 29995 Luft- und Raumfahrt; Beizscheibenprüfung von umgeschmolzenen Stählen, Nickel- und Kobaltlegierungen

## DIN 30000–39999
- DIN 30052 Bezeichnung der Radsatzfolge für Schienenfahrzeuge
- DIN 30295 Gerundetes Trapezgewinde
  - Teil 1 Nennmaße
  - Teil 2 Gewindegrenzmaße und Abmaße, Zulässige Abweichungen und zulässige Abnutzungen der Gewindelehren
- DIN 30386 Sechskantmuttern – Gerundetes Trapezgewinde
- DIN 30387 Ansatzmuttern – Metrisches Feingewinde, Gerundetes Trapezgewinde
- DIN 30389 Sechskant- und Kronenmuttern mit Rundgewinde, für Spannschlösser und Zughaken von Triebfahrzeugen
- DIN 30630 Technische Zeichnungen – Allgemeintoleranzen in mechanischer Technik – Toleranzregel und Übersicht
- DIN 30642 Schilder – Begriffe
- DIN 30643 Schilder – Wisch- und Abriebfestigkeit von Beschriftungen auf Schildern – Anforderungen und Prüfung
- DIN 30645 Technische Lieferbedingungen für Schilder
  - Teil 1 Anodisch oxidierte Schilder (Eloxalverfahren)
  - Teil 2 Geätzte Schilder
- DIN 30646 Selbstklebende Schilder – Technische Lieferbedingungen für Schilder aus Kunststoff-, Aluminiumfolien und Papier
- DIN 30650 Odoriermittelbehälter für Transport und Lagerung; Sicherheitstechnische Anforderungen und Prüfung
- DIN 30658 Mittel zum nachträglichen Abdichten von erdverlegten Gasleitungen
  - Teil 1 Folienschläuche und Gewebeschläuche zum nachträglichen Abdichten von Gasleitungen; Sicherheitstechnische Anforderungen und Prüfungen
  - Teil 2 Mittel zum nachträglichen Abdichten von Verbindungen erdverlegter Gasleitungen; Sicherheitstechnische Anforderungen und Prüfungen
- DIN 30660 Dichtungsmittel für die Gas- und Wasserversorgung sowie für Wasserheizungsanlagen – Nichtaushärtende Dichtmittel und Polytetrafluorethylen (PTFE)-Bänder für metallene Gewindeverbindungen der Hausinstallation
- DIN 30664 Schläuche für Gasbrenner für Laboratorien, ohne Ummantelung und Armierung
  - Teil 1 Sicherheitstechnische Anforderungen und Prüfungen
- DIN 30665 Gasverbrauchseinrichtungen; Gasbrenner für Laboratorien (Laborbrenner)
  - Teil 1 Sicherheitstechnische Anforderungen, Prüfung
- DIN 30670 Polyethylen-Umhüllungen von Rohren und Formstücken aus Stahl – Anforderungen und Prüfungen
  - Berichtigung 1
- DIN 30672 Organische Umhüllungen für den Korrosionsschutz von in Böden und Wässern verlegten Rohrleitungen für Dauerbetriebstemperaturen bis 50 °C ohne kathodischen Korrosionsschutz – Bänder und schrumpfende Materialien
- DIN 30674 Umhüllung von Rohren aus duktilem Gusseisen
  - Teil 3 Zink-Überzug mit Deckbeschichtung
  - Teil 5 Polyethylen-Folienumhüllung
- DIN 30675 Äußerer Korrosionsschutz von erdverlegten Rohrleitungen
  - Teil 1 Schutzmaßnahmen und Einsatzbereiche bei Rohrleitungen aus Stahl
  - Teil 2 Schutzmaßnahmen und Einsatzbereiche bei Rohrleitungen aus duktilem Gußeisen
- DIN 30677 Äußerer Korrosionsschutz von erdverlegten Armaturen
  - Teil 1 Umhüllung (Außenbeschichtung) für normale Anforderungen
  - Teil 2 Umhüllung aus Duroplasten (Außenbeschichtung) für erhöhte Anforderungen
- DIN 30678 Umhüllung von Stahlrohren mit Polypropylen
- DIN 30681 Kompensatoren für Gas - Balg-Kompensatoren mit Bälgen aus nichtrostendem Stahl - Sicherheitstechnische Anforderungen, Prüfung, Kennzeichnung
- DIN 30682 Gasverbrauchseinrichtungen für Wäschereimaschinen
- DIN 30683
  - Teil 1 Gasverbrauchseinrichtungen für Bäckerei- und Konditoreianlagen, mit Brennern ohne Gebläse
  - Teil 2 Gasgeräte für Bäckerei- und Konditoreianlagen; Backöfen mit Brennern mit Gebläse
- DIN 30690 Bauteile in Anlagen der Gasversorgung
  - Teil 1 Anforderungen an Bauteile in Gasversorgungsanlagen
    - Berichtigung 1

  - Teil 2 Anforderungen an metallische Werkstoffe für Stellgeräte für Gasverbrauchseinrichtungen
    - Hinweise zur Werkstoffauswahl, Festigkeitswerte
- DIN 30692 Membranen für Gasverteilung und Installation
  - Teil 2 Anforderungen und Prüfung von verstärktem Elastomer-Membranwerkstoff
- DIN 30693 Schlauchbruchsicherungen für Schlauchleitungen in Flüssiggasanlagen
- DIN 30694 Gasgeräte für Flüssiggas in Fahrzeugen; Koch-, Back-, Grill-, Kühl- und Gefriergeräte
  - Teil 4 Anforderungen und Prüfung
- DIN 30695 Ortsveränderliche Schmelzöfen mit Flüssiggas-Feuerungen
- DIN 30697 Flüssiggasbefeuerte ortsveränderliche Warmlufterzeuger mit Wärmeaustauschern
  - Teil 3 Sicherheitstechnische Anforderungen, Prüfung, Kennzeichnung
- DIN 30699 Propan/Butan-Gasleuchten; Anforderungen und Prüfung
- DIN 30701 Kommunalfahrzeuge – Allgemeine Anforderungen
- DIN 30702 Kommunalfahrzeuge
  - Teil 2 Kommunalfahrzeuge; Begriffe für Müllfahrzeuge, ersetzt durch DIN 30706-1
  - Teil 3 Kommunalfahrzeuge; Begriffe für Straßenreinigungsfahrzeuge, ersetzt durch DIN EN 13019
  - Teil 4 Kommunalfahrzeuge - Begriffe für Winterdienstfahrzeuge, ersetzt durch DIN EN 13021
  - Teil 5 Begriffe für Saugfahrzeuge und Hochdruck-Spülfahrzeuge
- DIN 30704 Maschinen zur Straßenreinigung – Kehrmaschinen, Waschfahrzeuge und Kombinationen daraus
- DIN 30705 Saugfahrzeuge und Hochdruck-Spülfahrzeuge
  - Teil 1 Kanal- und Sinkkasten-Reinigungsfahrzeuge, Gruben-Reinigungsfahrzeuge
  - Teil 4 Hochdruck-Spülfahrzeuge
- DIN 30706 Begriffe der Kommunalen Technik
  - Teil 1 Abfallentsorgung
- DIN 30707 Maschinen für den Winterdienst
  - Teil 2 Anforderungen an Winterdienstfahrzeuge mit Schneepflügen
  - Teil 3 Datenblatt für Fahrzeuge und Geräte
- DIN 30710 Sicherheitskennzeichnung von Fahrzeugen und Geräten
- DIN 30714 Tellerbesen für Straßenreinigungsfahrzeuge; Maße
- DIN 30716 Walzenbesen für Maschinen zur Straßenreinigung und für den Straßenbetriebsdienst – Maße, Regelsetzer empfiehlt Anwendung von DIN EN 15429-1
- DIN 30720 Behälter für Absetzkipperfahrzeuge
  - Teil 1 Behälter mit einem Nennvolumen bis 10 m³
  - Teil 2 Behälter mit einem Nennvolumen von 15 m³ und 20 m³
- DIN 30722 Abrollkipperfahrzeuge, Abrollbehälter
  - Teil 1 Abrollkipperfahrzeuge bis 26 t, Abrollbehälter System 1570 aus Stahl
  - Teil 2 Abrollkipperfahrzeuge bis 32 t, Abrollbehälter System 1570 aus Stahl
  - Teil 3 Abrollkipperfahrzeuge bis 12 t, Abrollbehälter System 900 aus Stahl
  - Teil 4 Abrollbehälter für die Beförderung auf Straße und Schiene
- DIN 30723 Absetzkipperfahrzeuge, Absetzkippeinrichtungen
  - Teil 1 Für Normbehälter mit einem Nennvolumen von 5,5 m³ bis 20 m³
  - Teil 2 Für Normbehälter mit einem Nennvolumen von 2,0 m³ bis 5,0 m³
- DIN 30728 Graphische Symbole für die Kommunale Technik
  - Teil 3 Straßenreinigungsfahrzeuge, Winterdienstfahrzeuge
  - Teil 4 Gruben- und Kanalreinigungsfahrzeuge
  - Teil 5 Anbaugeräte mit Ausleger
- DIN 30730 Mobile Behälterpressen – Absetzkipperfahrzeuge und Abrollkipperfahrzeuge; Anforderungen, Anschlußmaße
- DIN 30734 Einkammer-Wechsel-Silo (Freifall) für Silo-Absetz- und Abrollkipper-Fahrzeuge – Anschlußmaße, Anforderungen
- DIN 30735 Behälter mit einer maximalen Breite von 1520 mm für Absetzkipperfahrzeuge – Maße, Werkstoff, Ausführung
- DIN 30737 Abfallsammelbehälter – Fahrbare Umleerbehälter mit Klappdeckel und einem Volumen von 2,5 m³ und 5 m³ für Schüttungen mit Deckelöffnungsvorrichtung
- DIN 30739 Behälter für ansteckungsgefährlichen Abfall mit einem Nennvolumen von 30 l bis 60 l
- DIN 30741 Abfallbehälter
  - Teil 1 Abfallbehälter für Sonderabfälle mit einem Volumen von 800 l für feste Sonderabfälle
  - Teil 2 Abfallbehälter für Sonderabfälle mit einem Volumen von 1000 l für flüssige Sonderabfälle
- DIN 30742 Entsorgungstechnik – Abfallbehälter für flüssige und feste Sonderabfälle
  - Teil 1 Behälter mit einem Volumen von 60 l bis 240 l aus metallischen Werkstoffen
- DIN 30743 Entsorgungstechnik – Ladehilfe für Lagerung und Beförderung von Abfallbehältern für Sonderabfälle
- DIN 30745 Elektronische Identifikation von Abfallsammelbehältern durch Transpondertechnologie mit Frequenzen unter 135 kHz, Text Deutsch und Englisch
- DIN 30760 Fahrbare Abfallsammelbehälter – Abfallsammelbehälter mit zwei Rädern und einem Nennvolumen von 60 l bis 360 l für Diamondschüttungen
- DIN 30781 Transportkette
  - Teil 1 Grundbegriffe
    - Beiblatt 1 Erläuterungen

  - Teil 2 Systematik der Transportmittel und Transportwege
- DIN 30783 Modulordnung in der Transportkette; Maßliche Koordination in der Horizontalen
  - Teil 1 Begriffe, Grundsätze
- DIN 30784 Transportkette; Transportkette für Geld und Werte
  - Beiblatt 1 Technische Verknüpfung mit anderen Bereichen
  - Teil 1 Maßliche Koordinaten
  - Teil 2 Kassetten; Maße und Anforderungen an die Stapelbarkeit
  - Teil 3 Magazine für Geldausgabeautomaten, Koordinationsmaße, Anforderungen an Schnittstellen
- DIN 30786 Transportbelastungen – Datensammlung von mechanisch-dynamischen Belastungen
  - Teil 1 Allgemeine Grundlagen und Übersicht über die Normenstruktur
  - Teil 2 Wertesammlungen
- DIN 30791 Transportkette; Fahrausweis
  - Teil 2 Begriffe
- DIN 30795 Information im öffentlichen Personenverkehr
  - Teil 1 Information für den Fahrausweisverkauf – Allgemeine Festlegungen für die Anordnung und Gestaltung der Informations- und Bedienelemente
  - Teil 2 Informationen für den Fahrausweisverkauf aus stationären Automaten mit Wahltasten – Anordnung und Ausführung der Informations- und Bedienelemente
  - Teil 3 Informationen für den Fahrausweisverkauf aus stationären Automaten mit Zehnertastatur – Anordnung und Ausführung der Informations- und Bedienelemente
  - Teil 4 Informationen für den Fahrausweisverkauf aus mobilen Automaten mit Wahltasten – Anordnung und Ausführung der Informations- und Bedienelemente
  - Teil 5 Informationen für den Verkauf von Wertmarken für Zeitfahrausweise aus stationären Automaten – Anordnung und Ausführung der Informations- und Bedienelemente
  - Teil 6 Vorinformation an Haltestellen über den Verkauf von Fahrausweisen durch den Fahrer – Anordnung und Ausführung der Informationselemente
  - Teil 7 Informationen für den Verkauf von Fahrausweisen aus dialogfähigen Automaten; Anordnung und Ausführung der Informations- und Bedienelemente
- DIN 30800 Transportkette; Umschlagtechnik in der Transportkette
  - Teil 1 Transportketten für den Schüttgutschienenverkehr; Beschreibungen und Verknüpfungskriterien
  - Teil 2 Zuordnung von Schüttgütern und Schüttgutwagen
  - Teil 3 Umschlagverfahren und Schnittstellen im Schüttgutschienenverkehr; Zuordnung von Umschlaganlagen und Schüttgutwagen
    - Beiblatt 1 Kurzbeschreibungen von Umschlaganlagen
- DIN 30801 Umschlagtechnik in der Transportkette – Beladung von Schüttgutwagen – Schnittstellen Wagen/Beladeanlagen
- DIN 30802 Umschlagtechnik in der Transportkette – Entladung von Schüttgutwagen
  - Teil 1 Schnittstellen Sattelwagen/Entladeanlagen
  - Teil 2 Schnittstellen Trichterseitenentladewagen/Entladeanlagen
  - Teil 3 Schnittstellen Trichtermittenentladewagen/Entladeanlagen
- DIN 30803 Umschlagtechnik in der Transportkette – Auftauen/Gefrierschutz bei Sattelwagen
- DIN 30823 Großpackmittel – Starre IBC – Metallene, starre Kunststoff- und Kombinations-IBC; Maße, konstruktive Anforderungen, Kennzeichnung
- DIN 30901 Wärmebehandlung von Eisenwerkstoffen - Ermittlung der Tiefe und Ausbildung der Randoxidation
- DIN 30902 Wärmebehandlung von Eisenwerkstoffen - Lichtmikroskopische Bestimmung der Dicke und Porosität der Verbindungsschichten nitrierter und nitrocarburierter Werkstücke
- DIN 30910 Sintermetalle – Werkstoff-Leistungsblätter (WLB)
  - Teil 1 Hinweise zu den WLB
  - Teil 2 Sintermetalle für Filter
  - Teil 3 Sintermetalle für Lager und Formteile mit Gleiteigenschaften
  - Teil 4 Sintermetalle für Formteile
  - Teil 6 Sinterschmiedestähle für Formteile
- DIN 30911 Sintermetalle; Sint-Prüfnormen (SPN)
  - Teil 0 Hinweise zu den SPN
  - Teil 6 Prüfung der Filtereigenschaften
  - Teil 7 Prüfung der weichmagnetischen Eigenschaften
- DIN 30912 Sintermetalle; Sint-Richtlinien (SR)
  - Teil 1 Mechanische Bearbeitung von Sinterteilen
  - Teil 2 Gestaltung von Sinterteilen
  - Teil 3 Wärmebehandlung von Sinterteilen
  - Teil 4 Oberflächenbehandlung von Sinterteilen
  - Teil 6 Schwingfestigkeit von Sinterstählen
- DIN 30950 Schmelzhärten – Allgemeine Verfahrensbeschreibung
- DIN 30960 Schmelzhärten mit Zusatzwerkstoffen – Schmelzhärtungs-Anweisung (SHA) – Vordruck
- DIN 30965 Lasertechnik – Laserstrahl-Härtbarkeitsversuch
- DIN 30999 Hartmetalle – Rockwell-Härteprüfung (Skalen A und 45N) – Kalibrierung von Härtevergleichsplatten aus Hartmetall für die Prüfung und Kalibrierung von Härteprüfmaschinen, Regelsetzer empfiehlt Anwendung von DIN EN ISO 3738-2 und DIN EN ISO 6508-2
- DIN 31000 (VDE 1000:2011-05) Allgemeine Leitsätze für das sicherheitsgerechte Gestalten von Produkten
- DIN 31001 Sicherheitsgerechtes Gestalten technischer Erzeugnisse; Schutzeinrichtungen; Begriffe
  - Teil 1 Sicherheitsabstände für Erwachsene und Kinder, März 2009 ersetzt durch DIN EN ISO 13857
- DIN 31005 Sicherheitsgerechtes Gestalten technischer Erzeugnisse; Verriegelungen, Kopplungen, ersetzt durch DIN EN ISO 14119
- DIN 31051 Grundlagen der Instandhaltung
- DIN 31216 Federnde Vorreiber
  - Teil 2 Einzelteile und Reibplatten
- DIN 31300 Bildzeichen für Uhren
- DIN 31302 Großuhren; Pendelstäbe
- DIN 31623 Indexierung zur inhaltlichen Erschließung von Dokumenten
  - Teil 1 Begriffe, Grundlagen
  - Teil 2 Gleichordnende Indexierung mit Deskriptoren
  - Teil 3 Syntaktische Indexierung mit Deskriptoren
- DIN 31625 Erweiterter Zeichenvorrat für afrikanische Sprachen
- DIN 31628 Bibliographische Zeichenvorräte; Zeichenvorratsstufen für die Dateneingabe
- DIN 31630 Registererstellung
  - Teil 1 Begriffe, formale Gestaltung von gedruckten Registern
- DIN 31631 Kategorienkatalog für Dokumente
  - Teil 1 Begriffe und Gestaltung
  - Teil 2 Systematischer Teil
    - Beiblatt 1 Alphabetisches Register zum systematischen Teil

  - Teil 3 Indikator zur Verarbeitungssteuerung von Kategorien
  - Teil 4 Codes für Einträge zu Datenkategorien
  - Teil 5 Behandlung von Datenkategorien mit einem Eintrag oder mehreren Einträgen in Datenformaten
  - Teil 6 Kategorienkatalog für die Beschreibung von Institutionen
  - Teil 7 Kategorienkatalog für die Beschreibung von Projekten
- DIN 31634 Information und Dokumentation – Umschrift des griechischen Alphabets
- DIN 31635 Information und Dokumentation – Umschrift des arabischen Alphabets für die Sprachen Arabisch, Osmanisch-Türkisch, Persisch, Kurdisch, Urdu und Paschtu
- DIN 31636 Information und Dokumentation – Umschrift des hebräischen Alphabets
- DIN 31638 Bibliographische Ordnungsregeln
- DIN 31644 Information und Dokumentation – Kriterien für vertrauenswürdige digitale Langzeitarchive
- DIN 31645 Information und Dokumentation – Leitfaden zur Informationsübernahme in digitale Langzeitarchive
- DIN 31646 Information und Dokumentation – Anforderungen an die langfristige Handhabung persistenter Identifikatoren (Persistent Identifier)
- DIN 31647 Information und Dokumentation - Beweiswerterhaltung kryptographisch signierter Dokumente
- DIN 31651 Gleitlager
  - Teil 1 Formelzeichen, Systematik
  - Teil 2 Formelzeichen, Anwendung
- DIN 31652 Gleitlager - Hydrodynamische Radial-Gleitlager im stationären Betrieb
  - Teil 1 Berechnung von Kreiszylinderlagern
  - Teil 2 Funktionen für die Berechnung von Kreiszylinderlagern
  - Teil 3 Betriebsrichtwerte für die Berechnung von Kreiszylinderlagern
- DIN 31653 Gleitlager; Hydrodynamische Axial-Gleitlager im stationären Betrieb
  - Teil 1 Berechnung von Axialsegmentlagern
  - Teil 2 Funktionen für die Berechnung von Axialsegmentlagern
  - Teil 3 Betriebsrichtwerte für die Berechnung von Axialsegmentlagern
- DIN 31654 Gleitlager; Hydrodynamische Axial-Gleitlager im stationären Betrieb
  - Teil 1 Berechnung von Axial-Kippsegmentlagern
  - Teil 2 Funktionen für die Berechnung von Axial-Kippsegmentlagern
  - Teil 3 Betriebsrichtwerte für die Berechnung von Axial-Kippsegmentlagern
- DIN 31655 Gleitlager; Hydrostatische Radial-Gleitlager im stationären Betrieb
  - Teil 1 Berechnung von ölgeschmierten Gleitlagern ohne Zwischennuten
  - Teil 2 Kenngrößen für die Berechnung von ölgeschmierten Gleitlagern ohne Zwischennuten
- DIN 31656 Gleitlager; Hydrostatische Radial-Gleitlager im stationären Betrieb
  - Teil 1 Berechnung von ölgeschmierten Gleitlagern mit Zwischennuten
  - Teil 2 Kenngrößen für die Berechnung von ölgeschmierten Gleitlagern mit Zwischennuten
- DIN 31657 Gleitlager – Hydrodynamische Radial-Gleitlager im stationären Betrieb
  - Teil 1 Berechnung von Mehrflächen- und Kippsegmentlagern
  - Teil 2 Funktionen für die Berechnung von Mehrflächenlagern
  - Teil 3 Funktionen für die Berechnung von Kippsegmentlagern
  - Teil 4 Betriebsrichtwerte für die Berechnung von Mehrflächen- und Kippsegmentlagern
- DIN 31661 Gleitlager; Begriffe, Merkmale und Ursachen von Veränderungen und Schäden
- DIN 31665 Gleitlager; Prüfung von Lagermetallen; Korrosionsbeständigkeit von Lagermetallen gegenüber Schmierstoffen bei statischer Beanspruchung
- DIN 31670 Gleitlager; Qualitätssicherung von Gleitlagern
  - Teil 8 Prüfung der Form- und Lageabweichungen und Oberflächenrauheit an Wellen, Bunden und Spurscheiben
- DIN 31690 Gleitlager; Gehäusegleitlager; Stehlager
- DIN 31691 Ölstandsaugen; Anforderungen, Anschlußmaße, Einschraublöcher
- DIN 31692 Gleitlager
  - Teil 1 Schmierung und Schmierungsüberwachung
  - Teil 2 Temperaturüberwachung
  - Teil 3 Schwingungsüberwachung
  - Teil 4 Elektrische Lagerisolation
  - Teil 5 Checkliste zur Überprüfung der Öldichtheit
- DIN 31693 Gleitlager; Gehäusegleitlager; Seitenflanschlager
- DIN 31694 Gleitlager; Gehäusegleitlager; Mittenflanschlager
- DIN 31696 Axialgleitlager; Segment-Axiallager, Einbaumaße
- DIN 31697 Axialgleitlager; Ring-Axiallager, Einbaumaße
- DIN 31698 Gleitlager; Passungen
- DIN 31699 Gleitlager; Wellen, Bunde, Spurscheiben; Form- und Lagetoleranzen und Oberflächenrauheit
- DIN 32503 Schutzkappen für Betriebs-Druckmeßgeräte (Manometer) mit Gehäusedurchmesser 63 mm, für Schweißen, Schneiden und verwandte Verfahren
- DIN 32506 Lötbarkeitsprüfung für das Weichlöten, Regelsetzer empfiehlt Anwendung von DIN EN 60068-2-20, DIN EN 60068-2-54, DIN EN 60068-2-58, DIN EN 60068-2-69
  - Teil 1 Benetzungsprüfungen
  - Teil 2 Hubtauchprüfung für Proben aus Kupferlegierungen; Prüfung, Beurteilung
  - Teil 3 Hubtauchprüfung für verzinnte Proben; Prüfung, Beurteilung
- DIN 32508 Mikro-Löt- und -Schweißgeräte mit eigener Wasserstoff-/Sauerstoff-Erzeugung – Mechanische und gastechnische Anforderungen, Prüfung, Kennzeichnung
- DIN 32509 Handbetätigte Absperrarmaturen für Schweißen, Schneiden und verwandte Prozesse – Bauarten, sicherheitstechnische Anforderungen, Prüfungen
- DIN 32510 Thermisches Trennen – Brennbohren mit Sauerstofflanzen in mineralische Werkstoffe – Verfahrensgrundlagen, Temperaturen, Mindestausrüstung
- DIN 32511 Schweißen – Elektronenstrahlverfahren zur Materialbearbeitung – Begriffe für Prozesse und Geräte
- DIN 32513 Weichlotpasten, Regelsetzer empfiehlt Anwendung von DIN EN 61190-1-1, DIN EN 61190-1-2, DIN EN 61190-1-3
  - Teil 1 Zusammensetzung, Technische Lieferbedingungen
- DIN 32516 Thermisches Schneiden – Thermische Schneidbarkeit metallischer Bauteile – Allgemeine Grundlagen und Begriffe
- DIN 32520 Graphische Symbole für die Schweißtechnik - Bildzeichen für Lichtbogenschmelzschweißen
- DIN 32525 Schweißzusätze – Prüfung von Schweißzusätzen mittels Schweißgutproben
  - Teil 4 Prüfstück für die Ermittlung der Härte von Auftragschweißungen
- DIN 32527 Wärmen beim Schweißen, Löten, Schneiden und bei verwandten Verfahren – Begriffe, Verfahren
- DIN 32532 Schweißen – Laserstrahlverfahren zur Materialbearbeitung – Begriffe für Prozesse und Geräte
- DIN 32533 Schweißen – Elektronenstrahlverfahren zur Materialbearbeitung – Strahlparameterprodukt – Messen des Strahlfokusdurchmessers und des Divergenzwinkels
- DIN 32535 Thermisches Spritzen – Schichtzugversuch
- DIN 32539 Flammstrahlen von Stahl- und Betonoberflächen
- DIN 32540 Laserstrahlabtragen – Thermisches Abtragen mit dem Laserstrahl – Begriffe, Einflussgrößen, Durchführung
- DIN 32561 Fertigungsmittel für Mikrosysteme – Werkstückträger – Anschlussmaße und Toleranzen
- DIN 32563 Fertigungsmittel für Mikrosysteme – Klassifizierungssystem für Mikrobauteile
- DIN 32564 Fertigungsmittel für Mikrosysteme – Begriffe
  - Teil 1 Allgemeine Begriffe der Mikrosystemtechnik
  - Teil 2 Basistechnologien und Herstellung
  - Teil 3 Handhabung, Lagerung und Transport
- DIN 32566 Fertigungsmittel für Mikrosysteme – Spezifikation eines Maskentragrings für die Röntgentiefenlithographie
- DIN 32567 Fertigungsmittel für Mikrosysteme - Ermittlung von Materialeinflüssen auf die optische und taktile dimensionelle Messtechnik
  - Teil 1 Qualitative Abschätzung der material- und verfahrensspezifischen Einflüsse
  - Teil 2 Prüfkörper für taktile Verfahren
  - Teil 3 Ableitung von Korrekturwerten für taktile Messgeräte
  - Teil 4 Prüfkörper für optische Verfahren
  - Teil 5 Ableitung von Korrekturwerten für optische Messgeräte
- DIN 32605 Hautscheren, aufgebogen; Maße, Werkstoffe
- DIN 32606 Nagelscheren, aufgebogen; Maße, Werkstoffe
- DIN 32607 Stickscheren; Maße, Werkstoff
- DIN 32608 Haushaltscheren; Maße, Werkstoffe
- DIN 32609 Taschenscheren; Maße, Werkstoff
- DIN 32611 Haarscheren; Maße, Werkstoff
- DIN 32612 Schneiderscheren; Maße, Werkstoff
- DIN 32613 Scheren; Benennungen
- DIN 32619 Räucherwagen; Begriffe, Güte- und Sicherheitsanforderungen
- DIN 32620 Schlauchbinder; Spanner und Band
- DIN 32622 Aquarien aus Glas – Sicherheitstechnische Anforderungen und Prüfung
- DIN 32623 Krankenhaus-Kinderbetten aus Metall und Kunststoffen – Sicherheitstechnische Anforderungen und Prüfung
- DIN 32625 Größen und Einheiten in der Chemie; Stoffmenge und davon abgeleitete Größen, April 2006 ersatzlos zurückgezogen
- DIN 32629 Stoffportion; Begriff, Kennzeichnung; Februar 2004 ersatzlos zurückgezogen
- DIN 32632 Chemische Analytik - Leitfaden zur Ermittlung von Messunsicherheiten bei quantitativen Prüfergebnissen
  - Teil 1 Begriffe und Strategien
- DIN 32633 Chemische Analytik – Verfahren der Standardaddition – Verfahren, Auswertung, mit CD-ROM
- DIN 32635 Spektralphotometrische Analyse von Lösungen; Begriffe, Formelzeichen, Einheiten
- DIN 32640 Chemische Elemente und einfache anorganische Verbindungen; April 2008 ersatzlos zurückgezogen
- DIN 32641 Chemische Formeln; April 2006 ersatzlos zurückgezogen
- DIN 32642 Symbolische Beschreibung chemischer Reaktionen
- DIN 32645 Chemische Analytik – Nachweis-, Erfassungs- und Bestimmungsgrenze unter Wiederholbedingungen – Begriffe, Verfahren, Auswertung
- DIN 32646 Chemische Analyse – Erfassungs- und Bestimmungsgrenze als Verfahrenskenngrößen – Ermittlung in einem Ringversuch unter Vergleichbedingungen; Begriffe, Bedeutung, Vorgehensweise
- DIN 32649 Graphische Symbole für Arbeitsgänge im Laboratorium; Grundarbeitsgänge
- DIN 32650 Analysen-Ablaufpläne; Zeichnerische Darstellung
- DIN 32676 Armaturen für Lebensmittel, Chemie und Pharmazie – Klemmverbindungen für Rohre aus nichtrostendem Stahl – Ausführung zum Stumpfschweißen
- DIN 32677 Getränkeschankanlagen – Leitungsanschlussteile für Getränkeschankanlagen
- DIN 32705 Klassifikationssysteme; Erstellung und Weiterentwicklung von Klassifikationssystemen
- DIN 32706 Information und Dokumentation – Umschrift des armenischen Alphabets
- DIN 32707 Information und Dokumentation – Umschrift des georgischen Alphabets
- DIN 32708 Information und Dokumentation - Umschrift des Japanischen
- DIN 32711 Welle-Nabe-Verbindung - Polygonprofil P3G
  - Teil 1 Allgemeines und Geometrie
  - Teil 2 Berechnung und Dimensionierung
- DIN 32712 Welle-Nabe-Verbindung - Polygonprofile P4C
  - Teil 1 Allgemeines und Geometrie
  - Teil 2 Berechnung und Dimensionierung
- DIN 32732 Mechanisch betätigte Verbrennungsluft-Verschlußklappen; Sicherheitstechnische Anforderungen, Prüfung und Kennzeichnung
- DIN 32736 Gebäudemanagement - Begriffe und Leistungen
  - Beiblatt 1 Gegenüberstellung von Leistungen
- DIN 32742 Büro- und Datentechnik – Fernkopierer
  - Teil 2 Grundlegende Anforderungen
  - Teil 3 Mindestangaben
- DIN 32744 Büro- und Datentechnik – Magnetstreifen auf Sparbüchern
  - Teil 1 Mechanische und elektromagnetische Eigenschaften und ihre Prüfung
  - Teil 2 Lage und Aufzeichnung
- DIN 32745 Büro- und Datentechnik; Brieföffnungsmaschinen; Mindestangaben
- DIN 32747 Systeme zur Weiterverarbeitung von Post- und Datenverarbeitungs-Dokumenten – Kuvertiermaschinen
  - Teil 1 Begriffe und Einteilung
  - Teil 2 Mindestangaben
- DIN 32749 Büro- und Datentechnik; Brieffalzmaschinen; Mindestangaben
- DIN 32750 Büro- und Datentechnik; Magnetbandkassetten für Diktiergeräte mit Magnetband 4
  - Teil 1 Kassette für Wickelantrieb; Maße und Eigenschaften
  - Teil 2 Kassette für Tonwellenantrieb; Maße und Eigenschaften
- DIN 32752 Büro- und Datentechnik – Prüfung von Farbbändern
  - Teil 1 Herstellung von Normabdrucken A und Messung des Reflektometerwertes
  - Teil 2 Allgemeine Prüfungen
  - Teil 3 Herstellung von Normabdrucken B und Bestimmung der Farbübertragung und Korrekturfähigkeit
- DIN 32755 Büro- und Datentechnik; Farbbänder
  - Teil 1 Spule mit 30 mm und 35 mm Durchmesser für Farbbänder von 13 mm Breite
  - Teil 2 Spulen mit 40 mm und 54 mm Durchmesser für Farbbänder von 13 mm und 14,3 mm Breite
  - Teil 3 Spule mit 82 mm Durchmesser für Schreibbänder von 13 mm Breite
- DIN 32756 Büro- und Datentechnik – Korrekturbänder, Kerne, Spulen – Begriffe, Maße, Ausführungen
- DIN 32757 Büro- und Datentechnik – Vernichten von Informationsträgern, ersetzt durch DIN 66399-1 und DIN 66399-2
  - Teil 2 Maschinen und Einrichtungen – Mindestangaben
- DIN 32758 Büro- und Datentechnik; Rechenmaschinen; Tastatur für elektronische Taschenrechner
- DIN 32780 Schutzkleidung
  - Teil 100 Schutz gegen hochfrequente elektromagnetische Felder im Frequenzbereich 80 MHz bis 1 GHz; Anforderung und Prüfung
- DIN 32781 Schutzkleidung – Schutzanzüge gegen Pflanzenschutzmittel
- DIN 32786 Bankdokumente; Magnetstreifen auf Sparbüchern, Aufbau und Inhalt der Magnetspur
- DIN 32835 Technische Produktdokumentation – Dokumentation für das Facility Management
  - Teil 1 Begriffe und Methodik
  - Teil 2 Nutzungsdokumentation
- DIN 32869 Technische Produktdokumentation – Dreidimensionale CAD-Modelle
  - Teil 1 Anforderungen an die Darstellung
  - Teil 3 Funktionselemente
- DIN 32876 Prüfung geometrischer Größen – Elektrische Längenmessung
  - Teil 1 Analoge Erfassung der Meßgröße; Begriffe, Anforderungen, Prüfung
  - Teil 2 Digitale Erfassung der Meßgröße; Begriffe, Anforderungen, Prüfung
- DIN 32877 Optoelektronische Abstands-, Profil- und Formmessung
- DIN 32878 Drehwinkelmeßsysteme mit codierter und inkrementaler Erfassung der Meßgröße; Begriffe, Anforderungen, Prüfung
- DIN 32891 Rundstahlketten – Güteklasse 2, nicht lehrenhaltig, geprüft
- DIN 32895 Rundstahlketten für Ladewagen und Dungstreuer, lehrenhaltig, geprüft
- DIN 32896 Kettenverbindungsglieder für Ladewagen und Dungstreuer
- DIN 32911 Graphische Symbole und Schilder zur Information der Fahrgäste von Seilbahnen und Schleppliften
- DIN 32912 Graphische Symbole und Schilder zur Information der Skifahrer auf Skipisten
- DIN 32913 Loipen; Klassifizierung, grundlegende graphische Symbole und Schilder zur Information von Skilangläufern
- DIN 32914 Schilder für Bergbahnen, Pisten und Loipen; Anforderungen
- DIN 32932 Heimsportgeräte; Tretkurbel-Trainingsgeräte; Begriffe, Sicherheitstechnische Anforderungen, Prüfung; August 1997 ersetzt durch DIN EN ISO 20957-5
- DIN 32935 Heimsportgeräte; Nichtstationäre Zug- und Druck-Trainingsgeräte; Sicherheitstechnische Anforderungen, Prüfung
- DIN 32937 Mess- und Prüfmittelüberwachung – Planen, Verwalten und Einsetzen von Mess- und Prüfmitteln
- DIN 32974 Akustische Signale im öffentlichen Bereich – Anforderungen
- DIN 32975 Gestaltung visueller Informationen im öffentlichen Raum zur barrierefreien Nutzung
  - Berichtigung 1
- DIN 32976 Blindenschrift – Anforderungen und Maße
- DIN 32977 Behinderungsgerechtes Gestalten
  - Teil 1 Begriffe und allgemeine Leitsätze
- DIN 32980 Zuordnung der 8-Punkt-Brailleschrift zum 7-Bit-Code
- DIN 32981 Zusatzeinrichtungen für Blinde und Sehbehinderte an Straßenverkehrsanlagen (SVA)
- DIN 32982 8-Punkt-Brailleschrift für die Informationsverarbeitung – Identifikatoren, Benennungen und Zuordnung zum 8-Bit-Code
- DIN 32983 Fahrzeuggebundene Hubeinrichtungen für Rollstuhlbenutzer und andere mobilitätsbehinderte Personen – Zusätzliche sicherheitstechnische Anforderungen und Prüfung
- DIN 32984 Bodenindikatoren im öffentlichen Verkehrsraum
  - Berichtigung 1
- DIN 32985 Fahrzeuggebundene Rampen für Rollstuhlbenutzer und andere mobilitätsbehinderte Personen – Sicherheitstechnische Anforderungen und Prüfung
- DIN 32986 Taktile Schriften und Beschriftungen - Anforderungen an die Darstellung und Anbringung von Braille- und erhabener Profilschrift
- DIN 33402 Körpermaße des Menschen
  - Teil 1 Begriffe, Messverfahren
  - Teil 2 Werte
    - Berichtigung 1
    - Beiblatt 1 Anwendung von Körpermaßen in der Praxis

  - Teil 3 Bewegungsraum bei verschiedenen Grundstellungen und Bewegungen
  - Teil 4 Körpermaße des Menschen; Grundlagen für die Bemessung von Durchgängen, Durchlässen und Zugängen, ersetzt durch DIN EN 547
- DIN 33403 Klima am Arbeitsplatz und in der Arbeitsumgebung
  - Teil 2 Einfluß des Klimas auf den Wärmehaushalt des Menschen
  - Teil 3 Beurteilung des Klimas im Warm- und Hitzebereich auf der Grundlage ausgewählter Klimasummenmaße
  - Teil 5 Ergonomische Gestaltung von Kältearbeitsplätzen
- DIN 33404 Gefahrensignale für Arbeitsstätten
  - Teil 3 Akustische Gefahrensignale; Einheitliches Notsignal; Sicherheitstechnische Anforderungen, Prüfung
- DIN 33406 Arbeitsplatzmaße im Produktionsbereich – Begriffe, Arbeitsplatztypen, Arbeitsplatzmaße
- DIN 33407 Arbeitsanalyse – Merkmale
- DIN 33408 Körperumrissschablonen für Sitzplätze
  - Teil 1 Für Sitzplätze
    - Beiblatt 1 Anwendungsbeispiele
- DIN 33409 Sicherheitsgerechte Arbeitsorganisation – Handzeichen zum Einweisen
- DIN 33411 Körperkräfte des Menschen
  - Teil 1 Begriffe, Zusammenhänge, Bestimmungsgrößen
  - Teil 3 Maximal erreichbare statische Aktionsmomente männlicher Arbeitspersonen an Handrädern
  - Teil 4 Maximale statische Aktionskräfte (Isodynen)
  - Teil 5 Maximale statische Aktionskräfte, Werte
- DIN 33414 Ergonomische Gestaltung von Warten, ersetzt durch DIN EN ISO 11064-2 und DIN EN ISO 11064-3
  - Teil 4 Gliederungsschema, Anordnungsprinzipien
- DIN 33415 Fließarbeit – Begriffe, Merkmale
- DIN 33416 Zeichnerische Darstellung der menschlichen Gestalt in typischen Arbeitshaltungen
- DIN 33417 Beschreibung von Ort, Lage und Bewegungsrichtung von Gegenständen
- DIN 33419 Allgemeine Grundlagen der ergonomischen Prüfung von Produktentwürfen und Industrieerzeugnissen, Regelsetzer empfiehlt Anwendung von DIN EN ISO 15537
- DIN 33430 Anforderungen an Verfahren und deren Einsatz bei berufsbezogenen Eignungsbeurteilungen
- DIN 33450 Graphisches Symbol zum Hinweis auf Beobachtung mit optisch-elektronischen Einrichtungen (Video-Infozeichen)
- DIN 33459 Anforderungen an die Überprüfung, Aufrechterhaltung und Verbesserung der Kompetenzen von Lernbegleitern – Anforderungen an Personen
- DIN 33466 Wegweiser für Wanderwege
- DIN 33821 Sicherheitsabblaseventile für Gasversorgungsanlagen mit Betriebsdrücken bis 100 bar
- DIN 33822 Gas-Druckregelgeräte und Sicherheitseinrichtungen der Gas-Installation für Eingangsdrücke bis 5 bar
- DIN 33830 Wärmepumpen; Anschlußfertige Heiz-Absorptionswärmepumpen
  - Teil 1 Begriffe, Anforderungen, Prüfung, Kennzeichnung
  - Teil 3 Kältetechnische Sicherheit, Prüfung
  - Teil 4 Leistungs- und Funktionsprüfung
- DIN 33831 Wärmepumpen; Anschlußfertige Heiz-Wärmepumpen mit verbrennungsmotorisch angetriebenen Verdichtern
  - Teil 1 Begriffe, Anforderungen, Prüfung, Kennzeichnung
  - Teil 2 Anforderungen an die gastechnische Ausrüstung, Prüfung
  - Teil 3 Leistungs- und Funktionsprüfbedingungen
  - Teil 4 Leistungs- und Funktionsprüfung von Luft/Wasser-Wärmepumpen
- DIN 33852 Büro- und Datentechnik – Korrekturbänder
  - Teil 1 Abhebendes Löschen; Maße, Einteilung, Anforderungen, Prüfung
  - Teil 2 Abdeckendes Löschen; Maße, Anforderungen, Prüfung
- DIN 33858 Büro- und Datentechnik; Löschen von schutzbedürftigen Daten auf magnetischen Datenträgern; Löschgeräte, Anforderungen und Prüfungen
- DIN 33859 Büro- und Datentechnik – Identifikationskarten – Nationales Nummerierungssystem, Registrierung und Anwendung
- DIN 33865 Informationstechnik – Plotter – Bestimmung des Durchsatzes von monochromen Plottern
- DIN 33866 Informationstechnik – Büro- und Datentechnik; Farbbildwiedergabegeräte
  - Teil 1 Verfahren zur Kennzeichnung der Bildwiedergabe von Farbgeräten mit digitalen und analogen Prüfvorlagen; Einteilung und Grundlagen
  - Teil 2 Verfahren zur Kennzeichnung der Bildwiedergabe von Farbgeräten mit analoger Eingabe und analoger Ausgabe von Farbbildwiedergabegeräten: „analog-analog“ (Kopierer), Ausführung und Anwendung
  - Teil 3 Verfahren zur Kennzeichnung der Bildwiedergabe mit digitaler Eingabe und analoger Ausgabe als Hardcopy bei Farbbildwiedergabegeräten: „digital – analog“ (Drucker); Ausführung und Anwendung
  - Teil 4 Verfahren zur Kennzeichnung der Bildwiedergabe von Farbgeräten mit analoger Eingabe und digitaler Ausgabe bei Farbbildwiedergabegeräten: „analog-digital“ (Scanner), Ausführung und Anwendung
  - Teil 5 Verfahren zur Kennzeichnung der Bildwiedergabe von Farbgeräten mit digitaler Eingabe und analoger Ausgabe als Softcopy bei Farbbildwiedergabegeräten: „digital-analog“ (Monitore), Ausführung und Anwendung
- DIN 33868 Informationstechnik – Büro- und Datentechnik – Büromaschinen; Mindestangaben in Datenblättern für Drucker der Klasse 1 und Klasse 2 (ISO/IEC 11160-1:1996, modifiziert)
- DIN 33869 Informationstechnik – Büro- und Datentechnik – Büromaschinen; Mindestangaben in Datenblättern für Drucker der Klasse 3 und Klasse 4 (ISO/IEC 11160-2:1996, modifiziert)
- DIN 33870 Bürogeräte - Anforderungen und Prüfungen für die Aufbereitung von gebrauchten Tonermodulen für elektrofotografische Drucker, Kopierer und Fernkopierer
  - Teil 1 Monochrome Druckgeräte (Schwarz/Weiß); mit CD-ROM
  - Teil 2 4-Farb-Druckgeräte; mit CD-ROM
- DIN 33871 Informationstechnik – Bürogeräte, Tintendruckköpfe und Tintentanks für Tintenstrahldrucker
  - Teil 1 Aufbereitung von gebrauchten Tintendruckköpfen und Tintentanks für Tintenstrahldrucker
  - Teil 2 Anforderungen an und Merkmale von kompatiblen Tintenpatronen (4-Farbsystem) für Tintenstrahldrucker
- DIN 33872 Informationstechnik – Büro- und Datentechnik – Verfahren zur Kennzeichnung der relativen Farbwiedergabe mit JA/NEIN Kriterien
  - Teil 1 Einteilung, Begriffe und Grundlagen, nur auf CD-ROM
  - Teil 2 Prüfdateien für Ausgabeeigenschaften – Prüfung der Unterscheidbarkeit der 5- und 16-stufigen Farbreihen, nur auf CD-ROM
  - Teil 3 Prüfdateien für Ausgabeeigenschaften – Prüfung der Gleichheit für vier äquivalente Graudefinitionen und Unterscheidbarkeit der 16 Graustufen, nur auf CD-ROM
  - Teil 4 Prüfdateien für Ausgabeeigenschaften – Prüfung der Gleichheit für zwei äquivalente Farbdefinitionen mit 5- und 16-stufigen Farbreihen, nur auf CD-ROM
  - Teil 5 Prüfdateien für Ausgabeeigenschaften – Prüfung der Elementarbuntton-Übereinstimmung und der Buntton-Unterscheidbarkeit, nur auf CD-ROM
  - Teil 6 Prüfdateien für Ausgabeeigenschaften – Prüfung der äquivalenten Stufung und der regulären chromatischen Stufung, nur auf CD-ROM
- DIN 33880 Informationstechnik – Programmierschnittstelle für Sprachsteuerung (VOCAPI)
- DIN 33881 Messen mit Prüfröhrchen
  - Teil 1 Einteilung
  - Teil 2 Begriffe
- DIN 33891 Staubemission technischer Arbeitsmittel – Bestimmung der Staubemissionsrate
  - Teil 2 Handgeführte Schleifmaschinen
  - Teil 3 Handgeführte Sägemaschinen, handgeführte Fräsmaschinen und Hobel
  - Teil 4 Handgeführte Bohrmaschinen und Hämmer
- DIN 33892 Staubemission technischer Arbeitsmittel – Bewertung der Emission von luftgetragenen Gefahrstoffen
  - Teil 2 Konzentrationsparameter des luftverunreinigenden Stoffes, Prüfstandverfahren, handgeführte Elektrowerkzeuge für die Holzbearbeitung
- DIN 33893 Staubemission technischer Arbeitsmittel – Bewertung der Emission luftgetragener Gefahrstoffe
  - Teil 2 Konzentrationsparameter des luftverunreinigenden Stoffes; stationär betriebene
- DIN 33896 Staubemission technischer Arbeitsmittel - Basisverfahren zur Bestimmung der Staubemissionsrate von Maschinen zum Einsatz auf Arbeitstischen
  - Teil 1 Basisverfahren
- DIN 33897 Arbeitsplatzatmosphäre – Routineverfahren zur Bestimmung des Staubungsverhaltens von Schüttgütern
  - Teil 1 Grundlagen
  - Teil 3 Verstaubung in ruhender Luft
  - Teil 4 Wiederholter Fall im Querstrom
- DIN 33898 SWeRF (Größengewichtete alveolengängige Fraktion) und SWeRFcs (Größengewichtete alveolengängige Fraktion von kristallinem Quarz); Deutsche Fassung prEN SWeRF:2010
- DIN 33899 Exposition am Arbeitsplatz – Leitfaden für die Anwendung direkt anzeigender Geräte zur Überwachung von Aerosolen
  - Teil 1 Auswahl des Monitors für besondere Anwendungsfälle (CEN/TR 16013-1:2010, modifiziert)
  - Teil 2 Bewertung der Konzentration luftgetragener Partikel mit optischen Partikelzählern (CEN/TR 16013-2:2010, modifiziert)
  - Teil 3 Ermittlung der Konzentration luftgetragener Partikel mit Photometern
- DIN 33902 Information und Dokumentation – Anforderungen an das Binden von Bibliotheks-, Archiv- und anderem Schriftgut bzw. anderen Druckerzeugnissen aus Papier zum Gebrauch in Archiven und Bibliotheken – Verfahren und Materialien
- DIN 33903 Information und Dokumentation - Umschrift Tamil
- DIN 33941 Spielfeldgeräte – Schiedsrichterstühle
  - Teil 1 Volleyball
  - Teil 2 Badminton; Maße, Anforderungen, Prüfung
- DIN 33942 Barrierefreie Spielplatzgeräte – Sicherheitstechnische Anforderungen und Prüfverfahren
- DIN 33946 Glocken für Fahrräder und Fahrräder mit Hilfsmotor – Anforderungen und Prüfung
- DIN 33956 Gokart-Anlagen – Sicherheitstechnische Anforderungen und Prüfungen
- DIN 33957 Spielfeldgeräte – Beachsportgeräte – Anforderungen und Prüfverfahren
- DIN 33958 Fahrräder – Lichttechnische Einrichtungen und Dynamos
- DIN 33959 Turngeräte – Sprungtische – Funktionelle und sicherheitstechnische Anforderungen, Prüfverfahren
- DIN 33960 Sommerrodelbahnen
  - Teil 1 Sicherheitstechnische Anforderungen und Prüfverfahren
  - Teil 2 Sicherheitsanforderungen an den Betrieb
- DIN 33961 Fitness-Studio – Anforderungen an Studioausstattung und -betrieb
  - Teil 1 Grundlegende Anforderungen
  - Teil 2 Gerätegestütztes Herz- und Kreislauftraining
  - Teil 3 Gruppentraining
  - Teil 4 Gerätegestütztes Krafttraining
- DIN 33962 Messen gasförmiger Emissionen – Kontinuierlich arbeitende Meßeinrichtungen für Einzelmessungen von Stickstoffmonoxid und Stickstoffdioxid, Regelsetzer empfiehlt Anwendung von DIN EN 14792
- DIN 34016 Blattfedern; Federgrundplatten für Federaufhängung
- DIN 34110 Kolbenringe für den Maschinenbau; R-Ringe, Rechteckringe mit 10 bis 1200 mm Nenndurchmesser
- DIN 34311 Bohrung für Zentrierbolzen in hohlgebohrten Radsatzwellen
- DIN 34800 Schrauben mit Außensechsrund mit kleinem Flansch
- DIN 34801 Schrauben mit Außensechsrund mit großem Flansch
- DIN 34802 Zylinderschrauben mit großem Innensechsrund
- DIN 34803 Splintlöcher und Drahtlöcher für Schrauben
- DIN 34804 Verbindungselemente – Veränderungsgrade von schwarzen Oberflächen
- DIN 34810 Sechskantschrauben aus Kunststoff
- DIN 34811 Senkschrauben mit Kreuzschlitz aus Kunststoff
- DIN 34812 Flachkopfschrauben mit Kreuzschlitz aus Kunststoff
- DIN 34813 Zylinderschrauben mit Kreuzschlitz aus Kunststoff
- DIN 34814 Sechskantmuttern aus Kunststoff
- DIN 34815 Scheiben aus Kunststoff – Normale Reihe
- DIN 34816 Scheiben aus Kunststoff – Große Reihe
- DIN 34817 Schweißschrauben mit metrischem Gewinde
- DIN 34818 Federmuttern mit Blechschraubengewinde
- DIN 34819 Linsenkopf-Blechschrauben mit Bund und Innensechsrund
- DIN 34820 Flache Scheiben mit Fasen für den Stahlbau
- DIN 34821 Zylinderschrauben mit Innenvielzahn mit Gewinde bis Kopf
- DIN 34822 Zylinderschrauben mit Flansch mit Innenvielzahn mit Gewinde bis Kopf
- DIN 34823 Linsensenkschrauben mit Innenvielzahn
- DIN 34824 Innenvielzahn für Schrauben
- DIN 34827 Gewindestifte mit Innensechsrund
- DIN 34828 Anschweißenden für Spannschlösser
- DIN 35224 Schweißen im Luft- und Raumfahrzeugbau - Abnahmeprüfung von pulverbettbasierten Laserstrahlmaschinen zur additiven Fertigung
- DIN 35226 Kunststoffschweißaufsicht - Aufgaben, Verantwortungen, Wissen, Fähigkeiten und Kompetenz; Deutsche Fassung CEN/TR 16862:2015
- DIN 35230 Kunststoffe - Schweißen von thermoplastischen Kunststoffen - Angaben zu Schweißverfahren; Deutsche Fassung CEN/TS 16892:2015
- DIN 37080 Stelleinrichtungen für Bremsklötze; Übersicht und Anordnung
- DIN 37081 Stelleinrichtungen für Bremsklötze; Stützen, Federteller
- DIN 37082 Stelleinrichtungen für Bremsklötze; Druckfeder, Federbolzen
- DIN 38030 Schienenfahrzeuge – Druckluftausrüstung für Schienenfahrzeuge – Überdruckmessgeräte
- DIN 38402 Deutsche Einheitsverfahren zur Wasser-, Abwasser- und Schlammuntersuchung – Allgemeine Angaben (Gruppe A)
  - Teil 1 Angabe von Analysenergebnissen (A 1)
  - Teil 6 Festlegung der Mindesthäufigkeit der Überwachungen für Wasserinhaltsstoffe in Einleitungen (Emissionsstrategie) (A 6)
  - Teil 11 Probenahme von Abwasser (A 11)
  - Teil 12 Probenahme aus stehenden Gewässern (A 12)
  - Teil 13 Probenahme aus Grundwasserleitern (A 13)
  - Teil 15 Probenahme aus Fließgewässern (A 15)
  - Teil 16 Probenahme aus dem Meer (A 16)
  - Teil 18 Probenahme von Wasser aus Mineral- und Heilquellen (A 18)
  - Teil 20 Probenahme aus Tidegewässern (A 20)
  - Teil 24 Anleitung zur Probenahme von Schwebstoffen (A 24)
  - Teil 30 Vorbehandlung, Homogenisierung und Teilung heterogener Wasserproben (A 30)
  - Teil 41 Ringversuche, Planung und Organisation (A 41)
  - Teil 42 Ringversuche zur Verfahrensvalidierung, Auswertung (A 42)
  - Teil 45 Ringversuche zur externen Qualitätskontrolle von Laboratorien (A 45)
  - Teil 51 Kalibrierung von Analysenverfahren - Lineare Kalibrierfunktion (A 51)
  - Teil 60 Analytische Qualitätssicherung für die chemische und physikalisch-chemische Wasseruntersuchung (A 60)
  - Teil 62 Plausibilitätskontrolle von Analysendaten durch Ionenbilanzierung (A 62)
  - Teil 71 Gleichwertigkeit von zwei Analyseverfahren aufgrund des Vergleiches von Analyseergebnissen und deren statistischer Auswertung; Vorgehensweise für quantitative Merkmale mit kontinuierlichem Wertespektrum (A 71)
- DIN 38404 Deutsche Einheitsverfahren zur Wasser-, Abwasser- und Schlammuntersuchung – Physikalische und physikalisch-chemische Kenngrößen (Gruppe C)
  - Teil 3 Bestimmung der Absorption im Bereich der UV-Strahlung, Spektraler Absorptionskoeffizient (C 3)
  - Teil 4 Bestimmung der Temperatur (C 4)
  - Teil 6 Bestimmung der Redox-Spannung (C 6)
  - Teil 10 Berechnung der Calcitsättigung eines Wassers (C 10)
  - Teil 13 Bestimmung von Tritium (C 13)
  - Teil 14 Bestimmung der Gesamt-Alpha-Aktivitätskonzentration ?a in Trink-, Grund- und Oberflächenwasser (C14)
  - Teil 15 Bestimmung der Rest-Beta-Aktivitätskonzentration (CA,Rß) in Trink-, Grund-, Oberflächen- und Abwasser (C 15)
  - Teil 16 Bestimmung von Radionukliden in Trink-, Grund-, Oberflächenwasser und Abwasser mittels Gammaspektrometrie (C 16)
  - Teil 18 Bestimmung der Radium-226-Aktivitätskonzentration in Trink-, Grund-, Oberflächen- und Abwasser (C 18)
- DIN 38405 Deutsche Einheitsverfahren zur Wasser-, Abwasser- und Schlammuntersuchung; Anionen (Gruppe D)
  - Teil 1 Bestimmung der Chlorid-Ionen (D 1)
  - Teil 4 Bestimmung von Fluorid (D 4)
  - Teil 5 Bestimmung der Sulfat-Ionen (D5)
  - Teil 7 Bestimmung von Cyaniden in gering belastetem Wasser mit Ionenchromatographie oder potentiometrischer Titration (D 7)
  - Teil 9 Photometrische Bestimmung von Nitrat (D 9)
  - Teil 13 Bestimmung von Cyaniden (D 13)
  - Teil 17 Bestimmung von Borat-Ionen (D 17)
  - Teil 21 Photometrische Bestimmung von gelöster Kieselsäure (D 21)
  - Teil 23 Bestimmung von Selen mittels Atomabsorptionsspektrometrie (AAS) (D 23)
  - Teil 24 Photometrische Bestimmung von Chrom(VI) mittels 1,5-Diphenylcarbazid (D 24)
  - Teil 26 Photometrische Bestimmung des gelösten Sulfids (D 26)
  - Teil 27 Bestimmung von leicht freisetzbarem Sulfid (D 27)
  - Teil 29 Photometrische Bestimmung von Nitrat mit Sulfosalizylsäure (D 29); ISO 7890-3:1988, modifiziert
  - Teil 32 Bestimmung von Antimon mittels Atomabsorptionsspektrometrie (D 32)
  - Teil 33 Bestimmung von Iodid mittels Photometrie (D 33)
  - Teil 35 Bestimmung von Arsen – Verfahren mittels Graphitrohrofen-Atomabsorptionsspektrometrie (GF-AAS) (D 35)
- DIN 38406 Deutsche Einheitsverfahren zur Wasser-, Abwasser- und Schlammuntersuchung; Kationen (Gruppe E)
  - Teil 1 Bestimmung von Eisen (E 1)
  - Teil 2 Bestimmung von Mangan (E 2)
  - Teil 3 Bestimmung von Calcium und Magnesium, komplexometrisches Verfahren (E 3)
  - Teil 5 Bestimmung des Ammonium-Stickstoffs (E 5)
  - Teil 6 Bestimmung von Blei mittels Atomabsorptionsspektrometrie (AAS) (E 6)
  - Teil 7 Bestimmung von Kupfer mittels Atomabsorptionsspektrometrie (AAS) (E 7)
  - Teil 8 Bestimmung von Zink – Verfahren mittels Atomabsorptionsspektrometrie (AAS) in der Luft-Ethin-Flamme (E 8)
  - Teil 11 Bestimmung von Nickel mittels Atomabsorptionsspektrometrie (AAS) (E 11)
  - Teil 13 Bestimmung von Kalium mittels Atomabsorptionsspektrometrie (AAS) in der Luft-Acetylen-Flamme (E 13)
  - Teil 14 Bestimmung von Natrium mittels Atomabsorptionsspektrometrie (AAS) in der Luft-Acetylen-Flamme (E 14)
  - Teil 16 Bestimmung von 7 Metallen (Zink, Cadmium, Blei, Kupfer, Thallium, Nickel, Cobalt) mittels Voltammetrie (E 16)
  - Teil 17 Bestimmung von Uran – Verfahren mittels adsorptiver Stripping-Voltammetrie in Grund-, Roh- und Trinkwässern (E 17)
  - Teil 18 Bestimmung des gelösten Silbers durch Atomabsorptionsspektrometrie im Graphitrohrofen (E 18)
  - Teil 21 Bestimmung von neun Schwermetallen (Ag, Bi, Cd, Co, Cu, Ni, Pb, Tl, Zn) nach Anreicherung durch Extraktion (E 21)
  - Teil 24 Bestimmung von Cobalt mittels Atomabsorptionsspektrometrie (AAS) (E 24)
  - Teil 26 Bestimmung von Thallium mittels Atomabsorptionsspektrometrie (AAS) im Graphitrohrofen (E 26)
  - Teil 32 Bestimmung von Eisen mittels Atomabsorptionsspektrometrie (E 32)
  - Teil 33 Bestimmung von Mangan mittels Atomabsorptionsspektrometrie (E 33)
- DIN 38407 Deutsche Einheitsverfahren zur Wasser-, Abwasser- und Schlammuntersuchung; Gemeinsam erfaßbare Stoffgruppen (Gruppe F)
  - Teil 2 Gaschromatographische Bestimmung von schwerflüchtigen Halogenkohlenwasserstoffen (F 2)
  - Teil 3 Gaschromatographische Bestimmung von polychlorierten Biphenylen (F 3)
  - Teil 7 Bestimmung von 6 polycyclischen aromatischen Kohlenwasserstoffen (PAK) in Trink- und Mineralwasser mittels Hochleistungs-Dünnschicht-Chromatographie (HPTLC) (F 7)
  - Teil 8 Bestimmung von 6 polycyclischen aromatischen Kohlenwasserstoffen (PAK) in Wasser mittels Hochleistungs-Flüssigkeitschromatographie (HPLC) mit Fluoreszenzdetektion (F 8)
  - Teil 9 Bestimmung von Benzol und einigen Derivaten mittels Gaschromatographie (F 9)
  - Teil 11 Bestimmung ausgewählter organischer Pflanzenbehandlungsmittel mittels Automated-Multiple-Development (AMD)-Technik (F 11)
  - Teil 14 Bestimmung von Phenoxyalkancarbonsäuren mittels Gaschromatographie und massenspektrometrischer Detektion nach Fest-Flüssig-Extraktion und Derivatisierung (F 14)
  - Teil 16 Bestimmung von Anilin-Derivaten mittels Gaschromatographie (F 16)
  - Teil 17 Bestimmung ausgewählter nitroaromatischer Verbindungen mittels Gaschromatographie (F 17)
  - Teil 22 Bestimmung von Glyphosat und Aminomethylphosphonsäure (AMPA) in Wasser durch Hochleistungs-Flüssigchromatographie (HPLC), Nachsäulenderivatisierung und Fluoreszenzdetektion (F 22)
  - Teil 27 Bestimmung ausgewählter Phenole in Grund- und Bodensickerwasser, wässrigen Eluaten und Perkolaten (F 27)
  - Teil 30 Bestimmung von Trihalogenmethanen (THM) in Schwimm- und Badebeckenwasser mit Headspace-Gaschromatographie (F 30)
  - Teil 34 Bestimmung ausgewählter Pflanzenbehandlungsmittel, Biozide und Abbauprodukte; Verfahren mittels Gaschromatographie (GC-MS) nach Festphasenmikroextraktion (SPME) (F 34)
  - Teil 35 Bestimmung ausgewählter Phenoxyalkancarbonsäuren und weiterer acider Pflanzenschutzmittelwirkstoffe – Verfahren mittels Hochleistungs-Flüssigkeitschromatographie und massenspektrometrischer Detektion (HPLC-MS/MS) (F 35)
  - Teil 36 Bestimmung ausgewählter Pflanzenschutzmittelwirkstoffe und anderer organischer Stoffe in Wasser - Verfahren mittels Hochleistungs-Flüssigkeitschromatographie und massenspektrometrischer Detektion (HPLC-MS/MS bzw. -HRMS) nach Direktinjektion (F 36)
  - Teil 37 Bestimmung von Organochlorpestiziden, Polychlorbiphenylen und Chlorbenzolen in Wasser - Verfahren mittels Gaschromatographie und massenspektrometrischer Detektion (GC-MS) nach Flüssig-Flüssig-Extraktion (F 37)
  - Teil 39 Bestimmung ausgewählter polycyclischer aromatischer Kohlenwasserstoffe (PAK) – Verfahren mittels Gaschromatographie und massenspektrometrischer Detektion (GC-MS) (F 39)
  - Teil 41 Bestimmung ausgewählter leichtflüchtiger organischer Verbindungen in Wasser – Verfahren mittels Gaschromatographie und Massenspektrometrie (GC-MS) nach Headspace-Festphasenmikroextraktion (HS-SPME) (F 41)
  - Teil 42 Bestimmung ausgewählter polyfluorierter Verbindungen (PFC) in Wasser – Verfahren mittels Hochleistungs-Flüssigkeitschromatographie und massenspektrometrischer Detektion (HPLC-MS/MS) nach Fest-Flüssig-Extraktion (F 42)
  - Teil 43 Bestimmung ausgewählter leichtflüchtiger organischer Verbindungen in Wasser - Verfahren mittels Gaschromatographie und Massenspektrometrie nach statischer Headspacetechnik (HS-GC-MS) (F 43)
- DIN 38408 Deutsche Einheitsverfahren zur Wasser-, Abwasser- und Schlammuntersuchung – Gasförmige Bestandteile (Gruppe G)
  - Teil 3 Bestimmung von Ozon (G 3)
  - Teil 5 Bestimmung von Chlordioxid (G 5)
- DIN 38409 Deutsche Einheitsverfahren zur Wasser-, Abwasser- und Schlammuntersuchung; Summarische Wirkungs- und Stoffkenngrößen (Gruppe H)
  - Teil 1 Bestimmung des Gesamttrockenrückstandes, des Filtrattrockenrückstandes und des Glührückstandes (H 1)
  - Teil 2 Bestimmung der abfiltrierbaren Stoffe und des Glührückstandes (H 2)
  - Teil 6 Härte eines Wassers (H 6)
  - Teil 7 Bestimmung der Säure- und Basekapazität (H 7)
  - Teil 9 Bestimmung des Volumenanteils der absetzbaren Stoffe in Wasser und Abwasser (H 9)
  - Teil 10 Bestimmung der Massenkonzentration der absetzbaren Stoffe in Wasser und Abwasser (H 10)
  - Teil 15 Bestimmung von Wasserstoffperoxid (Hydrogenperoxid) und seinen Addukten (H 15)
  - Teil 16 Bestimmung des Phenol-Index (H 16)
  - Teil 20 Bestimmung der disulfinblau-aktiven Substanzen (H 20)
  - Teil 22 Bestimmung gelöster adsorbierbarer organisch gebundener Halogene in stark salzhaltigen Wässern nach Festphasenanreicherung (SPE-AOX) (H 22)
  - Teil 23 Bestimmung der bismutaktiven Substanzen (H 23)
  - Teil 26 Bestimmung des Bismut-Komplexierungsindex IBiK (H 26)
  - Teil 41 Bestimmung des Chemischen Sauerstoffbedarfs (CSB) im Bereich über 15 mg/l (H 41)
  - Teil 44 Bestimmung des Chemischen Sauerstoffbedarfs (CSB) im Bereich 5 bis 50 mg/l (H 44)
  - Teil 46 Bestimmung des ausblasbaren organischen Kohlenstoffs (POC) (H 46)
  - Teil 56 Gravimetrische Bestimmung von schwerflüchtigen lipophilen Stoffen nach Lösemittelextraktion (H 56)
- DIN 38410 Deutsche Einheitsverfahren zur Wasser-, Abwasser- und Schlammuntersuchung - Biologisch-ökologische Gewässeruntersuchung (Gruppe M)
  - Teil 1 Bestimmung des Saprobienindex in Fließgewässern (M 1)
- DIN 38411 Deutsche Einheitsverfahren zur Wasser-, Abwasser- und Schlammuntersuchung; Mikrobiologische Verfahren (Gruppe K)
  - Teil 6 Nachweis von Escherichia coli und coliformen Keimen (K 6)
- DIN 38412 Deutsche Einheitsverfahren zur Wasser-, Abwasser- und Schlammuntersuchung – Testverfahren mit Wasserorganismen (Gruppe L)
  - Teil 3 Toxizitätstest zur Bestimmung der Dehydrogenasenaktivitätshemmung in Belebtschlamm (TTC-Test) (L 3)
  - Teil 11 Bestimmung der Wirkung von Wasserinhaltsstoffen auf Kleinkrebse (Daphnien-Kurzzeittest)(L 11)
  - Teil 13 Bestimmung von Sauerstoffproduktion und Sauerstoffverbrauch im Gewässer mit der Hell-Dunkelflaschen-Methode SPG und SVG (L 13) (Biogene Belüftungsrate)
  - Teil 14 Bestimmung der Sauerstoffproduktion mit der Hell-Dunkelflaschen-Methode unter Laborbedingungen SPL (L 14) (Sauerstoff-Produktionspotential)
  - Teil 16 Bestimmung des Chlorophyll-a-Gehaltes von Oberflächenwasser (L 16)
  - Teil 26 Abbau- und Eliminations-Test für Tenside zur Simulation kommunaler Kläranlagen (L 26)
  - Teil 27 Bestimmung der Hemmwirkung von Abwasser auf den Sauerstoffverbrauch von Pseudomonas putida (Pseudomonas-Sauerstoffverbrauchshemmtest) (L 27)
  - Teil 30 Bestimmung der nicht akut giftigen Wirkung von Abwasser gegenüber Daphnien über Verdünnungsstufen (L 30)
  - Teil 33 Bestimmung der nicht giftigen Wirkung von Abwasser gegenüber Grünalgen (Scenedesmus-Chlorophyll-Fluoreszenztest) über Verdünnungsstufen (L 33)
  - Teil 37 Bestimmung der Hemmwirkung von Wasser auf das Wachstum von Bakterien (Photobacterium phosphoreum; Zellvermehrungs-Hemmtest) (L 37)
- DIN 38413 Deutsche Einheitsverfahren zur Wasser-, Abwasser- und Schlammuntersuchung; Einzelkomponenten (Gruppe P)
  - Teil 1 Bestimmung von Hydrazin (P 1)
  - Teil 2 Bestimmung von Vinylchlorid (Chlorethen) mittels gaschromatographischer Dampfraumanalyse (P 2)
  - Teil 4 Bestimmung von Kohlenstoffdisulfid (P 4)
  - Teil 6 Bestimmung von Acrylamid – Verfahren mittels Hochleistungs-Flüssigkeitschromatographie und massenspektrometrischer Detektion (HPLC-MS/MS) (P 6)
  - Teil 8 Bestimmung der gelösten Komplexbildner Nitrilotriessigsäure (NTA), Ethylendinitrilotetraessigsäure (EDTA) und Diethylentrinitrilopentaessigsäure (DTPA) mit der Flüssigchromatographie (LC) (P 8)
- DIN 38414 Deutsche Einheitsverfahren zur Wasser-, Abwasser- und Schlammuntersuchung; Schlamm und Sedimente (Gruppe S)
  - Teil 4 Bestimmung der Eluierbarkeit mit Wasser (S 4)
  - Teil 6 Bestimmung der Sauerstoffverbrauchsrate (S 6)
  - Teil 8 Bestimmung des Faulverhaltens (S 8)
  - Teil 9 Bestimmung des Chemischen Sauerstoffbedarfs (CSB) (S 9)
  - Teil 11 Probenahme von Sedimenten (S 11)
  - Teil 12 Bestimmung von Phosphor in Schlämmen und Sedimenten (S 12)
  - Teil 13 Nachweis von Salmonellen in entseuchten Klärschlämmen (S 13)
  - Teil 14 Bestimmung ausgewählter polyfluorierter Verbindungen (PFC) in Schlamm, Kompost und Boden – Verfahren mittels Hochleistungs-Flüssigkeitschromatographie und massenspektrometrischer Detektion (HPLC-MS/MS) (S 14)
  - Teil 15 Bestimmung der spezifischen Rest-Beta-Aktivität aRß in Schlamm, Sediment und Schwebstoffen (S 15)
  - Teil 17 Bestimmung von ausblasbaren und extrahierbaren, organisch gebundenen Halogenen (S 17)
  - Teil 18 Bestimmung von adsorbierten, organisch gebundenen Halogenen (AOX) (S 18)
  - Teil 19 Bestimmung der wasserdampfflüchtigen organischen Säuren (S 19)
  - Teil 20 Bestimmung von 6 polychlorierten Biphenylen (PCB) (S 20)
  - Teil 21 Bestimmung von 6 polycyclischen aromatischen Kohlenwasserstoffen (PAK) mittels Hochleistungs-Flüssigkeitschromatographie (HPLC) und Fluoreszenzdetektion (S 21)
  - Teil 22 Bestimmung des Gefriertrockenrückstandes und Herstellung der Gefriertrockenmasse eines Schlammes (S 22)
  - Teil 23 Bestimmung von 15 polycyclischen aromatischen Kohlenwasserstoffen (PAK) durch Hochleistungs-Flüssigkeitschromatographie (HPLC) und Fluoreszenzdetektion (S 23)
  - Teil 24 Bestimmung von polychlorierten Dibenzodioxinen (PCDD) und polychlorierten Dibenzofuranen (PCDF) (S 24)
  - Teil 35 Bestimmung von Arsen – Verfahren mittels Graphitrohrofen-Atomabsorptionsspektrometrie (GF-AAS) (D 35)
- DIN 38415 Deutsche Einheitsverfahren zur Wasser-, Abwasser- und Schlammuntersuchung - Suborganismische Testverfahren (Gruppe T)
  - Teil 1 Bestimmung von Cholinesterase-hemmenden Organophosphat- und Carbamat-Pestiziden (Cholinesterase-Hemmtest) (T 1)
  - Teil 3 Bestimmung des erbgutverändernden Potentials von Wasser mit dem umu-Test (T 3)
  - Teil 4 Bestimmung des erbgutverändernden Potentials mit dem Salmonella-Mikrosomen-Test (Ames Test) (T 4)

## DIN 40000–49999
- DIN 40015 Frequenzbereiche und Wellenlängenbereiche
- DIN 40020 Begriffe der Wellenausbreitung
- DIN 40030 Bemessungsspannungen für Gleichstrommotoren über steuerbare Stromrichter mit direktem Netzanschluß gespeist
- DIN 40041 Zuverlässigkeit; Begriffe
- DIN 40081 Leitfäden zur Zuverlässigkeit
  - Teil 11 Bauelemente der Elektronik, Losweise und periodische Prüfungen
- DIN 40101 Bildzeichen
- DIN 40103 Elektrische Eigenschaften gestreckter Leiter
- DIN 40108 Elektrische Energietechnik - Stromsysteme - Begriffe, Größen, Formelzeichen
- DIN 40110 Wechselstromgrößen
  - Teil 1 Zweileiter-Stromkreise
  - Teil 2 Mehrleiter-Stromkreise
- DIN 40146 Nachrichtenübertragung
  - Teil 1 Grundbegriffe
- DIN 40148
  - Teil 1 Übertragungssysteme und Zweitore; Begriffe und Größen
  - Teil 2 Übertragungssysteme und Zweitore; Symmetrieeigenschaften von linearen Zweitoren
  - Teil 3 Übertragungssysteme und Vierpole; Spezielle Dämpfungsmaße
- DIN 40150 Begriffe zur Ordnung von Funktions- und Baueinheiten
- DIN 40200 Nennwert, Grenzwert, Bemessungswert, Bemessungsdaten; Begriffe
- DIN 40400 Elektrogewinde für D-Sicherungen; Grenzmaße
- DIN 40401 Gewindelehren für Elektrogewinde für D-Sicherungen
  - Teil 1 Gewinde-Gutlehrringe
  - Teil 2 Gewinde-Lehrdorne und Gewinde-Gutlehrenkörper
- DIN 40430 Stahlpanzerrohr-Gewinde; Maße
- DIN 40431 Stahlpanzerrohr-Gewinde
  - Teil 1 Gewindelehren, Gewinde-Gutlehrringe und Ausschußlehrringe
  - Teil 2 Gewindelehren, Gewinde-Gutlehrdorne und Ausschußlehrdorne
- DIN 40432 Satzgewindebohrer – Zweiteiliger Satz für Stahlpanzerrohr-Gewinde Pg 7 bis Pg 48
- DIN 40433 Maschinen-Gewindebohrer mit abgesetztem Schaft (Überlaufbohrer) für Stahlpanzerrohr-Gewinde Pg 7 bis Pg 48
- DIN 40434 Runde Schneideisen für Stahlpanzerrohr-Gewinde, Pg 7 bis Pg 48
- DIN 40435 Maschinengewindebohrer für das Aufnahmegewinde (EG) für Gewindeeinsätze aus Draht für Metrische ISO-Gewinde nach DIN 8140 – Aufnahme-Regelgewinde EG M2 bis EG M52 und Aufnahme-Feingewinde EG M8 × 1 bis EG M48 × 3 – Maße
- DIN 40501 Aluminium für die Elektrotechnik
  - Teil 2 Rohre, Stangen und Profile, Technische Lieferbedingungen
- DIN 40540 Bleiakkumulatoren – Antriebsbatterien 24 V, 48 V, 80 V mit Zellen nach DIN EN 60254-2 für Flurförderzeuge zum Einsatz in explosionsgefährdeten Bereichen (Gruppe II, Kategorie 2 und Kategorie 3) – Maße, Gewichte, Ausführung
- DIN 40603 Schichtpreßstoff-Erzeugnisse; Tafeln und Streifen aus Kunstharz-Preßholz, Regelsetzer empfiehlt Anwendung von DIN EN 61061-1, DIN EN 61061-2, DIN EN 61061-3-1, DIN EN 61061-3-2
- DIN 40604 Vulkanfiber
  - Teil 1 Tafeln, Bahnen, Streifen, Bänder
  - Teil 2 Rohre und Rundstäbe
- DIN 40612 Glimmer-Erzeugnisse für die Elektrotechnik; Tafeln, Streifen, Maße
- DIN 40613 Glimmer-Erzeugnisse für die Elektrotechnik; Isolier-Lamellen für Kommutatoren, Maße
  - Teil 2 Formteile für Kommutatoren aus Spaltglimmer-Mikanit, Maße
- DIN 40614 Glimmer-Erzeugnisse für die Elektrotechnik; Breitbahnen und Bänder, Maße
- DIN 40618 Schichtpreßstoff-Erzeugnisse; Formgepreßte Flach-Rohre aus Hartpapier oder Hartgewebe
- DIN 40680 Keramische Werkstücke für die Elektrotechnik
  - Teil 1 Allgemeintoleranzen für Maße
  - Teil 2 Allgemeintoleranzen für Form
- DIN 40686 Oberflächen dichter keramischer Werkstücke für die Elektrotechnik
  - Beiblatt 1 Angabe in Zeichnungen
  - Beiblatt 2 Messung der Rauheit
  - Teil 1 Allgemeines
  - Teil 4 Prüfung von weichlötbaren Metallbelägen
  - Teil 5 Prüfung von hartlötbaren Metallbelägen
  - Teil 6 Hoch- und Niederspannungs-Isolatoren
  - Teil 7 Isolierteile
- DIN 40705 Starkstrom-Schaltanlagen; Kennfarben für blanke Leitungen, Elektrotechnik, ersetzt durch DIN EN 60445
  - Beiblatt Starkstrom-Schaltanlagen; Kennfarben für blanke Leitungen, Elektrotechnik
- DIN 40719 Schaltungsunterlagen
  - Teil 1 Begriffe, Einteilung, Mai 1995 ersetzt durch DIN EN 61082-1 und -3
  - Teil 2 Kennzeichnung von elektrischen Betriebsmitteln, Dezember 2000 ersetzt durch DIN EN 61346-1 und -2
  - Teil 2 Bbl.1 Kennzeichnung von elektrischen Betriebsmitteln, Alphabetisch geordnete Beispiele, Dezember 2000 ersetzt durch DIN EN 61346-1 und -2
  - Teil 3 Regeln für Stromlaufpläne der Elektrotechnik, Mai 1995 ersetzt durch DIN EN 61082-1 und -2
  - Teil 4 Regeln für Übersichtsschaltpläne der Elektrotechnik, Mai 1995 ersetzt durch DIN EN 61082-1 und -2
  - Teil 5 Elektroinstallation, Oktober 1996 ersetzt durch DIN EN 61082-4
  - Teil 6 Regeln für Funktionspläne, Dezember 2002 ersetzt durch DIN EN 60848
  - Teil 7 Regeln für die instandhaltungsfreundliche Gestaltung, Mai 1995 ersetzt durch DIN EN 61082-1 und -2
  - Teil 9 Ausführung von Anschlußplänen, Mai 1995 ersetzt durch DIN EN 61082-3
  - Teil 10 Ausführung von Anordnungsplänen, Oktober 1996 ersetzt durch DIN EN 61082-4
  - Teil 60 Ausführung von Funktionsplänen für Messen, Steuern, Regeln
- DIN 40729 Akkumulatoren; Galvanische Sekundärelemente; Grundbegriffe
- DIN 40734 Blei-Akkumulatoren – Ortsfeste geschlossene Zellen mit positiven Gitterplatten – Zellen in Kunststoffgefäßen; Kapazitäten, Hauptmaße, Gewichte
- DIN 40736 Blei-Akkumulatoren; Ortsfeste Zellen mit positiven Panzerplatten; Zellen in Kunststoff-Gefäßen
  - Teil 1 Kapazitäten, Hauptmaße, Gewichte
  - Teil 2 Kapazitäten, Hauptmaße, Gewichte
- DIN 40737 Blei-Akkumulatoren – Ortsfeste Batterien mit positiven Panzerplatten
  - Teil 3 Geschlossene Batterien in Kunststoff-Blockkästen; Kapazitäten, Hauptmaße, Gewichte
- DIN 40738 Blei-Akkumulatoren; Ortsfeste Zellen mit positiven Großoberflächenplatten, Engeinbau; Nennkapazitäten, Hauptmaße, Gewichte
- DIN 40739 Blei-Akkumulatoren – Ortsfeste geschlossene Batterien mit positiven Gitterplatten – Kapazitäten, Hauptmaße, Gewichte
- DIN 40740 Blei-Akkumulatoren; Ortsfeste Batterien, Zubehör; Keramiktrichterstopfen, Keramikstopfen, Elektrolytstandanzeiger
- DIN 40741 Blei-Akkumulatoren – Ortsfeste verschlossene Batterien mit positiven Gitterplatten und festgelegtem Elektrolyt für industrielle Anwendungen
  - Teil 1 Kapazitäten, Hauptmaße, Gewichte
- DIN 40742 Blei-Akkumulatoren – Ortsfeste verschlossene Batterien mit positiven Panzerplatten und festgelegtem Elektrolyt – Kapazitäten, Hauptmaße, Gewichte
- DIN 40744 Blei-Akkumulatoren – Ortsfeste verschlossene Batterien mit positiven Panzerplatten und festgelegtem Elektrolyt in Kunststoff-Blockkästen – Kapazitäten, Hauptmaße, Gewichte
- DIN 40763 Nickel-Cadmium-Akkumulatoren; Geschlossene Nickel-Cadmium-Zellen mit positiven und negativen Faserstrukturplatten
  - Teil 2 Zellen in Kunststoffgefäßen, Entladeströme, Entladeschlußspannungen, Entladezeiten
- DIN 40768 Stahl-Akkumulatoren; Gasdichte Nickel-Cadmium-Akkumulatoren, Batterien 6 V und 12 V aus Knopfzellen mit Masseplatten, Hauptmaße, Technische Werte
- DIN 40771 Geschlossene Nickel-Cadmium-Akkumulatoren
  - Teil 1 Zellen in Kunststoffgefäßen mit Taschenplatten – Nennkapazitäten – Hauptmaße
  - Teil 2 Zellen in Kunststoffgefäßen mit Faserstrukturelektroden – Nennkapazitäten – Hauptmaße
  - Teil 3 Zellen in Stahl- und Kunststoff-Gefäßen; Aufstellungsarten, Maße
- DIN 40900 Graphische Symbole für Schaltungsunterlagen
  - Teil 1-13, August 1997 ersetzt durch DIN EN 60617-1…13
  - Bbl.1 Stichwortverzeichnis, Juli 1994 ersatzlos zurückgezogen
- DIN 41009 Elektrische Nachrichtentechnik; Einbaulagen von Bauteilen und Zählweise der Kontakte bzw. Anschlüsse
- DIN 41015 Elektrische Nachrichtentechnik; Klinken und Klinkenstreifen; Anforderungen, Prüfungen
- DIN 41071 Zeiger für elektrische Uhren
  - Teil 1 Keil-Zeiger
  - Teil 2 Loch-Zeiger
- DIN 41072 Zeigerwellen für elektrische Uhren; Anschlußmaße
- DIN 41073 Zeigerbefestigungen für elektrische Uhren; Anschlußmaße
- DIN 41074 Aufhängepunkte an elektrischen Wanduhren für Innenräume
- DIN 41075 Sichtweiten für elektrische Uhren
- DIN 41077 Zweipoliger Stecker für gepolte Nebenuhren; Anschlußmaße
- DIN 41078 Wandarme für Nebenuhren und Einzeluhren; Anschlußmaße
- DIN 41079 Befestigungen von Nebenuhrwerken an Zifferblättern; Anschlußmaße
- DIN 41080 Zeitdienst
  - Teil 1 Grundbegriffe und allgemeine Begriffe
  - Teil 2 Benennung und Aufbau der Zeitdienstzentralen (Uhrenzentralen)
  - Teil 3 Begriffe und Benennung der Hauptuhren
  - Teil 4 Begriffe, Benennung und Aufbau der Nebenuhren
  - Teil 5 Begriffe, Einteilung, Benennung und Aufbau der Zeitschalter
  - Teil 6 Begriffe und Einteilung der Einzeluhren
- DIN 41090 Zifferblätter und Zeiger für elektrische Uhren; Übersicht und Zuordnung
- DIN 41091 Zifferblätter für elektrische Uhren
  - Teil 1 Minutenstrich-Zifferblätter
  - Teil 3 Stundenstrich-Zifferblätter
  - Teil 4 Zahlen-Zifferblätter
- DIN 41092 Zeiger für elektrische Uhren
  - Teil 3 Balken-Zeiger
- DIN 41096 Elektrische Sirenen für Wechselspannungen von 125 bis 500 V
  - Teil 1 Hauptmaße und technische Werte
  - Teil 2 Technische Lieferbedingungen
  - Teil 3 Leistungsschild
  - Teil 4 Schutzdach
- DIN 41097 Rohrständer für elektrische Sirenen, 125 bis 500 V~
  - Teil 1 Regel-Ausführung ohne und mit Schutzzwischenisolierung, Zusammenstellung der Einzelteile
  - Teil 4 Dachluke
  - Teil 6 Zubehör für elektrische Sirenen; Laufsteg und Ausstiegsbrett
- DIN 41098 Schaltkasten für elektrische Sirenen, für Wechselspannungen bis 380 V
  - Teil 1 Hauptmaße und Schaltplan
  - Teil 2 Technische Lieferbedingungen
  - Teil 3 Leistungsschild
- DIN 41115 Zylindrische Metallgehäuse für die Elektrotechnik, fließgepreßt
- DIN 41116
  - Teil 1 Zylindrische Metallgehäuse für die Elektrotechnik mit Gewindezapfen, fließgepreßt
- DIN 41215 Relais und dazugehörende Begriffe
- DIN 41300 Kleintransformatoren
  - Teil 1 Kennzeichnende Daten, M-, EI-, SM- und SE-Kerne (EI abfallarm)
- DIN 41301 Magnetische Werkstoffe für Übertrager, ersetzt durch DIN IEC 60740-2
- DIN 41307 Kleintransformatoren, Übertrager und Drosseln; Zubehörteile
  - Teil 3 Druckstück für Kerne Typ E?, U? und 3 U?
  - Teil 4 Fußbügel für Kerne Typ UI und 3UI
  - Teil 5 Haltebleche für Kerne Typ E, ED, EE, EF und EK; gedruckte Schaltung, magnetische Achse waagerecht
- DIN 41328 Meßverfahren für Elektrolyt-Kondensatoren
  - Teil 1 Messung des Kernwiderstandes von Mehrfach-Elektrolyt-Kondensatoren
  - Teil 4 Messung der Gleichspannungskapazität
- DIN 41426 Nennwerte von Widerständen und Kondensatoren
- DIN 41429 Farbkennzeichnung von Widerständen und Kondensatoren, ersetzt durch DIN EN 60062
- DIN 41488 Elektrotechnik, Teilungsmaße für Schränke
  - Teil 2 Niederspannungs-Schaltanlagen
  - Teil 3 Hochspannungs-Schaltanlagen bis Reihe 20 N (24 kV)
- DIN 41494 Bauweise für elektronische Einrichtungen
  - Beiblatt 1 482,6-mm-Bauweise; Leitfaden für die Anwendung
  - Teil 3 Gerätestapelung, Maße
  - Teil 8 482,6-mm-Bauweise; Bauelemente an Frontplatten; Einbaubedingungen, Maße
- DIN 41543 Seitenkontakte für Bild- und Oszillographenröhren; Hauptmaße, Einschmelzungen
- DIN 41569 Geräteschutzsicherungen; G-Sicherungseinsätze 3 kV, verwechselbar
- DIN 41570 Geräteschutzsicherungen; G-Sicherungseinsätze 1,2 kV, verwechselbar
- DIN 41571 Geräteschutzsicherungen; G-Sicherungseinsätze 250 V, verwechselbar
  - Teil 2 mittelträge (M)
  - Teil 3 träge (T)
- DIN 41576 Geräteschutzsicherungen; G-Sicherungseinsätze mit Kennmelder 250 V, verwechselbar
  - Teil 1 flink (F)
  - Teil 2 mittelträge (M)
- DIN 41577 Geräteschutzsicherungen; G-Sicherungseinsätze mit Kennmelder 250 V, unverwechselbar
  - Teil 1 flink (F)
  - Teil 2 mittelträge (M)
- DIN 41591 Wellenenden für elektrisch-mechanische Bauelemente
- DIN 41593 Maße für Gewindebuchsen für wellenbetätigte elektrisch-mechanische Bauelemente mit Zentralbefestigung
- DIN 41609 Elektronenröhren; Elektrodenanschlüsse, Nummerung, Kennzeichnung
- DIN 41611 Lötfreie elektrische Verbindungen
  - Teil 4 Klammerverbindungen; Begriffe, Anforderungen, Prüfungen
  - Teil 9 Abisolierfreie Wickelverbindungen; Begriffe, Kennwerte, Anforderungen, Prüfungen
- DIN 41612 Steckverbinder für gedruckte Schaltungen, indirektes Stecken, Rastermaß 2,54 mm; mehrere Teile, Februar 1999 ersetzt durch DIN EN 60603-2
- DIN 41615 Steckverbinder für die Einschubtechnik, rechteckig, Kontaktstiftdurchmesser 1 und 1,6 mm
  - Teil 1 Gemeinsame Einbaumerkmale, Bauformenübersicht
  - Teil 3 Crimpverbindung, Maße der Bauformen C und D
  - Teil 5 Kennwerte, Anforderungen, Prüfungen
- DIN 41617 Steckverbinder für gedruckte Schaltungen, indirektes Stecken, Rastermaß 2,5 mm
  - Teil 1 Gemeinsame Einbaumerkmale, Bauformenübersicht; Maße der Bauformen L, M, N und S
  - Teil 2 Lehren, Kennwerte, Anforderungen, Prüfungen
- DIN 41618 Steckkontaktleisten mit Messerkontakten 2,5 mm × 1 mm
  - Teil 1 Hauptmaße
  - Teil 3 Paß- und Rastteile
  - Teil 4 Gehäuse und Riegelwannen für Steckkontaktleisten nach DIN 41618 und DIN 41622
- DIN 41620 Steckverbinder für gedruckte Schaltungen (Flachkontakte, einreihig)
  - Teil 1 Federleisten, Leiterplatten
- DIN 41622 Steckkontaktleisten mit Messerkontakten 3 × 1 mm
  - Teil 1 Maße
- DIN 41626 Sonderkontakte für mehrpolige Steckverbinder
  - Teil 1 Hochstromkontakte (Bauform H); Maße, Kennwerte, Anforderungen, Prüfungen
  - Teil 2 Konzentrische Kontakte (Bauform C); Maße, Kennwerte, Anforderungen, Prüfungen
- DIN 41631 Stufendrehschalter 41 mm × 54 mm; 13er- und 26er-Teilung; Maße, Kennwerte, Anforderungen, Prüfungen
- DIN 41632 Stufendrehschalter 28 mm × 39 mm; 12er-Teilung; Maße, Kennwerte, Anforderungen, Prüfungen
- DIN 41633 Stufendrehschalter 17 mm Durchmesser; 10er- und 12er-Teilung, Axiale Lötanschlüsse; Maße, Kennwerte, Anforderungen, Prüfungen
- DIN 41634 Stufendrehschalter 17 mm Durchmesser, 12er-Teilung, Radiale Lötanschlüsse
  - Teil 1 Hauptmaße
- DIN 41635 Schnappschalter; Bauformen, Einbaumaße, Anschlußarten; Schaltprinzip
- DIN 41636 Schnappschalter für die Nachrichtentechnik
  - Teil 1 Klimatische Prüfklassen, Meß- und Prüfverfahren
  - Teil 2 Maße, Kennwerte, Anforderungen, Prüfungen, Bauform A
  - Teil 3 Maße, Kennwerte, Anforderungen, Prüfungen; Bauform B
  - Teil 4 Maße, Kennwerte, Anforderungen, Prüfungen; Bauform E
  - Teil 5 Maße, Kennwerte, Anforderungen, Prüfungen; Bauform D
  - Teil 6 Maße, Kennwerte, Anforderungen, Prüfungen; Bauform F
- DIN 41640 Meß- und Prüfverfahren für elektrisch-mechanische Bauelemente
  - Teil 54 Prüfung 23a: Kopplungswiderstand
  - Teil 80 Prüfung A: Kontaktkraft, federnde weibliche Kontakte
- DIN 41641 Werkzeuge für lötfreie elektrische Verbindungen; Hand-Crimpwerkzeuge
  - Teil 1 Begriffe, Anforderungen, Prüfungen
  - Teil 2 Maße
- DIN 41649 Steckverbinder zum Schalten und Prüfen, 2 mm Durchmesser, für gedruckte Schaltungen
  - Teil 1 Maße und Einbauhinweise
  - Teil 2 Kennwerte, Anforderungen, Prüfungen
- DIN 41650 Rahmennorm für Steckverbinder
  - Teil 1 Steckverbinder für gedruckte Schaltungen
  - Teil 2 Rechteckige Steckverbinder für Frequenzen unter 3 MHz; Allgemeine Anforderungen und Leitfaden für die Erstellung von Bauartnormen
  - Teil 11 Steckverbinder für gedruckte Schaltungen; Gestaltung von Bauartnormen
  - Teil 12 Rechteckige Steckverbinder für Frequenzen unter 3 MHz; Gestaltung von Bauartnormen
- DIN 41652 Steckverbinder für die Einschubtechnik, trapezförmig, runde Kontakte Ø 1 mm
  - Teil 1 Gemeinsame Einbaumerkmale und Maße; Bauformenübersicht
  - Teil 2 Kennwerte, Anforderungen, Prüfungen
  - Teil 3 Maße der Bauform A; Lötanschluß für freie Verdrahtung
  - Teil 5 Maße der Bauform C; Crimpanschluß für freie Verdrahtung
- DIN 41653 Rahmennorm für Funktionslehren für NF-Steckverbinder; Berechnung, Allgemeine Anforderungen
- DIN 41673 Geräteschutzsicherungen; G-Sicherungsunterteil, 6,3 A, 250 V, flach, mit Schraubverschluß, für verwechselbare G-Sicherungseinsätze
- DIN 41681 Geräteschutzsicherungen; G-Sicherungshalter, 500 V bis 3 kV, für verwechselbare G-Schmelzeinsätze, G-Sicherungshalter, G-Schraubkappe
- DIN 41682 Elektrische Nachrichtentechnik; Geräteschutzsicherungen, G-Sicherungshalter, 6 A, 60 V, für verwechselbare G-Schmelzeinsätze mit Kontaktmesser
- DIN 41683 Geräteschutzsicherungen; G-Sicherungseinsätze 6 kV, verwechselbar
- DIN 41684 Geräteschutzsicherungen; G-Sicherungseinsätze 10 kV, verwechselbar
- DIN 41686 Geräteschutzsicherungen; G-Sicherungseinsätze 500 V, verwechselbar, mittelträge (M), flink (F)
- DIN 41698 Elektrische Nachrichtentechnik; Stöpsel; Anforderungen, Prüfungen
- DIN 41700 Elektrische Nachrichtentechnik; Dreipoliger Stöpsel
- DIN 41701 Elektrische Nachrichtentechnik; Vierpolige Stöpsel
- DIN 41714 Elektrische Nachrichtentechnik; Steckverbinder mit kreisförmiger Kontaktanordnung 2-, 4- und 6polig
  - Teil 1 Bauformen, Maße
- DIN 41715 Elektrische Nachrichtentechnik; Steckverbinder für Telekommunikations-Anschluß-Einheiten (TAE)
  - Teil 1 Gemeinsame Merkmale, Bauformenübersicht
  - Teil 2 Kennwerte, Anforderungen, Prüfungen
  - Teil 3 Bauformen A, B, C und R
  - Teil 4 Maße der Bauformen D, E, F und S
  - Teil 5 Maße der Bauformen G, H und T
- DIN 41746 Stabilisierte Stromversorgungsgeräte
  - Teil 2 Richtlinien für Datenblattangaben, Geräte mit Wechselstromausgang
- DIN 41750 Stromrichter (Begriffe), Regelsetzer empfiehlt Anwendung von IEV 551
- DIN 41751 Stromrichter; Halbleiter-Stromrichtersätze und -Stromrichtergeräte, Kühlarten
- DIN 41752 Stromrichter; Halbleiter-Stromrichtergeräte; Leistungskennzeichen
- DIN 41755 Überlagerungen auf einer Gleichspannung, Periodische Überlagerungen
  - Teil 1 Begriffe, Meßverfahren
- DIN 41756 Stromrichter; Belastung von Stromrichtern
  - Teil 2 Lastarten bei Gleichstrom
  - Teil 3 Lastarten bei Wechselstrom
- DIN 41762 Stromrichter; Leistungskennzeichen für Halbleiter-Stromrichtersätze
  - Teil 2 Einkristallhalbleiter-Stromrichtersätze
- DIN 41772 Stromrichter; Halbleiter-Gleichrichtergeräte, Formen und Kurzzeichen der Kennlinien
  - Beiblatt 1 Kennlinienbeispiele für Ladegeräte
  - Beiblatt 2 Kennlinienbeispiele für Geräte im Parallelbetrieb mit Batterien
- DIN 41773 Stromrichter
  - Teil 1 Halbleiter-Gleichrichtergeräte mit IU-Kennlinie für das Laden von Bleibatterien, Richtlinien
  - Teil 2 Halbleiter-Gleichrichtergeräte mit IU-Kennlinie für das Laden von Nickel/Cadmium-Batterien; Anforderungen
- DIN 41774 Stromrichter; Halbleiter-Gleichrichtergeräte mit W-Kennlinie für das Laden von Bleibatterien; Anforderungen
- DIN 41775 Stromrichter; Halbleiter-Gleichrichtergeräte mit W-Kennlinie für das Laden von Nickel/Cadmium- und Nickel/Eisen-Batterien, Anforderungen
- DIN 41776 Stromrichter; Halbleiter-Gleichrichtergeräte mit I-Kennlinie für das Laden von Batterien; Anforderungen
- DIN 41782 Gleichrichterdioden, ersetzt durch DIN IEC 60747-2
- DIN 41786 Thyristoren, Begriffe
- DIN 41850 Integrierte Schichtschaltungen; Werkstoffe
  - Teil 2 Verfahren zur Beurteilung von Leiterpasten
  - Teil 3 Verfahren zur Beurteilung dielektrischer Pasten
- DIN 41855 Optoelektronische Halbleiterbauelemente
- DIN 41868 Gehäuse für Halbleiterbauelemente, Gehäuse Typ 10, Hauptmaße, Mai 1998 ersatzlos zurückgezogen
- DIN 41869 Gehäuse für Halbleiterbauelemente
  - Teil 1 Gehäuse Typ 23, Hauptmaße
  - Teil 2 Gehäuse Typ 34, Hauptmaße
  - Teil 3 Gehäuse Typ 11, Hauptmaße
  - Teil 4 Gehäuse Typ 12, Hauptmaße
  - Teil 5 Gehäuse Typ 13, Hauptmaße
  - Teil 6 Gehäuse Typ 14, Hauptmaße
  - Teil 7 Gehäuse Typ 15, Hauptmaße
- DIN 41873 Gehäuse für Halbleiterbauelemente und integrierte Schaltungen; Gehäuse Typ 5, Hauptmaße, November 1999 ersatzlos zurückgezogen
- DIN 41876 Gehäuse für Halbleiterbauelemente, Gehäuse Typ 18, Hauptmaße, Mai 1998 ersatzlos zurückgezogen
- DIN 41881 Halbleiterbauelemente, Regelsetzer empfiehlt Anwendung von DIN EN 60749
  - Teil 2 Anforderungen und Prüfung, Metallgehäuse mit Keramikisolierung
- DIN 41900 Hochfrequenz-Leistungskondensatoren mit Nennspannungen über 1 kV und Blindleistungen über 0,2 kVA; Technische Werte
- DIN 42013 Federscheiben zur axialen Anstellung von Kugellagern bei Kleinmotoren
- DIN 42020 Wellenenden mit Toleranzring bei elektrischen Kleinmotoren
- DIN 42021 Schrittmotoren
  - Teil 1 Anbaumaße, Typschild, elektrische Anschlüsse
  - Teil 2 Begriffe, Formelzeichen, Einheiten und Kennlinien
- DIN 42026 Magnetsegmente für Kleinmotoren
  - Teil 1 Angaben zur Bemaßung
  - Teil 2 Prinzip einer Vorrichtung zur Maßprüfung
  - Teil 4 Grenzwerte sichtbarer Fehler
- DIN 42027 Stellmotoren; Einteilung, Übersicht
- DIN 42028 Steckanschlüsse mit Flachsteckverbindungen für Kleinmotoren
  - Teil 1 Ausführung und Maße
- DIN 42111 Kontaktlose Schnappschalter
  - Teil 1 Begriffe, Klimatische Prüfklassen, Prüf- und Meßverfahren
  - Teil 2 Maße, Kennwerte, Anforderungen, Prüfungen, Bauform A
- DIN 42112 Druckknopfschalter mit Druckpunkt für gedruckte Schaltungen; Bauform A (12,5 × 12,5) mm, Bauform B (10 × 10) mm
  - Teil 1 Maße, Kennwerte, Anforderungen, Prüfungen
- DIN 42115 Folienschalter
  - Teil 1 Allgemeines; Begriffe, Kennwerte, Anforderungen, Prüfungen
  - Teil 2 Folientastaturen ohne Druckpunkt; Kennwerte, Anforderungen, Prüfungen
  - Teil 3 Folientastfelder; Kennwerte, Anforderungen, Prüfungen
- DIN 42400 Kennzeichnung von Anschlüssen, ersetzt durch DIN EN 60445
- DIN 42402 Anschlussbezeichnung für Transformatoren und Drosselspulen
- DIN 42403 Anschlussbezeichnung für Stromrichter
- DIN 42405 Kennzeichnung der Anschlüsse elektrischer Zeitdienstgeräte und -anlagen
- DIN 42508 Transformatoren – Ölgefüllte Leistungstransformatoren von 3150 kVA bis 80000 kVA und Um bis 123 kV
- DIN 42513 Transformatoren; Bauteilekennzeichnung für Transformatoren und Drosselspulen (BKT)
- DIN 42534 Transformatoren; Durchführungen für Innenraum und Freiluft, Reihenspannung 45 kV bis 1000 A
- DIN 42537 Transformatoren; Durchführungen für Freiluft Um 36 kV, für 12,5 bis 25 kA
  - Teil 1 Zusammenstellung
  - Teil 2 Einzelteile
  - Teil 3 Befestigung
- DIN 42538 Transformatoren; Befestigung für Durchführungen
- DIN 42539 Transformatoren; Durchführungen für Innenraum und Freiluft, Reihe 3 N, für 250 A bis 3150 A
  - Teil 1 Zusammenstellung
  - Teil 2 Einzelteile
- DIN 42544 Transformatoren; Durchgangshähne, Dreiweghähne; Anforderungen
- DIN 42545 Transformatoren; Ölsperre DN 25; Anforderungen und Prüfung
- DIN 42547 Transformatoren und Drosselspulen; Leistungsschilder; Ausführung
- DIN 42548 Restölablaß für Transformatoren
- DIN 42552 Transformatoren – Ölstandanzeiger mit Verschlussschraube
- DIN 42553 Transformatoren; Entlüfter mit Schneeschutz; Füllstutzen
- DIN 42558 Transformatoren; Verschlußstücke für Entlüftung und Ablaß für Öl
- DIN 42561 Transformatoren; Rollen
  - Teil 2 Traglast >= 10 t
  - Teil 3 Mittenabstände und Spurweiten
- DIN 42568 Transformatoren; Auslaufventil DN 15 und DN 32 für Probeentnahme und Ablaß
- DIN 42600 Messwandler für 50 Hz, Um 0,72 kV bis 52 kV
  - Teil 1 Grundanforderungen
  - Teil 2 Stromwandler Um = 0,72 kV und Um = 1,2 kV - Hauptmaße
  - Teil 3 Spannungswandler Um 12 kV bis 36 kV - Große Bauform, Hauptmaße, Innenraumausführung
  - Teil 4 Stützer-Stromwandler Um = 12 kV - Kleine Bauform, Hauptmaße, Innenraumausführung
  - Teil 5 Stützer-Stromwandler Um 12 kV bis 36 kV - Große Bauform, Hauptmaße, Innenraumausführung
  - Teil 7 Spannungswandler Um bis 12 kV - Kleine Bauform, Hauptmaße, Innenraumausführung
  - Teil 8 Stützer-Stromwandler Um = 12 kV und Um = 24 kV - Schmale Bauform, Hauptmaße, Innenraumausführung
  - Teil 9 Stützer-Spannungswandler Um = 12 kV und Um = 24 kV - Schmale Bauform, Hauptmaße, Innenraumausführung
- DIN 42601 Messwandler für 50 Hz, Um ab 72,5 kV und darüber – Grundanforderungen
  - Berichtigung 1
- DIN 42673 Drehstrommotoren mit Käfigläufern, oberflächengekühlt (Normmotoren)
  - Teil 1 Oberflächengekühlte Drehstrommotoren mit Käfigläufer, Bauform IM B 3, mit Wälzlagern - Anbaumaße und Zuordnung der Leistungen, ersetzt durch DIN EN 50347
- DIN 42676 Drehstrommotoren mit Käfigläufern, innengekühlt (Normmotoren), ersetzt durch DIN EN 50347
- DIN 42801 Anschlußbolzen für Potentialausgleichsleitungen
  - Teil 2 Potentialausgleichleitungen; Anschlußbuchse
- DIN 42802 Steckverbinder, berührungsgeschützt für die Elektromedizin
- DIN 42923 Spannschienen für elektrische Maschinen
- DIN 42925 Einführungen in den Anschlusskasten für Drehstrommotoren mit Käfigläufer bei Bemessungsspannungen 400 V bis 690 V
- DIN 42961 Leistungsschilder (Motoren, Transformatoren usw.)
- DIN 42973 Leistungsreihe elektrischer Maschinen, ersetzt durch DIN EN 50347
- DIN 43021 Bahnen und Fahrzeuge; Kohlebürsten, Maße und Toleranzen
- DIN 43051 Bahnen und Fahrzeuge; Kohlebürstenhalter, Anschlußmaße
- DIN 43053 Bahnen und Fahrzeuge; Isolatoren für Kohlebürstenhalter
- DIN 43054 Bahnen und Fahrzeuge; Druckstücke für Kohlebürstenhalter
- DIN 43070 Bahnen und Fahrzeuge; Kohlebürstenhalter
  - Teil 1 Kontrollen und Prüfungen
  - Teil 2 Meß- und Prüfanweisungen
- DIN 43101 Bahnen und Fahrzeuge; Elektroschienenfahrzeuge
  - Teil 1 Benennungen, Übersicht
  - Teil 2 Einordnung und Benennungen
  - Teil 3 Benennungen für Fahrzeugantriebe
  - Teil 4 Benennung für Hochspannungsgeräte
  - Teil 5 Benennungen für Transformatoren
  - Teil 6 Benennungen für Fahrmotorenteile
  - Teil 7 Benennungen für Hilfsbetriebe
  - Teil 8 Benennungen für elektrische Geräte der Schalt- und Steuereinrichtung
  - Teil 9 Benennungen für Überwachungsgeräte und Sicherheitseinrichtungen
  - Teil 10 Benennungen für Leuchten und Elektrowärmegeräte für Schienenfahrzeuge
  - Teil 11 Benennungen für Steuerungen
  - Teil 12 Benennungen für Strombrücken
  - Teil 13 Benennungen für elektrische Geräte und Teile für Aufbau und Funktion
  - Teil 14 Benennungen für elektrische Geräte, Einzelteile für Aufbau und Funktion
  - Teil 16 Begriffe für Betriebsmittel der Leistungselektronik
- DIN 43102 Bahnen und Fahrzeuge; Fahrmotoren und Hilfsmaschinen; Benennung der Stirnseiten und Festlegung der Drehrichtung
- DIN 43119 Drehbolzen mit Ringnut für Fahrdrahtklemme für Oberleitungen
  - Teil 2 Drehbolzen mit Gewinde
- DIN 43120 Elektrische Bahnen; Bügelsplint für Fahrdrahtklemme
- DIN 43136 Spanndrähte für Fahrleitungsanlagen
- DIN 43137 Elektrische Bahnen; Drähte für Erdung und Stromrückleitung
- DIN 43138 Flexible Seile für Fahrleitungsanlagen und Rückleitungen
- DIN 43139 Trommeln für Fahrdrähte
- DIN 43147 Elektrische Bahnen
  - Teil 1 Hängerklemme für Rillen-Fahrdrähte und Tragseile
    - Berichtigung 1

  - Teil 2 Hängerklemme für Tragseile 35 mm², 70 mm² bis 185 mm²
  - Teil 3 Hängerklemme; Gleit-Hängerklemme für Tragseile
- DIN 43148 Keil-Endklemmen für Bahnleitungen
- DIN 43151 Fahrdraht-Stegklemme für Oberleitungen
- DIN 43153 Gabelkauschen für Bahnleitungen
- DIN 43154 Offene Kauschen für Drähte und Seile
- DIN 43155 Klemmenhalter für Oberleitungen
- DIN 43156 Elektrische Bahnen; Stromschiene, Maße und Kennwerte
- DIN 43160 Auge und Gabel für Bahnleitungen; Anschlußmaße
- DIN 43161 Bolzen für Oberleitungsanlagen
- DIN 43162 Spannschlösser für Oberleitungsanlagen; Geschlossene Form
- DIN 43165 Elektrische Bahnen; Schrauben mit Ringschneide für Fahrleitungsarmaturen
- DIN 43167 Stabisolatoren für Oberleitungen für Betriebsspannungen bis AC 1000 V und DC 1500 V
  - Teil 1 Zusammenstellung
  - Teil 2 Kappen, Bügelschrauben und Hakenschraube
  - Teil 3 Isolierkörper
- DIN 43169 Isolatoren für Stromabnehmer für Straßenbahnfahrzeuge
- DIN 43173 Bahnen und Fahrzeuge
  - Teil 1 Stromabnehmer für Obusse, Kurzzeichen und Benennungen für Maßangaben
- DIN 43174 Bahnstromabnehmer für Oberleitung; Bemaßungsrichtlinien
- DIN 43187 Bahnstromabnehmer für Oberleitung für Straßenbahnfahrzeuge; Hauptmaße
- DIN 43200 Wälzlager für elektrische Maschinen in Elektrofahrzeugen - Aufbewahrung, Einbau, Schmierung, Ausbau, Reinigung und Wiederverwendung
- DIN 43201 Polschuhe für starre elektromagnetische Schienenbremsen
- DIN 43203 Wartung der Elektro-Fahrmotoren und Getriebe in Nahverkehrsfahrzeugen
- DIN 43204 Motoreinbau- und Getriebeanschlußmaße; Fahrmotoren für Zweiachs-Längsantrieb mit zwei Radsatzhohlwellen
- DIN 43207 Heizgeräte für Straßenbahnen; Hauptmaße
- DIN 43214 Dachwiderstände für Straßenbahnen; Hauptmaße der Widerstandsrahmen
- DIN 43218 Nahverkehrsfahrzeuge; Signal für die Vorgabe von Zug- und Bremskräften
- DIN 43237 Nockendrehschalter für Bahnen und Fahrzeuge
- DIN 43238 Kippschalter für Bahnen und Fahrzeuge; Maße und Kennwerte
- DIN 43239 Nocken-Hilfsschalterelemente (Tastschalter) für Bahnen und Fahrzeuge
- DIN 43262 Stange für Obus-Stromabnehmer; Hauptmaße
- DIN 43263 Bahnstromabnehmer für Stromschiene; Bemaßungsrichtlinien
- DIN 43264 Kohleschleifstücke für Bahnstromabnehmer
  - Teil 1 Kohleleisten und Fassungen, Profil 4223
  - Teil 2 Anschlußmaße für Kohleschleifstücke
- DIN 43265 Bahnstromabnehmer für Stromschiene; Raumbedarfsmaße
- DIN 43267 Bahnstromabnehmer für Oberleitung; Profilbegrenzung für Schleifstücke mit Auflaufhörnern
- DIN 43302 Umschalthebel für Fahrbremsschalter für Straßenbahnen; Anschlußmaße
- DIN 43313 Elektrische Bahnen; Fahrschalter für elektrische Triebfahrzeuge, Richtungshebel
- DIN 43451 Einsäulentrennschalter - Bemessungsspannung 420 kV - Anschluss- und Befestigungsmaße, Anordnung
- DIN 43452 Hebeltrennschalter - Bemessungsspannung 420 kV - Anschluss- und Befestigungsmaße, Anordnung
- DIN 43453 Einsäulenerdungsschalter - Bemessungsspannung 420 kV - Anschluss- und Befestigungsmaße, Anordnung
- DIN 43454 Leistungsschalter
  - Teil 1 Bemessungsspannung 123 kV - Anschluss- und Befestigungsmaße, Anordnung
  - Teil 2 Nennspannung 245 kV; Schalter mit gemeinsamem Untergestell für alle Pole; Anschluß- und Befestigungsmaße, Anordnung
  - Teil 3 Bemessungsspannung 420 kV - Anschluss- und Befestigungsmaße, Anordnung
  - Teil 4 Bemessungsspannung 245 kV - Schalter mit einem getrennten Untergestell für jeden Pol
- DIN 43455 Bildzeichen für die Betätigung von Hochspannungsschaltgeräten unter 52 kV
- DIN 43456 Bezeichnung der Klemmen für Hilfsstromkreise
  - Teil 1 Trennschalter und Erdungsschalter für Spannungen >= 52 kV
  - Teil 2 Leistungsschalter für Spannungen >= 52 kV
- DIN 43458 Trennschalter, Erdungsschalter, Lasttrennschalter ab 52 kV - Kuppelelemente für Handbetätigung von Motorantrieben
- DIN 43459 Kupplungen für Gasanschlüsse an Hochspannungsbetriebsmitteln - Maße, Anforderungen
- DIN 43460 Kontaktbelegung von Steckverbindern - Leistungsschalter mit Bemessungsspannungen < 52 kV - Zuordnung von Hilfs- und Steuerstromkreisen
- DIN 43530 Akkumulatoren; Elektrolyt und Nachfüllwasser
  - Teil 1 Allgemeines
  - Teil 2 Elektrolyt für Blei-Akkumulatoren
  - Teil 4 Wasser und Nachfüllwasser für Blei-Akkumulatoren und alkalische Akkumulatoren
- DIN 43531 Bleiakkumulatoren - Antriebsbatterien 48 V mit Zellen Maßreihe L nach DIN EN 60254-2 für Flurförderzeuge - Maße, Gewichte, Ausführung
- DIN 43532 Blei-Akkumulatoren; Verschlußstopfen mit Katalysator (Rekombinatorstopfen)
- DIN 43534 Blei-Akkumulatoren; Wartungsfreie verschlossene Akkumulatoren mit Gitterplatten und festgelegtem Elektrolyt; Kapazitäten, Spannungen, Hauptmaße, konstruktive Merkmale, Anforderungen
- DIN 43535 Bleiakkumulatoren - Antriebsbatterien 24 V mit Zellen Maßreihe L nach DIN EN 60254-2 für Flurförderzeuge - Maße, Gewichte, Ausführung
- DIN 43536 Bleiakkumulatoren - Antriebsbatterien 80 V mit Zellen Maßreihe L nach DIN EN 60254-2 für Flurförderzeuge - Maße, Gewichte, Ausführung
- DIN 43537 Bleiakkumulatoren - Antriebsbatterien 24 V, 36 V, 48 V, 72 V, 80 V für Flurförderzeuge mit Zellen der Maßreihe E nach DIN EN 60254-2 - Maße, Gewichte, Ausführung
- DIN 43538 Blei-Akkumulatoren; Antriebsbatterien für Elektrostraßenfahrzeuge; Blockbatterien in wartungsarmer Ausführung; Nennkapazitäten, Hauptmaße
- DIN 43539 Akkumulatoren; Prüfungen
  - Teil 5 Wartungsfreie verschlossene Blei-Akkumulatoren mit Gitterplatten und festgelegtem Elektrolyt
- DIN 43547 Arbeitsscheinwerfer, 105 mm Lichtaustrittsöffnung; Haupt- und Anbaumaße
- DIN 43549 Kennzeichnung der elektrischen Bauteile und Leitungen von Elektro-Flurförderzeugen
- DIN 43579 Blei-Akkumulatoren; Zugbeleuchtungsbatterien
  - Teil 3 Anschlussklemmen
  - Teil 4 Batterie in Trägerausführung
  - Teil 5 Träger
  - Teil 6 Typschild; Maße, Beschriftung
- DIN 43582 Blei-Akkumulatoren
  - Teil 1 Beleuchtungsbatterien mit Panzerplattenzellen für Schienenfahrzeuge, Blockbatterien 26 V; Kapazitäten, Hauptmaße, Gewichte
- DIN 43585 Einpolige Steckvorrichtung, 250 A, 80 V, für gleislose Batteriefahrzeuge
  - Teil 1 Pluspol
  - Teil 2 Minuspol
- DIN 43590 Blei-Akkumulatoren; Großstarter-Blockbatterien
  - Teil 1 Hauptmaße, Spannungen, Gewichte
  - Teil 2 Blockkästen
  - Teil 3 Anschlußklemme und Kabelschuhe
- DIN 43593 Blei- und Stahl-Akkumulatoren; Typenschild für Fahrzeugbatterien
- DIN 43598 Blei-Akkumulatoren
  - Teil 1 Antriebsbatterien 6 V und 12 V; Blockbatterien mit Panzerplatten; Nennkapazitäten, Hauptmaße, Gewichte
- DIN 43600 Transportrollen für Schaltgeräte und Meßwandler
- DIN 43601 Mittenabstände und Spurweiten von Transportrollen von Schaltgeräten und Meßwandlern
- DIN 43605 Kupplung für Hydraulikdruck-Messanschluss an Hochspannungsbetriebsmitteln – Maße, Anforderungen
- DIN 43607 Dreipolige Trennschalter und Lasttrennschalter für Innenraumanlagen; Nennspannung 12 bis 36 kV; Nenn(betriebs)strom 400 bis 1250 A; Hauptmaße
- DIN 43620 Niederspannungs-Hochleistungs-Sicherungen mit Kontaktmessern
  - Teil 1 NH-Sicherungseinsätze für Wechselspannung 500 und 660 V und für Gleichspannung 440 V
  - Teil 3 NH-Sicherungsunterteile für NH-Sicherungseinsätze für Wechselspannung 500 und 660 V und für Gleichspannung 440 V
  - Teil 6 NH-Reitersicherungsunterteile, NH-Reitersicherungstrenner und NH-Reitersicherungslasttrenner zur Montage auf Sammelschienen bis AC 660 V
- DIN 43624 Hochspannungs-Sicherungen, Nennspannungen 3/3,6 bis 30/36 kV; Einpolige Sicherungsunterteile
- DIN 43625 Hochspannungs-Sicherungen; Nennspannung 3,6 bis 36 kV; Maße für Sicherungseinsätze
- DIN 43627 Kabel-Hausanschlußkästen für NH-Sicherungen Größe 00 bis 100 A 500 V und Größe 1 bis 250 A 500 V
  - Teil 3 Kabel-Hausanschlußkästen - Wandeinbau-Kabel-Hausanschlußkasten für NH-Sicherungen Größe 00 bis 100 A 500 V und Größe 1 bis 250 A 500 V
- DIN 43628 Sicherungskästen für Leitungsschutzsicherungen
- DIN 43629 Kabelverteilerschrank
  - Teil 1 Gehäuse, Anbaumaße
  - Teil 2 Sockel, Anbaumaße
  - Teil 3 Innerer Aufbau; Einbaumaße
- DIN 43633 Drehtrennschalter
  - Teil 1 Bemessungsspannung 123 kV - Anschluss- und Befestigungsmaße, Anordnung
  - Teil 2 Nennspannung 245 kV; Anschluß- und Befestigungsmaße, Anordnung
- DIN 43636 Freileitung-Hausanschlußkästen für NH-Sicherungen Größe 00 bis 100 A 500 V
- DIN 43637 Freileitung-Hausanschlußkästen
  - Teil 4 für NH-Sicherungen Größe 00 bis 100 A 500 V und Größe 1 bis 250 A 500 V
  - Teil 5 Distanzscheibe für Leitungsdistanzierung im Dachständerrohr
- DIN 43649 Leistungsschilder für Lasthebemagnete; Angaben für die Beschriftung
- DIN 43653 Hochleistungs-Sicherungseinsätze, Größe 1 bis 3 und 00, mit Anschraublaschen, für Halbleiter-Stromrichter
- DIN 43655 Doppel-Logarithmenpapiere mit Achsenteilung 2 : 1
- DIN 43656 Elektrische Innenraum-Schaltanlagen und Hochspannungs-Schaltgeräte bis 36 kV; Farbgebung
- DIN 43657 Einsäulenerdungsschalter - Bemessungsspannung 123 kV - Anschluss- und Befestigungsmaße, Anordnung
- DIN 43658 Freimaßtoleranzen für Freiluftschaltanlagen
- DIN 43660 Modulordnung für elektrische Schaltanlagen
- DIN 43661 Fundamentschienen in Innenanlagen der Elektrotechnik; Angaben für Konstruktion und bauliche Ausführung
- DIN 43668 Schlüssel für Zellen- oder Schranktüren von elektrischen Schaltanlagen; Doppelbartschlüssel
- DIN 43670 Stromschienen aus Aluminium; Bemessung für Dauerstrom
  - Teil 2 Stromschienen aus Aluminium, kupferumhüllt; Bemessung für Dauerstrom
- DIN 43671 Stromschienen aus Kupfer; Bemessung für Dauerstrom
- DIN 43673 Stromschienen-Bohrungen und -Verschraubungen
  - Teil 1 Stromschienen mit Rechteck-Querschnitt
  - Teil 2 Stromschienen mit U-Querschnitt
- DIN 43675 Anschlußstücke für Anschlußbolzen
  - Teil 1 Flachanschlußstücke, 400 bis 3150 A, von Transformator- und Wand-Durchführungen kleiner 60 kV
  - Teil 2 Flachanschlußstücke von Transformatoren-Durchführungen für Freiluft; Um 24 und 36 kV, 5 und 8 kA
  - Teil 5 Achtkant-Anschlußstücke, über 10000 A, von Transformator-Durchführungen
- DIN 43684 Schaltanlagen; Mosaikbilder, Teilungen
- DIN 43718 Messen, Steuern, Regeln; Frontrahmen und Frontplatten für MSR-Geräte; Hauptmaße
- DIN 43719 Messen, Steuern, Regeln; Mechanische Rastersysteme für den Einbau von MSR-Geräten
- DIN 43735 Leittechnik – Elektrische Temperaturaufnehmer – Auswechselbare Messeinsätze für Widerstandsthermometer und Thermoelemente
- DIN 43751 Messen, Steuern, Regeln; Digitale Meßgeräte
  - Teil 1 Allgemeine Festlegungen über Begriffe, Prüfungen und Datenblattangaben
  - Teil 2 Meßgeräte zur Messung von analogen Größen; Begriffe, Prüfungen und Datenblattangaben
  - Teil 3 Meßgeräte zur Messung von digitalen Größen; Begriffe, Prüfungen und Datenblattangaben
  - Teil 4 Meßgeräte zur Messung von zeitbezogenen Größen; Begriffe, Prüfungen und Datenblattangaben
- DIN 43764 Messen, Steuern, Regeln; Elektrische Temperaturaufnehmer; Thermometer ohne Befestigung mit auswechselbarem Meßeinsatz
- DIN 43765 Messen, Steuern, Regeln; Elektrische Temperaturaufnehmer; Einschraub-Thermometer mit Einschraubgewinde G 1/2
- DIN 43766 Messen, Steuern, Regeln; Elektrische Temperaturaufnehmer; Einschraub-Thermometer mit Einschraubgewinde G 1
- DIN 43767 Messen, Steuern, Regeln; Elektrische Temperaturaufnehmer; Einschweiß-Thermometer
- DIN 43769 Messen, Steuern, Regeln; Elektrische Temperaturaufnehmer; Thermometer ohne zusätzliches Schutzrohr
- DIN 43771 Messen, Steuern, Regeln; Elektrische Temperaturaufnehmer; Thermometer mit kurzer Ansprechzeit
- DIN 43772 Leittechnik – Metall-Schutzrohre und Halsrohre für Maschinen-Glasthermometer, Zeigerthermometer, Thermoelemente und Widerstandsthermometer – Maße, Werkstoffe, Prüfung
  - Beiblatt 1 Übersicht über Zuordnung Schutzrohr/Thermometer
  - Beiblatt 2 Berechnung von Schutzrohren
- DIN 43780 Anzeigende Messgeräte, ersetzt durch DIN EN 60051
- DIN 43790 Grundregeln für die Gestaltung von Strichskalen und Zeigern
- DIN 43801 Elektrische Meßgeräte
  - Teil 1 Spiralfedern, Maße
- DIN 43802 Strichskalen und Zeiger für anzeigende elektrische Meßgeräte
  - Teil 2 Allgemeine Regeln
  - Teil 3 Ausführungen und Maße
  - Teil 4 Skalenteilungen und Bezifferungen
- DIN 43807 Elektrische Messgeräte (Schalttafelmessgeräte)
- DIN 43834 Messen, Steuern, Regeln; Befestigung für MSR-Geräte für Tafeleinbau; Befestigungselement; Befestigungslöcher im Gerät
- DIN 43835 Befestigung für anzeigende Meßinstrumente; Befestigungselement, Kegel am Gehäuse, Montageanordnung
- DIN 43853 Zählertafeln; Hauptmaße, Anschlußmaße
- DIN 43854 Plombierschrauben für Elektrizitätszähler
- DIN 43855 Elektrizitätszähler; Schilder
- DIN 43856 Elektrizitätszähler, Tarifschaltuhren und Rundsteuerempfänger; Schaltungsnummern, Klemmenbezeichnungen, Schaltpläne
  - Teil 2 Bezeichnung von Hilfsanschlüssen für Tarifgeräte nach IEC-Report 61354:1995
- DIN 43857 Elektrizitätszähler in Isolierstoffgehäusen, für unmittelbaren Anschluß, bis 60 A Grenzstrom
  - Teil 1 Hauptmaße für Wechselstromzähler
  - Teil 2 Hauptmaße für Drehstromzähler
  - Teil 3 Hauptmaße des Klemmendeckels für Wechselstromzähler
  - Teil 4 Hauptmaße des Klemmendeckels für Drehstromzähler
  - Teil 5 Hauptmaße des Klemmendeckels für Zusatzgeräte
- DIN 43858 Schraubendrehereinsatz mit Führungshülse für Elektrizitätszähler
- DIN 43859 Elektrizitätszähler für Meßwandleranschluß; Hauptmaße für Drehstromzähler
- DIN 43860 Zusatzgeräte am Elektrizitätszähler nach DIN 43857 Teil 2
  - Teil 1 Befestigungsbügel
  - Teil 2 Rundsteuerempfänger
- DIN 43861 Rundsteuerempfänger
  - Teil 1 für Einbau in Lichtmaste; Hauptmaße
  - Teil 2 Hauptmaße
  - Teil 3 Übertragungsprotokolle
  - Teil 301 Übertragungsprotokolle Typ A
  - Teil 302 Übertragungsprotokolle Typ B
- DIN 43862 Elektrizitätszähler - Einschubzähler mit statischem Meßwerk - Hauptmaße
- DIN 43863
  - Teil 1 Elektrizitätszähler; Tarifgeräte als Zusatzeinrichtung zum Elektrizitätszähler; Allgemeine Anforderungen
  - Teil 4 Zählerdatenkommunikation - IP-Telemetrie
  - Teil 5 Herstellerübergreifende Identifikationsnummer für Messeinrichtungen
    - Beiblatt 1 Erläuterungen
- DIN 43865 Zähler
- DIN 43868 Baustromverteiler; Anschlußschrank 400 V
  - Teil 1 Direktmessung bis 100 A
  - Teil 2 Wandlermessung 100 A, 250 A und 400 A
  - Teil 3 Wandlermessung 630 A
  - Teil 4 Wandlermessung, innere Verdrahtung
- DIN 43870 Zählerplätze
  - Beiblatt 1 Anwendungsbeispiele zu den Funktionsflächen
  - Teil 1 Maße auf Basis eines Rastersystems
  - Teil 2 Funktionsflächen
  - Teil 3 Verdrahtungen
  - Teil 4 Abdeckung für Verdrahtung
- DIN 43871 Installationskleinverteiler für Einbaugeräte bis 63 A
- DIN 43880 Installationseinbaugeräte – Hüllmaße und zugehörige Einbaumaße
- DIN 44013 Bezugsdämpfungsmesser (Objektiver Bezugsdämpfungsmeßplatz OBDM); Aufbau und Anwendung
- DIN 44030 Leittechnik; Lichtschranken und Lichttaster
  - Beiblatt 1 Verwendete Formelzeichen
  - Teil 1 Begriffe
  - Teil 2 Meßverfahren
- DIN 44070 Temperaturabhängige Widerstände, Heißleiter
- DIN 44080 Temperaturabhängige Widerstände, Kaltleiter
- DIN 44081 Temperaturabhängige Widerstände; Kaltleiter, Thermischer Maschinenschutz, klimatische Anwendungsklasse HFF
- DIN 44082 Temperaturabhängige Widerstände; Drillings-Kaltleiter; Thermischer Maschinenschutz; klimatische Anwendungsklasse HFF
- DIN 44300 Informationsverarbeitung. Die Norm ist zunächst in einzelnen Teilen und dann insgesamt zurückgezogen worden. Sie wird ersetzt durch die Norm ISO/IEC 2382:2015 Information technology -- Vocabulary.
  - Teil 1: Allgemeine Begriffe
  - Teil 2: Informationsdarstellung
  - Teil 3: Datenstrukturen
  - Teil 4: Programmierung
  - Teil 5: Aufbau digitaler Rechensysteme
  - Teil 6: Speicherung
  - Teil 7: Zeiten
  - Teil 8: Verarbeitungsfunktionen
  - Teil 9: Verarbeitungsabläufe
- DIN 44401 Formelzeichen in Datenblättern für Elektronenröhren
- DIN 44402 Messungen elektrischer Eigenschaften von Elektronenröhren
  - Beiblatt 1 IEC-Publikationen, DIN-Normen; Übersicht (einschließlich Mikrowellenröhren und photoelektronische Bauelemente; Röhrensockel, Begriffe, CECC-System)
  - Teil 1 Richtlinien für Meßverfahren
  - Teil 6 Bedingungen zur Messung der Rauschzahl
  - Teil 7 Meßverfahren für Zischen und Brummen
  - Teil 8 Messung des äquivalenten Rauschwiderstandes
  - Teil 14 Messung des Emissionsstroms von heißen Kathoden für Hochvakuumröhren
  - Teil 16 Messung von Elektroden-Fehlströmen
  - Teil 17 Meßverfahren für Bildröhren
  - Teil 19 Messung von Geräuschen infolge mechanischer oder akustischer Anregungen
  - Teil 20 Messung der Kreuzmodulation bei AM-AM-Transfer
  - Teil 21 Meßverfahren für Kaltkathodenanzeigeröhren
- DIN 44405 Innenraster für Oszillographenröhren
- DIN 44531 Elektrische Heißwasserbereiter; Regeln für die Anschlußanweisung
- DIN 44534 Elektrische Heißwasserbereiter; Heißwasserspeicher ohne Wärmeisolierung (Boiler), Hängende Anordnung, 15 und 80 Liter, Prüfung
- DIN 44535 Elektrische Heißwasserbereiter; Heißwasserspeicher ohne Wärmeisolierung (Boiler), Hängende Anordnung, 15 und 80 Liter, Anforderungen
- DIN 44536 Elektro-Wassererwärmer; Kochendwassergeräte bis 5 Liter; Hängende Anordnung, Gebrauchseigenschaften
  - Teil 1 Begriffe
  - Teil 2 Prüfungen
  - Teil 3 Anforderungen
- DIN 44543 Elektrische Haushalt-Grillgeräte; Begriffe
- DIN 44544 Elektrische Haushalt-Grillgeräte; Prüfung
- DIN 44545 Elektrische Haushalt-Grillgeräte; Anforderungen
- DIN 44549 Elektrische Haushalt-Warmhalteplatten; Gebrauchseigenschaften
  - Teil 1 Begriffe
  - Teil 2 Prüfungen
  - Teil 3 Anforderungen
- DIN 44550 Elektroherde für den Haushalt; Automatik-Kochplatten und Automatik-Glaskeramik-Kochzonen; Gebrauchseigenschaften, Prüfungen
- DIN 44551 Elektroherde für den Haushalt; Automatik-Kochplatten und Automatik-Glaskeramik-Kochzonen; Gebrauchseigenschaften, Anforderungen
- DIN 44558 Elektrische Haushalt-Eierkocher; Gebrauchseigenschaften
  - Teil 1 Begriffe
  - Teil 2 Prüfungen
  - Teil 3 Anforderungen
- DIN 44561 Elektrische Haushalt-Bügelmaschinen; Begriffe
- DIN 44562 Elektrische Haushalt-Bügelmaschinen; Prüfung
- DIN 44563 Elektrische Haushalt-Bügelmaschinen; Anforderungen
- DIN 44704 Griffe für Elektrowerkzeuge
- DIN 44717 Handgeführte Elektrowerkzeuge; Absaugstutzen; Anschlußmaße
- DIN 44766 Widerstandsschweiß-Transformatoren
  - Teil 2 Hängetransformatoren; Maße, Kenngrößen
  - Teil 3 Transformatoren mit Flanschanschluß; Maße, Kenngrößen
- DIN 44767 Gerätesteckvorrichtung für den Primäranschluß von Widerstands-Schweißtransformatoren, 200 A, 550 V
- DIN 44770 Pneumatik-Schweißzylinder, doppeltwirkend, ohne Dämpfung, zweifach beaufschlagt
  - Teil 1 Anschlußmaße
- DIN 44771 Anschlußwinkel 45 und 90°, für Widerstandsschweißeinrichtungen
- DIN 44858 Elektrohaushaltherde, Zeitschalter, Schaltuhren und Kurzzeitmesser; Gebrauchseigenschaften
  - Teil 1 Begriffe
  - Teil 2 Prüfungen
  - Teil 3 Anforderungen
- DIN 44871 Elektrische Heizelemente und Heizeinsätze
  - Teil 1 Begriffe
- DIN 44872 Prüfung von Elektromagnesia
- DIN 44874 Elektrische Rohrheizkörper mit Metallmantel
  - Teil 1 Berechnung, Ausführung und Anforderungen
  - Teil 2 Durchmesser 6,5 mm und 8,5 mm; Anschlüsse
  - Teil 3 Durchmesser 6,5 mm und 8,5 mm; Ermitteln des Alterungs- und Überlastungsverhaltens
- DIN 44875 Elektrische Rohrheizkörper mit Metallmantel; Anwendung
- DIN 44876 Sechskantnippel für elektrische Rohrheizkörper mit Metallmantel
- DIN 44879 Sechskantmutter, niedrig, für Nippel und Schraubköpfe zu elektrischen Rohrheizkörpern mit Metallmantel
- DIN 44897
  - Teil 1 Elektrische Heißwasserbereiter; Mischbatterien für offene Speicher und Boiler, für Anordnung über Tisch, Anschlußmaße und zulässige Druckverluste
- DIN 44899 Elektrische Heißwasserbereiter
  - Teil 4 Berechnung der Wanddicke von geschlossenen Behältern bis 50 Liter Nenninhalt, Sicherheitstechnische Anforderungen
  - Teil 5 Richtlinien für die Berechnung der Wanddicke von geschlossenen Behältern über 50 bis 2000 Liter Inhalt
  - Teil 6 Nenninhalt bis 1000 Liter; Bedingungen für geräuscharme Ausführung
- DIN 44901 Elektro-Wassererwärmer; Warmwasserspeicher; Stehende Anordnung 200 bis 1000 Liter
  - Teil 1 Liefermaße für geschlossene Speicher
  - Teil 2 Nennaufnahme
- DIN 44902 Elektrische Heißwasserbereiter; Heißwasserspeicher, Hängende Anordnung
  - Teil 1 5 bis 15 Liter, Anschlußmaße
  - Teil 2 30 bis 150 Liter; Anschlußmaße
  - Teil 3 5 bis 150 Liter Nennaufnahme
  - Teil 4 Anschlußwerte für offene Boiler
- DIN 44904 Geschirr für Elektroherde; Maße, Anforderungen und Prüfung
- DIN 44921 Elektrische Heizpatronen mit Metallmantel
  - Teil 1 Maße
  - Teil 2 Hochleistungs-Heizpatronen; Maße
  - Teil 3 Anforderungen
- DIN 44922 Elektrische Einschraubheizkörper
  - Teil 1 mit Schraubkopf G 1 1/2 B und Rohrheizkörpern mit Metallmantel mit Durchmesser 6,5 und 8,5 mm; Maße und Nennaufnahmen
  - Teil 2 mit Schraubkopf und Heizpatrone mit Metallmantel; Maße
  - Teil 3 Anforderungen
- DIN 44926 Keramische Werkstücke für elektrische Heizelemente
  - Teil 1 Mehrlochrohre; Maße
  - Teil 2 Offene Mehrlochrohre; Maße
  - Teil 3 Wendelteller mit Anschlußteilen; Maße
- DIN 44932 Isolierperlen
- DIN 44954 Elektrische Küchenmaschinen; Dosenöffner; Gebrauchseigenschaften
  - Teil 1 Begriffe
  - Teil 2 Prüfungen
  - Teil 3 Anforderungen
- DIN 44973 Elektrische Haushalt-Luftbefeuchter; Gebrauchseigenschaften
  - Teil 1 Begriffe
  - Teil 2 Prüfungen
  - Teil 3 Anforderungen
- DIN 44974 Elektrische Haushalt-Ventilatoren; Gebrauchseigenschaften
  - Teil 1 Begriffe
  - Teil 2 Prüfungen
  - Teil 3 Anforderungen
- DIN 45020 Bezeichnungen und Begriffsbestimmungen aus dem Gebiet der Wellenausbreitung
- DIN 45325 Koaxiale Steckverbinder zum Anschluß von Rundfunk-Empfangsantennen
  - Teil 1 Unangepaßte koaxiale Steckverbinder; Identisch mit IEC 60169-2, Ausgabe 1965 (Stand 1982)
  - Teil 2 Steckverbinder mit geradem und winkligem Kabelabgang
- DIN 45330 Kabelnetze für Fernsehsignale, Tonsignale und interaktive Dienste - Teilnehmeranschlussdose (TAD) zum Anschluss von Teilnehmer-Endgeräten mit Hilfe von koaxialen Empfänger-Anschlusskabeln - Hauptmaße
- DIN 45401 Akustik, Elektroakustik; Normfrequenzen für Messungen, August 1997 ersetzt durch DIN EN ISO 266
- DIN 45405 Störspannungsmessung in der Tontechnik
- DIN 45500 Heimstudio-Technik (Hi-Fi)
  - Teil 1 Allgemeines, Februar 1996 ersetzt durch DIN EN 61305-1
  - Teil 2 Mindestanforderungen an UKW-Empfangsteile (Tuner), Juli 1999 ersatzlos zurückgezogen
  - Teil 3 Mindestanforderungen an Schallplatten-Abspielgeräte, Juli 1999 ersatzlos zurückgezogen
  - Teil 4 Mindestanforderungen an Magnetbandgeräte für Aufnahme und Wiedergabe, Juli 1999 ersatzlos zurückgezogen
  - Teil 5 Mindestanforderungen an Mikrofone, Juli 1999 ersatzlos zurückgezogen
  - Teil 6 Mindestanforderungen an Verstärker, Februar 1996 ersetzt durch DIN EN 61305-3
  - Teil 7 Mindestanforderungen an Lautsprecher, Juli 1999 ersatzlos zurückgezogen
  - Teil 8 Mindestanforderungen an Kombinationen und Anlagen, Juli 1999 ersatzlos zurückgezogen
  - Teil 9 Mindestanforderungen an Magnettonbänder 4 und 6 für Schallaufzeichnung, Februar 1991 ersatzlos zurückgezogen
  - Teil 10 Mindestanforderungen an Kopfhörer, Juli 1999 ersatzlos zurückgezogen
- DIN 45507 Meßgeräte für Frequenzschwankungen bei Schallspeichergeräten
- DIN 45510 Magnettontechnik; Begriffe
- DIN 45511-1 Magnetbandgeräte für Schallaufzeichnungen auf Magnetband 6
  - Teil 1 Mechanische und elektrische Anforderungen
- DIN 45512 Magnetbänder für Schallaufzeichnung
  - Teil 1 Maße und allgemeine Eigenschaften
- DIN 45513 Magnetbandgeräte für Schallaufzeichnung
  - Teil 1 DIN-Bezugsband 76 für Magnetband 6
  - Teil 2 DIN-Bezugsband 38 für Magnetband 6
  - Teil 3 DIN-Bezugsband 19h und 19s für Magnetband 6
  - Teil 4 DIN-Bezugsband 9,5 für Magnetband 6
  - Teil 5 DIN-Bezugsband 4,75 für Magnetband 6
  - Teil 6 DIN-Bezugsband 4,75 für Magnetband 4 mit Zeitkonstante 3180 µs/120 µs
  - Teil 7 DIN-Bezugsband 4,75 für Magnetband 4 mit Zeitkonstante 3180 µs/70 µs
  - Teil 8 DIN-Bezugsband 2,4 für Magnetband 4 mit Zeitkonstante 159 µs
- DIN 45514 Magnetbandgeräte für Schallaufzeichnung; Spulen für Magnetband 6
- DIN 45515 Magnetbandgeräte für Schallaufzeichnung; Wickelkern für Magnetband 6
- DIN 45516 Magnetbandkassette für Schallaufzeichnung auf Magnetband 4; Maße und Eigenschaften
- DIN 45517 Magnetbandgeräte
  - Teil 1 Zerlegbare Spulen, Wickelkern, Flansch, Schraube, Mutter
- DIN 45519 Magnetbänder für Schallaufzeichnung
  - Teil 1 Bestimmung der Kopierdämpfung
  - Teil 2 Bestimmung von Bandflußschwankungen
  - Teil 3 Bestimmung der Löschbarkeit
- DIN 45520 Magnetbandgeräte für Schallaufzeichnung; Verfahren zum Messen von Absolutwert und Frequenzgang des remanenten magnetischen Bandflusses auf Magnettonbändern
- DIN 45521 Magnetbandgeräte für Schallaufzeichnung; Messung der Übersprechdämpfung bei Mehrspurgeräten
- DIN 45522-1 Meßverfahren für Magnetbänder für Schallaufzeichnung
  - Teil 1 Bestimmung der Reibungszahl
  - Teil 2 Bestimmung der Schmiegsamkeit
  - Teil 3 Bestimmung der Nennbelastbarkeit
  - Teil 4 Bestimmung der Säbelförmigkeit
- DIN 45523 Auslösung von Schaltvorgängen durch Magnetbandgeräte für Schallaufzeichnung
- DIN 45524 Bestimmung der Bandgeschwindigkeit bei Magnetbandgeräten
- DIN 45525 Bestimmung der Gebrauchsdauer von Batterien bei Speisung von Magnetbandgeräten für Schallaufzeichnung und von Diktiergeräten
- DIN 45526 Magnetbandgeräte für Schallaufzeichnung - Eigenschaften und Messverfahren für Magnetbandgeräte mit Kompandersystemen
- DIN 45527 Magnetband-Kassettengeräte für Schallaufzeichnung; Einbaumikrophone - Messverfahren
- DIN 45528 Magnetbandgeräte für Schallaufzeichnung - Automatische Aussteuerung - Messverfahren
- DIN 45529 Magnetband-Kassettengeräte für Schallaufzeichnung; Meßkassette für Frequenzschwankungen bei Kassettengeräten mit Magnetband 4
- DIN 45533 Schallplatten N 78 - (Normalrillen-Schallplatten für 78 U/min)
- DIN 45536 Schallplatte M 45 (Mono-Schallplatte für 45 U/min)
- DIN 45537 Schallplatte M 33 (Mono-Schallplatte für 33 1/3 U/min)
- DIN 45538 Begriffe für Schallplatten-Abspielgeräte
- DIN 45539 Schallplatten-Abspielgeräte; Regeln für Messungen, Tonfrequenz-Anschlüsse, Maße austauschbarer Abtastsysteme, Anforderungen an Wiedergabeverstärker
- DIN 45540 Schall-Aufnahme und-Wiedergabe, Phonogeräte; Meß-Schallplatte, Frequenz-Schallplatte
- DIN 45541 Frequenz-Meß-Schallplatte St 33 und M 33
- DIN 45542 Verzerrungs-Meßschallplatte St 33 und St 45
- DIN 45543 Meßschallplatte zur Messung des Frequenzganges und der Kanaltrennung St 33
- DIN 45544 Rumpel-Meß-Schallplatte St 33 und M 33
- DIN 45545 Gleichlauf-Meß-Schallplatten für 33 1/3 und 45 U/min
- DIN 45549 Abtastfähigkeits-Meßschallplatte
- DIN 45578 Magnetsysteme für Tauchspul-Lautsprecher
  - Teil 1 Begriffe, Maße, Meßverfahren
- DIN 45621 Sprache für Gehörprüfung
  - Teil 1 Ein- und mehrsilbige Wörter
  - Teil 2 Sätze
  - Teil 3 Wörter für die Gehörprüfung bei Kindern
- DIN 45626 Tonträger mit Sprache für Gehörprüfung
  - Teil 1 Tonträger mit Wörtern nach DIN 45621-1 (Aufnahme 1969)
- DIN 45630 Grundlagen der Schallmessung
  - Teil 1 Physikalische und subjektive Größen von Schall
- DIN 45631 Berechnung des Lautstärkepegels und der Lautheit aus dem Geräuschspektrum; Verfahren nach E. Zwicker
  - Änderung 1 Berechnung der Lautheit zeitvarianter Geräusche; mit CD-ROM
- DIN 45635 Geräuschmessung an Maschinen; Luftschallemission, Hüllflächen-Verfahren
  - Beiblatt 1 Formblatt für Meßbericht (Meßprotokoll) für Hüllflächen-Verfahren
  - Teil 1 Rahmenverfahren für 3 Genauigkeitsklassen
  - Teil 8 Rahmenverfahren
  - Teil 11 Verbrennungsmotoren
  - Teil 12 Elektrische Schaltgeräte
  - Teil 14 luftgekühlte Wärmeaustauscher (Luftkühler)
  - Teil 15 Turbomaschinensätze in Wärmekraftanlagen zur Stromerzeugung
  - Teil 16 Werkzeugmaschinen
  - Teil 22 Fackeln
  - Teil 23 Getriebe
  - Teil 25 Autogen- und Plasma-Brenner und -Maschinen
  - Teil 26 Hydropumpen
  - Teil 31 Zerkleinerungsmaschinen
    - Beiblatt 1 Formblatt für Meßbericht (Meßprotokoll); Zerkleinerungsmaschinen

  - Teil 33 Baumaschinen
  - Teil 34 Bolzensetzwerkzeuge
  - Teil 37 Maschinen zur Verarbeitung von Kunststoff und Kautschuk
  - Teil 38 Ventilatoren
  - Teil 40 Maschinensätze in Wasserkraftanlagen und Wasserpumpanlagen
  - Teil 41 Hydroaggregate
    - Beiblatt 1 Formblatt für Meßbericht (Meßprotokoll)

  - Teil 45 Stetigförderer
  - Teil 46 Kühltürme
  - Teil 47 Schornsteine
  - Teil 49 Oberflächenbehandlungsanlagen
  - Teil 50 Armaturen
  - Teil 51 Kameras für bewegte Vorgänge
  - Teil 52 Gruben-Diesellokomotiven und dieselbetriebene Gruben-Schienenflurbahnen
  - Teil 53 Dieselkatzen
  - Teil 54 Gruben-Gleislosfahrzeuge
  - Teil 55 Rangierkatzen mit Reibrad- und/oder Zahnradantrieb
  - Teil 56 Warmlufterzeuger, Luftheizer, Ventilatorteile von Luftbehandlungsgeräten
  - Teil 57 Außenbordmotoren
  - Teil 60 Steh- und Laufbildprojektoren
  - Teil 61 Krane
  - Teil 62 Maschinen und Einrichtungen zur Herstellung von Steinen, Platten, Rohren und Fertigteilen aus Beton
  - Teil 1601 Werkzeugmaschinen für Metallbearbeitung, Besondere Festlegungen für Drehmaschinen
  - Teil 1602 Werkzeugmaschinen für Metallbearbeitung, Besondere Festlegungen für Gesenkschmiedehämmer
  - Teil 1603 Werkzeugmaschinen für Metallbearbeitung, Besondere Festlegungen für Mehrzweckpressen
  - Teil 1605 Werkzeugmaschinen für Metallbearbeitung; Besondere Festlegungen für Fräsmaschinen
  - Teil 1606 Werkzeugmaschinen für Metallbearbeitung; Besondere Festlegungen für Bohrmaschinen
  - Teil 1607 Werkzeugmaschinen für Metallbearbeitung; Besondere Festlegungen für Wälzfräsmaschinen
  - Teil 1609 Werkzeugmaschinen für Metallbearbeitung; Besondere Festlegungen für Kaltkreissägemaschinen
  - Teil 1610 Werkzeugmaschinen für Metallbearbeitung; Besondere Festlegungen für Schleifmaschinen
  - Teil 1650 Holzbearbeitungsmaschinen, Besondere Festlegungen für Hobelmaschinen
  - Teil 1652 Holzbearbeitungsmaschinen, Besondere Festlegungen für Fräsmaschinen für einseitige Bearbeitung
  - Teil 1654 Holzbearbeitungsmaschinen; Besondere Festlegungen für mehrstufige Kantenverleimmaschinen
  - Teil 1655 Holzbearbeitungsmaschinen; Besondere Festlegungen für Formatbearbeitungs- und Kantenverleimmaschinen
  - Teil 1657 Holzbearbeitungsmaschinen; Besondere Festlegungen für Doppelabkürzkreissägemaschinen
  - Teil 1658 Holzbearbeitungsmaschinen; Besondere Festlegungen für Einblatthubkreissägemaschinen für Querschnitt
  - Teil 1659 Holzbearbeitungsmaschinen; Besondere Festlegungen für Plattenformatkreissägemaschinen
  - Teil 1660 Holzbearbeitungsmaschinen; Besondere Festlegungen für Oberfräsmaschinen
  - Teil 1661 Holzbearbeitungsmaschinen; Besondere Festlegungen für Tisch- und Trennbandsägemaschinen
  - Teil 1662 Holzbearbeitungsmaschinen; Besondere Festlegungen für einseitige Zapfenschneid- und Schlitzmaschinen
  - Teil 1663 Holzbearbeitungsmaschinen; Besondere Festlegungen für Schleifmaschinen (für Breitseiten)
  - Teil 1664 Holzbearbeitungsmaschinen; Besondere Festlegungen für Mehr- und Vielblatt-Leistenkreissägemaschinen für Feinschnitt
  - Teil 1665 Holzbearbeitungsmaschinen; Besondere Festlegungen für Zapfenschneid- und Schlitzmaschinen für zweiseitige Bearbeitung
  - Teil 1666 Holzbearbeitungsmaschinen; Besondere Festlegungen für Zwei- und Mehrblattkreissägemaschinen für Grobschnitt (Doppelsäumer)
  - Teil 1667 Holzbearbeitungsmaschinen; Besondere Festlegungen für Doppelhubkreissägemaschinen (Doppelgehrungskappsägemaschinen)
- DIN 45640 Außengeräuschmessungen an Wasserfahrzeugen auf Binnengewässern
  - Teil 2 Hüllflächen-Verfahren zur Bestimmung des Schalleistungspegels
- DIN 45641 Mittelung von Schallpegeln
- DIN 45642 Messung von Verkehrsgeräuschen
- DIN 45643 Messung und Beurteilung von Flugzeuggeräuschen
- DIN 45645 Ermittlung von Beurteilungspegeln aus Messungen
  - Teil 1 Geräuschimmissionen in der Nachbarschaft
  - Teil 2 Ermittlung des Beurteilungspegels am Arbeitsplatz bei Tätigkeiten unterhalb des Pegelbereiches der Gehörgefährdung
- DIN 45657 Schallpegelmesser – Zusatzanforderungen für besondere Messaufgaben
- DIN 45661 Schwingungsmesseinrichtungen – Begriffe
- DIN 45662 Schwingungsmeßeinrichtungen – Allgemeine Anforderungen und Prüfung
- DIN 45667 Klassierverfahren für das Erfassen regelloser Schwingungen
- DIN 45669 Messung von Schwingungsimmissionen
  - Teil 1 Schwingungsmesser – Anforderungen und Prüfungen
    - Berichtigung 1

  - Teil 2 Messverfahren
- DIN 45672 Schwingungsmessung in der Umgebung von Schienenverkehrswegen
  - Teil 1 Messverfahren
    - Berichtigung 1

  - Teil 2 Auswerteverfahren
- DIN 45673 Mechanische Schwingungen – Elastische Elemente des Oberbaus von Schienenfahrwegen
  - Teil 1 Begriffe, Klassifizierung, Prüfverfahren
  - Teil 2 Ermittlung statischer und dynamischer Kennwerte im Betriebsgleis
  - Teil 5 Labor-Prüfverfahren für Unterschottermatten
    - Beiblatt 1 Prüfvordruck; mit CD-ROM

  - Teil 6 Labor-Prüfverfahren für Besohlungen von Betonschwellen
    - Beiblatt 1 Prüfvordruck; mit CD-ROM

  - Teil 7 Labor-Prüfverfahren für elastische Elemente von Masse-Feder-Systemen
    - Beiblatt 1 Prüfvordrucke; mit CD-ROM

  - Teil 8 Labor-Prüfverfahren für kontinuierliche elastische Schienenlagerungen
    - Beiblatt 1 Prüfvordruck; mit CD-ROM

  - Teil 9 Labor-Prüfverfahren für diskrete elastische Schienenlagerungen
    - Beiblatt 1 Prüfvordruck, mit CD-ROM
- DIN 45676 Mechanische Eingangsimpedanzen und Übertragungsfunktionen des menschlichen Körpers
- DIN 45677 Mechanische Eingangsimpedanz des menschlichen Hand-Arm-Systems
  - Berichtigung 1
- DIN 45678 Mechanische Schwingungen – Sattelkraftfahrzeuge – Laborverfahren zur Bewertung der Schwingungen von Fahrzeugsitzen
- DIN 45679 Mechanische Schwingungen – Messung und Bewertung der Greif- und Andruckkräfte zur Beurteilung der Schwingungsbelastung des Hand-Arm-Systems
- DIN 45680 Messung und Bewertung tieffrequenter Geräuschimmissionen in der Nachbarschaft
  - Beiblatt 1 Hinweise zur Beurteilung bei gewerblichen Anlagen
- DIN 45681 Akustik – Bestimmung der Tonhaltigkeit von Geräuschen und Ermittlung eines Tonzuschlages für die Beurteilung von Geräuschimissionen
  - Berichtigung 2
- DIN 45682 Schallimmissionspläne
- DIN 45684 Akustik – Ermittlung von Fluggeräuschimmissionen an Landeplätzen
  - Teil 1 Berechnungsverfahren
  - Teil 2 Bestimmung akustischer und flugbetrieblicher Kenngrößen
- DIN 45687 Akustik – Software-Erzeugnisse zur Berechnung der Geräuschimmission im Freien – Qualitätsanforderungen und Prüfbestimmungen
- DIN 45688 Besondere Anforderungen an die Kompetenz von Prüflaboratorien für Geräusche und Erschütterungen im Bereich des Immissionsschutzes
- DIN 45691 Geräuschkontingentierung
- DIN 45692 Messtechnische Simulation der Hörempfindung Schärfe
- DIN 45910
  - Teil 111; CECC 30401:1985-09 Harmonisiertes Gütebestätigungssystem für Bauelemente der Elektronik; Vordruck für Bauartspezifikation: Kunststoffolien-MKT-Kondensatoren (CECC 30401)
- Teil 127 Harmonisiertes Gütebestätigungssystem für Bauelemente der Elektronik; Bauartspezifikation: Gepolte Aluminium-Elektrolyt-Kondensatoren mit flüssigem Elektrolyten, DC 40 bis 100 V (geeignet für Wechselstrombelastung ohne Polarisationsgleichspannung), für allgemeine Anforderungen, zylindrisches Metallgehäuse mit Isolierumhüllung, axiale Drahtanschlüsse, Klimakategorie 40/085/56 (CECC 30301-045)
- DIN 45980 Harmonisiertes Gütebestätigungssystem für Bauelemente der Elektronik
  - Teil 1; CECC 45000:1977-04 Fachgrundspezifikation: Raumladungsgesteuerte Röhren
  - Teil 1002; CECC 45002:1977-04 Vordruck für Bauartspezifikation: Industriegenerator-Röhren
  - Teil 1003; CECC 45003:1977-04 Vordruck für Bauartspezifikation: Kleinsenderöhren mit einer Anodenverlustleistung bis 1 kW
- DIN 45983 Harmonisiertes Gütebestätigungssystem für Bauelemente der Elektronik
  - Teil 1; CECC 46000:1977-11 Fachgrundspezifikation: Kaltkathoden-Anzeigeröhren
  - Teil 1001; CECC 46001:1977-11 Vordruck für Bauartspezifikation: Kaltkathoden-Anzeigeröhren
- DIN 45999 Harmonisiertes Gütebestätigungssystem für Bauelemente der Elektronik
  - Teil 112; CECC 22111:1983-02 Vordruck für Bauartspezifikation: Hochfrequenz-Koaxial-Steckverbinder, Serie SMA (CECC 22111)
  - Teil 113; CECC 22131:1985-12 Vordruck für Bauartspezifikation: Hochfrequenz-Koaxial-Steckverbinder; Serie SMB (CECC 22131)
  - Teil 114; CECC 22141:1985-12 Vordruck für Bauartspezifikation: Hochfrequenz-Koaxial-Steckverbinder; Serie SMC (CECC 22141)
  - Teil 115; CECC 22191:1985-12 Vordruck für Bauartspezifikation: Hochfrequenz-Koaxial-Steckverbinder; Serie 7/16 (CECC 22191)
- DIN 46001 Feste Griffe für Schaltgeräte; Kunststoff mit eingepreßtem Dorn
- DIN 46008 Anschlußflächen für Erdungs- und Schutzleiter-Anschlußschrauben; Bemessungsspannung unter 52 kV
- DIN 46011 Erdungsanschlußpunkte in Schaltanlagen mit Bemessungsspannungen ab 52 kV; Hauptmaße, Zuordnung
- DIN 46062 Anlasser für Gleichstrom-Motoren und Drehstrom-Schleifringläufermotoren
- DIN 46199 Elektrische Schaltgeräte
  - Teil 7 Anschlußbezeichnungen an temperaturabhängigen Schaltgeräten für Kühl- und Gefriergeräte
- DIN 46200 Stromführende Anschlußbolzen bis 1600 A; Ausführung und Zuordnung der Stromstärken
- DIN 46202 Anschlußbolzen für Schaltgeräte, Meßwandler und Überspannungsableiter ab 52 kV
- DIN 46206 Anschlüsse für elektrische Betriebsmittel
  - Teil 2 Flachanschlüsse >= 40 A, Hauptmaße und Zuordnung
  - Teil 3 Flachanschlüsse für Geräte ab 52 kV; Hauptmaße, Zuordnung
- DIN 46211 Gestanzte Kabelschuhe für Kupferleiter
- DIN 46215 Gestanzte Lötösen mit Loch
- DIN 46216 Gestanzte Lötösen mit Schlitz
- DIN 46218 Gestanzte Leitungsösen; Kronenform
- DIN 46220 Gerade Kabelschuhe, gepreßt, gegossen, für Kupferleiter
- DIN 46221 Winkelkabelschuhe, gepreßt, gegossen, für Kupferleiter
- DIN 46225 Gestanzte Krallenkabelschuhe mit Isolierungsumfassung, für isolierte Leitungen
- DIN 46227 Klemmkabelschuhe für Kupferleiter
- DIN 46228 Aderendhülsen
  - Teil 1 Rohrform ohne Kunststoffhülse
  - Teil 2 Crimpausführung mit und ohne Isolierungsumfassung
  - Teil 3 leiterumfassend, ohne Isolierungsumfassung
  - Teil 4 Rohrform mit Kunststoffhülse
    - Berichtigung 1
- DIN 46229 Kabelschuhe; Benennung der Anschlußseiten
- DIN 46230 Kabelschuhe für lötfreie Verbindungen, Stiftform, ohne Isolierhülse, für Kupferleiter
- DIN 46231 Stiftkabelschuhe für lötfreie Verbindungen, isoliert, für Kupferleiter
- DIN 46234 Kabelschuhe für lötfreie Verbindungen, Ringform, ohne Isolierhülse, für Kupferleiter
- DIN 46235 Kabelschuhe für Preßverbindungen; Laschenform für Kupferleiter
- DIN 46236 Gestanzte Krallenkabelschuhe mit Isolierungsumfassung zum Anlöten
- DIN 46237 Quetschkabelschuhe für lötfreie Verbindungen, isoliert, für Kupferleiter
- DIN 46238 Federkabelschuhe für Fernmeldeschnüre mit Kunststoffisolierhülle
- DIN 46249 Flachsteckverbindungen, nicht isoliert
  - Teil 1 Anforderungen, Prüfungen
- DIN 46252 Kabelschuhe für Fernmeldeschnüre mit Kunststoffisolierhülse
- DIN 46257 Kabelschuhe, Anschlußrohr für Fernmeldeschnüre mit Textil- und Gummiisolierung
- DIN 46260 Bolzenklemmen für Niederspannung
  - Teil 1 Zusammenstellung
  - Teil 2 Stückliste
- DIN 46262 Bolzenklemmen für Niederspannung
  - Teil 1 Isolatoren
  - Teil 2 Durchführungsbolzen
  - Teil 4 Ringe, Schellen, Scheiben, Unterlagen
- DIN 46264 Durchführungsklemmen mit Gießharzisolator für Hochspannung
- DIN 46265 Durchführungsklemmen mit keramischem Isolator für Hochspannung
  - Teil 1 Zusammenstellung
  - Teil 2 Stückliste
- DIN 46266 Durchführungsklemmen für Hochspannung
  - Teil 1 Keramik-Isolator
  - Teil 2 Durchführungsbolzen
  - Teil 3 Flansche, Scheiben
- DIN 46267 Preßverbinder, nicht zugfest
  - Teil 1 für Kupferleiter
  - Teil 2 für Aluminiumleiter
- DIN 46268 Rundsteckverbindungen
  - Teil 1 Rundsteckhülsen mit Rastzungen zum Einrasten in Gehäuse für Rundstecker 3,5 mm
  - Teil 2 Rundstecker mit Rasterzungen zum Einrasten in Gehäuse für Rundsteckhülsen 3,5 mm
- DIN 46274 Buchsenklemmen B
- DIN 46276 Elastische Bänder für Stromschienen und Flachanschlüsse
  - Teil 1 Lamelliert-Flexibel
  - Teil 2 Lamelliert-Hochflexibel
- DIN 46284 Zwei- und dreipolige Buchsenklemmenleisten (Geräteklemmen), 380 V~ 440 V–, für Leiter bis 2,5 mm²
- DIN 46285 Zwei- bis dreipolige Buchsenklemmenleisten (Leuchtenklemmen), 380 V~ 440 V–, für Leiter bis 2,5 mm²
- DIN 46288 Anschlußscheiben für Leiteranschlüsse
- DIN 46294 Rechteckige Klemmenplatten mit 6 Anschlußbolzen; Hauptmaße
- DIN 46295 Rechteckige Klemmenplatten mit 6 Schlitzbolzen
  - Teil 1 Hauptmaße
  - Teil 2 Verbindungsstege und Druckmuttern
  - Teil 3 Kabelschuhe
- DIN 46300 Installationsmaterial; Befestigungsschraube für Elektrizitätszähler und Steuergeräte auf Zählerfeldern
- DIN 46329 Kabelschuhe für Preßverbindungen; Ringform für Aluminiumleiter
- DIN 46330 Kurze Steckhülsen ohne Isolierhülse
  - Teil 1 für Steckerbreite 2,4
  - Teil 2 für Steckerbreite 2,8
- DIN 46339 Steckverbinder mit gefedertem Stift für Prüfzwecke an Reihenklemmen; Hauptmaße für Stecker und Buchse
- DIN 46340 Steckhülsen mit Rastzunge zum Einrasten in Gehäuse
  - Teil 1 für Steckerbreite 2,8
  - Teil 3 für Steckerbreite 6,3
  - Teil 4 für Steckerbreite 9,5
  - Teil 5 für Steckerbreite 7,7
- DIN 46341 Verbinder für lötfreie Verbindungen, ohne Isolierhülse
  - Teil 1 für Kupferleiter
- DIN 46342 Flachstecker, gerade und abgewinkelt, mit Befestigungsloch
  - Teil 1 für Steckhülsen
- DIN 46343 Flachstecker mit Rastzunge zum Einrasten in Gehäuse
  - Teil 1 für Steckhülse 2,8
  - Teil 2 für Steckhülse 4,8
  - Teil 3 für Steckhülse 6,3
  - Teil 4 für Steckhülse 9,5
- DIN 46345 Steckhülsen mit Flachstecker für Steckerbreite 6,3
- DIN 46346 Steckhülsen für seitlichen Leiteranschluß, für Steckerbreite 6,3
- DIN 46380 Fertigung und Transport von Kabeln, Leitungen und Drähten – Begriffe
- DIN 46391 Spulen für die Lieferung von Kabeln, Leitungen und Seilen
  - Teil 1 Maße
  - Teil 2 Technische Lieferbedingungen für Spulen aus Holz
  - Teil 3 Spulen mit Flanschdurchmesser über 2800 mm; Maße
  - Teil 4 Technische Lieferbedingungen für Spulen aus Stahl
- DIN 46392 Spulen für die Lieferung von isolierten Leitungen
  - Teil 1 Maße
- DIN 46395 Maschinenspulen
- DIN 46396 Behälter; Behältermantelinnendurchmesser über 500 mm für die Fertigung von Kabeln
  - Teil 2 Leitungen und Drähten
- DIN 46397 Spulen für das Herstellen von Drähten
  - Teil 11 Spulen mit rechtwinkligen Flanschen, Maße
  - Teil 12 Spulen mit rechtwinkligen Flanschen, Technische Lieferbedingungen
  - Teil 21 Spulen mit konischen Flanschen, Maße
  - Teil 22 Spulen mit konischen Flanschen, Technische Lieferbedingungen
  - Teil 31 Prüfverfahren
- DIN 46400 Flacherzeugnisse aus Stahl mit besonderen magnetischen Eigenschaften;
  - Teil 1 Elektroblech und -band, kaltgewalzt, nichtkornorientiert, schlußgeglüht, Technische Lieferbedingungen, ersetzt durch DIN EN 10106
  - Teil 1 Bbl.1 Ummagnetisierungsverlust bei Frequenzen über 100 Hz, ersetzt durch DIN EN 10106
  - Teil 2 Elektroblech und -band, kaltgewalzt, nichtkornorientiert, nicht schlußgeglüht, Technische Lieferbedingungen, ersetzt durch DIN EN 10341
  - Teil 3 Elektroblech und -band, kornorientiert; Technische Lieferbedingungen, ersetzt durch DIN EN 10107
  - Teil 4 Elektroblech und -band aus legierten Stählen, kaltgewalzt, nichtkornorientiert, nicht schlußgeglüht; Technische Lieferbedingungen, ersetzt durch DIN EN 10341
- DIN 46420 Runddrähte aus Aluminium, für die Elektrotechnik, gezogen; Maße
- DIN 46424 Schaltanlagen; Gepreßte U-Profile aus Aluminium, für Stromschienen
- DIN 46425 Runddrähte aus Aluminium, für die Elektrotechnik, genau gezogen; Maße
- DIN 46431 Runddrähte aus Kupfer, für die Elektrotechnik, genau gezogen; Maße
- DIN 46452 Flachdrähte für die Elektrotechnik; Halbzeug für Wickeldrähte, Maße
- DIN 46453 Wickeldrähte
  - Teil 3 Runddrähte, isoliert, einfach oder mehrfach umsponnen; Prüf- und Meßverfahren
  - Teil 6 Drähte aus Widerstandslegierungen; Bestimmung des Temperatur-Koeffizienten des Gleichstrom-Widerstandes
- DIN 46460 Wickeldrähte; Runddrähte aus Widerstandslegierungen
  - Teil 1 blank; Technische Lieferbedingungen
  - Teil 2 lackisoliert, direkt verzinnbar, Typ V; Technische Lieferbedingungen
  - Teil 3 lackisoliert, wärmebeständig mit Temperaturindex 180, Typ W 180; Technische Lieferbedingungen
- DIN 46463 Wickeldrähte, Runddrähte aus Nickel-Widerstandslegierungen, blank; Maße, Widerstandswerte, Gewichte
- DIN 46464 Wickeldrähte, Runddrähte aus Widerstandslegierungen, isolierend oxydiert; Technische Lieferbedingungen
- DIN 46465 Wickeldrähte, Flachdrähte aus Widerstandslegierungen, blank; Maße, Widerstandswerte
- DIN 47100 Fernmeldeschnüre; Kennzeichnung der Adern, Farben der Außenhüllen, November 1998 ersatzlos zurückgezogen
- DIN 47101 Fernmeldeschnüre; Ausgestaltung, Maße, Darstellung für Zeichnungen
- DIN 47104 Lahnlitzenleiter für Fernmeldeschnüre
- DIN 47223 HF-Steckverbindung 7/16; Wellenwiderstand 50 O
- DIN 47225 HF-Steckverbindung 1/3, Wellenwiderstand 50 O; Anschlußmaße
- DIN 47226 Koaxiale HF-Steckverbindung 1,8/5,6, Wellenwiderstand 50 O; Anschlußmaße
- DIN 47227 Koaxiale HF-Steckverbindung 9/21, Zwitterstecker, Wellenwiderstand 50 O; Anschlußmaße
- DIN 47231 Koaxiale HF-Steckverbindung 4,1/9,5, Wellenwiderstand 50 O; Anschlußmaße
- DIN 47232 Koaxiale HF-Steckverbindung 21/48
  - Teil 1 mit Flansch, Wellenwiderstand 50 O; Anschlußmaße
  - Teil 2 mit Überwurfmutter, Wellenwiderstand 50 O; Anschlußmaße
- DIN 47233 Koaxiale HF-Steckverbindung 29/66
  - Teil 1 mit Flansch, Wellenwiderstand 50 O; Anschlußmaße
  - Teil 2 mit Überwurfmutter, Wellenwiderstand 50 O; Anschlußmaße
- DIN 47234 Koaxiale HF-Steckverbindung 43/98, Wellenwiderstand 50 O; Anschlußmaße
- DIN 47235 HF-Steckverbindung 2/5,5; Wellenwiderstand 50 O
- DIN 47236 HF-Steckverbindung 4/11; Wellenwiderstand 50 O
- DIN 47237 HF-Steckverbindung 8/22; Wellenwiderstand 50 O
- DIN 47280
  - Teil 2 HF-Steckverbindungen für Wellenwiderstand 50 O; Steckergrößen, Übersicht
- DIN 47295 HF-Steckverbindung 1,6/5,6; Wellenwiderstand 75 Ohm
- DIN 47297 HF-Steckverbindung 1,0/2,3; Wellenwiderstand 50 O
- DIN 47301 Begriffe der Hochfrequenz-Leitungstechnik
  - Teil 1 Wellenleiter
- DIN 47302 Hochfrequenz(HF)-Hohlleiter
  - Teil 1 Rechteck-Rohr, Maße, Frequenzbereich, Dämpfung
  - Teil 2 Rund-Rohr, Maße, Frequenzbereich, Dämpfung
  - Teil 3 Quadratisches Rohr; Maße, Frequenzbereich, Dämpfung
  - Teil 10 Hohlleiter-Rohr, Anforderungen
- DIN 47304 Hochfrequenz(HF)-Hohlleiter; Hohlleiter-Rohr, Prüfungen
- DIN 47386 Koaxiale Hochfrequenz-Kabel 0,8/4,5, vollisoliert, hochbiegsam, Z=75 O
- DIN 47400 Schnüre für Fernmeldeanlagen; Begriffe
- DIN 47409 Knickschutztüllen für Fernmeldeschnüre
- DIN 47410 Schnüre für Fernmeldeanlagen und Informationsverarbeitungsanlagen; Technische Lieferbedingungen
- DIN 47411 Fernmeldeschnur mit Drahtlitzenleiter, mit PVC-Isolierhülle und Textil-Außenhülle; adrig, feuchtluftgeschützt
- DIN 47412 Fernmeldeschnur mit Drahtlitzenleiter
  - Teil 1 mit PVC-Isolierhülle und PVC-Außenhülle, adrig, spritzwasserfest
  - Teil 2 mit PVC-Isolierhülle ohne PVC-Außenhülle, adrig, feuchtluftgeschützt
- DIN 47413 Fernmeldeschnur mit Drahtlitzenleiter, mit PVC-Isolierhülle und Textil-Außenhülle; paarig, feuchtluftgeschützt
- DIN 47414 Fernmeldeschnur mit Drahtlitzenleiter, mit PVC-Isolierhülle und PVC-Außenhülle; paarig, spritzwasserfest
- DIN 47453 Fernmeldeschnur mit Lahnlitzenleiter, mit Textil-Isolierhülle und Textil-Außenhülle; adrig, für trockene Räume
- DIN 47460 Fernmeldeschnur mit Lahnlitzenleiter, mit PVC-Isolierhülle und Textil-Außenhülle; adrig, feuchtluftgeschützt
- DIN 47461 Fernmeldeschnur mit Lahnlitzenleiter B, mit PVC-Isolierhülle und PVC-Außenhülle; adrig, spritzwasserfest
- DIN 47462 Fernmeldeschnur mit Lahnlitzenleiter, mit PVC-Isolierhülle; adrig, geflochten, spritzwasserfest
- DIN 47463 Fernmeldeschnur mit Lahnlitzenleiter E, mit PVC-Isolierhülle und PVC-Außenhülle; adrig, spritzwasserfest
- DIN 47600 Verbindungsmuffen aus Metallguß, für Starkstromkabel bis 10 kV
  - Teil 1 Schutzmuffen
  - Teil 2 Innenmuffen
  - Teil 3 Zuordnung der Verbindungsmuffen zu den papierisolierten Kabeln, Zuordnung der Kupferverbindungsseile
  - Teil 4 Innerer Aufbau für papierisolierte Kabel
  - Teil 5 Montageanweisung für papierisolierte Kabel
  - Teil 6 Zuordnung der Verbindungsmuffen zu kunststoffisolierten Kabeln 0,6/1 kV
  - Teil 7 Innerer Aufbau für kunststoffisolierte Kabel 0,6/1 kV
- DIN 47606 Verbindungsmuffen aus Metallguß, für Starkstromkabel mit einzelnen geschirmten Adern von 10 kV bis 30 kV; Schutzmuffen
- DIN 47608 Anschlußleisten mit Schneidklemmkontakten für Fernmeldeanlagen
  - Teil 2 Anforderungen, Prüfung
- DIN 47609 Wettersichere Verzweigerschränke aus Kunststoff für Fernmelde-, Steuer- und Signalkabel; Anforderungen, Prüfungen
- DIN 47615 Verteilerkästen für Fernmeldeanlagen – Maße, Bauformen
- DIN 47619 Spleißen von Fernmeldekabeln
  - Teil 1 Kabel mit symmetrischen Verseilelementen
- DIN 47624 Klemmmuffen aus Kunststoff für Fernmeldekabel mit metallischen Leitern und Lichtwellenleitern – Anforderungen und Prüfungen
- DIN 47626 Mantelklemmen für Fernmeldekabel; Anforderungen, Prüfungen
- DIN 47627 Lötfreie Aderverbindungen in Muffen für Fernmeldekabel; Anforderungen, Prüfungen
- DIN 47630 Hausanschlußmuffen aus Metallguß, bis 1000 V
  - Teil 1 Maße
  - Teil 2 Innerer Aufbau für Verteilerkabel NKBA und Hausanschlußkabel NKBA
  - Teil 3 Montageanweisung für Verteilerkabel NKBA und Hausanschlußkabel NKBA
  - Teil 4 Innerer Aufbau für Verteilerkabel NKBA und Hausanschlußkabel NYCY
  - Teil 5 Montageanweisung für Verteilerkabel NKBA und Hausanschlußkabel NYCY
  - Teil 6 Innerer Aufbau für Verteilerkabel NAKLEY und Hausanschlußkabel NYCY
  - Teil 7 Montageanweisung für Verteilerkabel NAKLEY und Hausanschlußkabel NYCY
  - Teil 8 Innerer Aufbau für Verteilerkabel NYCWY und Hausanschlußkabel NYCY
  - Teil 9 Montageanweisung für Verteilerkabel NYCWY und Hausanschlußkabel NYCY
  - Teil 10 Innerer Aufbau für Verteilerkabel NYY und Hausanschlußkabel NYY
  - Teil 11 Montageanweisung für Verteilerkabel NYY und Hausanschlußkabel NYY
- DIN 47634 Muffen aus wärmeschrumpfendem Kunststoff für Fernmeldekabel; Anforderungen; Prüfungen
- DIN 47635 Dichtungsnuten und Falze für Kabelgarnituren aus Metallguß
- DIN 47642 Kabelschellen aus Metallguß, für Garnituren
- DIN 47643 Muffen-Deckel für Kabelgarnituren
- DIN 47645 Kappen aus wärmeschrumpfendem Kunststoff für Fernmeldekabel; Anforderungen, Prüfungen
- DIN 47658 Kabel-Abzweigklemmen in Hausanschlußmuffen für Kupfer- und Aluminiumleiter
- DIN 47659 Erdungsklemme für gewellten konzentrischen Kupferleiter bis 150 mm² Querschnitt
- DIN 48004 Isolatoren für Starkstrom-Freileitungen; Isolierkörper für Stützenisolatoren St mit Innenbefestigung, Reihenspannungen 10 bis 30 kV
- DIN 48006 Isolatoren für Starkstrom-Freileitungen
  - Teil 1 Langstabisolatoren LP mit Pfannenkappen
  - Teil 2 Langstabisolatoren LG mit Gabelkappen
  - Teil 3 Vollkernisolatoren VK
- DIN 48016 Gewindekappe zum Befestigen von Stützenisolatoren für Starkstrom-Freileitungen bis 1000 V
- DIN 48031 Rollen für Kabel und Leitungen
- DIN 48044 Starkstrom-Freileitungen; Gerade Isolatorstützen
- DIN 48045 Starkstrom-Freileitungen; Gebogene Isolatorstützen
- DIN 48050 Starkstrom-Freileitungen; Gerade Isolatorstütze
  - Teil 1 kegelig
  - Teil 2 zylindrisch
- DIN 48051 Starkstrom-Freileitungen
  - Teil 1 Gebogene Isolatorstützen, Regelausführung
  - Teil 3 Gebogene Isolatorstützen zum Anschrauben
- DIN 48055 Isolatorstützen für Fernmeldefreileitungen
  - Teil 1 Gerade Stützen
  - Teil 2 U-Stützen
  - Teil 3 Hakenstützen
  - Teil 4 Kerbungen
- DIN 48059 Doppelklöppel
- DIN 48062 Starkstrom-Freileitungen
  - Teil 1 Pfannenkappen für Isolatoren
  - Teil 2 Gabelkappen für Isolatoren
- DIN 48065
  - Teil 1 Klöppelösen ohne Schutzarmaturenbefestigung, für U-Bügel
  - Teil 2 Klöppelösen mit Schutzarmaturenbefestigung, für U-Bügel
  - Teil 3 Klöppelösen mit Schutzarmaturenbefestigung, für Verbindungsbolzen
- DIN 48066 Gelenke
  - Teil 1 Traggelenke
  - Teil 2 Abspanngelenke
- DIN 48067
  - Teil 1 Pfannenösen ohne Schutzarmaturenbefestigung
  - Teil 2 Pfannenösen mit Schutzarmaturenbefestigung
- DIN 48068 Schutzarmaturenbefestigung; Anschlußmaße
- DIN 48069
  - Teil 1 Doppelösen ohne Schutzarmaturenbefestigung
  - Teil 2 Doppelösen mit Schutzarmaturenbefestigung
- DIN 48070 Abstandhalter
  - Teil 1 Dreieck-Abstandhalter
  - Teil 2 Trapez- und Rechteck-Abstandhalter
- DIN 48072
  - Teil 1 Abzweigklemmen für Aluminiumseile und Stahl-Aluminiumseile für Starkstrom-Freileitungen
  - Teil 2 Abzweigklemmen für Kupferdrähte und Kupferseile für Starkstrom-Freileitungen
- DIN 48073 Verbindungsbolzen
- DIN 48074 Laschen und Gabeln; Anschlußmaße
- DIN 48075
  - Teil 1 Stromklemmen für Aluminiumseile und Aluminium-Stahl-Seile für Starkstrom-Freileitungen
  - Teil 2 Stromklemmen für Kupfer- und Bronzeseile für Starkstrom-Freileitungen
- DIN 48077
  - Teil 1 Zubehör für Freileitungen und Schaltanlagen; Benennungen von Zubehörteilen für Isolatoren, Isolatorketten und Erdseilbefestigungen
- DIN 48078
  - Teil 1 Gabellaschen für laschenseitigen Verbindungsbolzen-Anschluß
  - Teil 2 Gabellaschen für laschenseitigen U-Bügel-Anschluß
- DIN 48083 Einsätze in Pressen für Preßverbindungen
  - Teil 1 Mechanische Pressen bis 15 und bis 60 kN Nenn-Druckkraft; Anschlußmaße
  - Teil 3 Hydraulische Pressen bis 300, bis 450 und bis 1000 kN Nenn-Druckkraft; Anschlußmaße
  - Teil 4 Maße der Sechskant-Preßform
- DIN 48084
  - Teil 1 Leiter und Klemmen in Schaltanlagen mit Nennspannungen ab 60 kV; Anwendung
- DIN 48085 Preßverbinder, zugfest
  - Teil 1 für Kupferseile
  - Teil 2 für Aluminiumseile
  - Teil 3 für Aluminium-Stahl-Seile
- DIN 48087 Ortsveränderliche Geräte zum Erden und Kurzschließen; Spindelschaft für Anschließteile
- DIN 48088 Anschließstelle für Erdungs- und Kurzschließvorrichtungen
  - Teil 1 Kugelbolzen
  - Teil 2 Zylinderbolzen mit Ringnut zum erdseitigen Anschluß
  - Teil 3 Bügelfestpunkt für Leiter (Seile, Rohre)
  - Teil 4 Schalenfestpunkt für Leiter (Seile, Rohre)
  - Teil 5 Anschlußstück für Erdungsleitungen
- DIN 48108 Keramische Werkstücke für die Elektrotechnik; Fassungsstellen für Isolierkörper
  - Teil 1 Riffelung
  - Teil 2 Splittung
  - Teil 3 Wellenprofil
- DIN 48113 Stützisolatoren für Schaltgeräte und Schaltanlagen für Spannungen über 1 kV; Zuordnung der Begriffe für Biegefestigkeit
- DIN 48115 Schirme für Konstruktionsporzellan; Abmessungen, Kriechwegbestimmung
- DIN 48124 Durchführungen für wasserstoffgekühlte Generatoren
  - Teil 1 natürlich gekühlte Durchführungen
  - Teil 2 flüssigkeitsgekühlte Durchführungen
  - Teil 3 gasgekühlte Durchführungen
- DIN 48125 Wanddurchführungen für Freiluft-Innenanlagen, Reihe 45N und 45S bis 150N und 150S; Anschluß- und Befestigungsmaße
- DIN 48138 Stützenisolatoren; Anschlußmaße
- DIN 48139 Plattenstützenisolatoren; Anschlußmaße
- DIN 48140 Fernmelde-Freileitungen; Isolatoren RMk
- DIN 48141 Fernmelde-Freileitungen; Isolatoren RMd
- DIN 48145 Fernmelde-Freileitungen; Isolator RMü
- DIN 48150 Starkstrom-Freileitungen; Stützenisolatoren N, Nennspannung unter 1 kV
- DIN 48152 Starkstrom-Freileitungen; Zugisolator Z, Nennspannung unter 1 kV
- DIN 48154
  - Teil 1 Starkstrom-Freileitungen; Schäkelisolatoren S, Isolierkörper
  - Teil 2 Starkstrom-Freileitungen; Schäkelisolatoren S, Bügel
- DIN 48156 Starkstrom-Freileitungen; Isolierei E, Nennspannung unter 1 kV
  - Teil 2 Bügel
- DIN 48170 Dachständer für Starkstrom-Freileitungen mit Nennspannungen bis 1000 V; Zusammenstellung, Einzelteile
- DIN 48172 Starkstrom-Freileitungen, Nennspannung unter 1 kV; Dachständer-Einführungskopf, Zusammenstellung, Einzelteile
- DIN 48173 Starkstrom-Freileitungen, Nennspannung unter 1 kV; Dachanker, Zusammenstellung, Einzelteile
- DIN 48174
  - Teil 1 Querträger für Holzmaste für Starkstrom-Freileitungen mit Nennspannungen bis 1000 V
  - Teil 2 Querträger für Dachständer für Starkstrom-Freileitungen mit Nennspannungen bis 1000 V
  - Teil 3 Querträger für Holzmaste und Dachständer für Starkstrom-Freileitungen mit Nennspannungen bis 1000 V
- DIN 48175 Dachständer-Hauseinführungen
  - Teil 1 Normalausführung, Schutzart IP 40, für Starkstrom-Freileitungen mit Nennspannungen bis 1000 V
  - Teil 2 Sonderausführungen, Schutzart IP 54, für Starkstrom-Freileitungen mit Nennspannungen bis 1000 V
- DIN 48176 Dachständerstrebe für Starkstrom-Freileitungen; Zusammenstellung, Einzelteile
- DIN 48200 Drähte für Leitungsseile
  - Teil 1 Drähte aus Kupfer
  - Teil 2 Drähte aus Kupfer-Knetlegierungen (Bz)
  - Teil 7 Drähte aus Stahlkupfer (Staku)
- DIN 48201
  - Teil 1 Leitungsseile – Seile aus Kupfer
  - Teil 2 Leitungsseile; Seile aus Kupfer-Knetlegierungen (Bz)
  - Teil 3 Leitungsseile; Seile aus Stahl
  - Teil 7 Leitungsseile; Seile aus Stahlkupfer (Staku)
- DIN 48203
  - Teil 1 Drähte und Seile für Leitungen aus Kupfer; Technische Lieferbedingungen
  - Teil 2 Drähte und Seile für Leitungen aus Kupfer-Knetlegierungen (Bz); Technische Lieferbedingungen
  - Teil 3 Drähte und Seile für Leitungen aus Stahl; Technische Lieferbedingungen
  - Teil 7 Drähte und Seile für Leitungen aus Stahlkupfer (Staku); Technische Lieferbedingungen
- DIN 48207 Leitungsseile; Verlegen von Freileitungsseilen
  - Teil 2 Freileitungen mit Nennspannungen über 1 kV - Verfahren und Ausrüstung zum Verlegen von Leitern - Teil 2: Ziehstrümpfe aus Stahl
  - Teil 3 Freileitungen mit Nennspannungen über 1 kV - Verfahren und Ausrüstung zum Verlegen von Leitern - Teil 3: Wirbelverbinder
- DIN 48217 Kerbverbinder für Starkstrom-Freileitungen und Bahn-Fahrleitungsanlagen
- DIN 48300 Drähte für Fernmeldefreileitungen
- DIN 48319 Hakenschrauben für Starkstrom-Freileitungen
- DIN 48323 Fernmelde- und Starkstrom-Freileitungen; Spannschloß für Ankerseile
- DIN 48324 Fernmeldefreileitungen und Starkstromfreileitungen unter 1 kV; Ankerstab, Vorlegeplatte, Ringmutter
- DIN 48327 Drahtverbindungshülsen für Fernmeldefreileitungen
- DIN 48328 Fernmelde-Freileitungen und Starkstrom-Freileitungen unter 1 kV; Ankerklötze
- DIN 48334 Spannschlösser, geschlossene Form
- DIN 48335 Starkstrom- und Fernmelde-Freileitungen; Drahtseilklemme
- DIN 48342 Starkstrom- und Fernmelde-Freileitungen; Drahtseilspannklemme
- DIN 48345 Steigeisen für Holzmaste
- DIN 48350 Fernmelde- und Starkstrom-Freileitungen; Holzmaste
- DIN 48351 Starkstrom-Freileitungen; A-Maste
  - Beiblatt 1 Formeln und Berechnungsgrundlagen
  - Teil 1 Hauptmaße
  - Teil 2 Bolzen, Muttern, Scheiben
- DIN 48353
  - Teil 1 Stahlbetonmaste und -querträger für Einfachleitungen bis 20 kV
  - Teil 2 Stahlbetonmaste und -querträger; Richtlinie für die Auswahl der Maste
- DIN 48500 Leistungskondensatoren; Technische Lieferbedingungen
- DIN 48699 Kennzeichnung von Hilfsmitteln zum Arbeiten an unter Spannung stehenden Teilen
- DIN 48803 Blitzschutzanlage; Anordnung von Bauteilen und Montagemaße
- DIN 48830 Blitzschutzanlage; Beschreibung
- DIN 49073 Gerätedosen aus Metall und Isolierstoff zum versenkten Einbau zur Aufnahme von Installationsgeräten bis 16 A 250 V und Steckdosen nach DIN 49445, DIN 49447 und DIN EN 60309-2 (VDE 0623-20) bis 32 A 690 V - Hauptmaße
  - Berichtigung 1
  - Teil 1 zur Aufnahme von Installationsgeräten bis 16 A 250 V
  - Teil 3 zum versenkten Einbau und zur Aufnahme von Steckdosen nach DIN
- DIN 49075 Abdeckplatten für Installationsgeräte zum Einbau in Gerätedosen
  - Teil 1 mit Öffnungen von Ø 45 mm und mit festgelegten Einsätzen; Hauptmaße
  - Teil 2 mit anderen Öffnungen als Ø 45 mm ohne Einsätze; Hauptmaße
- DIN 49076 Öffnungen in Frontplatten von Elektro-Installationskanälen zum Einbau von Installationsgeräten; Hauptmaße
- DIN 49100 Sockel für zweipolige Steckdosen mit Schutzkontakt DC 10 A 250 V, AC 16A 250 V und Installationsschalter bis 16 A 250 V; Befestigungsmaße
- DIN 49200 Installationsschalter bis 16 A 250 V
- DIN 49290 Installationsmaterial; Schalterbezeichnungen
- DIN 49325 D-Sicherungssockel für vorderseitigen Anschluß, mit Abdeckung, für Einbau, E 16, 25 A, 500 V, für D-Ring-Paßeinsätze
- DIN 49328 D-Sicherungssockel für vorderseitigen Anschluß, für D-Ring-Paßeinsätze, D III 63 A 750 V
- DIN 49335 D-Sicherungssockel für vorderseitigen Anschluß, für D-Schraub-Paßeinsätze, D III 63 A 750 V
- DIN 49343 Trägheitszeichen für D-Sicherungseinsätze
- DIN 49360 D-Sicherungen
  - Teil 1 D-Schraubkappe E16, 25 A, 500 V
  - Teil 2 D-Sicherungseinsätze E 16, 500 V
  - Teil 3 D-Ring-Paßeinsätze E 16 mit Funktionsmaßen für Paßeinsatzschlüssel
- DIN 49400 Elektrisches Installationsmaterial - Haushalt- und Kragensteckvorrichtungen - Übersicht
- DIN 49406
  - Teil 1 Zweipoliger Stecker für schutzisolierte Geräte 10 A, 250 V– und 16 A, 250 V~; Hauptmaße
  - Teil 2 Zweipolige Stecker für schutzisolierte Geräte DC 10 A 250 V, AC 16 A 250 V, spritzwassergeschützt
- DIN 49437 Adapter mit zwei Steckdosen 2,5 A 250 V
- DIN 49440 Zweipolige Steckdosen mit Schutzkontakt, DC 10 A, AC 16 A 250 V
  - Teil 1 Hauptmaße
  - Teil 2 Ortsveränderliche Mehrfachsteckdosen, Kombination von Steckdosen 16 A 250 V und Steckdosen 2,5 A 250 V – Hauptmaße
    - Berichtigung 1

  - Teil 3 zweipolige Kupplungsdosen, spritzwassergeschützt
  - Teil 4 Lehren für Kupplungsdosen
  - Teil 5 für Einbau in Gerätedosen; Maße
  - Teil 6 für Verwendung auf Montageflächen, für Kupplungsdosen und für ortsveränderliche Steckdosen; Maße
- DIN 49441 Zweipolige Stecker mit Schutzkontakt, 10 A, 250 V≅ und 10 A, 250 V–, 16 A, 250 V∼
  - Teil 2 Zweipolige Stecker mit Schutzkontakt DC 10 A 250 V, AC 16 A 250 V, spritzwassergeschützt
  - Teil 3 Zweipolige Stecker mit Schutzkontakt, DC 10 A 250 V, AC 16 A 250 V; Lehre für Stecker-Außendurchmesser; Prüfvorrichtung
- DIN 49442 Zweipolige Steckdosen mit Schutzkontakt, druckwasserdicht, 10 A, 250 V≅ und 10 A, 250 V–, 16 A, 250 V∼; Hauptmaße
- DIN 49443 Zweipoliger Stecker mit Schutzkontakt; DC 10A 250 V AC 16A 250 V, druckwasserdicht
- DIN 49445 Dreipolige Steckdosen mit Neutral- und Schutzkontakt AC 16 A 400/230 V
- DIN 49446 Dreipoliger Stecker mit N- und mit Schutzkontakt 16 A AC 400/230 V; Hauptmaße
- DIN 49447 Dreipolige Steckdosen mit Neutral- und Schutzkontakt AC 25 A 400/230 V
- DIN 49448 Dreipoliger Stecker mit N- und mit Schutzkontakt 25 A AC 400/230 V; Hauptmaße
- DIN 49464 Zweipolige Rundstecker AC 2,5 A 250 V nichtwiederanschließbar mit schrägstehenden Stiften für Klasse-II-Geräte - Hauptmaße
- DIN 49500 Leitungsschutzschalter (LS-Schalter), 6 bis 25 A, 415 V~ und 250 V–, einschraubbar in Sicherungssockel DII
- DIN 49670 Lehren für Leuchtstofflampen-Fassungen mit Schutzrohr
- DIN 49732 Lampensockel K59d und K100d
- DIN 49741 Lampensockel BX22d/32
- DIN 49748 Lampensockel K24s und K30s
- DIN 49775 Elektrische Leuchten; Ansatzleuchten; Anschlußmaße
- DIN 49778
  - Teil 7 Lichtmaste; Gerätesteg mit Schiebemuttern; Maße, Einbau
- DIN 49780 Elektrische Innenleuchten; Anschlußleitungslängen für ortsveränderliche Leuchten und Gesamtlängen von Hängeleuchten
- DIN 49781 Aufhängebügel für Straßenleuchten an Spannseilen; Befestigungsmaße und Schraubengrößen
- DIN 49782 Straßenbeleuchtung; Sinnbilder, Darstellung in Lageplänen
- DIN 49802 Vorheiz-Bedingungen für starterlos betriebene röhrenförmige Leuchtstofflampen; Identisch mit IEC 60882:1986 (Report)
- DIN 49810 Allgebrauchslampen
  - Teil 3 Stoßfeste Lampen
  - Teil 4 Lampen für schlagwetter- und explosionsgeschützte Hängeleuchten
  - Teil 5 Lampen für schlagwetter- und explosionsgeschützte Handleuchten
- DIN 49812 Allgebrauchslampen
  - Teil 1 Röhrenlampen, Birnenlampen
  - Teil 2 Tropfenlampen, Kerzen-Großlampen
  - Teil 3 Pilzlampen
  - Teil 4 Anzeigelampen für schlagwetter- und explosionsgeschützte Meldeleuchten
- DIN 49833 Kerzen-Kleinlampen, Illu-Kleinlampen
- DIN 49837 Lampen für Hand- und Arbeitsstellen-Scheinwerfer
- DIN 49838
  - Teil 2 Fernmeldelampen mit Lampensockel BA7s
- DIN 49840 Lampen für Wasser- und gleislose Batteriefahrzeuge
  - Teil 2 Lampen für Wasserfahrzeuge
- DIN 49842 Lampen für Straßenverkehrssignale
  - Teil 1 Kleinspannungslampen für ortsfeste Signallichter
  - Teil 2 Hochvoltlampen für ortsfeste Signallichter
  - Teil 3 Anforderungen und Prüfung
- DIN 49846 Zwerglampen
  - Teil 1 Form K
  - Teil 2 Form LA und Form LB
  - Teil 3 Form LC und Form LD
- DIN 49848 Fahrrad-Glühlampen
  - Teil 1 Form B
  - Teil 2 Form HS 3
  - Teil 3 Formen C, D, E, F und G
  - Teil 4 Form HS4
  - Teil 5 Form TF5
- DIN 49850 Glimmlampen als Anzeigelampen
- DIN 49851 Zwerglampen als Anzeigelampen
- DIN 49852 Röhren- und Birnenlampen für Anzeigezwecke
- DIN 49860 Halogen-Metalldampflampen mit tageslichtähnlicher Strahlungsverteilung
  - Teil 2 Sportstättenbeleuchtung
- DIN 49970 Elektrische Leuchten; Aufhängerohre aus Metall
- DIN 49972 Einteilung und Beschreibung neuer Leuchtmittel (IEC TR 60972:1989 + A1:1991)
- DIN 49978 Elektrische Leuchten; Tragstücke
- DIN 49979 Elektrische Leuchten; Kappen
- DIN 49980 Elektrische Leuchten; Deckenhaken, Deckenkappen
- DIN 49982 Elektrische Leuchten; Rohraufhänger
- DIN 49984 Elektrische Leuchten; Profildichtring für Leuchtengläser mit Flanschrand nach DIN 49993
- DIN 49985 Elektrische Leuchten; Flachdichtring für Leuchtengläser mit Schraubenrand nach DIN 49900
- DIN 49990 Elektrische Leuchten; Leuchtengläser mit Schraubrand
- DIN 49992 Elektrische Leuchten; Leuchtengläser mit rundem Lochrand
- DIN 49993 Leuchtengläser mit Flanschrand
- DIN 49999 Leuchtengläser
  - Teil 1 Runde Griff-, Loch- und Flanschränder, Anschlußmaße
  - Teil 2 Runde Lochränder für Schraubring- und Federhalterung; Anschlußmaße